# Deutschland
Deutschland (anhörenⓘ; Vollform des Staatsnamens seit 1949: Bundesrepublik Deutschland) ist ein Bundesstaat in Mitteleuropa. Es besteht aus 16 Ländern und ist als freiheitlich-demokratischer und sozialer Rechtsstaat verfasst. Die 1949 gegründete Bundesrepublik Deutschland stellt die jüngste Ausprägung des 1871 erstmals gegründeten deutschen Nationalstaats dar. Im Rahmen der Wiedervereinigung Deutschlands wurde Berlin 1990 Bundeshauptstadt und 1991 zum Parlaments- und Regierungssitz bestimmt.
Das Land grenzt an neun Nachbarstaaten und liegt in der gemäßigten Klimazone zwischen Nord- und Ostsee im Norden sowie Bodensee und Alpen im Süden. Deutschland hat circa 83,6 Millionen Einwohner und zählt bei einer Fläche von 357.588 Quadratkilometern mit durchschnittlich 237 Einwohnern pro Quadratkilometer zu den dicht besiedelten Flächenstaaten. Die bevölkerungsreichste deutsche Stadt ist Berlin; weitere Metropolen mit mehr als einer Million Einwohnern sind Hamburg, München und Köln; der größte Ballungsraum ist das Ruhrgebiet mit über fünf Millionen Einwohnern. 
Funde des Homo heidelbergensis sowie zahlreicher prähistorischer Kunstwerke aus der späteren Altsteinzeit belegen, dass seit 600.000 Jahren Menschen auf dem Gebiet des heutigen Deutschland leben, einige Steinwerkzeuge wurden sogar auf über 1,3 Millionen Jahre datiert. Während der Jungsteinzeit, um 5600 v. Chr., wanderten die ersten Bauern aus Vorderasien ein. Die Römer bezeichneten die Siedlungsgebiete der germanischen Stämme in der Antike als Germania magna. Durch die Eroberungen Karls des Großen wurden weite Teile des heutigen Deutschland um 800 erstmals in einem Herrschaftsgebiet zusammengefasst. Infolge der Teilungen des Fränkischen Reichs unter Karls Enkeln entstand im 9. Jahrhundert das Ostfrankenreich, das ab dem 10. Jahrhundert auch als Regnum Teutonicum bezeichnet wurde und aus dem das bis 1806 bestehende Heilige Römische Reich Deutscher Nation hervorging. An dessen Stelle wiederum trat 1815 der Deutsche Bund, der sich aus lose miteinander verbundenen souveränen Staaten zusammensetzte. Nach der gescheiterten Märzrevolution von 1848 kam es erst 1871 zur Gründung eines deutschen Nationalstaats, des Deutschen Reichs.
Die rasche Entwicklung vom Agrar- zum Industriestaat vollzog sich während der Gründerzeit in der zweiten Hälfte des 19. Jahrhunderts. Nach dem Ersten Weltkrieg wurde 1918 die Monarchie abgeschafft und die demokratische Weimarer Republik konstituiert. Ab 1933 führte die nationalsozialistische Diktatur zu politischer und rassistischer Verfolgung und gipfelte in der Ermordung von sechs Millionen Juden und Angehörigen anderer Minderheiten wie Sinti und Roma. Der vom NS-Staat 1939 begonnene Zweite Weltkrieg endete 1945 mit der Niederlage der Achsenmächte. Das von den Siegermächten besetzte Land wurde 1949 geteilt, nachdem bereits 1945 seine Ostgebiete teils unter polnische, teils sowjetische Verwaltungshoheit gestellt worden waren. Der Gründung der Bundesrepublik als demokratischer westdeutscher Teilstaat mit Westbindung am 23. Mai 1949 folgte die Gründung der sozialistischen DDR am 7. Oktober 1949 als ostdeutscher Teilstaat unter sowjetischer Hegemonie. Die innerdeutsche Grenze war nach dem Berliner Mauerbau (ab 13. August 1961) abgeriegelt. Nach der friedlichen Revolution in der DDR 1989 erfolgte die Lösung der deutschen Frage durch die Wiedervereinigung beider Landesteile am 3. Oktober 1990, womit auch die Außengrenzen Deutschlands als endgültig anerkannt wurden. Durch den Beitritt der fünf ostdeutschen Länder sowie die Wiedervereinigung von Ost- und West-Berlin zur heutigen Bundeshauptstadt zählt die Bundesrepublik Deutschland seit 1990 sechzehn Bundesländer.
Seit der Wiedervereinigung 1990 hat sich Deutschland zu einer der führenden Wirtschaftsnationen weltweit entwickelt. Anfangs stellte die Integration der DDR eine große Herausforderung dar, doch durch umfangreiche Investitionen und Reformen konnte die Wirtschaft stabilisiert werden. Insbesondere die Arbeitsmarktreformen der Agenda 2010 führten zu einer deutlichen Reduzierung der Arbeitslosigkeit und erhöhten die Wettbewerbsfähigkeit des Landes. Das Land verfügt über eine gut entwickelte Infrastruktur, ein starkes Bildungssystem und eine hoch qualifizierte Arbeitskraft, was es zu einem attraktiven Standort für Unternehmen und Investitionen macht. Deutschland gilt als eine der stabilsten und wohlhabendsten Nationen der Welt.
Die Bundesrepublik Deutschland ist Gründungsmitglied der Europäischen Union und ihrer Vorgänger (Römische Verträge 1957) sowie deren bevölkerungsreichstes Land. Mit 19 anderen EU-Mitgliedstaaten bildet sie eine Währungsunion, die Eurozone. Deutschland ist Mitglied der UN, der OECD, der OSZE, der NATO, der G7, der G20 und des Europarates. Bereits 1951 eröffnete der Hohe Flüchtlingskommissar (UNHCR) ein Verbindungsbüro in der damaligen Bundeshauptstadt Bonn, seit 1991 unterhalten die Vereinten Nationen dort ihren deutschen Sitz („UNO-Stadt“). Die Bundesrepublik Deutschland gilt als einer der politisch einflussreichsten Staaten Europas und ist ein gesuchtes Partnerland auf globaler Ebene.
Gemessen am nominalen Bruttoinlandsprodukt ist Deutschland die größte Volkswirtschaft Europas und die drittgrößte der Welt nach den Vereinigten Staaten und China (Stand 2024). Die Deutschen waren 2024 die drittgrößte Export- und Importnation. Sie bilden eine Informations- und Wissensgesellschaft, deren Entwicklung von Automatisierung, Digitalisierung und disruptiven Technologien geprägt ist. Die Verbesserung des deutschen Bildungssystems und die nachhaltige Entwicklung des Landes gelten als zentrale Aufgaben der Standortpolitik. Gemäß dem Index der menschlichen Entwicklung zählt Deutschland zu den sehr hoch entwickelten Ländern.
Muttersprache der Bevölkerungsmehrheit ist Deutsch. Daneben gibt es Regional- und Minderheitensprachen und sowohl Deutsche als auch Migranten mit anderen Muttersprachen, von denen die bedeutendsten Türkisch und Russisch sind.

## Begriffsgeschichte: Deutsch und Deutschland

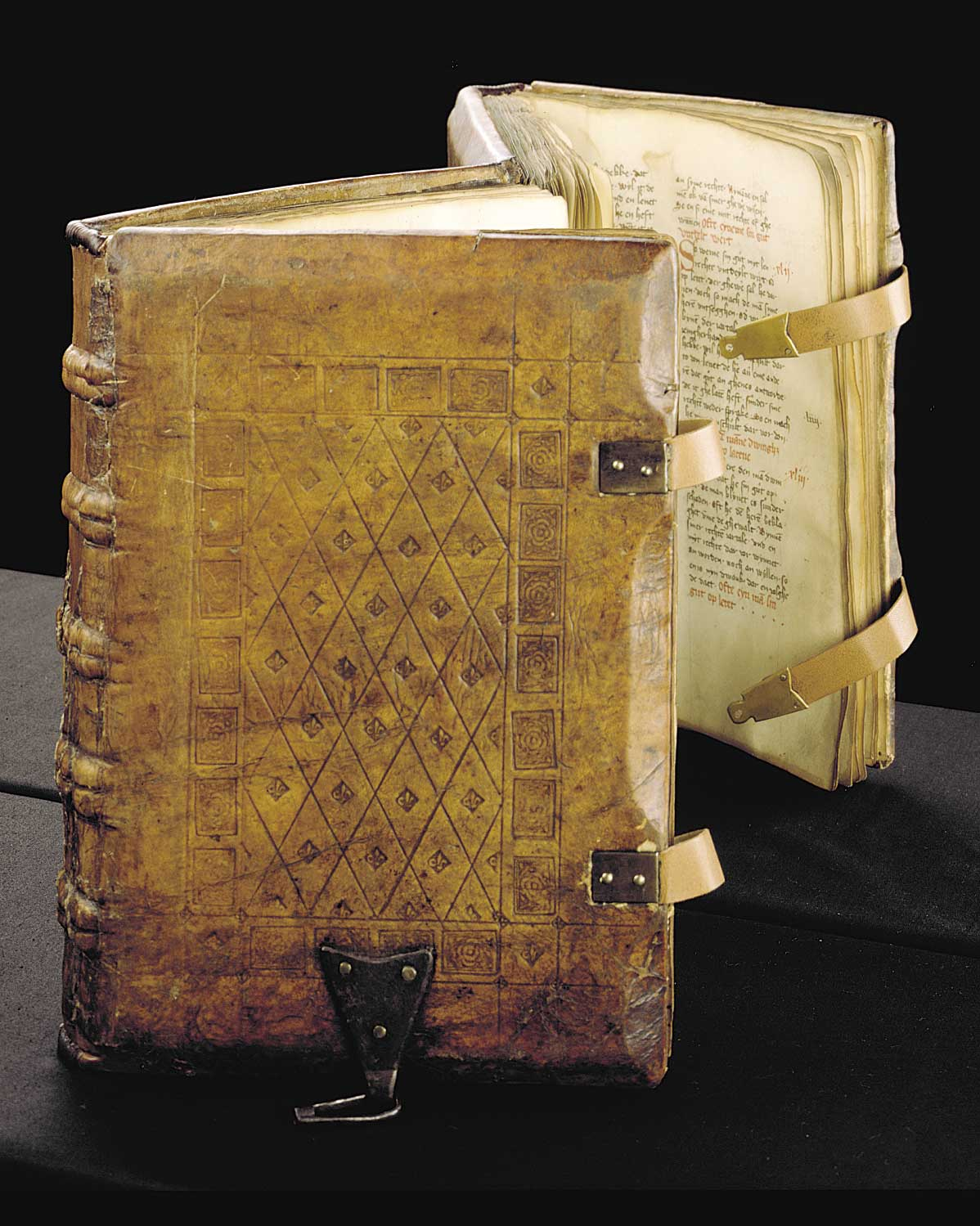
In der Berliner Handschrift des Sachsenspiegels von 1369 steht (auf Mittelniederdeutsch): „Iewelk düdesch lant hevet sinen palenzgreven“ („jegliches deutsche Land hat seinen Pfalzgrafen“).

Die etymologischen Vorformen des Adjektivs deutsch, etwa das germanische *þeudisk oder das althochdeutsche thiutisk, bedeuteten ursprünglich „zum Volk gehörig“ und bezogen sich auf die Dialekte des kontinental-westgermanischen Dialektkontinuums. Die Bezeichnung Deutschland wird seit dem 15. Jahrhundert verwendet, ist in einzelnen Schriftstücken aber schon früher bezeugt; in der Frankfurter Übersetzung der Goldenen Bulle (um 1365) heißt es Dutschelant. Davor sind nur Wortfügungen des Attributs deutsch mit Land belegt, beispielsweise in der unbestimmten Singularform „ein deutsches Land“ oder der bestimmten Pluralform „die deutschen Länder“, nicht aber in der bestimmten Singularform „das deutsche Land“. Gemeint waren Länder mit einer Führungsschicht, die sich auf den politischen Herrschaftsanspruch des (Ost-)Fränkischen, ab dem 10. Jahrhundert des Heiligen Römischen Reiches (962–1806) bezog. Die Bezeichnung wurde damit vor allem für (vor-)staatliche Gebilde im deutschen Sprach- oder Herrschaftsgebiet verwendet, das über Jahrhunderte große Veränderungen erlebte.
Das Heilige Römische Reich, ursprünglich nur als „Reich“ (lateinisch Imperium) bezeichnet, erhielt mehrere Namenszusätze: „Heilig“ seit Mitte des 12. Jahrhunderts, „Römisch“ seit Mitte des 13. Jahrhunderts und seit dem ausgehenden 15. Jahrhundert „Deutscher Nation“ (Heiliges Römisches Reich Deutscher Nation). Erst im 16. Jahrhundert kam die Bezeichnung „Teutschland“ für die vorher so bezeichneten „deutschen Lande“ auf. Bald bürgerte sich in der zeitgenössischen Literatur eine Gleichsetzung von Reich und Teutschland ein, die schließlich als Synonyma verwendet wurden (etwa durch den Hallenser Juristen Johann Peter von Ludewig 1735).
Ein Bewusstsein, dass nicht der jeweilige Territorialstaat, sondern Deutschland als Ganzes als Vaterland anzusehen sei, begann sich erst in den napoleonischen Kriegen auszubreiten. Zuvor hatte etwa Friedrich Schiller streng zwischen einem geistigen und einem politischen Deutschland unterschieden:

„Deutschland, aber wo liegt es? Ich weiß das Land nicht zu finden.
Wo das gelehrte beginnt, hört das politische auf.“

Auch die Möglichkeit einer geeinten Nation sah er skeptisch:

„Zur Nation euch zu bilden, ihr hoffet es, Deutsche, vergebens.
Bildet, ihr könnt es, dafür freier zu Menschen euch aus.“

Deutsche Größe, so der Titel eines unvollendeten Gedichts aus dem Jahr 1801, sah er allein im Geistigen. Noch 1813 sprach Achim von Arnim von Deutschland als einem „hohlen Wortideale“, dem er „alles Herrliche der einzelnen deutschen Völker“ (im Plural) gegenüberstellte.
Ein politisches Verständnis des Namens Deutschland ging zunächst nur von einer kleinen Gruppe von Intellektuellen und Politikern wie Ernst Moritz Arndt, Friedrich Ludwig Jahn, Johann Gottlieb Fichte oder Heinrich Friedrich Karl vom und zum Stein aus, entfaltete aber bereits während der Befreiungskriege eine erhebliche Mobilisierungswirkung. Auch das Kaisertum Österreich und das Königreich Preußen bezogen sich nun positiv auf Deutschland: Erzherzog Karl von Österreich-Teschen erließ 1809 zu Beginn des Fünften Koalitionskriegs einen Aufruf An die deutsche Nation, in dem er versicherte: „Unsere Sache ist die Sache Deutschlands“. Der preußische König Friedrich Wilhelm III. kündigte in der Proklamation von Kalisch am 19. März 1813 „den Fürsten und Völkern Deutschlands die Rückkehr der Freiheit und Unabhängigkeit“ an. Dieses Deutschland wurde als der deutsche Sprachraum definiert (Arndt: Des Deutschen Vaterland, 1813; ähnlich noch 1841 Hoffmann von Fallerslebens Lied der Deutschen). Es wurde nicht mehr als Reich, sondern als Nation verstanden; die deutsche Nationalbewegung setzte sich in den folgenden Jahrzehnten dafür ein, alle deutschen Territorien in einem Nationalstaat zusammenzufassen. Dies misslang zunächst, auf dem Wiener Kongress 1814/15 wurden stattdessen die Territorialstaaten wiederhergestellt und in einem Staatenbund zusammengefasst, dem Deutschen Bund. Dieser wurde ebenfalls als Deutschland bezeichnet, umfasste aber einige mehrheitlich nicht-deutschsprachige Territorien wie Böhmen und Mähren, während andere, mehrheitlich deutschsprachige Gebiete wie Ostpreußen nicht dazugehörten. Gleichwohl blieb die Nationalbewegung zunächst ein Elitenprojekt. Massenwirksamkeit entfaltete sie erst in der Rheinkrise 1840.
Ab der Reichsgründung 1871 setzte ein Bedeutungswandel ein, von Deutschland als Kulturnation hin zur Staatsbezeichnung, unter geografischer Einschränkung auf das heutige Gebiet:
Das Kaisertum Österreich wurde 1871 nicht Teil des Deutschen Reichs. Die deutschsprachigen Bewohner Österreichs empfanden sich aber auch weiterhin als Deutsche. Als am Ende des Ersten Weltkriegs der Vielvölkerstaat zerfiel, wollten die Deutschösterreicher sich dem Deutschen Reich anschließen. Das untersagte jedoch der Vertrag von Saint-Germain. So begannen sich unterschiedliche nationale Identitäten zu entwickeln. Die Begriffe deutsch und Deutschland wurden zunehmend nur mit dem Deutschen Reich identifiziert. Dieser Prozess wurde zunächst unterbrochen, als 1938 unter nationalsozialistischer Herrschaft der Anschluss Österreichs an das Deutsche Reich erfolgte. Die Distanzierung vom Nationalsozialismus nach dem Zweiten Weltkrieg führte in Österreich zur Distanzierung vom Begriff Deutschland und zur Festigung einer eigenen nationalen Identität der Österreicher. Im Zuge der politischen Neuorganisation des fortbestehenden Gesamtstaates lehnte der Parlamentarische Rat in Westdeutschland eine Fortführung des Staatsnamens Deutsches Reich wegen seines „aggressiven Akzents“ ab und verwendete erstmals Deutschland als Staatsbezeichnung in der damals konstituierten „Bundesrepublik Deutschland“. In den Beratungen sagte Theodor Heuss 1948: „Mit dem Wort Deutschland geben wir dem Ganzen ein gewisses Pathos … sentimentaler und nicht machtpolitischer Art.“ Die Deutsche Demokratische Republik (DDR) nutzte Deutschland nicht im Staatsnamen, aber als synonyme Bezeichnung für DDR in Art. 1 der Verfassung von 1949. Später verwendete die DDR fast nur noch das Attribut deutsch beziehungsweise den Namenszusatz „… der DDR“ für staatliche Hoheitsbezeichnungen. Mit der deutschen Einheit 1990 konnte Deutschland zur amtlichen Kurzform der Staatsbezeichnung werden.

## Geographie

### Physische Geographie

Lage Deutschlands in Europa

Die naturräumlichen Großregionen sind von Nord nach Süd: das Norddeutsche Tiefland, die Mittelgebirgszone und das Alpenvorland mit den Alpen.

#### Geologie

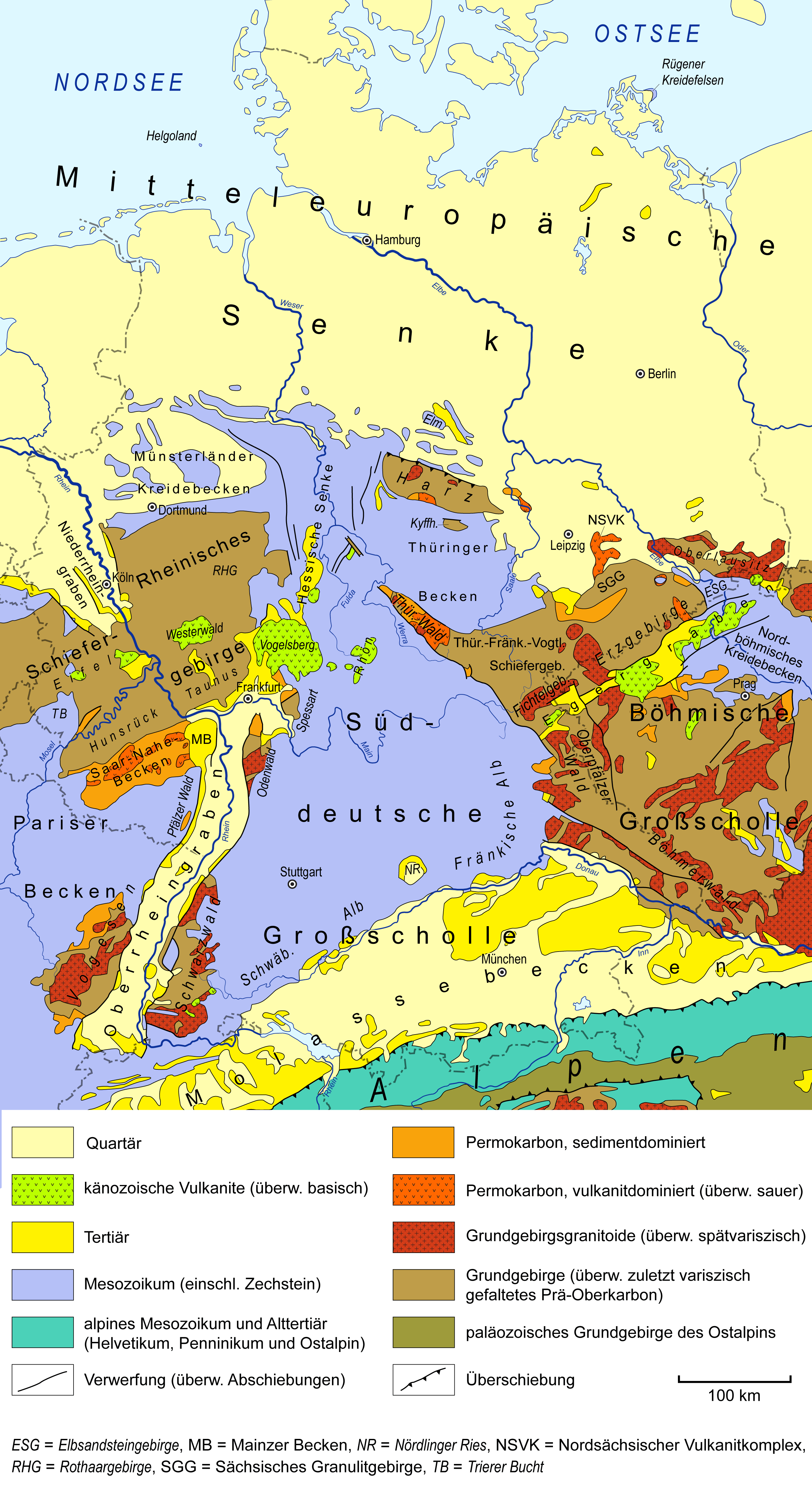
Oberflächengeologie Deutschlands

Deutschland gehört geologisch zu Westeuropa, das heißt zu jenem Teil des Kontinents, der dem präkambrisch konsolidierten „Ur-Europa“ (Osteuropa einschließlich eines Großteils Skandinaviens, vgl. Baltica) erst im Verlauf des Phanerozoikums sukzessive durch Kontinent-Kontinent-Kollisionen (Gebirgsbildungen) angegliedert wurde. Die entsprechenden Krustenprovinzen (Grundgebirgsprovinzen) werden klassisch vereinfachend (Ost-)Avalonia (vgl. kaledonische Gebirgsbildung) und Armorica (vgl. variszische Gebirgsbildung) genannt. Die jüngste Krustenprovinz ist das Alpen-Karpaten-Orogen (vgl. alpidische Gebirgsbildung), an dem Deutschland nur mit dem äußersten Süden Bayerns Anteil hat und das im Gegensatz zu den beiden anderen tektonischen Provinzen ein aktives Orogen darstellt.
Die heutige Oberflächengeologie Deutschlands, das heißt das Muster aus verschieden alten und verschieden aufgebauten Gesteinskomplexen, wie es in geologischen Karten vielfach abgebildet ist, entstand erst im Verlauf der letzten 30 bis 20 Millionen Jahre im jüngeren Känozoikum und wurde von zwei Ereignissen maßgeblich geprägt: der Alpidischen Gebirgsbildung und dem Quartären Eiszeitalter.
Das Quartäre Eiszeitalter formte die vergleichsweise eintönige Oberflächengeologie Norddeutschlands und des Alpenvorlandes mit ihren Moränenablagerungen und sonstigen Begleiterscheinungen großflächiger Vergletscherungen (vgl. glaziale Serie).
Die Oberflächengeologie der Mitte und des überwiegenden Teils des Südens Deutschlands ist das Ergebnis bedeutender bruchtektonischer Hebungen und Senkungen, die auf die Fernwirkung der Alpidischen Gebirgsbildung zurückgehen. Hierbei wurden teils alte (überwiegend Paläozoikum), variszisch gefaltete Grundgebirgskomplexe (Schiefergebirge und Kristallin) aus dem Untergrund herausgehoben und großflächig freigelegt (u. a. Rheinisches Schiefergebirge, Harz, Erzgebirge), teils sank die Erdkruste ein und bildete Sedimentationsräume, die mehr oder weniger mächtige känozoische Sedimentabfolgen aufnahmen (Oberrheingraben, Niederrheingraben, Hessische Senke, Molassebecken). Eine tektonische Zwischenstellung nehmen die Tafelländer mit ihren ungefalteten mesozoischen Schichtenfolgen ein, dominiert von Trias und Jura (Thüringer Becken, Süddeutsches Schichtstufenland).

#### Relief

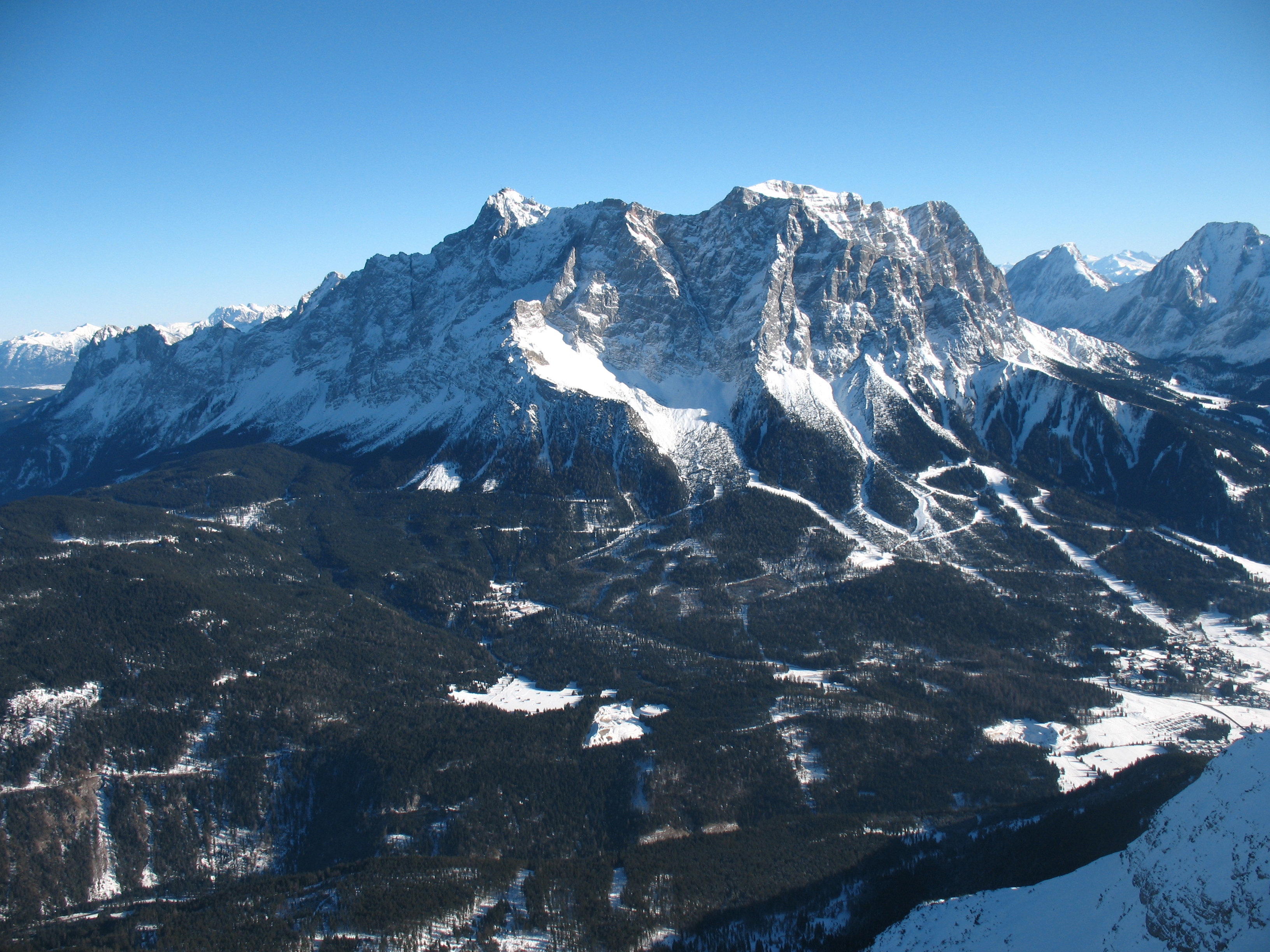
Die Zugspitze in Bayern ist mit 2962 Metern über Normalhöhennull die höchste Erhebung Deutschlands.

Das geologisch junge Faltengebirge der Alpen ist das einzige Hochgebirge, an dem Deutschland Anteil hat. Die deutschen Alpen, die sich zur Gänze im Bundesland Bayern befinden, weisen die einzigen Gebirgsgipfel mit mehr als 2000 m ü. NHN auf. Der Gipfel der Zugspitze (2962 m ü. NHN), den sich Deutschland mit Österreich teilt, ist der höchstgelegene Punkt des Landes.

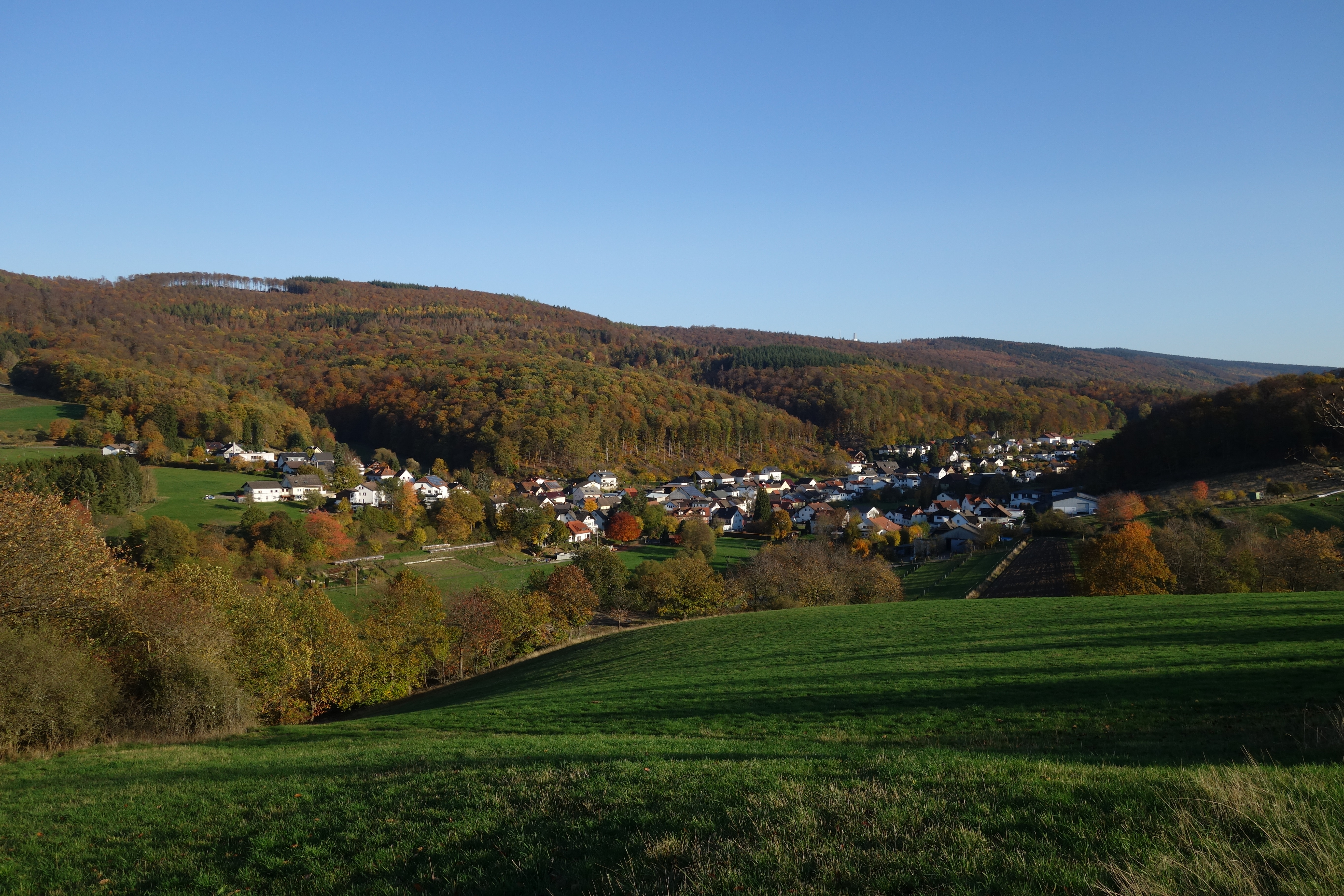
Mittelgebirgslandschaft: Wald und Wiesen bei Wüstems im Taunus

Die deutschen Mittelgebirge erstrecken sich vom Nordrand der Mittelgebirgsschwelle bis zum Alpenrand und zum Oberrhein mit dem Bodensee. Sie nehmen tendenziell von Nord nach Süd an Höhe und Ausdehnung zu. Höchster Mittelgebirgsgipfel ist der Feldberg im Schwarzwald (1493 m ü. NHN), gefolgt vom Großen Arber im Bayerischen Wald (1456 m ü. NHN). Gipfel über 1000 m ü. NHN besitzen außerdem das Erzgebirge, das Fichtelgebirge, die Schwäbische Alb und der Harz, der sich recht isoliert als nördlichstes unter den höchsten deutschen Mittelgebirgen mit dem Brocken auf 1141 m ü. NHN erhebt. Nördlich der Mittelgebirgsschwelle erreichen nur noch einige Berge innerhalb der eiszeitlichen Endmoränenzüge mehr als 100 m ü. NHN, von denen die Heidehöhe in Schraden (Südlicher Landrücken im brandenburgisch-sächsischen Grenzgebiet) mit 201 m ü. NHN der höchste ist.
Die tiefste allgemein zugängliche Landesstelle Deutschlands liegt bei 3,54 m unter NHN in einer Senke bei Neuendorf-Sachsenbande in der Wilstermarsch (Schleswig-Holstein). Ebenfalls in diesem Bundesland befindet sich die tiefste Kryptodepression: Sie liegt mit 39,6 m unter NHN am Grund des Hemmelsdorfer Sees nordöstlich von Lübeck. Der tiefste künstlich geschaffene Geländepunkt liegt bei 267 m unter NHN am Grund des Tagebaus Hambach östlich von Jülich in Nordrhein-Westfalen.

#### Klima
Deutschland gehört vollständig zur gemäßigten Klimazone Mitteleuropas im Bereich der Westwindzone und befindet sich im Übergangsbereich zwischen dem Seeklima in Westeuropa und dem Kontinentalklima in Osteuropa. Das Klima in Deutschland wird unter anderem vom Golfstrom beeinflusst, durch den das durchschnittliche Temperaturniveau für die Breitenlage ungewöhnlich hoch ist.
Die mittlere Jahresdurchschnittstemperatur, bezogen auf die Normalperiode 1961–1990, beträgt im bundesweiten Gebietsmittel 8,2 °C, die mittleren Monatsdurchschnittstemperaturen liegen zwischen −0,5 °C im Januar und 16,9 °C im Juli. Der mittlere jährliche Niederschlag beträgt 789 Millimeter. Die mittlere monatliche Niederschlagshöhe liegt zwischen 49 Millimeter im Februar und 85 Millimeter im Juni.
Die tiefste offiziell anerkannte in Deutschland gemessene Temperatur betrug −37,8 °C; sie wurde 1929 in Wolnzach registriert. Die bisher höchste Temperatur betrug 41,2 °C und wurde am 25. Juli 2019 in Duisburg-Baerl und in Tönisvorst am Niederrhein gemessen.

#### Klimawandel

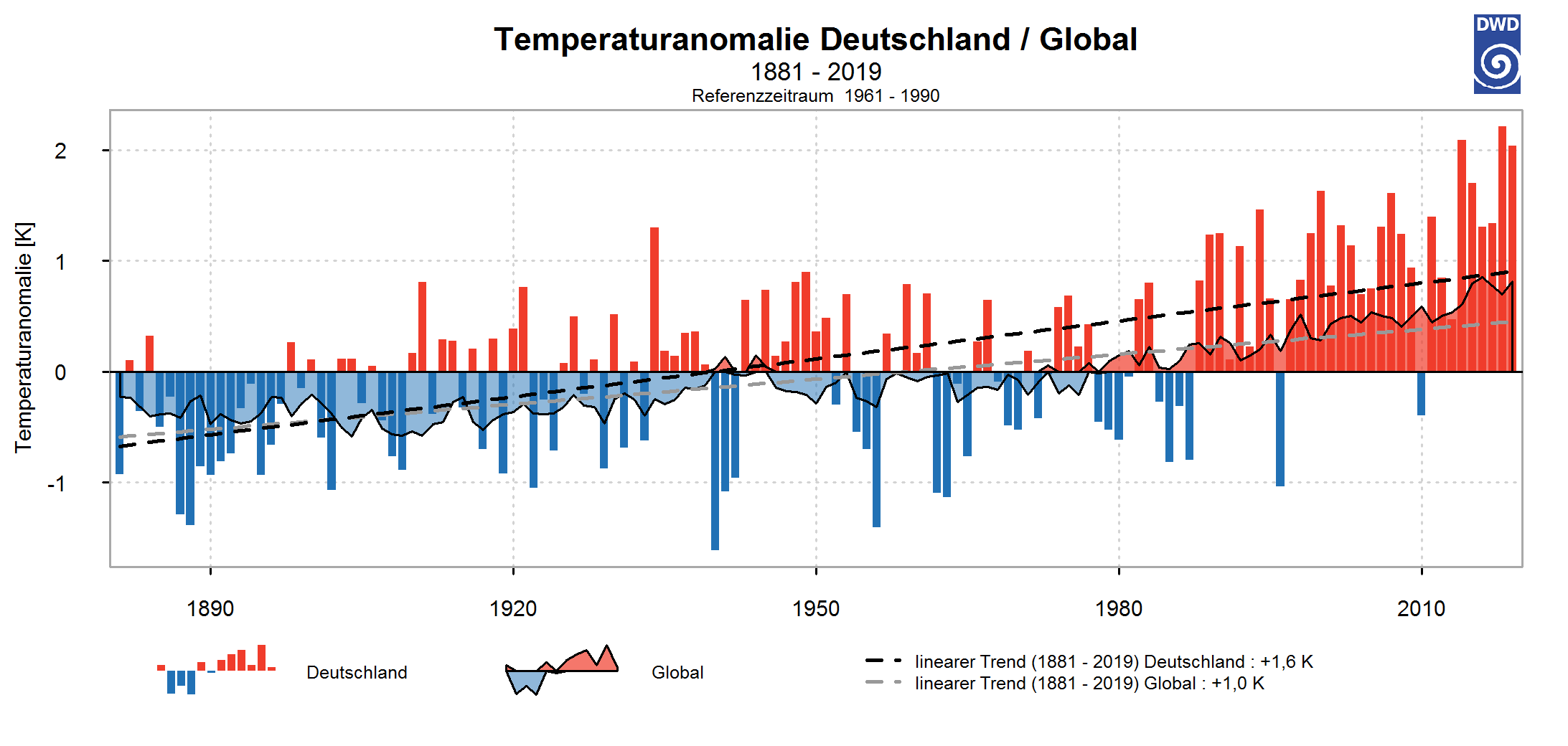
Vergleich der Temperaturentwicklung in Deutschland (DWD) und weltweit (NOAA) im Zeitraum 1881 bis 2019

Auswertungen der Wetterbeobachtungen zeigen, dass die mittlere Temperatur in Deutschland im Zeitraum 1881 bis 2022 um ca. 1,7 °C gestiegen ist (linearer Trend), während der weltweite Temperaturanstieg (über See- und Landflächen) im gleichen Zeitraum nur 1,1 °C betrug.
Gegenwärtige Prognosen für das Klima in Deutschland stellen bis zur Mitte des 21. Jahrhunderts einen Anstieg um 2,3 °C im Jahresmittel in Aussicht, der sich bis 2100 weiter auf 4,7 °C erhöhen könnte (bis 6 °C in Sommermonaten). Bis 2050 könnte der volkswirtschaftliche Schaden 900 Milliarden Euro betragen, zuzüglich Folgekosten durch gesundheitliche Schäden, vorzeitige Todesfälle und sozioökologische Kettenreaktionen.

#### Gewässer
Von den sechs Strömen mit den größten Einzugsgebieten entwässern Rhein, Elbe, Weser und Ems über die Nordsee und die Oder über die Ostsee in den Atlantik, während die Donau ins Schwarze Meer fließt und somit hydrographisch dem Mittelmeer zuzurechnen ist. Die Einzugsgebiete dieser beiden Systeme werden durch die europäische Hauptwasserscheide voneinander getrennt.

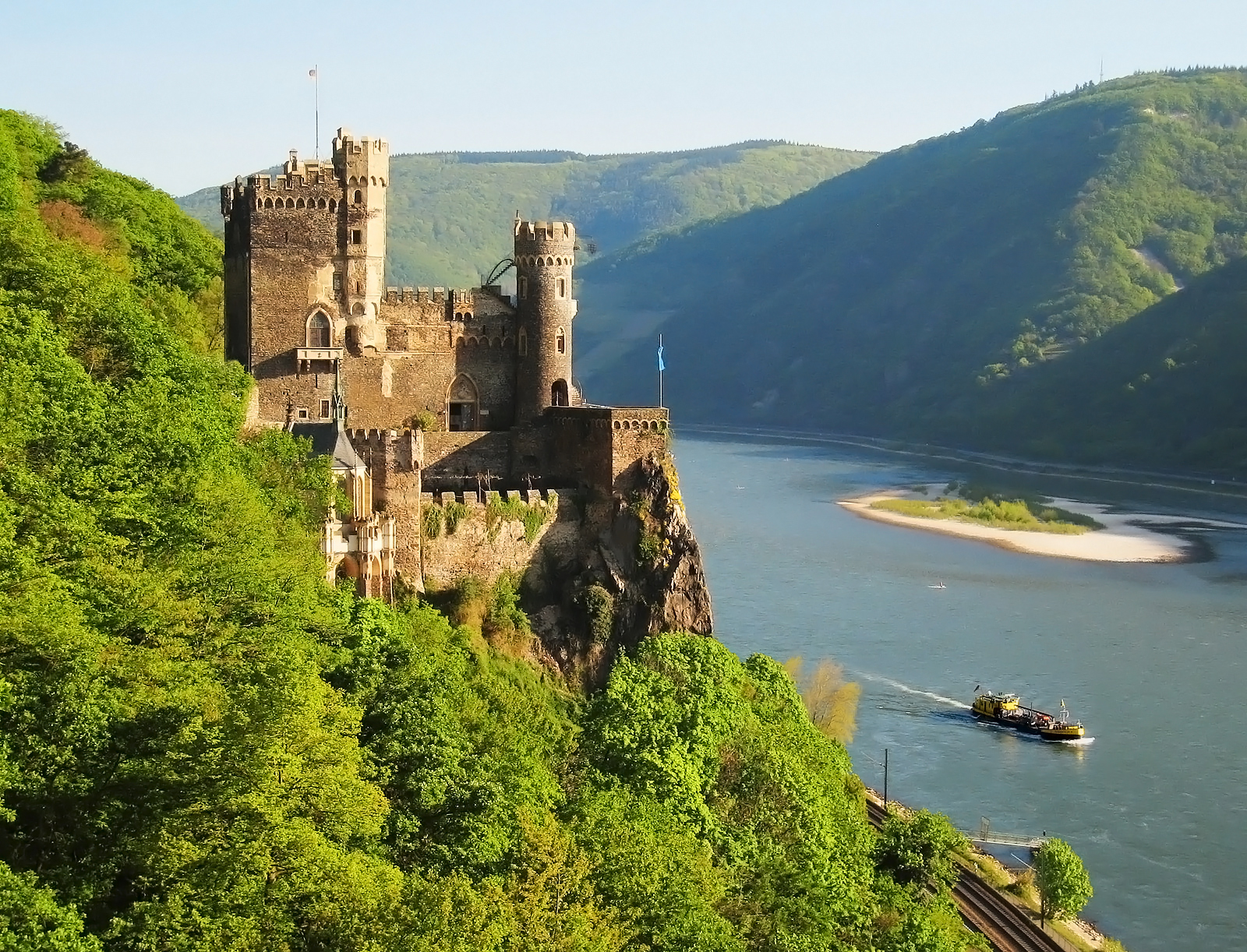
Der Rhein und Burg Rheinstein in Trechtingshausen

Der in der Schweiz entspringende Rhein dominiert den Südwesten und Westen. Auf 865 Kilometern fließt er durch bzw. an der Grenze zu Deutschland, bevor er über die Niederlande in die Nordsee mündet. Seine wichtigsten deutschen Zuflüsse sind Neckar, Main, Mosel und Ruhr. Der Rhein hat eine große wirtschaftliche Bedeutung und ist eine der am stärksten befahrenen Wasserstraßen Europas. Die Donau entwässert im Süden auf 647 Kilometern fast das gesamte deutsche Alpenvorland und fließt weiter nach Österreich und Südosteuropa. Ihre wichtigsten deutschen Zuflüsse sind Iller, Lech, Isar und Inn. Den Osten Deutschlands durchfließt auf 725 Kilometern die in Tschechien entspringende Elbe. Ihre wichtigsten deutschen Nebenflüsse sind Saale und Havel. Auf 179 Kilometern ist die Oder, wie im weiteren Verlauf auch ihr wichtigster Zufluss, die Neiße, der Grenzfluss zu Polen. Einzig das Einzugsgebiet der 452 Kilometer langen Weser liegt vollständig in Deutschland. Sie speist sich aus den Flüssen Werra und Fulda und entwässert den mittleren Norden. Die Ems durchfließt auf 371 Kilometern den äußersten Nordwesten des Landes. Ihr Einzugsgebiet erstreckt sich auch auf Teile der Niederlande.
Die natürlichen Seen sind überwiegend glazialen Ursprungs. Daher finden sich die meisten der großen Seen im Alpenvorland, in der Holsteinischen Schweiz und in Mecklenburg. Der größte vollständig zum deutschen Staatsgebiet gehörende See ist die Müritz, die Teil der Mecklenburgischen Seenplatte ist. Der größte See mit deutschem Anteil ist der Bodensee, an den auch Österreich und die Schweiz grenzen. Im Westen und Osten Deutschlands gibt es viele, durch die Rekultivierung von Braunkohletagebauen oder Industriebrachen entstandene, künstliche Seen, wie das Leipziger Neuseenland oder den Dortmunder Phoenix-See.

#### Inseln

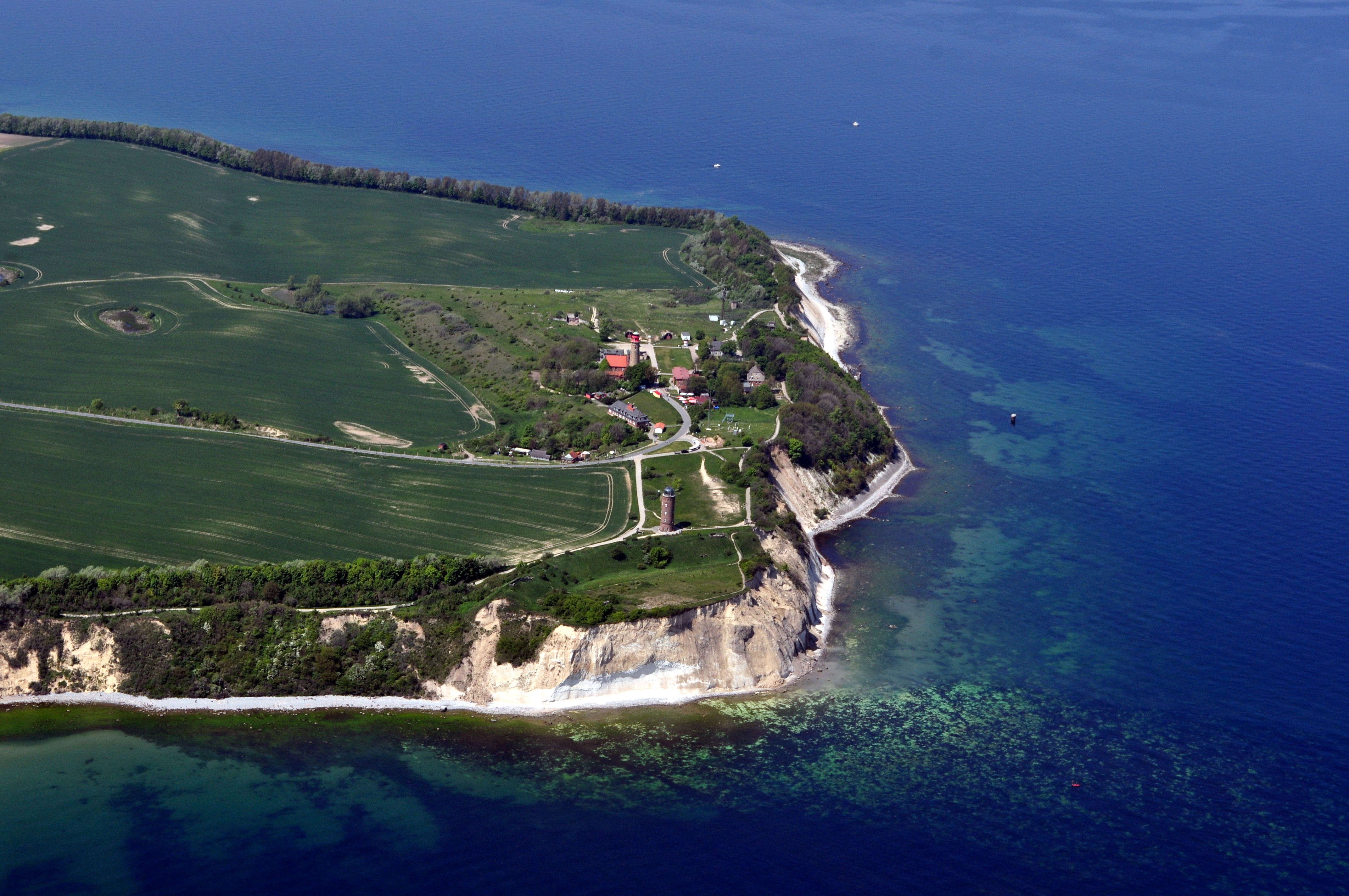
Die größte deutsche Insel, Rügen, liegt in Vorpommern in der Ostsee (Abb.: Kap Arkona).

Im Wattenmeer, der niederländischen, deutschen und dänischen Nordseeküste unmittelbar vorgelagert, liegen die Friesischen Inseln. Während die Nordfriesischen Inseln Festlandsreste sind, die durch Landsenkung und nachfolgende Überflutung von der Küste getrennt wurden, handelt es sich bei den Ostfriesischen Inseln um Barriereinseln, die aus durch küstenparallele Strömungen sowie Wellen- und Gezeitendynamik angespülten Sedimenten entstanden. Das inmitten der Deutschen Bucht gelegene Helgoland ist die am weitesten vom Festland entfernt liegende bewohnte deutsche Insel. Sie geht auf den Aufstieg eines Salzstockes im Untergrund der Nordsee zurück.
Die größten deutschen Inseln in der Ostsee sind (von West nach Ost) Fehmarn, Poel, Hiddensee, Rügen und Usedom. Rügen ist zugleich die größte deutsche Insel. Größte Halbinsel ist Fischland-Darß-Zingst. Mit Ausnahme von Fehmarn sind diese Landflächen Teil einer Boddenküste, das heißt einer nacheiszeitlich gefluteten und nachfolgend durch Anlandungsvorgänge modifizierten Grundmoränenlandschaft.
Die größten und bekanntesten Inseln in Binnengewässern sind Reichenau, Mainau und Lindau im Bodensee sowie die Herreninsel im Chiemsee.

### Flora

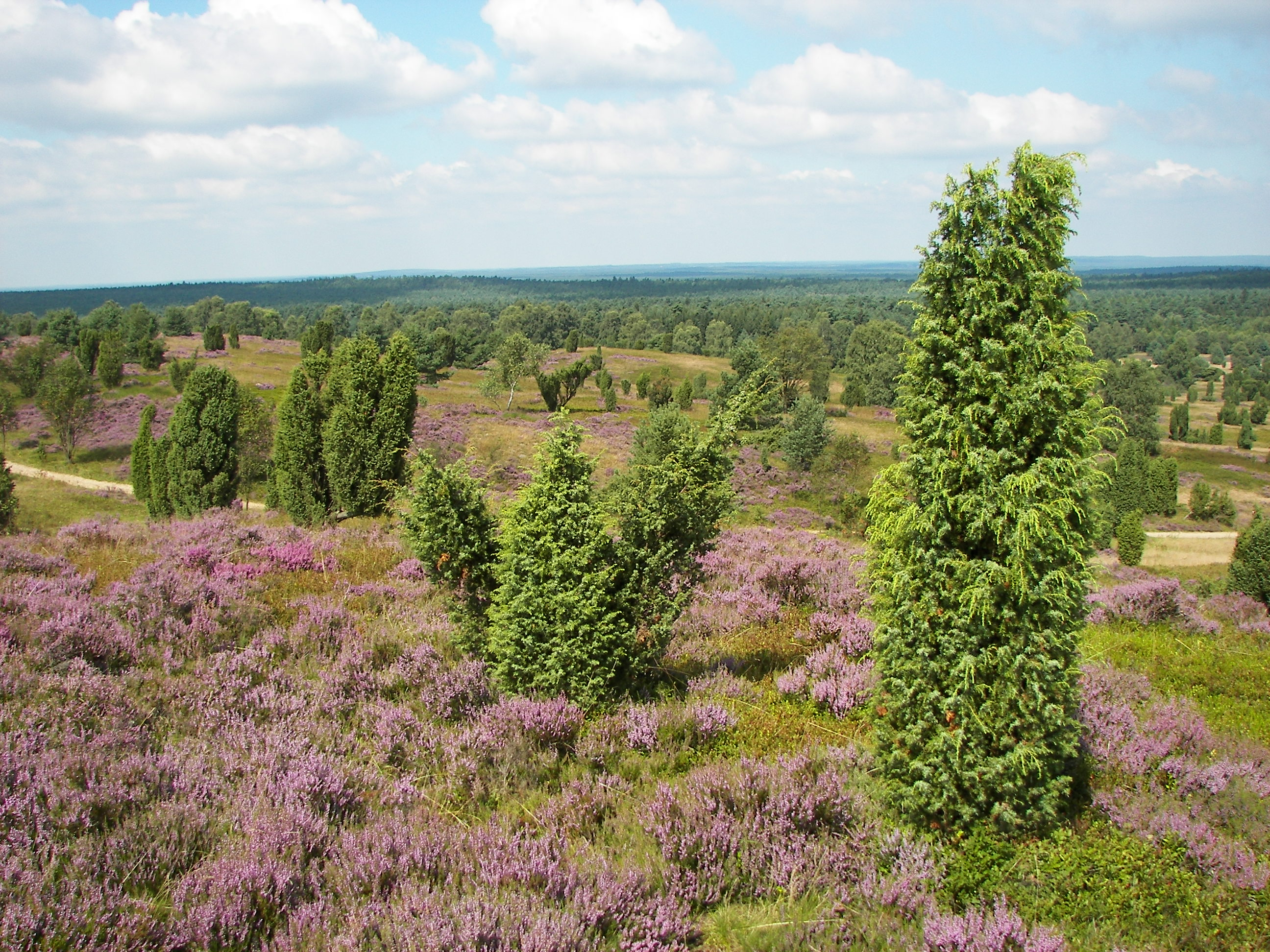
Die Lüneburger Heide in Niedersachsen

Der Naturraum Deutschland liegt in der kühlgemäßigten Klimazone; von West nach Ost kennzeichnet seine natürliche Vegetation den Übergang vom Westseitenseeklima zum Kontinentalklima. Die Flora wäre ohne menschlichen Einfluss hauptsächlich von Laub- und Mischwäldern geprägt, ausgenommen nährstoffarme oder trockene Standorte wie Felskuppen, Heideniederungen und Moorlandschaften sowie die alpinen und subalpinen Hochlagen, die äußerst vegetationsarm sind und in ihrem Klima der kaltgemäßigten Klimazone ähneln.
Örtlich weist die Flora in Deutschland eine hohe Diversifikation durch Standortfaktoren des Geländes und der mesoklimatischen Lage auf. Der Gesamtbestand der in Deutschland wild lebenden Pflanzenarten wird auf über 9.500 Arten geschätzt, davon sind fast 3.000 Arten Samenpflanzen, 74 Farnpflanzen, über 1.000 Moose und etwa 3.000 Kieselalgen. Dazu kommen rund 14.000 Pilz- und 373 Schleimpilzarten. Insbesondere auf Brach- und Störflächen finden sich heute eine Reihe eingeführter Arten wie die Robinie und das Drüsige Springkraut.

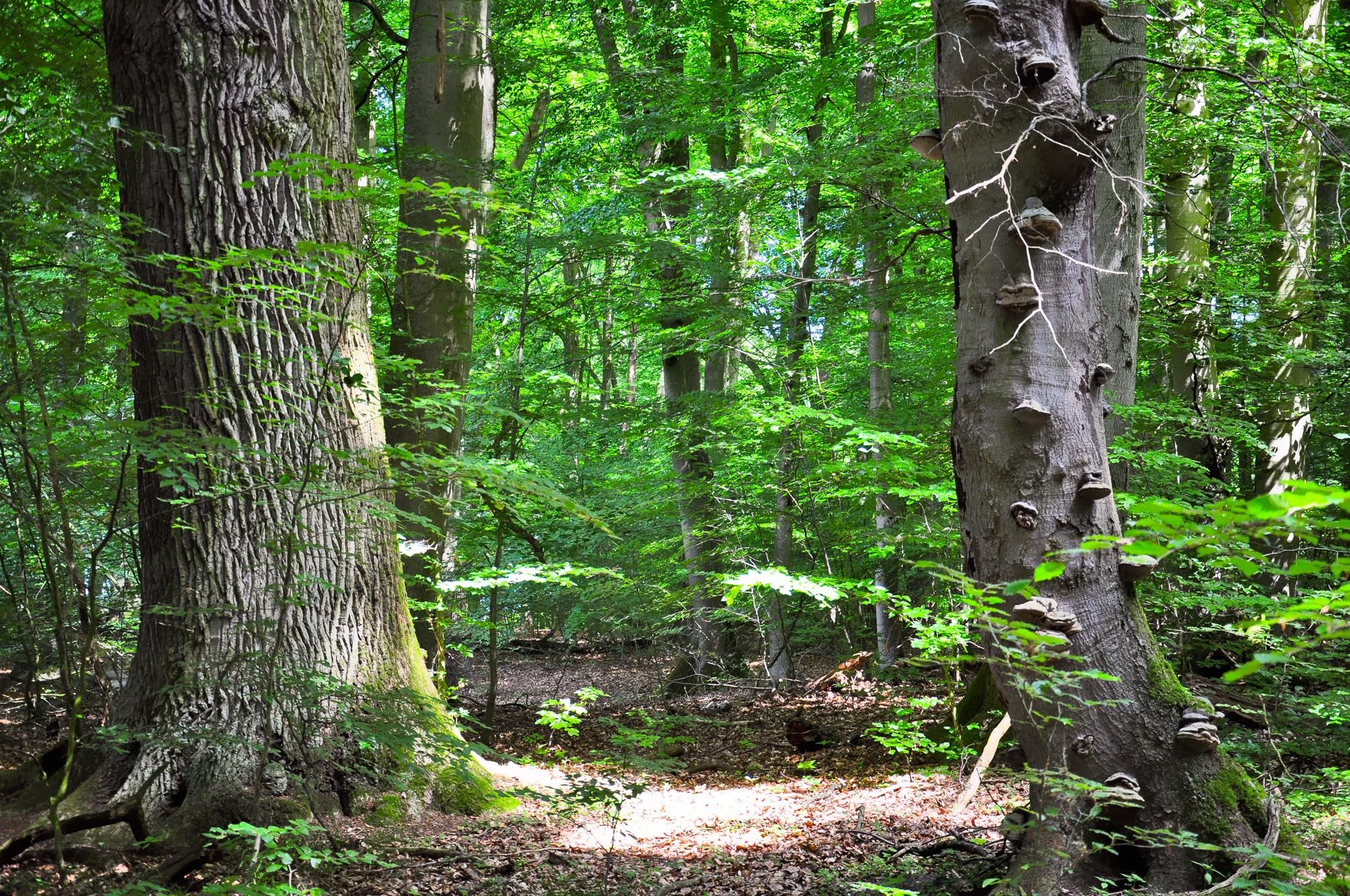
Altwald im Nationalpark Müritz im Sommer. Rund 32 Prozent der deutschen Landfläche sind bewaldet.

Derzeit bedeckt der Wald in Deutschland rund 30 Prozent der Landfläche. Damit ist Deutschland eines der waldreichsten Länder in der Europäischen Union. Die aktuelle Baumartenzusammensetzung entspricht nur zum geringen Teil den natürlichen Gegebenheiten und wird hauptsächlich von der Forstwirtschaft bestimmt. Die häufigsten Baumarten sind mit 26,0 Prozent Flächenanteil die Gemeine Fichte, gefolgt von der Waldkiefer mit 22,9 Prozent, der Rotbuche mit 15,8 Prozent und den Eichen mit 10,6 Prozent.
Rund die Hälfte der Staatsfläche wird landwirtschaftlich genutzt; laut Statistischem Bundesamt waren es 179.891 Quadratkilometer am 31. Dezember 2023. Neben der Nutzung als Dauergrünland wird auf einem Großteil Ackerbau betrieben, seit der Stein- bzw. der Bronzezeit überwiegend mit Nutzpflanzen, die nicht natürlich in Mitteleuropa vorkommen (die meisten der Getreidearten aus dem Vorderen Orient, Kartoffel und Mais aus Amerika). In den Flusstälern, unter anderem von Main, Mosel, Ahr und Rhein, wurde die Landschaft vielfach für den Weinanbau umgestaltet.
Die Bewahrung der Natur ist in Deutschland öffentliche Aufgabe und in Art. 20a Grundgesetz verankertes Staatsziel. Dem Naturschutz dienen 16 Nationalparks (siehe Nationalparks in Deutschland), 19 Biosphärenreservate, 105 Naturparks sowie tausende von Naturschutzgebieten, Landschaftsschutzgebieten und Naturdenkmälern.

### Fauna

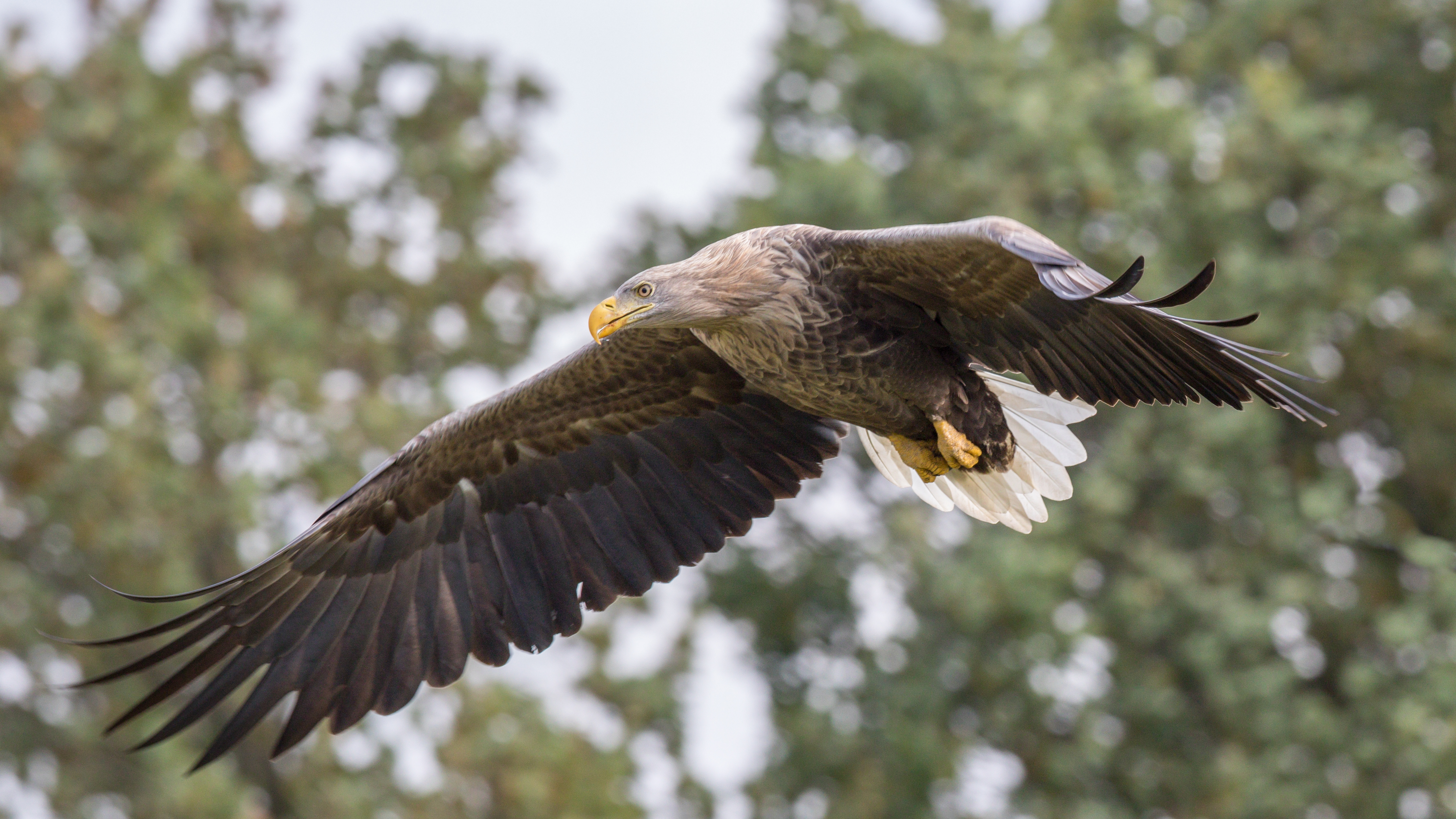
Der Seeadler, ein geschützter Greifvogel

In Deutschland sind etwa 48.000 Tierarten nachgewiesen, darunter 104 Säugetier-, 328 Vogel-, 13 Reptilien-, 22 Lurch- und 197 Fischarten sowie über 33.000 Insektenarten, womit das Land „aufgrund der erdgeschichtlichen Entwicklung und der geographischen Lage zu den eher artenärmeren Gebieten“ zählt. Zu diesen Arten kommen über 1.000 Krebs-, fast 3.800 Spinnen-, 635 Weichtiere sowie über 5.300 andere Wirbellose.
Zu den in Deutschland heimischen wilden Säugetieren zählen unter anderem Rehe, Wildschweine, Rot- und Damhirsche sowie Füchse, Marder und Luchse. Biber und Otter sind seltene Bewohner der Flussauen, mit teilweise wieder steigenden Beständen. In den bayerischen Alpen leben Alpensteinbock, Alpenmurmeltier und die Gämse; letztere ist auch in verschiedenen Mittelgebirgen anzutreffen. Andere Großsäuger, die in früherer Zeit auf dem Gebiet des heutigen Deutschlands lebten, wurden ausgerottet: Wildpferd, Auerochse (15. Jahrhundert), Wisent (16. Jahrhundert), Braunbär (19. Jahrhundert), Wolf (19. Jahrhundert), Elch (20. Jahrhundert). Während Elche heute gelegentlich aus Nachbarländern zuwandern, haben sich Wölfe aus Polen kommend wieder fest in Deutschland etabliert und um die Jahrtausendwende erstmals Nachwuchs geboren. Im Zeitraum 2023/2024 existierten in Deutschland insgesamt 209 bestätigte Rudel, 46 Paare und 19 territoriale Einzeltiere, die größtenteils in den Ländern Sachsen, Brandenburg, Niedersachsen und Mecklenburg-Vorpommern leben. 2013 wurde eine Herde Wisente im Rothaargebirge ausgewildert und hat sich inzwischen auf etwa 40 Tiere vermehrt. Im Oktober 2019 wurde im Landkreis Garmisch-Partenkirchen ein vermutlich aus Italien zugewanderter Braunbär von einer Wildtierkamera fotografiert. In den darauf folgenden Monaten konnte das Tier mehrfach erneut nachgewiesen werden. Bärensichtungen gab es in den folgenden Jahren im deutschen Alpenraum immer wieder. Im Jahr 2023 lagen 13 Bärennachweise in verschiedenen Landkreisen vor.  Bereits im Jahr 2006 war mit dem „Problembären“ Bruno ein Bär nach Deutschland zugewandert. Inzwischen leben auch ursprünglich hier heimische Luchse wieder in Deutschland, allerdings in geringer Bestandsdichte, weil sie immer wieder Opfer von Wilderei und Straßenverkehr werden.
Vom Seeadler, der als Vorlage für das deutsche Wappentier gilt, gibt es wieder etwa 500 Paare, vor allem in Mecklenburg-Vorpommern und Brandenburg. Der Steinadler kommt nur noch in den Bayerischen Alpen vor, wo auch der dort ausgerottete Bartgeier aus der Schweiz und Österreich wieder Einzug hält. Die häufigsten Greifvögel sind heute Mäusebussard und Turmfalke, der Bestand an Wanderfalken ist deutlich geringer. Über die Hälfte des Gesamtbestandes an Rotmilanen brütet in Deutschland, ist aber aufgrund der intensiven Landwirtschaft rückläufig. Dagegen profitieren viele Vögel als Kulturfolger von der Anwesenheit des Menschen, insbesondere die in Städten lebenden Stadttauben, Amseln (frühere Waldvögel), Spatzen und Meisen, für deren Überleben auch die Winterfütterung sorgt, sowie Krähen und Möwen auf Müllkippen. Das Wattenmeer ist Rastplatz für zehn bis zwölf Millionen Zugvögel pro Jahr.

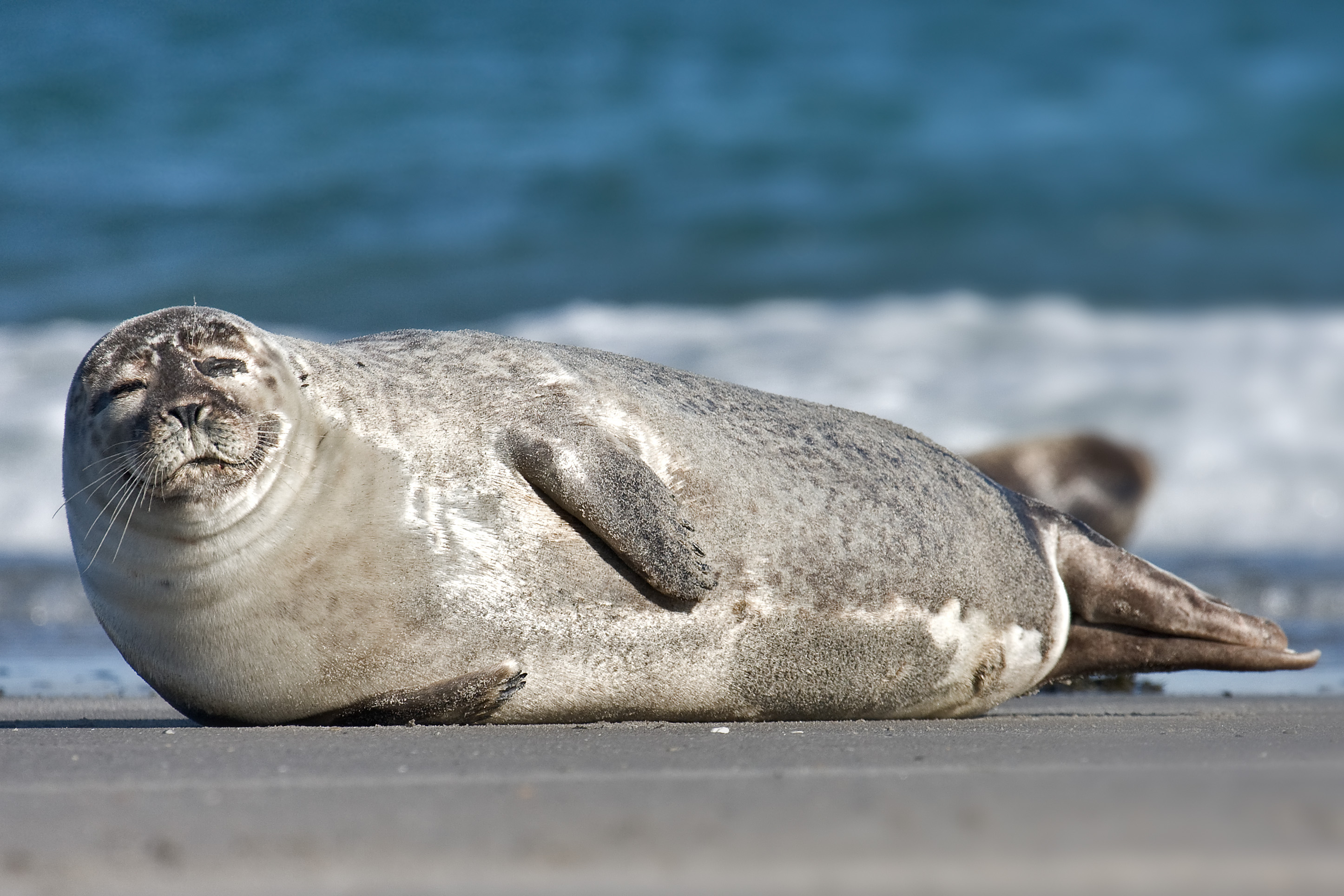
Seehund auf der Nordseeinsel Helgoländer Düne

Der früher in den Flüssen häufige Lachs wurde im Zuge der Industrialisierung weitgehend ausgerottet, aber in den 1980er-Jahren im Rhein wieder angesiedelt. In Deutschland wurde der letzte Stör 1969 gefangen. In vielen Teichen werden die von den Römern eingeführten Karpfen gehalten. Die von Berufsfischern Mitte des 20. Jahrhunderts als Beutekonkurrenten nahezu ausgerotteten und inzwischen geschützten Arten Seehund und Kegelrobbe – letztere das größte in Deutschland heimische Raubtier – sind heute wieder mit einigen tausend Exemplaren an den deutschen Küsten vertreten. In Nord- und Ostsee kommen acht Walarten vor, darunter der Schweinswal, und mit dem Gemeinen Delfin auch eine Delfinart.
Die artenarme Reptilienfauna umfasst beispielsweise Ringelnatter, Kreuzotter, Zauneidechse und die vom Aussterben bedrohte Europäische Sumpfschildkröte. Amphibien wie Salamander, Frösche, Kröten, Unken und Molche stehen in Deutschland alle unter Artenschutz, und die Hälfte der rund 20 Arten wird auf der nationalen Roten Liste bedrohter Tierarten geführt.
Zu den – teils invasiven – Neozoen in Deutschland (eingeschleppten Tierarten) gehören Waschbär, Marderhund, Bisamratte, Nutria, Halsbandsittich, Kanadagans und Nilgans.

### Humangeographie

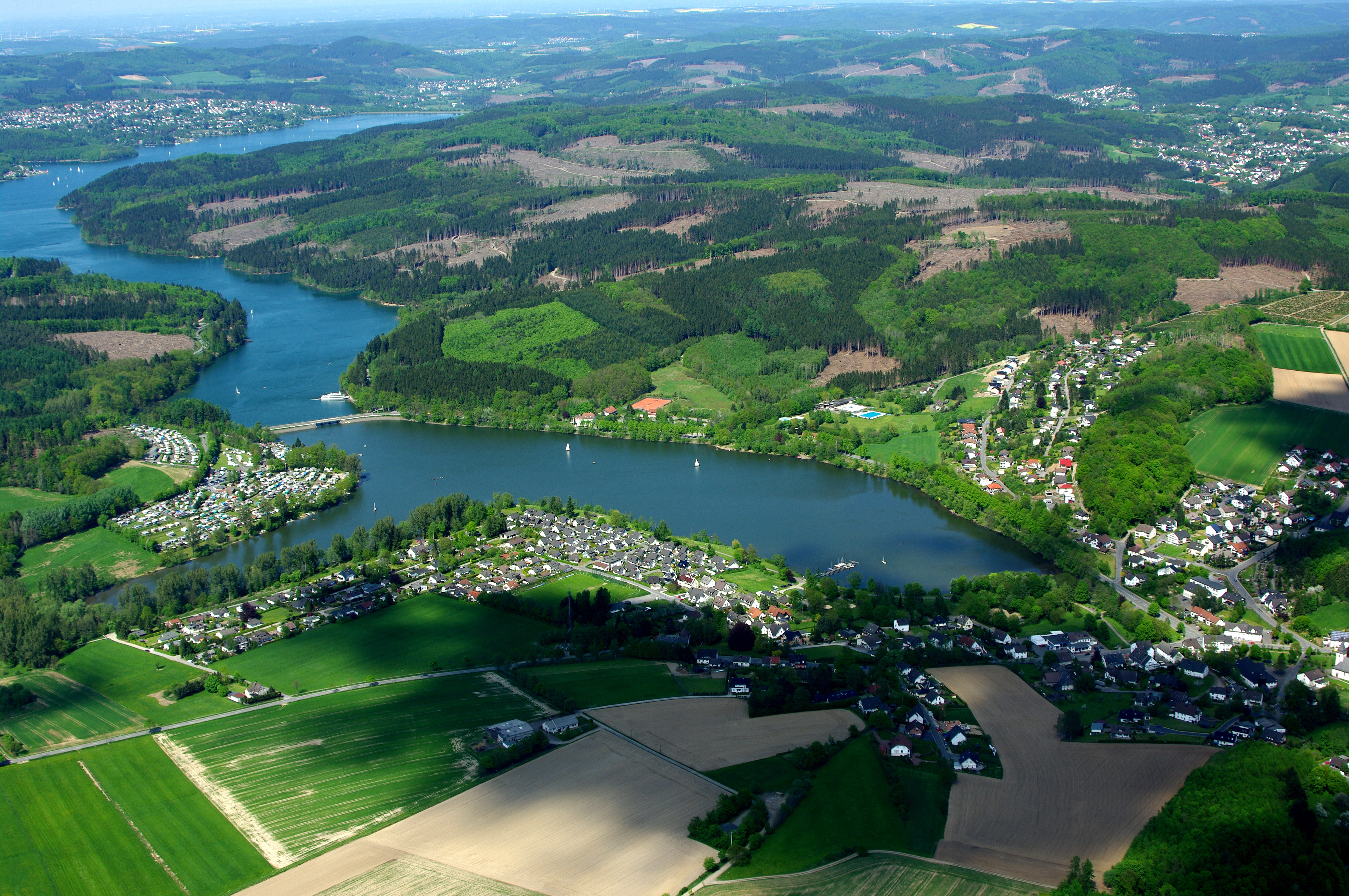
Kulturlandschaft in einer ländlichen Region des am dichtesten besiedelten Flächenlandes Nordrhein-Westfalen: Siedlungen, landwirtschaftlich genutzte Flächen, Waldflächen und ein Stausee

Deutschland hat insgesamt neun Nachbarstaaten: Im Norden grenzt Deutschland an Dänemark, im Nordosten an Polen, im Osten an Tschechien, im Südosten an Österreich, im Süden an die Schweiz, im Südwesten an Frankreich, im Westen an Luxemburg und an Belgien und im Nordwesten an die Niederlande. Die Grenzlänge beträgt insgesamt 3876 Kilometer.
In Deutschland werden insgesamt 51 Prozent der Landesfläche landwirtschaftlich genutzt (2016), Wälder bedecken weitere 30 Prozent. 14 Prozent werden als Siedlungs- und Verkehrsfläche genutzt. Wasserflächen kommen auf zwei Prozent, die restlichen drei Prozent verteilen sich auf sonstige Flächen, zumeist Ödland und auch Tagebaue.

#### Verwaltungsgliederung
Die föderal aufgebaute Bundesrepublik besteht aus 16 Gliedstaaten, die offiziell als Länder (Bundesländer) bezeichnet werden. Die Stadtstaaten Berlin und Hamburg bestehen jeweils aus gleichnamigen Einheitsgemeinden, während die Freie Hansestadt Bremen, als dritter Stadtstaat, mit Bremen und Bremerhaven zwei separate Stadtgemeinden umfasst. Im Unterschied zu anderen Föderalstaaten gibt es in Deutschland keine bundesunmittelbaren Gebiete.
Die Gemeinden sind die kleinsten demokratisch verfassten, rechtlich selbstständigen Gebietskörperschaften und Verwaltungseinheiten Deutschlands. Sie haben aufgrund ihrer genossenschaftlichen Prägung, die bis ins Mittelalter zurückreicht, eine lange Tradition. Heute sind die Gemeinden in Deutschland, mit Ausnahme der Stadtstaaten und der meisten kreisfreien Städte, in Landkreisen und anderen Gemeindeverbänden zusammengefasst. Es existieren 400 Gebietskörperschaften auf Kreisebene, davon 294 Kreise sowie 106 kreisfreie Städte. Sie sind untergliedert in insgesamt 10.751 Gemeinden (Stand Januar 2025), Tendenz sinkend, sowie 198 größtenteils unbewohnte gemeindefreie Gebiete. Kreise und Gemeinden unterliegen dem Kommunalverfassungsrecht des jeweiligen Bundeslandes und sind daher bundesweit unterschiedlich organisiert. Der Landkreis ist damit sowohl überörtliche kommunale Gebietskörperschaft als auch untere staatliche Verwaltungsbehörde, er hat eine eigene Vertretungskörperschaft, den Kreistag (Art. 28 Abs. 1 S. 2 GG), und nimmt verschiedene Aufgaben der „überörtlichen Gemeinschaft“ für die kreisangehörigen Gemeinden wahr.
Die Kommunen sind staatsrechtlich Teil der Länder, womit sie deren Aufsichts- und Weisungsrecht unterliegen und demnach über keine eigene staatliche Hoheitsmacht verfügen. Die Selbstverwaltungsgarantie des Art. 28 Abs. 2 GG – einerseits eine sogenannte institutionelle Rechtssubjektsgarantie, woraus folgt, dass es Gemeinden im Staatsaufbau überhaupt geben muss, andererseits ein subjektiv-öffentliches Recht mit Verfassungsrang – unterscheidet zwischen den Gemeinden, denen dieses Recht vollumfänglich zugesprochen wird, und den Gemeindeverbänden (Landkreisen), denen es in lediglich abgestufter Form zugesprochen wird. Somit besteht für die Aufgabenabgrenzung zwischen Gemeinden und Kreisen ein klares Regel-Ausnahme-Verhältnis zugunsten der Gemeinden (Subsidiaritätsprinzip). Das Bundesverfassungsgericht hat hinsichtlich der „Angelegenheiten der örtlichen Gemeinschaft“, also der in Art. 28 Abs. 2 Satz 1 GG gewährleisteten Befugnis, in diesem Aufgabenbereich die Geschäfte eigenverantwortlich zu führen (sogenannte objektive Rechtsinstitutionsgarantie), den Vorrang der Gemeindeebene vor der Kreisebene nach Maßgabe der Gesetze festgestellt: Hiernach gilt für die Gemeinden „als Essentiale“ und „identitätsbestimmendes Merkmal der gemeindlichen Selbstverwaltung“ das Prinzip der „‚Universalität‘ des gemeindlichen Wirkungskreises“, im Gegensatz zur speziellen Kompetenz der Gemeindeverbände kraft ausdrücklicher gesetzlicher Zuweisung, womit es auch keine feststehenden Gemeindeverbandshoheiten gibt.
| \| Land \| Hauptstadt \| Fläche in km²[2] \| Einwohner \| Einwohner pro km² \| \| ---------------------- \| ----------- \| ---------------- \| -------------- \| ----------------- \| \| Baden-Württemberg \| Stuttgart \| 035.748 \| 11.245.898[54] \| 0.315 \| \| Bayern \| München \| 070.541 \| 13.248.928[55] \| 0.188 \| \| Berlin \| — \| 000.891 \| 03.685.265[56] \| 4.132 \| \| Brandenburg \| Potsdam \| 029.654 \| 02.556.747[57] \| 0.086 \| \| Bremen \| Bremen \| 000.420 \| 00.704.881[58] \| 1680 \| \| Hamburg \| — \| 000.755 \| 01.862.565[59] \| 2.530 \| \| Hessen \| Wiesbaden \| 021.116 \| 06.280.793[60] \| 0.297 \| \| Mecklenburg-Vorpommern \| Schwerin \| 023.295 \| 01.573.597[61] \| 0.068 \| \| Niedersachsen \| Hannover \| 047.710 \| 08.004.489[62] \| 0.168 \| \| Nordrhein-Westfalen \| Düsseldorf \| 034.112 \| 18.034.454[63] \| 0.529 \| \| Rheinland-Pfalz \| Mainz \| 019.858 \| 04.129.569[64] \| 0.208 \| \| Saarland \| Saarbrücken \| 002.571 \| 01.012.141[65] \| 0.394 \| \| Sachsen \| Dresden \| 018.450 \| 04.042.422[66] \| 0.219 \| \| Sachsen-Anhalt \| Magdeburg \| 020.459 \| 02.135.597[67] \| 0.104 \| \| Schleswig-Holstein \| Kiel \| 015.804 \| 02.959.517[68] \| 0.187 \| \| Thüringen \| Erfurt \| 016.202 \| 02.100.277[69] \| 0.130 \| \| Deutschland \| Berlin \| 357.376 \| 83.577.140[3] \| 0.237 \| |             |               |            |                   |
| Land | Hauptstadt  | Fläche in km² | Einwohner  | Einwohner pro km² |
| Baden-Württemberg | Stuttgart   | 035.748       | 11.245.898 | 0.315             |
| Bayern | München     | 070.541       | 13.248.928 | 0.188             |
| Berlin | —           | 000.891       | 03.685.265 | 4.132             |
| Brandenburg | Potsdam     | 029.654       | 02.556.747 | 0.086             |
| Bremen | Bremen      | 000.420       | 00.704.881 | 1680              |
| Hamburg | —           | 000.755       | 01.862.565 | 2.530             |
| Hessen | Wiesbaden   | 021.116       | 06.280.793 | 0.297             |
| Mecklenburg-Vorpommern | Schwerin    | 023.295       | 01.573.597 | 0.068             |
| Niedersachsen | Hannover    | 047.710       | 08.004.489 | 0.168             |
| Nordrhein-Westfalen | Düsseldorf  | 034.112       | 18.034.454 | 0.529             |
| Rheinland-Pfalz | Mainz       | 019.858       | 04.129.569 | 0.208             |
| Saarland | Saarbrücken | 002.571       | 01.012.141 | 0.394             |
| Sachsen | Dresden     | 018.450       | 04.042.422 | 0.219             |
| Sachsen-Anhalt | Magdeburg   | 020.459       | 02.135.597 | 0.104             |
| Schleswig-Holstein | Kiel        | 015.804       | 02.959.517 | 0.187             |
| Thüringen | Erfurt      | 016.202       | 02.100.277 | 0.130             |
| Deutschland | Berlin      | 357.376       | 83.577.140 | 0.237             |

#### Ballungsgebiete

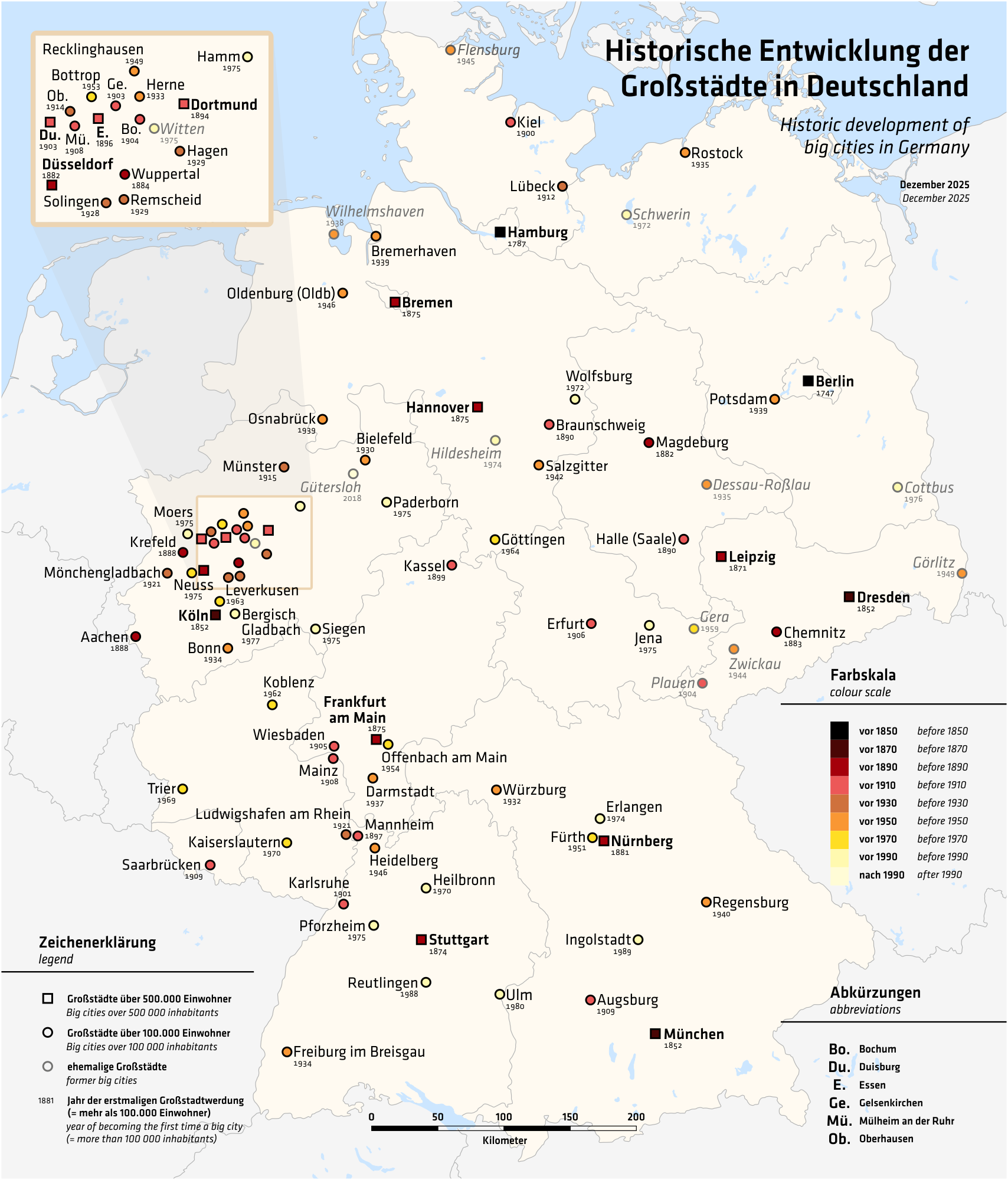
Historische Entwicklung und Verteilung der aktuellen und ehemaligen Großstädte im Dezember 2024

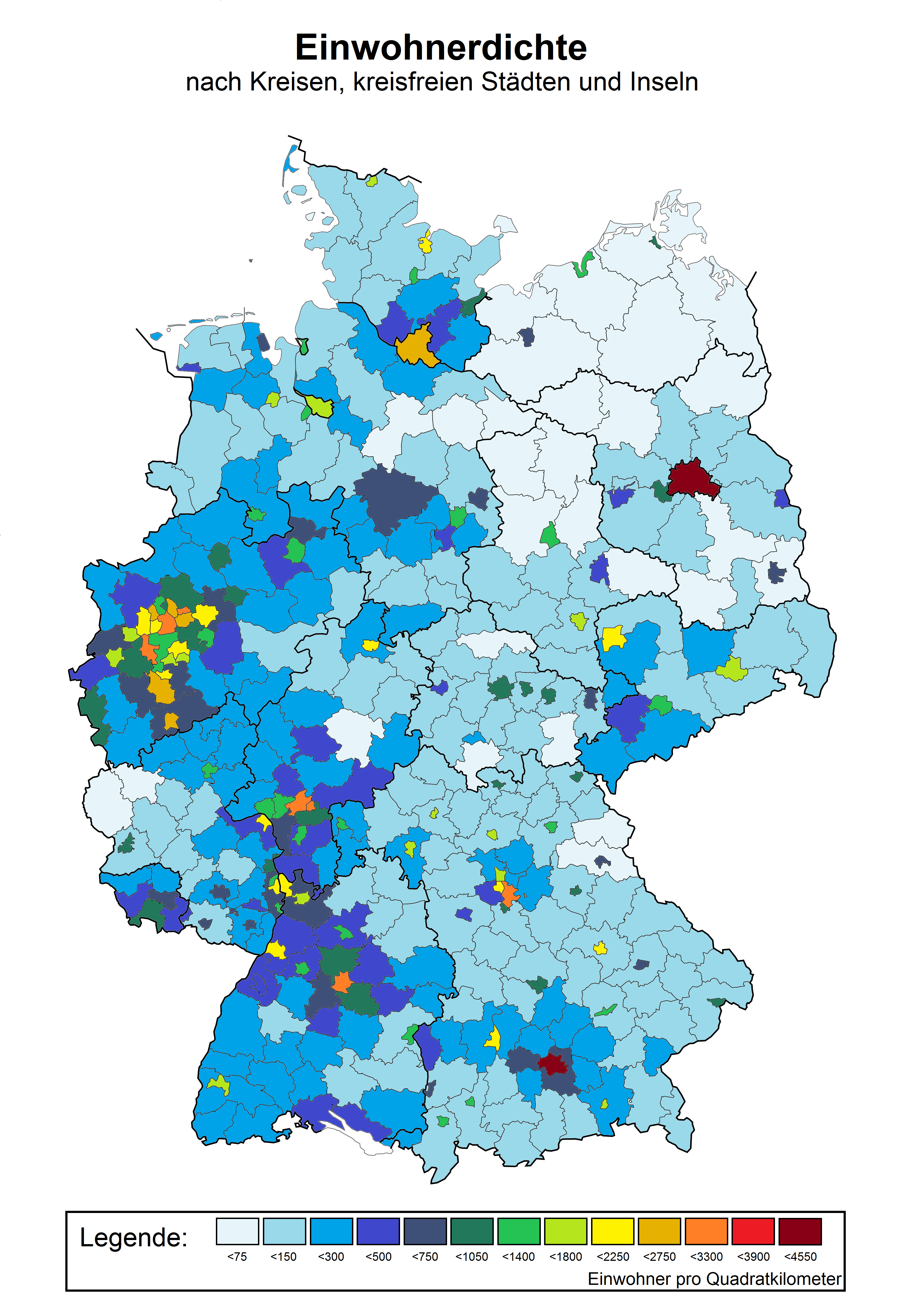
Karte der Bevölkerungsdichte auf Ebene der Landkreise und kreisfreien Städte, der Städte Bremen und Bremerhaven sowie der Inseln in Nord- und Ostsee, in Deutschland im Jahr 2018

In Deutschland werden Verdichtungs- und Ballungsräume (Agglomerationen) nicht statistisch genau abgegrenzt. Es gibt (Stand 31. Dezember 2024) 80 Großstädte (ab 100.000 Einwohner), davon 15 mit mehr als 500.000 Einwohnern, historisch bedingt überwiegend im Westen und Südwesten Deutschlands. Diese entlang des Rheins verlaufenden Ballungsräume bilden den Mittelteil der zentralen europäischen Bevölkerungskonzentration (Blaue Banane). Die meisten Agglomerationen sind monozentrisch, das Ruhrgebiet hingegen ist eine (polyzentrische) Konurbation. Mit seinen zahlreichen Zentren hat Deutschland, anders als etwa die Nachbarländer Österreich mit seiner Hauptstadt Wien und Dänemark mit Kopenhagen, keine Primatstadt. Trotz der Vielzahl großer Städte lebte zum 31. Dezember 2024 etwas weniger als ein Drittel (26,8 Millionen) der Einwohner Deutschlands in Großstädten. Nahezu 15 Millionen Einwohner leben in den 15 deutschen Städten mit mehr als einer halben Million Einwohnern, was etwa 18 % aller Einwohner entspricht.
Auf dem Gebiet Deutschlands wurden von der Ministerkonferenz für Raumordnung zwischen 1995 und 2005 insgesamt elf Europäische Metropolregionen festgelegt. Diese gehen über die entsprechenden Agglomerationen weit hinaus. Köln/Düsseldorf/Dortmund/Essen gehören zur Metropolregion Rhein-Ruhr, Leipzig/Halle/Chemnitz zur Metropolregion Mitteldeutschland. Eine weitere ist die Metropolregion Rhein-Neckar um Ludwigshafen/Mannheim/Heidelberg.
Die folgende Tabelle zeigt alle deutschen Städte mit über 500.000 Einwohnern mitsamt der Agglomeration und Metropolregion, zu der sie gehören:
| 01 | Berlin            | 3.685.265 | 4.630.000 | 06.120.000     |
| 02 | Hamburg           | 1.862.565 | 2.820.000 | [00]05.360.000 |
| 03 | München           | 1.505.005 | 2.210.000 | 05.990.000     |
| 04 | Köln              | 1.024.621 | 4.910.000 | 10.680.000     |
| 05 | Frankfurt am Main | 0.756.021 | 2.710.000 | 05.720.000     |
| 06 | Düsseldorf        | 0.618.685 | 4.910.000 | 10.680.000     |
| 07 | Stuttgart         | 0.612.663 | 2.360.000 | 05.300.000     |
| 08 | Leipzig           | 0.611.850 | 1.200.000 | 02.400.000     |
| 09 | Dortmund          | 0.603.462 | 5.610.000 | 10.680.000     |
| 10 | Bremen            | 0.586.271 | 0.990.000 | 02.730.000     |
| 11 | Essen             | 0.574.682 | 5.610.000 | 10.680.000     |
| 12 | Dresden           | 0.564.904 | 0.830.000 | 02.400.000     |
| 13 | Nürnberg          | 0.529.508 | 1.350.000 | 03.560.000     |
| 14 | Hannover          | 0.522.131 | 1.130.000 | 03.830.000     |
| 15 | Duisburg          | 0.502.270 | 5.610.000 | 10.680.000     |

*) Stand: 31. Dezember 2024

## Bevölkerung

### Demografie
| Jahr | Einwohnerzahl | Jahr | Einwohnerzahl |
| ---- | ------------- | ---- | ------------- |
| 1950 | 69.346.000    | 1990 | 79.753.227    |
| 1955 | 71.350.000    | 1995 | 81.817.499    |
| 1960 | 73.147.000    | 2000 | 82.259.540    |
| 1965 | 76.336.000    | 2005 | 82.437.995    |
| 1970 | 78.069.000    | 2010 | 81.751.602    |
| 1975 | 78.465.000    | 2015 | 82.175.684    |
| 1980 | 78.397.000    | 2020 | 83.155.031    |
| 1985 | 77.661.000    | 2024 | 83.557.140    |

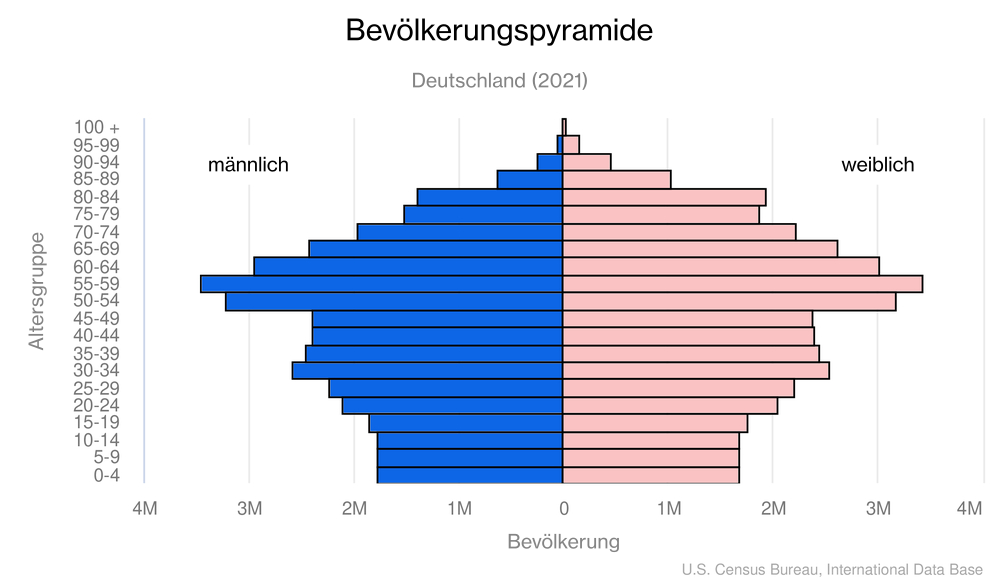
Bevölkerungsaufbau nach Alter im Jahr 2021

Nach Fortschreibung des Zensus 2022 lebten am 31. Dezember 2024 in Deutschland 83.557.140 Einwohner auf einer Fläche von 357.381 Quadratkilometern. Das Land gehört mit knapp 237 Menschen pro Quadratkilometer zu den dicht besiedelten Flächenstaaten. Zum Jahresende 2023 waren 50,7 Prozent der Bevölkerung Frauen und 49,3 Prozent Männer. Im Jahr 2019 waren 18,4 Prozent der Einwohner unter 20 Jahre, 24,6 Prozent zwischen 20 und 40 Jahre und 28,4 Prozent zwischen 40 und 60 Jahre alt. Im Alter von 60 bis 80 Jahren waren 21,7 Prozent der Bevölkerung, 6,8 Prozent waren älter. Das Durchschnittsalter steigt seit der Wiedervereinigung 1990 kontinuierlich und lag 2023 bei 44,6 Jahren. Deutschland gehört damit zu den ältesten Gesellschaften der Welt. Nach dem Zensus 2022 lebten zum Stichtag 15. Mai 2022 82.711.282 Menschen in Deutschland.
Neben der Familie als der am häufigsten angestrebten Form des Zusammenlebens sind viele Lebensmodelle in der deutschen Gesellschaft vertreten. Die Anzahl der lebend geborenen Kinder lag im Jahr 2015 bei 737.575, das war die höchste Geburtenzahl seit 15 Jahren. Dies entspricht einer Geburtenrate von 1,50 Kindern pro Frau bzw. 9,6 Geburten pro 1000 Einwohner. Im selben Zeitraum wurden 925.200 Sterbefälle registriert, etwa 11,2 Fälle pro 1000 Einwohner. Im Jahr 2021 erhöhte sich die Geburtenrate pro Frau auf 1,58 Kinder, bereits im Folgejahr war sie wieder auf 1,46 Kinder pro Frau gesunken.
Weil seit 1972 die Sterberate alljährlich über der Geburtenrate liegt, wird politisch die Orientierung zu einer familienfreundlichen, kinder- und nachwuchsfördernden Gesellschaft mit Mehrkindfamilien angestrebt (Pronatalismus). Als zentrale Voraussetzung dafür werten Experten die Vereinbarkeit von Familie und Beruf. Bei fortgesetzt niedrigen Geburtenraten, insbesondere in Bevölkerungsschichten mit mittleren und höheren Bildungsabschlüssen, wurden für Deutschland soziale, ökonomische und geopolitische Probleme vorhergesagt (Stand 2012).
Etwa 71,633 Millionen Personen in Deutschland besaßen zum Stichtag 30. September 2024 die deutsche Staatsangehörigkeit. Dies entspricht 84,5 Prozent der Wohnbevölkerung. Hatten im Jahr 2017 rund 18,9 Millionen Personen (23 Prozent der Gesamtbevölkerung) einen Migrationshintergrund, waren es 2022 mit 23,8 Millionen Menschen 28,7 Prozent der Gesamtbevölkerung, die einen Migrationshintergrund hatten. Davon waren fast zwei Drittel Zugewanderte und mehr als die Hälfte deutsche Staatsangehörige.
Im Jahr 2022 hatten in der Altersgruppe der unter 15-Jährigen 41 Prozent einen Migrationshintergrund, in der Altersgruppe der 15- bis 49-Jährigen hatten 36 Prozent einen Migrationshintergrund und in der darüberliegenden Altersklasse (50+) waren es 19 Prozent.
Als Personen mit Migrationshintergrund zählten im Zensus 2011 alle Ausländer sowie alle Deutschen, die nach 1955 auf das Gebiet der heutigen Bundesrepublik Deutschland zugewandert sind oder mindestens einen nach 1955 zugewanderten Elternteil haben. Unter ihnen bilden mit Stand 2009 die Aussiedler und Spätaussiedler die größte Gruppe, gefolgt von Bürgern der Türkei, anderer Staaten der Europäischen Union und des ehemaligen Jugoslawien. Zwischen 1950 und 2002 wurden insgesamt 4,3 Millionen Menschen, entweder im Land geboren oder lange dort lebend, auf eigenen Antrag eingebürgert.
Das Institut der deutschen Wirtschaft (IW) prognostizierte 2017, die Bevölkerung Deutschlands werde durch Einwanderung weiter wachsen und im Jahr 2035 rund 83,1 Millionen Menschen umfassen. Im Jahr 2018 wuchs die deutsche Bevölkerung um 227.000 Einwohner, womit Deutschland die Marke von 83 Millionen Einwohnern überschritt. Im Jahr 2019 wuchs sie um 147.000 Personen (+0,2 %) auf 83,2 Millionen. Ende September 2020 lag die Einwohnerzahl bei 83.190.556. Im Jahr 2022 überstieg die Bevölkerungszahl Deutschlands erstmals den Wert von 84 Millionen, zum 30. Juni 2022 lag sie laut Statistischem Bundesamt bei 84.080.000 Einwohnern.
Deutschland ist de facto seit Jahrzehnten, seit 1958 mit kurzen Unterbrechungen, ein Einwanderungsland. Die höchste Nettozuwanderung ihrer Geschichte hatte die Bundesrepublik Deutschland im Jahr 2022, als knapp 1,5 Millionen Menschen mehr zu- als fortzogen.
| Rang | Nationalität | Bevölkerung | Anteil unter allen Ausländern | Ethnien                            |
| ---- | ------------ | ----------- | ----------------------------- | ---------------------------------- |
| 01.  | Türkei       | 1.544.480   | 11,0 %                        | Türkeistämmige in Deutschland      |
| 02.  | Ukraine      | 1.334.005   | 09,5 %                        | Ukrainer in Deutschland            |
| 03.  | Syrien       | 0.975.060   | 06,9 %                        | Syrer in Deutschland               |
| 04.  | Rumänien     | 0.909.755   | 06,5 %                        | Rumänen in Deutschland             |
| 05.  | Polen        | 0.864.980   | 06,2 %                        | Polen in Deutschland               |
| 06.  | Italien      | 0.636.730   | 04,5 %                        | Italiener in Deutschland           |
| 07.  | Afghanistan  | 0.442.020   | 03,1 %                        | Afghanistanstämmige in Deutschland |
| 08.  | Bulgarien    | 0.432.080   | 03,1 %                        | Bulgaren in Deutschland            |
| 09.  | Kroatien     | 0.425.810   | 03,0 %                        | Kroaten in Deutschland             |
| 10.  | Griechenland | 0.353.730   | 02,5 %                        | Griechen in Deutschland            |

### Sprachen

Kenntnisse der deutschen Sprache in den Ländern der Europäischen Union im Jahr 2006

In Deutschland ist hauptsächlich die deutsche Sprache (Hochdeutsch) verbreitet. Sie wird als Standardsprache in den überregionalen Medien und als Schriftsprache verwendet; als Sprache des Alltags wird Deutsch in vielen Regionen fast ausschließlich gesprochen (oft regional leicht eingefärbt). Der Übergang zu den deutschen Dialekten ist fließend. Bei den Amtssprachen innerhalb Deutschlands ist Deutsch die wichtigste Verwaltungssprache. Die Zuständigkeit liegt im Grundsatz in der Kulturhoheit der Länder, der Gesamtstaat legt solche Sprachen nur zur Erfüllung seiner eigenen Aufgaben fest. Sofern europäisches Recht anwendbar ist, können vor Gericht Anträge und Schriftstücke in jeder Amts- oder Gerichtssprache jedes Mitgliedslands der Europäischen Union gestellt werden. Angestammte nationale Minderheiten sind Dänen, Friesen, Sorben und Sinti und Roma. Einige Regional- und Minderheitensprachen dürfen als Amts-, Gesetzes- oder Gerichtssprachen verwendet werden. Grundlage ist die Europäische Charta der Regional- oder Minderheitensprachen, nach der Deutschland Niederdeutsch als Regionalsprache und folgende Minderheitensprachen anerkennt: Dänisch (etwa 50.000 Sprecher, sowohl Reichsdänisch, überwiegend in der Variante Sydslesvigdansk, als auch Sønderjysk), Friesisch (etwa 10.000, Nordfriesisch in Schleswig-Holstein, Saterfriesisch in Niedersachsen), Sorbisch (etwa 30.000, Obersorbisch in Sachsen, Niedersorbisch in Brandenburg) und Romanes der Roma (etwa 200.000 in ganz Deutschland). Andere neue oder in Deutschland kaum noch gesprochene Minderheitensprachen wie Jiddisch oder die jenische Sprache wurden nicht in die Charta aufgenommen. Die Sprachen von Zuwanderern fallen ausdrücklich nicht unter die Charta. Die von Gehörlosen verwendete Deutsche Gebärdensprache (DGS) wurde mit Einführung des Behindertengleichstellungsgesetzes (BGG) im Jahr 2002 in Deutschland als eigenständige Sprache anerkannt. In früherer Zeit existierten im Gebiet des heutigen Deutschland noch weitere Minderheitensprachen wie die Polabische Sprache (im 18. Jahrhundert ausgestorben) oder noch früher das
Moselromanische (im 11. Jahrhundert ausgestorben).

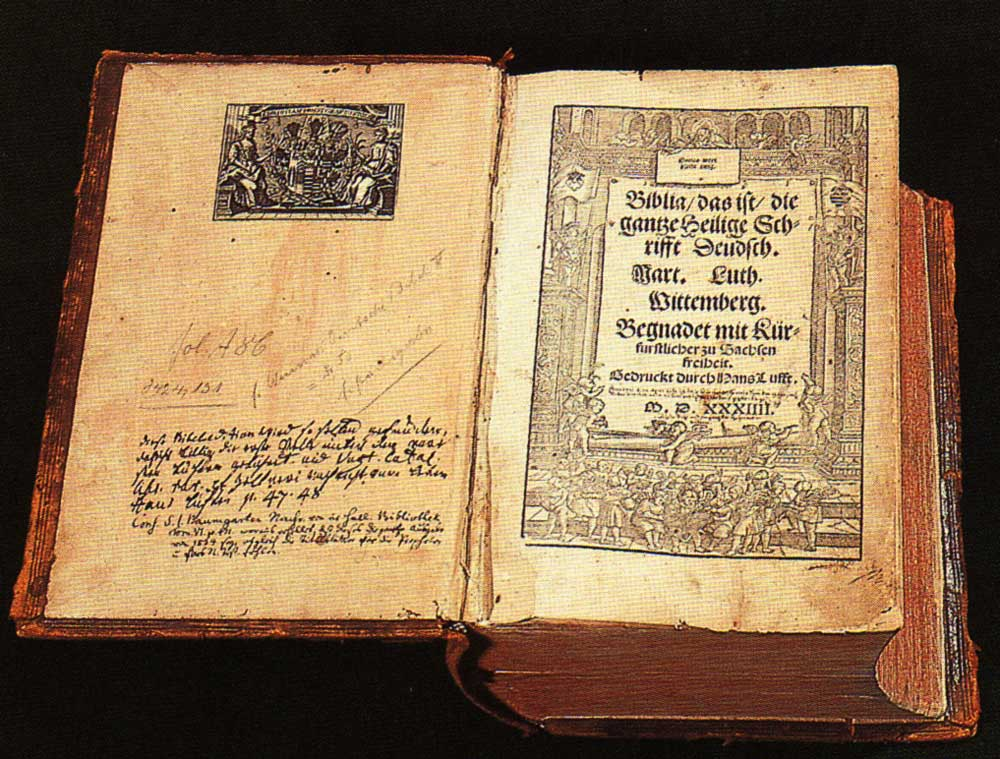
Die erste vollständige Bibelübersetzung ins Deutsche, 1534

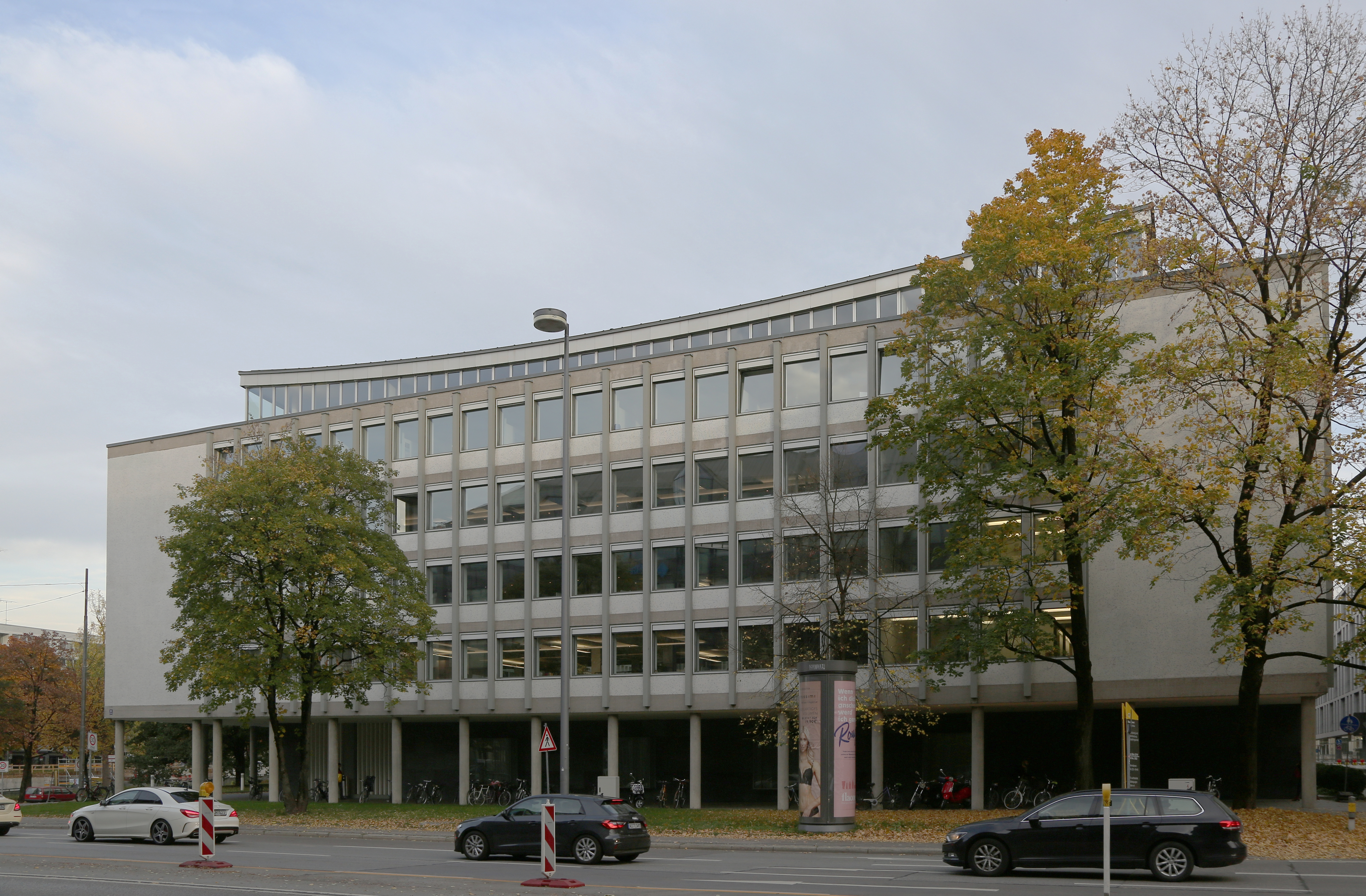
Das Goethe-Institut betreibt weltweit Niederlassungen zur Vermittlung der deutschen Sprache (Bild: Zentrale in München).

Die niederdeutsche Sprache wird sowohl sprachwissenschaftlich (der grammatischen und lexikalischen Substanz nach) als auch politisch und rechtlich teilweise als eigenständige Sprache aufgefasst; sie verhält sich allerdings soziolinguistisch wie ein Dialekt und ist daher auch als „Scheindialekt“ des Deutschen bezeichnet worden und insofern als eine regionale Varietät (siehe Niederdeutsche Sprache: Die Stellung des Niederdeutschen). Niederdeutsch hatte 2007 etwa 2,6 Millionen aktive Sprecher, passive Kenntnis hatten etwa drei Viertel der Bevölkerung des Sprachgebiets. 2016 war das passive Verstehen bei knapp der Hälfte der Einwohner des Sprachgebietes gut bis sehr gut, in Mecklenburg-Vorpommern 70 Prozent, in Schleswig-Holstein knapp 60 Prozent, in Niedersachsen knapp 50 Prozent. Aktiv beherrschten die Niederdeutsche Sprache in Mecklenburg-Vorpommern knapp 21 Prozent, in Schleswig-Holstein knapp 25 Prozent, in Nordrhein-Westfalen und Sachsen-Anhalt jeweils knapp 12 Prozent und in Brandenburg knapp 3 Prozent.
Norddeutsche verwenden die niederdeutsche Sprache oder regionale Mundarten tendenziell weniger ausgeprägt, während im mittel- und oberdeutschen Raum der Gebrauch der fränkischen, bairischen und alemannischen Mundarten selbst im akademischen Milieu verbreiteter ist.
Immer wieder brachten Zuwanderer ihre Sprachen mit, zum Beispiel die Ruhrpolen im 19. Jahrhundert. Während die Nachkommen der älteren Zuwanderungswellen sich inzwischen sprachlich weitgehend angepasst haben, verwenden Zuwanderer der vergangenen Jahrzehnte (etwa Gastarbeiter) untereinander neben dem Deutschen noch häufig ihre Muttersprache, vor allem Türkisch (etwa zwei Millionen). Daneben ist auch die russische Sprache verbreitet, unter Kontingentflüchtlingen und unter Russlanddeutschen, zu denen nicht nur deutsche oder plautdietsche, sondern auch russische Muttersprachler gehören (drei bis vier Millionen). Ein Teil der älteren jüdischen Bevölkerung, welcher aus der ehemaligen Sowjetunion zugewandert ist, spricht auch Jiddisch; jedoch fand zumeist schon vor der Auswanderung keine Weitergabe dieser Sprache an nachfolgende Generationen mehr statt, sodass sie durch Russisch bzw. Deutsch verdrängt wurde. Haredim, die heutigen Hauptträger der jiddischen Sprache in Israel und den USA, machen in Deutschland nur eine kleine Minderheit der jüdischen Gemeinden aus. Die Zahl der Personen, welche Polnisch als Alltagssprache verwenden, wird als relativ hoch vermutet. Aufgrund der starken Assimilation der polnischen und polnischstämmigen Bevölkerungsgruppe ist der Gebrauch des Polnischen außerhalb des eigenen Haushalts jedoch verhältnismäßig selten.
Die an öffentlichen Schulen in Deutschland vorrangig gelehrte Fremdsprache ist Englisch. Als zweite Fremdsprache werden häufig Französisch, Latein oder Spanisch angeboten, seltener auch Russisch oder Italienisch – je nach schulischem Angebot und den Vorgaben der einzelnen Bundesländer. In der ehemaligen DDR war Russisch die vorherrschende Fremdsprache im Schulunterricht. Englisch wurde zwar ebenfalls unterrichtet, spielte jedoch eine deutlich untergeordnete Rolle.

### Religionen

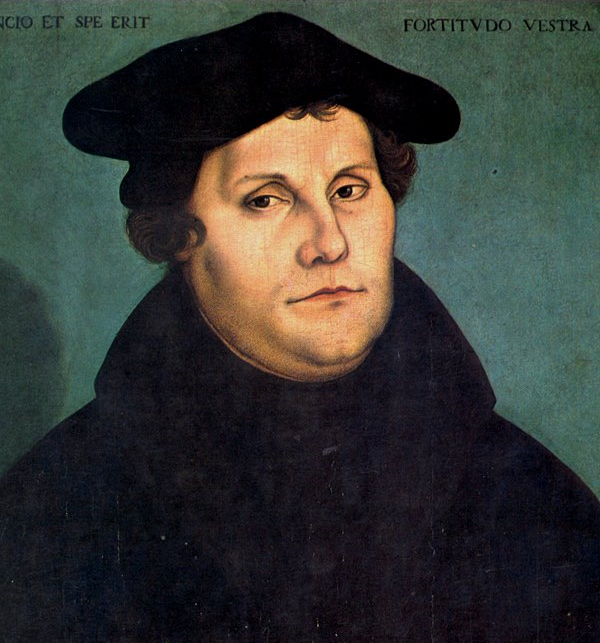
Martin Luther (1483–1546), Gemälde von Lucas Cranach dem Älteren, 1528

#### Traditionen
Wie der Großteil West- und Mitteleuropas ist das heutige Deutschland bis zur Spätantike zurückreichend christlich-abendländisch und seit dem 18. Jahrhundert aufgeklärt-wissenschaftlich geprägt. Dem liegen Einflüsse aus der antiken griechischen und römischen Kultur ebenso zugrunde wie jüdische und christliche Traditionen, die sich seit Beginn der Christianisierung Nordwesteuropas, ab etwa dem 4. Jahrhundert, mit germanischen Traditionen vermischt hatten. Das Judentum ist in Deutschland schon in römischer Zeit nachweisbar, wurde aber immer wieder Opfer von Pogromen und erzwungener Konversion, in der schlimmsten Form die Shoah der NS-Zeit. Das Gebiet Deutschlands wurde seit dem frühen Mittelalter christianisiert. In der fränkischen Zeit wurde im Reich Karls des Großen die Missionierung, teilweise durch Zwang, abgeschlossen. Mit Martin Luthers Thesenanschlag 1517 begann die christliche Reformation und in der Folge die Bildung protestantischer Konfessionen, die in Deutschland neben der katholischen Konfession die religiöse Landschaft prägen. Aufgrund der Regelung cuius regio, eius religio (d. h. der Landesherr bestimmt, welcher Religion die Untertanen anzugehören haben) war die konfessionelle Landschaft über Jahrhunderte stark zersplittert mit nahezu rein katholischen und evangelischen Regionen in unmittelbarer Nachbarschaft zueinander. Der Zustrom der Heimatvertriebenen nach dem Zweiten Weltkrieg, die zunehmende Mobilität der Bevölkerung sowie anhaltende Suburbanisierung und Säkularisierung haben diese Kontraste jedoch im 20. und 21. Jahrhundert verwischt.

#### Verhältnis von Staat und Religion
Die Religionsfreiheit in Deutschland garantiert Art. 4 des Grundgesetzes, individuell als Grundrecht und institutionell im Verhältnis von Religion und Staat. So wird die weltanschauliche Neutralität des Staates und das Selbstbestimmungsrecht der Religionsgemeinschaften festgeschrieben. Auf dieser Basis ist das Verhältnis von Religionsgemeinschaften und Staat partnerschaftlich; es gibt also keine strikte Trennung von Kirche und Staat, sondern in vielen sozialen und schulisch-kulturellen Bereichen bestehen Verflechtungen, beispielsweise über eine kirchliche, aber staatlich mitfinanzierte Trägerschaft von Kindergärten, Schulen, Krankenhäusern oder Pflegeheimen. Ebenso berufen sich einige deutsche Parteien auf die christliche Tradition des Landes. Die christlichen Kirchen besitzen den Status von Amtskirchen und sind Körperschaften des öffentlichen Rechts, aufgrund des geltenden Staatskirchenrechts jedoch sui generis. Als öffentlich-rechtlichen Religionsgesellschaften sollen den Kirchen bestimmte Gestaltungsmöglichkeiten eingeräumt werden, ohne dass sie dabei einer Staatsaufsicht unterliegen; stattdessen wird sowohl der kirchliche Öffentlichkeitsauftrag teilweise in Kirchenverträgen mit den Ländern oder den entsprechenden Regelungen in den Landesverfassungen anerkannt wie auch die besondere, originäre Kirchengewalt rechtlich bekräftigt. Bestimmte christliche Kirchen sowie die jüdischen Gemeinden erheben eine Kirchensteuer, die der Staat gegen eine Aufwandsentschädigung einzieht und an die jeweiligen Kirchen beziehungsweise an den Zentralrat der Juden in Deutschland weiterleitet. Des Weiteren ist der Religionsunterricht laut Grundgesetz fakultatives, aber dennoch ordentliches Unterrichtsfach in den öffentlichen Schulen (mit Ausnahme von Bremen, Berlin und Brandenburg). Dieses Fach wird oft von einem Vertreter einer der beiden großen Kirchen unterrichtet.

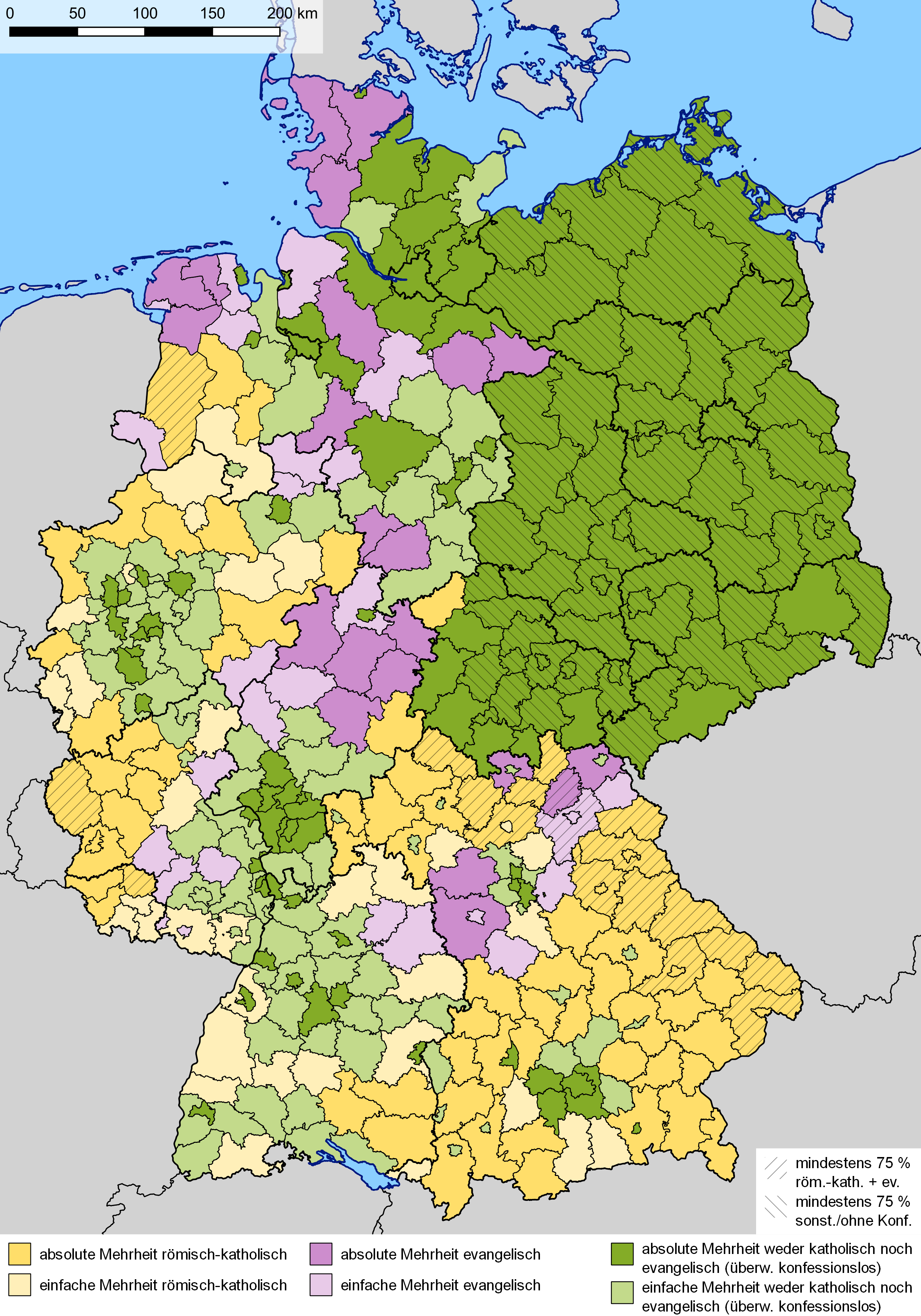
Konfessionszugehörigkeit nach Zensus 2022: gelb: römisch-katholisch, violett: evangelisch, grün: keiner öffentlich-rechtlichen Religionsgemeinschaft zugehörig; dunkel: absolute Mehrheit, hell: relative Mehrheit

#### Bevölkerungsanteile
Fast 47 % der Bevölkerung gehörten 2024 keiner Glaubensgemeinschaft an; fast 48 % der Bevölkerung gehörten 2024 einer christlichen Konfession an: der römisch-katholischen Kirche 23,7 % (überwiegend in West- und Süddeutschland), der evangelischen Kirche (Lutheraner, Reformierte und Unierte) 21,5 %, anderen christlichen Kirchen wie orthodoxen und altorientalischen Kirchen, den Zeugen Jehovas, der neuapostolischen Kirche und den Freikirchen insgesamt ca. 2,5 %.
Ende 2023 stellte in keinem der 16 Bundesländer eine der beiden großen Kirchen (römisch-katholisch, evangelisch) die absolute Mehrheit der Einwohner; in zehn Ländern war eine absolute Mehrheit der Bevölkerung weder Mitglied der katholischen noch der evangelischen Kirche.
Die Anzahl der Gottesdienstbesucher ist wesentlich geringer als die Anzahl der Kirchenmitglieder. An den sogenannten Zählsonntagen (zweiter Fastensonntag und zweiter Sonntag im November) des Jahres 2016 besuchten 2,4 Millionen Menschen (2,9 % der Gesamtbevölkerung) die katholischen Gottesdienste und 0,8 Millionen (1 %) jene der evangelischen Kirche. An hohen kirchlichen Feiertagen, insbesondere zu Heiligabend, nehmen deutlich mehr Menschen an Gottesdiensten teil. Das Syrische Christentum ist durch den kontinuierlichen Zuzug von Assyrern aus Mesopotamien mit ca. 130.000 Mitgliedern eine stetig wachsende christliche Konfession in Deutschland. Davon gehören rund 100.000 Assyrer der Syrisch-Orthodoxen Kirche von Antiochien an.
Ende 2024 lebten in Deutschland etwa 3,3 Millionen Muslime. Ihr Anteil an der Gesamtbevölkerung betrug 3,9 %. Etwa die Hälfte hat einen türkischen Migrationshintergrund. Als Dachverband der vielen islamischen Organisationen und Ansprechpartner für Außenstehende wurde der Koordinierungsrat der Muslime in Deutschland gegründet.
Die Deutsche Buddhistische Union geht von etwa 270.000 Buddhisten in Deutschland aus. Die Hälfte davon sind eingewanderte Asiaten. Dies entspricht 0,3 Prozent der Bevölkerung.
Etwa 200.000 Juden leben in Deutschland, dies entspricht 0,25 Prozent der Bevölkerung (Stand 2022). Davon sind etwa die Hälfte in jüdischen Gemeinden organisiert. Seit den 1990er-Jahren verzeichnen diese einen starken Zuwachs durch Zuwanderer aus den ehemaligen Ostblockstaaten, vor allem aus der Ukraine und Russland.

## Geschichte

### Urgeschichte, Kelten, Germanen und Römer

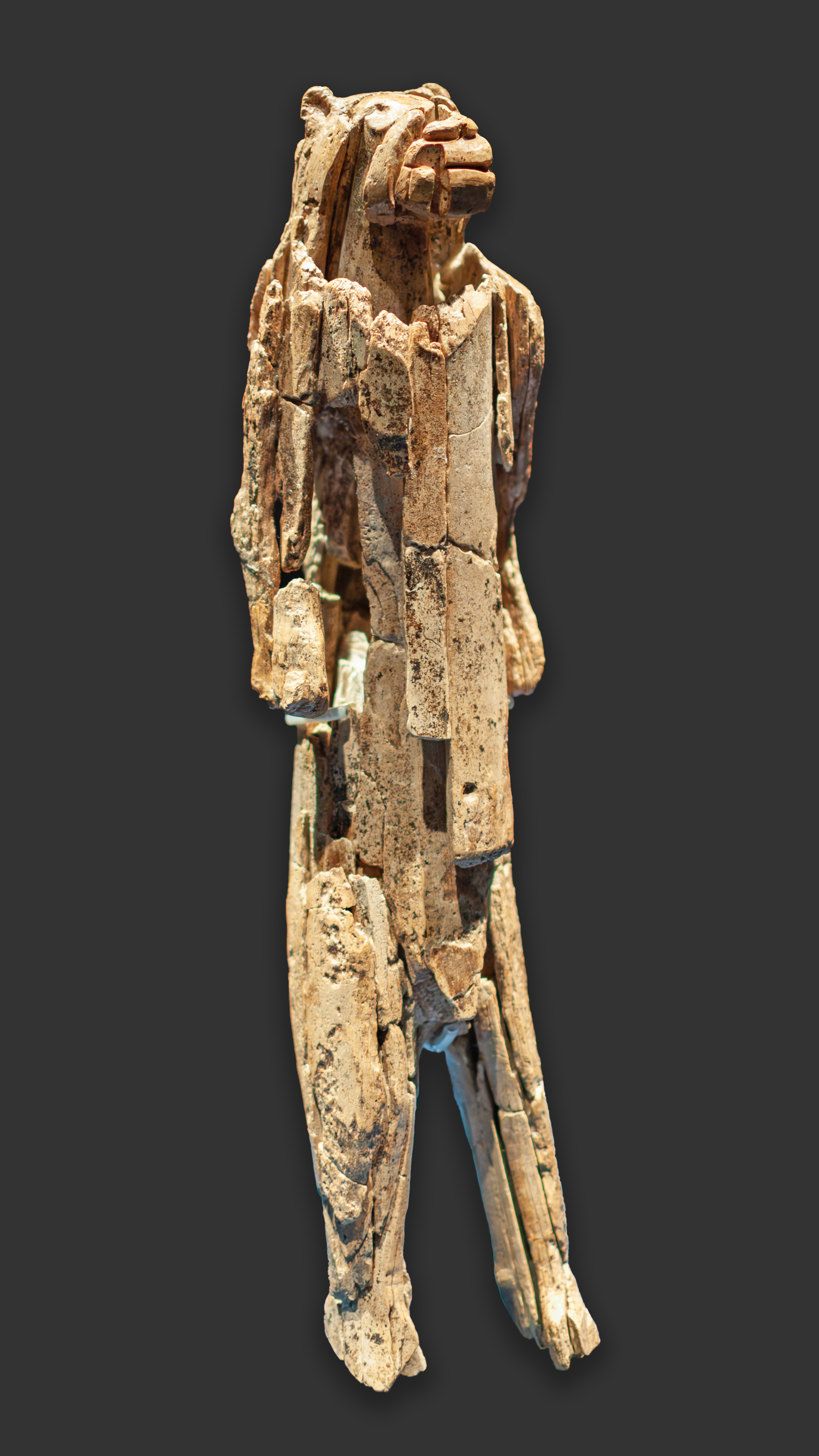
Der Löwenmensch aus der Stadel-Höhle im Hohlenstein, Lonetal, entstanden zwischen 39.000 und 33.000 v. Chr.

Karte der germanischen Stämme Mitteleuropas mit dem römischen Limes und den Legionslagern um 50 n. Chr.

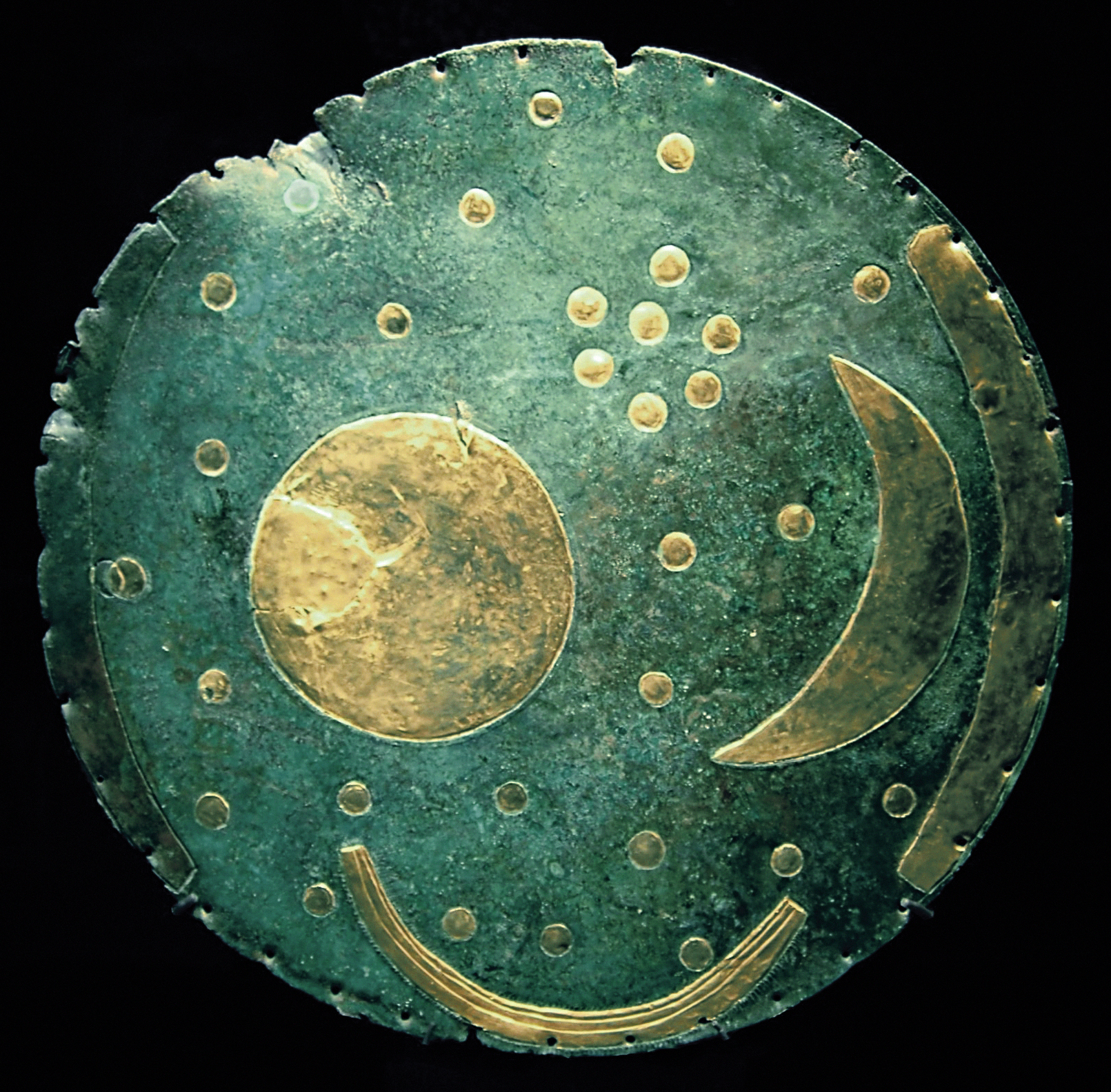
Die Himmelsscheibe von Nebra aus der frühen Bronzezeit

Funde der Primatenart Danuvius auf dem Gebiet des heutigen Deutschland sind über 11 Millionen Jahre alt und stellen wohl einen der ersten aufrecht gehenden Vorfahren des Menschen dar. Der älteste fossile Beleg für die Anwesenheit der Gattung Homo auf deutschem Gebiet – der Unterkiefer von Mauer – ist rund 600.000 Jahre alt, er wurde nach seinem Fundort in der Nähe von Heidelberg als Homo heidelbergensis benannt. Die mindestens 300.000 Jahre alten Schöninger Speere sind die ältesten vollständig erhaltenen Jagdwaffen der Menschheit und haben das Bild der kulturellen und sozialen Entwicklung des frühen Menschen revolutioniert, ebenso wie die Fundstätte Bilzingsleben mit einem der ältesten Bauwerke und dem vielleicht ältesten Kunstwerk der Welt.
Zu den Neandertalern, nach einem Fundort im Neandertal, östlich von Düsseldorf, benannt, gesellte sich vor mindestens 47.500 Jahren der aus Afrika zugewanderte Homo sapiens, der anatomisch moderne Mensch – zuerst nachweisbar in Thüringen. Die Neandertaler verschwanden zwar, doch ließ sich belegen, dass beide zumindest einige gemeinsame Nachkommen hatten. Die jungpaläolithische Kleinkunst der Schwäbischen Alb ist die älteste bekannte Kunst der Menschheit.
Aus dem Nahen Osten kommende jungsteinzeitliche Bauern, die mit ihrem Vieh und ihren Kulturpflanzen über Anatolien und den Balkan zuwanderten (Linearbandkeramiker), verdrängten ab etwa 5700/5600 v. Chr. die Jäger und Sammler der Mittelsteinzeit aus der Südhälfte Deutschlands. Erst um 4000 v. Chr. wurden die aneignenden Kulturen der Jäger, Sammler und Fischer auch in Norddeutschland von bäuerlichen, nun durchgehend sesshaften Kulturen abgelöst; als letzte Kultur der Jäger in Norddeutschland gilt die Ertebølle-Kultur.
Mit über 1000 Jahren Verzögerung begann auf deutschem Gebiet die Bronzezeit um 2200 v. Chr. Zu ihren bedeutendsten Funden zählt die Himmelsscheibe von Nebra. Mit Beginn der Hallstattzeit (1200–1000 v. Chr.) waren Süd- und Mitteldeutschland von Kelten besiedelt, als bedeutendstes Metall begann sich das Eisen durchzusetzen. Um 600 v. Chr. kam es in Norddeutschland zur Herausbildung der Jastorf-Kultur, die als germanische Kultur angesehen wird. Der Begriff „Germanen“ (lateinisch Germani) wurde im 1. Jahrhundert v. Chr. von antiken Autoren erstmals erwähnt. Es handelt sich hierbei um einen ethnographischen, wenig präzisen Sammelbegriff, der aus methodischen Gründen nicht als Bezeichnung für ein einheitliches Volk missverstanden werden darf.
Von 58 v. Chr. bis etwa 455 n. Chr. gehörten die Gebiete links des Rheins und südlich der Donau zum Römischen Reich, von etwa 80 bis 260 n. Chr. auch ein Teil Hessens sowie der größte Teil des heutigen Baden-Württemberg südlich des Limes. Diese römischen Gebiete verteilten sich auf die Provinzen Gallia Belgica, Germania superior, Germania inferior, Raetia und Noricum. Dort gründeten die Römer Legionslager, eine Reihe von Städten wie Trier, Köln, Augsburg und Mainz – die ältesten Städte Deutschlands. Verbündete germanische Stämme sicherten diese Provinzen, zudem wurden Siedler aus anderen Reichsteilen hier sesshaft.
Der außerhalb der römischen Provinzen Germania Inferior und Germania Superior liegende Teil des Siedlungsgebiets der Germanen wurde von den Römern in der frühen und hohen Kaiserzeit und in der Spätantike als Germania magna bezeichnet.
Versuche, den Einflussbereich weiter in dieses germanische Gebiet auszudehnen, scheiterten mit der Varusschlacht im Jahr 9 n. Chr. Die Bemühungen der Römer zur Errichtung von Provinzen bis zur Elbe endeten schließlich. Tacitus’ frühestens im Jahr 98 entstandene Schrift Germania ist die älteste Beschreibung der germanischen Stämme.

### Völkerwanderung und Frühmittelalter (375–962)
Nach dem Einfall der Hunnen um 375 setzte die Völkerwanderung ein, gleichzeitig bildeten sich im Übergang von der Spätantike zum Frühmittelalter mehrere Großstämme heraus, nämlich die der Franken, Alamannen, Sachsen, Bayern und Thüringer. Wichtig in der neueren Forschung ist in diesem Kontext der komplexe Vorgang der Ethnogenese der unterschiedlichen gentes (Stämme). Die Entstehung von ethnischen Identitäten (Ethnizität) in der Spätantike bzw. dem beginnenden Frühmittelalter im Zusammenhang mit der sogenannten Völkerwanderung wird heute nicht mehr als biologische Kategorie verstanden. Identitäten entstehen vielmehr in einem wechselhaften sozialen Prozess, bei dem mehrere Faktoren eine Rolle spielen.
Das Ziel der in das Imperium eingedrungenen Gruppen war vor allem Teilhabe am Wohlstand des Imperiums, dessen Strukturen und Kultur sie keineswegs zerstören wollten. Doch die folgenden militärischen Konflikte und innerrömische Machtkämpfe führten zu einem politischen Erosionsprozess des Westreichs. Im Zuge des Untergangs Westroms (der letzte Kaiser in Italien wurde 476 abgesetzt) kam es zur Bildung germanisch-romanischer Nachfolgereiche auf dem Boden des westlichen Imperiums. Das Oströmische Reich („Byzanz“) bestand hingegen bis 1453 fort und unterhielt weiterhin Kontakte in den Westen.
In die weitgehend entvölkerten Gebiete des heutigen Ostdeutschlands wanderten im 7. Jahrhundert slawische Stämme ein. Erst im Zuge der hochmittelalterlichen Ostsiedlung wurden sie assimiliert. West- und Mitteleuropa wurde von dem am Ende des 5. Jahrhunderts entstandenen Frankenreich dominiert, das heutige Norddeutschland von den Sachsen und Slawen. Alle heute zu Deutschland gehörigen Gebiete des Frankenreichs lagen im östlichen Teilreich Austrasien. Unter den Merowingern kam es allerdings wiederholt zu dynastischen Konflikten.

Die Gebietsaufteilung im Vertrag von Verdun, 843

Mitte des 8. Jahrhunderts trat im Frankenreich Pippin der Jüngere aus der Dynastie der Karolinger die Königsnachfolge der bis dahin herrschenden Merowinger an. Nach der Unterwerfung und Zwangsmissionierung der Sachsen und Eroberungen in Italien, Nordspanien und im östlichen Grenzraum unter Karl dem Großen wurde das Vielvölkerreich neu organisiert. Kirchenorganisation und Kulturförderung knüpften partiell an römische Traditionen an (Karolingische Renaissance). Zu Weihnachten 800 ließ sich Karl vom Papst in Rom zum Kaiser krönen und erhob damit Anspruch auf die Nachfolge des Römischen Reiches (Translatio imperii), was zur Konkurrenz mit den byzantinischen Kaisern führte (Zweikaiserproblem). Nach Karls Tod 814 kam es zu Kämpfen unter seinen Nachkommen, die 843 im Vertrag von Verdun zur Dreiteilung des Reiches in das Ostfrankenreich unter „Ludwig dem Deutschen“, das Westfrankenreich und Lotharingien führten.
Im ostfränkischen Reich bildeten sich um 900 fünf große Herzogtümer heraus, nämlich die Stammesherzogtümer Sachsen, Baiern, Schwaben, Franken und Lothringen. Im 10. Jahrhundert starb die karolingische Dynastie in West- wie auch in Ostfranken aus, beide Reichsteile blieben politisch fortan getrennt. Die Schlacht auf dem Lechfeld beendete 955 jahrzehntelange Ungarneinfälle, führte zu einem Prestigegewinn König Ottos, der 962 in Rom zum Kaiser gekrönt wurde, und zur Zuordnung des Erzengels Michael als Schutzpatron der Deutschen.

### Vom Ostfrankenreich zum Heiligen Römischen Reich (962–1806)

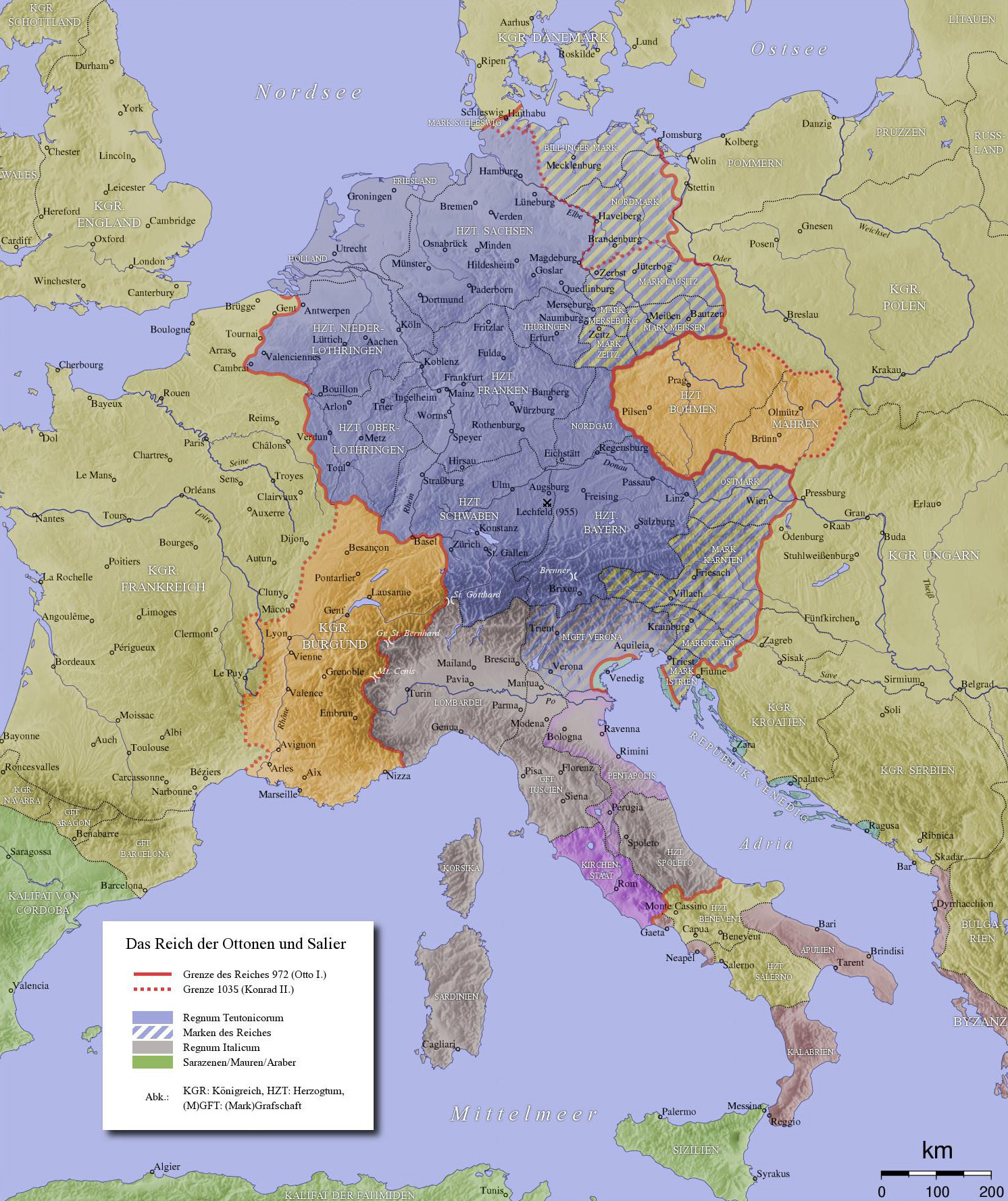
Das Reichsgebiet im 10. Jahrhundert (rot umrandet)

Die Dynastie der Ottonen war für die Ausformung des Ostfrankenreichs wesentlich, sie gilt aber nicht mehr als Beginn der eigentlichen „deutschen“ Reichsgeschichte. Der damit verbundene Prozess zog sich vielmehr mindestens bis ins 11. Jahrhundert hin. Der Begriff regnum Teutonicorum („Königreich der Deutschen“) findet sich erstmals zu Beginn des 11. Jahrhunderts in den Quellen, er war aber nie Titel des Reiches (Imperium), sondern diente den Päpsten zur Relativierung des Herrschaftsanspruchs der römisch-deutschen Könige.
Im Jahr 951 nahm Otto I. die langobardische Königswürde an. Dies verband das Regnum Teutonicum mit Reichsitalien. 962 wurde Otto zum Kaiser gekrönt, damit vereinte er die römisch-deutsche Königswürde mit dem Anspruch auf das westliche „römische“ Kaisertum (Reichsidee). Dieses römisch-deutsche Reich nahm unter den Ottonen eine hegemoniale Stellung im westlichen Europa ein. 1024 traten die Salier die Königsnachfolge an, die bis zum Ende des Mittelalters stets an eine Wahl durch verschiedene Große des Reichs gekoppelt war.
Die Art und Weise, wie weltliche und geistliche Macht miteinander verzahnt wurden, nennt man heute teilweise „Reichskirchensystem“. Die Frage, wer Bischöfe einsetzen durfte, führte zum Investiturstreit mit dem reformierten Papsttum, zum Gang nach Canossa 1077 und zur Zwischenlösung des Wormser Konkordats 1122. Einen Höhepunkt erreichte die Auseinandersetzung zwischen Kaiser und Papst in staufischer Zeit, insbesondere unter Friedrich II. Er gab im deutschen Reichsteil viele Regalien auf. Mit seinem Tod 1250 brach die staufische Königsherrschaft zusammen; das folgende Interregnum vergrößerte die Macht der Fürsten. Das Kaisertum bestand als politischer Ordnungsfaktor fort, verlor aber auf europäischer Ebene zunehmend an Einflussmöglichkeiten.
In Form der Territorialstaaten verselbstständigten sich zahlreiche Feudalherrschaften zu Lasten der königlich-kaiserlichen Macht, die aber nie stark ausgeprägt gewesen und deshalb auf konsensuale Herrschaft mit den Großen des Reiches angewiesen war. Kaiser Heinrich VI. war Ende des 12. Jahrhunderts mit dem Versuch gescheitert, durch den Erbreichsplan die Erbmonarchie einzuführen. Während sich das Westfrankenreich zum französischen Zentralstaat entwickelte, blieb das ostfränkische oder römisch-deutsche Reich durch Landesherren und das Recht der Königswahl geprägt.
In der Mitte des 13. Jahrhunderts setzte sich im Heiligen Römischen Reich – die Bezeichnung Sacrum Imperium (Heiliges Reich) wurde bereits 1157 gebraucht, Sacrum Imperium Romanum (Heiliges Römisches Reich) ist erstmals urkundlich gesichert 1184 belegt (die ältere Forschung ging von 1254 aus) – die Auffassung durch, dass einem Kollegium von Kurfürsten die Wahl des Königs zustehe, was durch die Goldene Bulle 1356 verbindlich festgeschrieben wurde. Bis zu seinem Ende 1806 blieb das Reich somit formal eine Wahlmonarchie. Obwohl die Kaiser wiederholt versuchten, ihre Position zu stärken, blieb das Reich ein supranationaler Verband vieler verschieden großer Territorien sowie Reichsstädte.
Das spätmittelalterliche 14. und 15. Jahrhundert war vom Wahlkönigtum geprägt: Drei große Familien – die Habsburger, die Luxemburger und die Wittelsbacher – verfügten über den größten Einfluss im Reich und über die größte Hausmacht. Als bedeutendster König gilt Karl IV., der eine geschickte Hausmachtpolitik betrieb. Trotz Krisen wie der Pest (Schwarzer Tod), der Agrarkrise und des abendländischen Schismas florierten die Städte und der Handel; es begann der Übergang in die Renaissance. Im Reich traten die Habsburger das Erbe der Luxemburger an, die 1437 in männlicher Linie ausstarben, und stellten bis zum Ende des Reichs fast kontinuierlich die römisch-deutschen Herrscher. Durch geschickte Politik sicherten sich die Habsburger zusätzliche Territorien im Reich und sogar die spanische Königskrone: Habsburg stieg damit zur europäischen Großmacht auf.

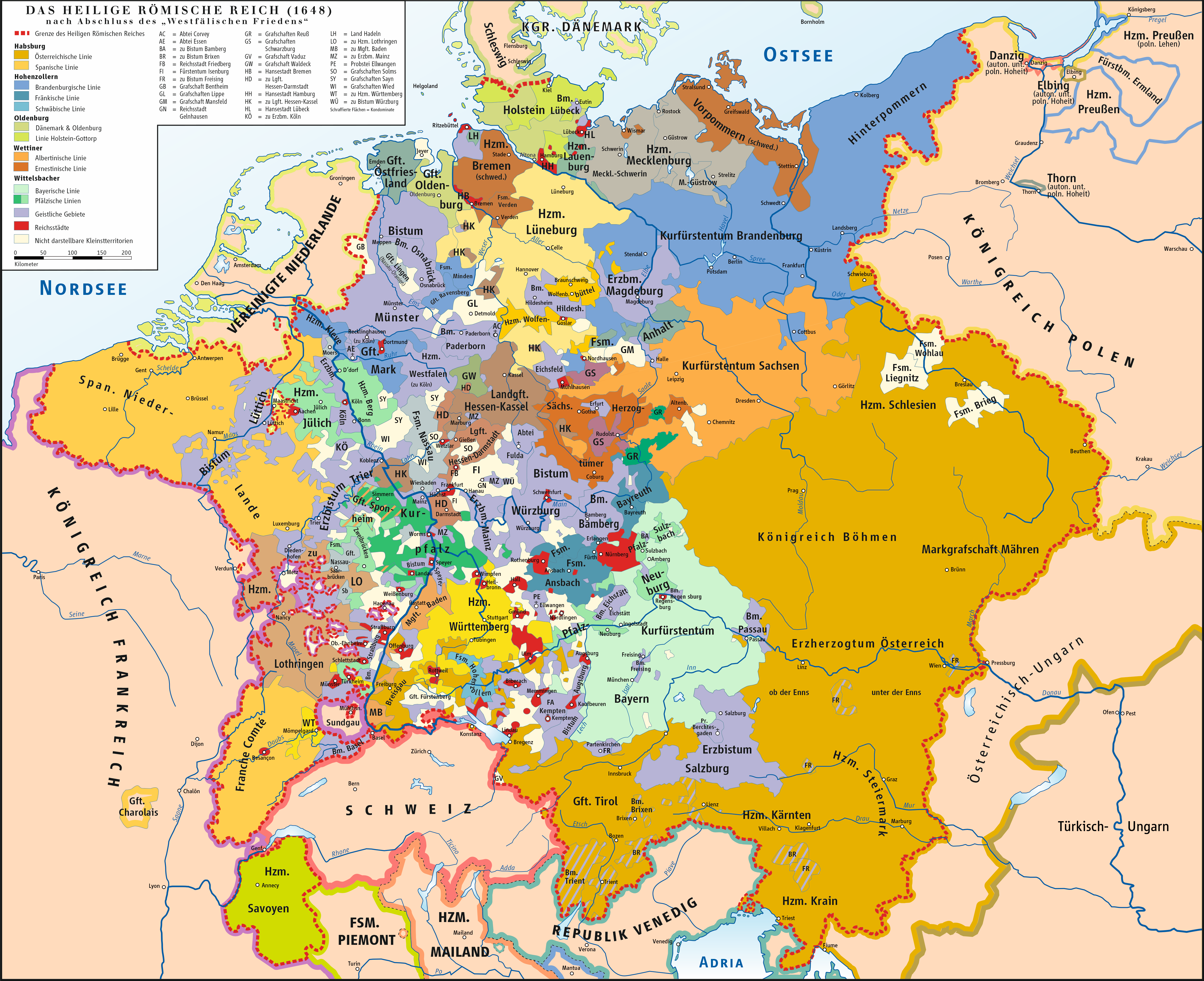
Das Heilige Römische Reich im Jahr 1648 nach Abschluss des Westfälischen Friedens

An der Wende zum 16. Jahrhundert betrieb Kaiser Maximilian I. eine umfassende Reichsreform, die den Reichstag, die Gerichtsbarkeit (Schaffung von Reichskammergericht und Reichshofrat) und die innere Ordnung durch den Ewigen Landfrieden und die Einteilung in Reichskreise stärkte. Durch das Scheitern des Gemeinen Pfennigs und des Reichsregiments blieb die Reform aber unvollständig. Ab 1519 verfolgte Kaiser Karl V., zugleich spanischer König mit überseeischem Kolonialreich, das Konzept einer Universalmonarchie. Seine Vorherrschaft in Europa begründete den jahrhundertelangen habsburgisch-französischen Gegensatz.
Im Jahr 1517 stieß Martin Luther durch Forderungen nach innerkirchlichen und theologischen Reformen und eine anti-päpstliche Haltung die Reformation an, was zur Herausbildung „protestantischer“ Konfessionen führte. Der Katholizismus reagierte mit der Gegenreformation, doch behaupteten sich die neuen evangelischen Kirchen in weiten Teilen des Reiches. Der Augsburger Religionsfrieden 1555 schaffte einen vorläufigen Ausgleich: Die Landesherren durften bestimmen, welche Konfession für ihre Untertanen galt (cuius regio, eius religio).
Konfessionelle und machtpolitische Gegensätze lösten den Dreißigjährigen Krieg (1618–1648) mit vielen Todesopfern und verheerten Landschaften aus, beendet durch den Westfälischen Frieden, der den Einfluss der Territorien gegenüber dem Kaiser stärkte und festschrieb (siehe Jüngster Reichsabschied). Die Reichsfürsten durften nunmehr eigene Truppen aufstellen und konnten mit auswärtigen Mächten Verträge abschließen. Das Reich wurde dadurch de facto zu einem Staatenbund, de jure blieb es ein monarchisch geführtes und ständisch geprägtes Herrschaftsgebilde. Ab 1663 wandelte sich der Reichstag zu einem permanenten Gesandtenkongress (Immerwährender Reichstag), der in Regensburg tagte.
Im Rahmen seiner Reunionspolitik führte Ludwig XIV. ab 1688 den Pfälzischen Erbfolgekrieg, der 1697 mit dem Frieden von Rijswijk endete. Frankreich wirkte als Vorbild des Absolutismus, der im Reich nicht die königliche Zentralgewalt, sondern einzelne Fürstentümer zu bürokratisch organisierten Staaten werden ließ. Manche Herrscher, insbesondere Friedrich II. von Preußen, öffneten sich dem philosophischen Zeitgeist und führten Reformen durch (Aufgeklärter Absolutismus). Der politische Aufstieg Preußens im 18. Jahrhundert führte zum Dualismus mit dem Hause Habsburg. Nach der Französischen Revolution besetzten deren Truppen das linke Rheinufer. Nach dem Sieg Napoleon Bonapartes im Zweiten Koalitionskrieg kam es 1803 zum Reichsdeputationshauptschluss. 1806 legte der letzte Kaiser Franz II. die Krone nieder, womit das Reich erlosch.

### Rheinbund, Deutscher Bund, Norddeutscher Bund (1806–1871)

Der Deutsche Bund 1815–1866

Unter Napoleons Einfluss war zwischen 1801 und 1806 die Anzahl der Länder im Gebiet des „Alten Reiches“ von rund 300 auf etwa 60 verringert worden. Frankreich annektierte den deutschen Westen und Nordwesten und schuf deutsche Vasallenstaaten, deren Throne Napoleon mit Familienangehörigen besetzte (Großherzogtum Berg, Königreich Westphalen, Großherzogtum Frankfurt). Einige deutsche Staaten baute Napoleon zu Bündnispartnern auf, vor allem das 1805 im Frieden von Pressburg neugeschaffene Königreich Bayern, Württemberg und Baden, indem er sie um die Gebiete der säkularisierten und mediatisierten Kleinstaaten erweiterte und in dem mit Frankreich verbündeten Rheinbund vereinigte. Dieser folgte mit den von Napoleon besiegten Gegnern Preußen und Österreich dem dadurch dreigeteilten, als Machtfaktor ausgeschalteten Heiligen Römischen Reich nach. Die „Franzosenzeit“ brachte den Rheinbundstaaten erhebliche Modernisierungsanstöße, unter anderem bürgerliche Freiheiten, durch die Einführung des Zivilrechtsbuchs Code civil. Auch in Preußen wurden ab 1806 tiefgreifende Reformen unternommen, um aus Untertanen Staatsbürger (vgl. Citoyen) und den Staat wieder handlungs- und wehrfähig zu machen.
Ab 1809 regte sich Widerstand gegen französische Besatzung und Herrschaft; diverse Aufstände, etwa von Andreas Hofer in Tirol und Ferdinand von Schill in Preußen, wurden zunächst niedergeschlagen. Nach Napoleons Niederlage im Russlandfeldzug 1812 begannen Preußen und Österreich im Bündnis mit dem Russischen Reich die Befreiungskriege (1813–1815), die das deutsche Nationalgefühl stärkten, zunächst unter protestantischen Akademikern, etwa im Lützower Freikorps, das auch als Ursprung der Farben Schwarz-Rot-Gold gilt. Die meisten Rheinbundstaaten schlossen sich den Verbündeten an, die nach dem Sieg bei der Leipziger Völkerschlacht 1813 Napoleon bis 1815 endgültig besiegten.
Anschließend restaurierte der Wiener Kongress (1814–1815) weitgehend die monarchische Herrschaft. Im Deutschen Bund, einem von Österreich und Preußen dominierten Staatenbund, organisierten sich 38 Staaten (→ Drittes Deutschland) mit dem Frankfurter Bundestag als Entscheidungsgremium. 1833/1834 wurde der Deutsche Zollverein unter preußischer Vormacht geschaffen. Im Vormärz unterdrückte die alte Herrschaftselite das wirtschaftlich erstarkende Bürgertum (Demagogenverfolgung), das weiter politische Teilhabe und die Bildung eines Nationalstaats forderte, so 1817 beim studentischen Wartburgfest und 1832 beim Hambacher Fest mit dem Hissen von Schwarz-Rot-Gold, den späteren Nationalfarben.

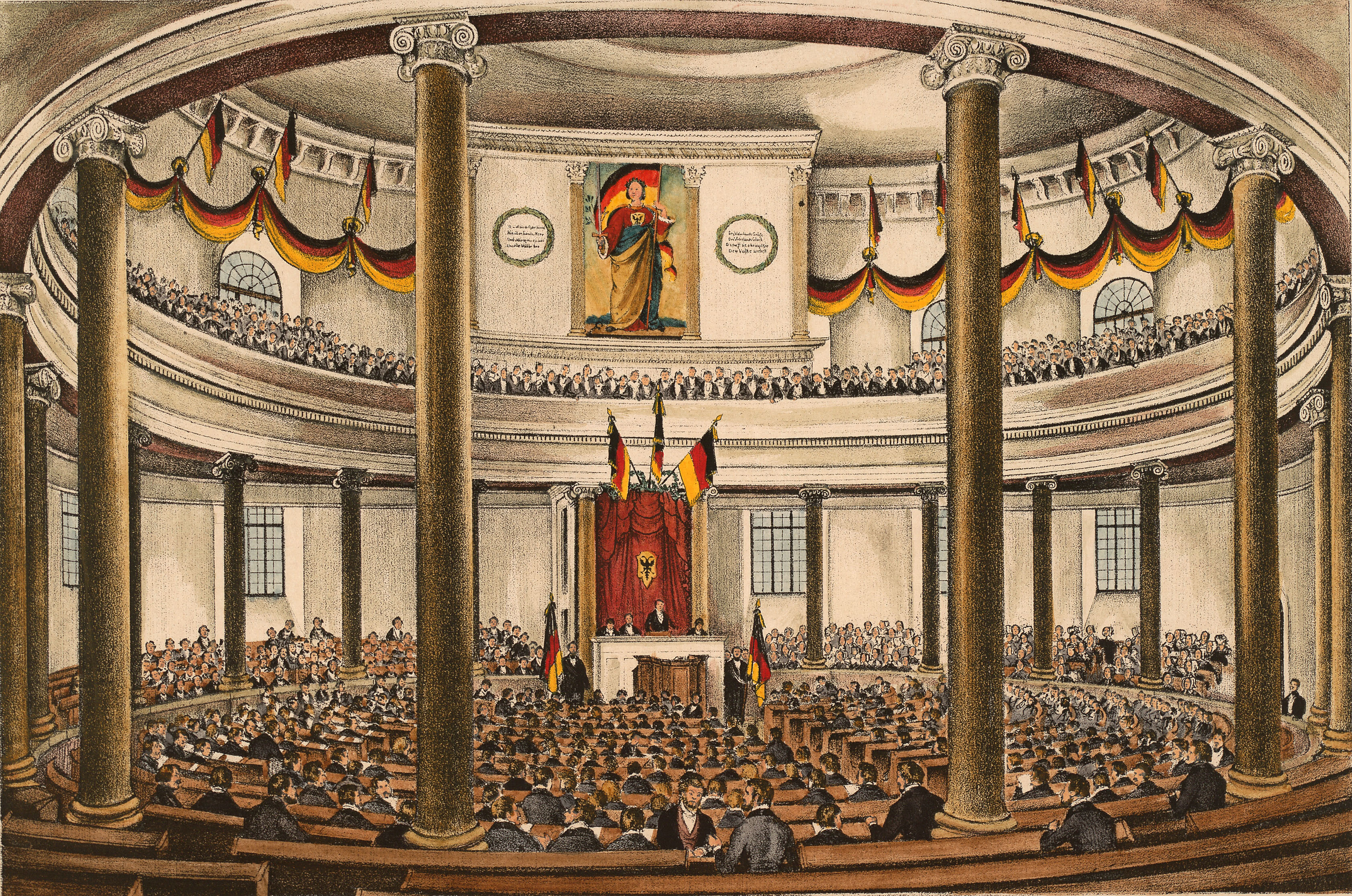
Nationalversammlung in der Frankfurter Paulskirche, 1848/49: das erste frei gewählte deutsche Parlament

1867: Der Norddeutsche Bund

Mit der bürgerlichen Märzrevolution 1848 mussten viele konservative Politiker abtreten, unter ihnen der epochenprägende österreichische Staatskanzler Fürst Metternich. Unter dem Revolutionsdruck in Berlin akzeptierte der Deutsche Bundestag die Wahl der Frankfurter Nationalversammlung. Sie richtete eine Regierung ein und erließ die Paulskirchenverfassung, die einen föderativen Nationalstaat als „Deutsches Reich“ mit konstitutioneller Monarchie und das Ausscheiden Österreichs aus Deutschland beinhaltete.
Doch der preußische König Friedrich Wilhelm IV. lehnte die ihm angetragene Kaiserkrone ab. Nach Niederschlagung des Maiaufstands endete die Revolution am 23. Juli 1849 mit der Einnahme der Festung Rastatt durch preußische Truppen. Das Scheitern der demokratischen Bewegung führte zu Flucht und Auswanderung der Forty-Eighters und zu einer Reaktionsära in den deutschen Staaten.
Anfang der 1860er-Jahre brach der Konflikt Preußens mit Österreich um die Vormacht im Deutschen Bund auf (deutscher Dualismus), der in Preußens Sieg im Deutschen Krieg 1866 endete. Der Deutsche Bund wurde aufgelöst, Preußen annektierte etliche Gebiete nord- und mitteldeutscher Kriegsgegner. 1866 wurde unter Vorherrschaft Preußens der Norddeutsche Bund zunächst als Militärbündnis gegründet. Seine Verfassung von 1867 machte ihn zum souveränen Bundesstaat und bildete die Grundlage für die kleindeutsche Lösung.

### Deutsches Reich (1871–1945)

#### Deutsches Kaiserreich (1871–1918)

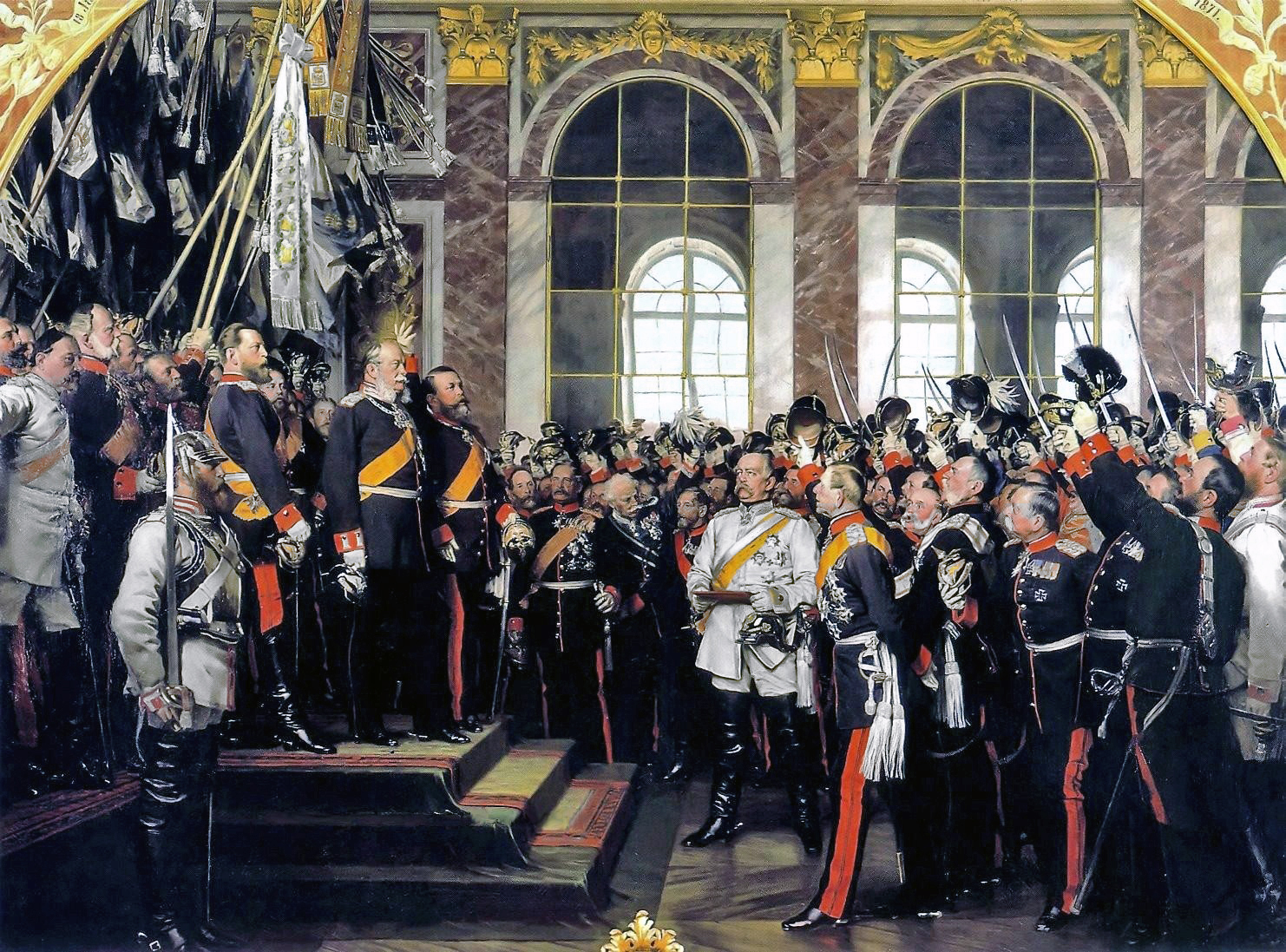
Die Proklamierung des deutschen Kaiserreiches 1871, Gemälde Anton von Werners

Im Deutsch-Französischen Krieg traten die süddeutschen Staaten dem Norddeutschen Bund bei (1. Januar 1871). Dieser Bund wurde so zum deutschen Nationalstaat ohne Österreich und ersten Bundesstaat in Deutschland. Am 18. Januar 1871 nahm der preußische König Wilhelm I. in Versailles den Kaisertitel an, den er mit der neuen Verfassung erhalten hatte. Dies wurde später als Reichsgründungstag gefeiert.

Deutsches Reich 1871–1918, Landkarte

Otto von Bismarck, seit 1862 preußischer Ministerpräsident, hatte die Reichsgründung betrieben und wurde erster Reichskanzler. Die Bismarcksche Reichsverfassung stützte die Macht der konstitutionellen Monarchie, war aber auch auf Modernisierung ausgelegt und ambivalent; Gesetze zur Schule und Zivilehe waren teils liberal. Für den Reichstag galt ein allgemeines Wahlrecht (für Männer). Gegen die katholische Kirche führte Bismarck den Kulturkampf, gegen die Sozialdemokratie erließ er ab 1878 die Sozialistengesetze und versuchte, die Arbeiter durch eine Sozialgesetzgebung an den Staat zu binden. Die Hochindustrialisierung in Deutschland sorgte für Wirtschafts- und Bevölkerungswachstum, Landflucht und eine breite Steigerung des Lebensstandards; Deutschland stieg zur größten Volkswirtschaft Europas auf.

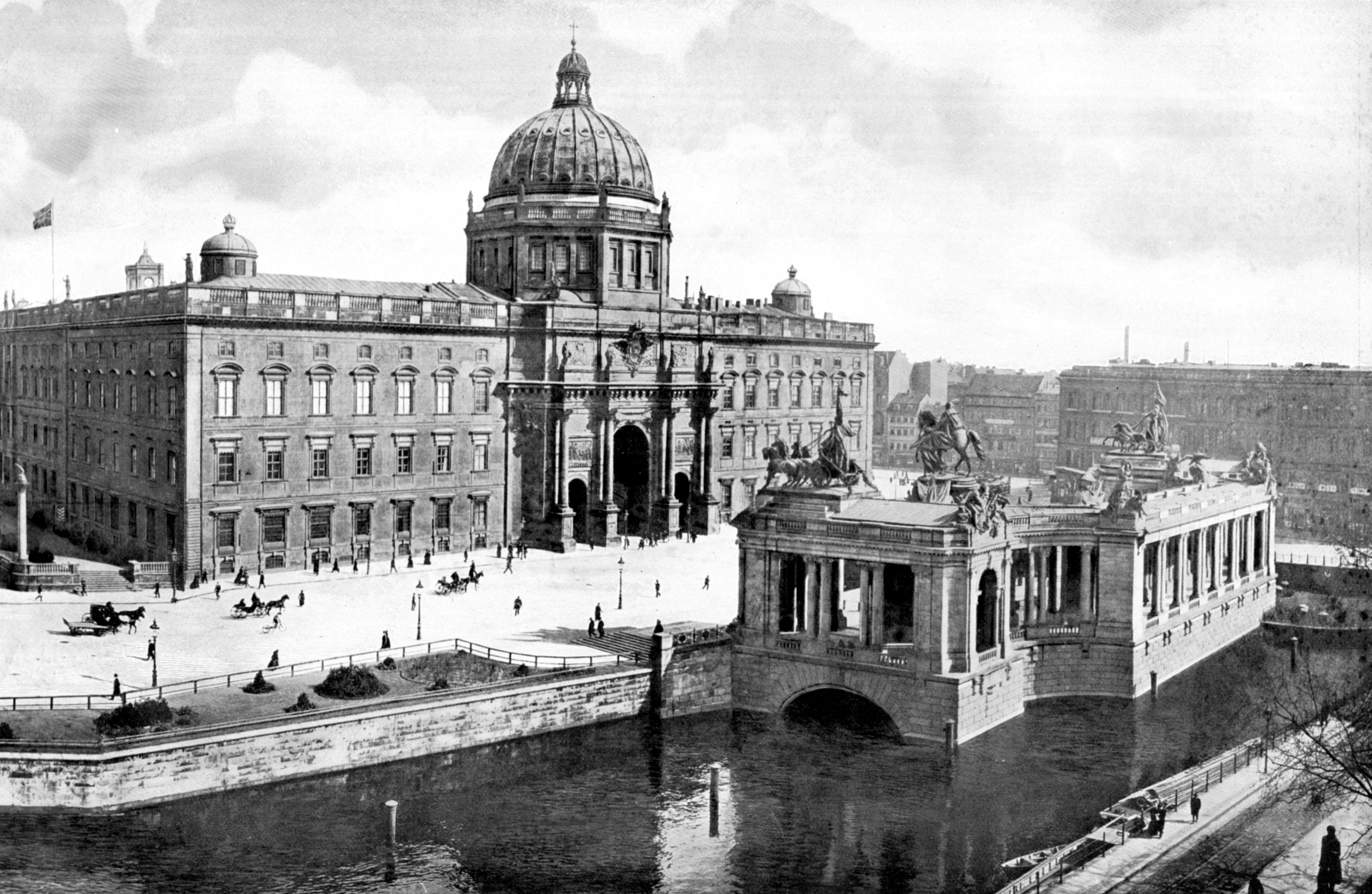
Berliner Schloss, Hauptresidenz der deutschen Kaiser

Die Bündnispolitik Otto von Bismarcks zielte auf die Isolierung Frankreichs mit Deutschland als halbhegemonialer Macht in der Mitte Europas. Nachdem deutsche Kaufleute und Vereine private Kolonialpolitik betrieben hatten, eignete sich das Reich 1884 afrikanische Gebiete an. Diese deutschen Kolonien wurden als „Schutzgebiete“ bezeichnet. Neben Kolonialbegeisterung gab es allerdings auch Skepsis und Ablehnung, zeitweise sogar von Bismarck. Die Gebiete wurden ausgebeutet; einige deutsche Kolonialherren begingen Verbrechen an den Einheimischen, zum Beispiel im Völkermord an den Herero und Nama (1904–1908).
Im „Dreikaiserjahr“ 1888 wurde Wilhelm II. Deutscher Kaiser und begründete das Zeitalter des militärisch geprägten Wilhelminismus. Er forderte für das Deutsche Reich die Anerkennung der bisherigen Großmächte („Platz an der Sonne“) und bemühte sich um neue Kolonien und Flottenaufbau im Imperialismus. Großbritannien schloss allerdings in einem neuen Bündnissystem (Triple Entente) statt Frankreich nun Deutschland aus.
Die Julikrise von 1914 mündete in den Ersten Weltkrieg, einen verlustreichen Mehrfrontenkrieg; mehr als zwei Millionen deutsche Soldaten starben, rund 800.000 Zivilisten verhungerten. Auch in anderen Ländern führte der Krieg zu vielen Toten und politischen Umwälzungen.

#### Weimarer Republik (1919–1933)

Deutsches Reich 1919–1937

Mit der Novemberrevolution und der Ausrufung der Republik am 9. November 1918 endete das Deutsche Kaiserreich, das mit seiner Kapitulation die Niederlage im Ersten Weltkrieg einräumte. Nach der Wahl der verfassunggebenden Nationalversammlung – bei der erstmals Frauen aktiv und passiv wahlberechtigt waren – trat die Weimarer Verfassung am 14. August 1919 in Kraft. Im Friedensvertrag von Versailles wurden erhebliche Gebietsabtretungen, die Alliierte Rheinlandbesetzung und Reparationen auf Grundlage einer festgeschriebenen deutschen Alleinschuld am Krieg bestimmt. Diese Ausgangslage belastete das politische Klima; Rechtsextreme verbreiteten die Dolchstoßlegende gegen die „Novemberverbrecher“, was zu politischen Morden und Putschversuchen führte (Kapp-Putsch 1920 und Hitlerputsch 1923). Auch kommunistische Aufstände wie der Ruhraufstand 1920, die Märzkämpfe in Mitteldeutschland 1921 und der Hamburger Aufstand 1923 sorgten für Instabilität. Unzureichende Reparationsleistungen nahmen Belgien und Frankreich zum Anlass der Ruhrbesetzung von 1923 bis 1925.

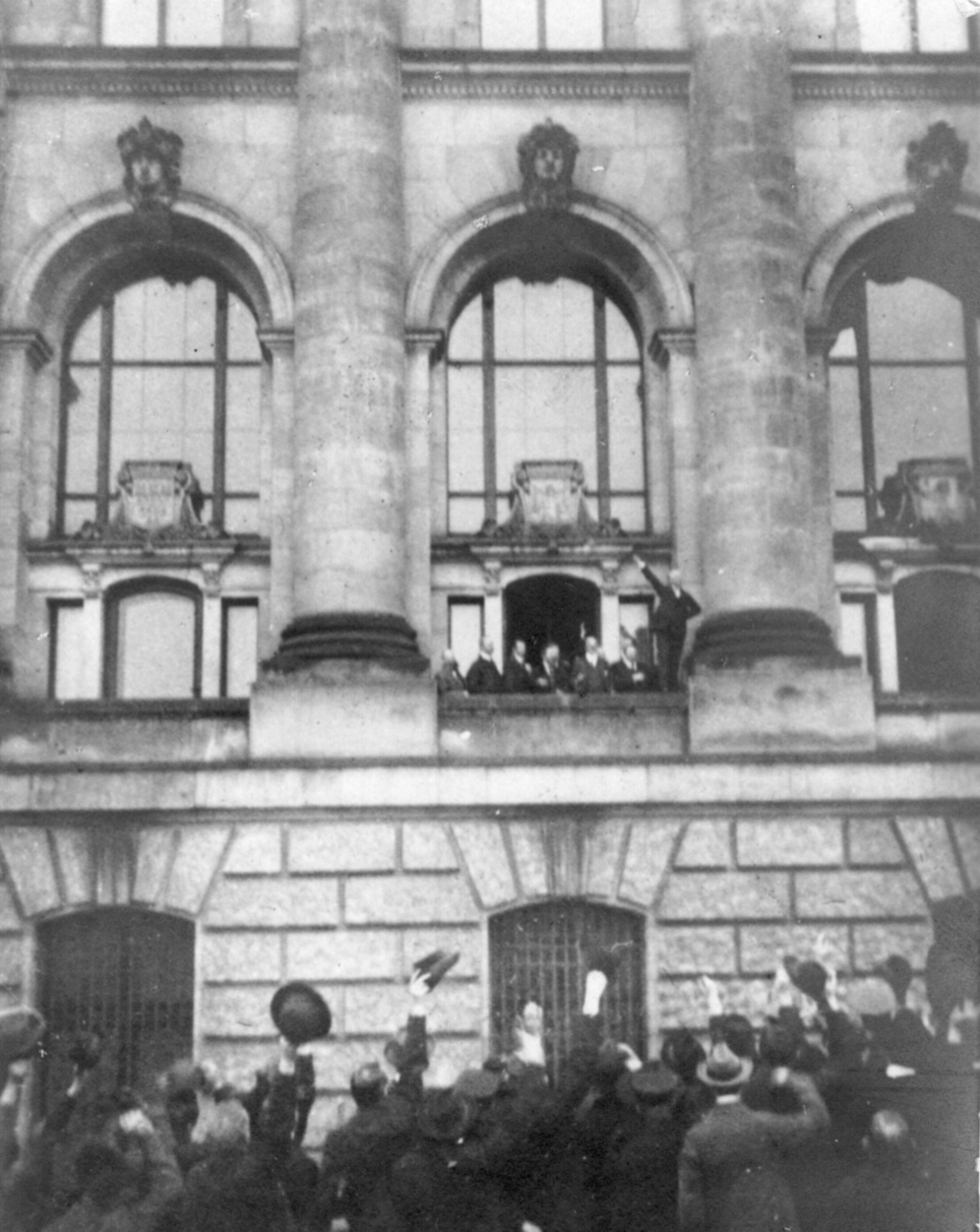
Philipp Scheidemann ruft vom Reichstagsgebäude am 9. November 1918 die Republik aus.

In den kurzen „goldenen Zwanzigern“ blühte die Kultur und ab 1924 auch die Konjunktur. Berlin war mit über vier Millionen Einwohnern die drittgrößte und eine der dynamischsten Städte der Welt. Die Prosperität endete 1929 mit der Weltwirtschaftskrise, auf deren Höhepunkt 1932 es in Deutschland mehr als sechs Millionen Arbeitslose gab, die größtenteils in Elend lebten. Radikale Parteien fanden starken Zulauf, sodass es für die gemäßigten Parteien zunehmend schwieriger wurde, stabile Regierungen zu bilden. Nach dem sehr deutlichen Wahlsieg der Nationalsozialisten bei der Reichstagswahl 1930 verfügten die in rascher Folge wechselnden Reichskanzler über keine parlamentarische Mehrheit mehr; ihre Präsidialkabinette waren vom Reichspräsidenten Paul von Hindenburg und dessen Notverordnungen abhängig. Die Deflationspolitik des Reichskanzlers Heinrich Brüning verschärfte die wirtschaftliche Krise. Dessen Nachfolger Franz von Papen (Juni–November 1932) unterstellte die demokratische Regierung Preußens einem Reichskommissar (Preußenschlag) und ließ Neuwahlen abhalten, bei denen die Nationalsozialisten noch stärker wurden.
Reichskanzler Kurt von Schleicher versuchte, eine Machtübernahme Adolf Hitlers durch eine „Querfront“ von Gewerkschaften und Teilen der Nationalsozialisten zu verhindern; von Papen aber überredete den widerwilligen Hindenburg, Hitler am 30. Januar 1933 zum Reichskanzler zu ernennen. Am 27. Februar kam es zum – bis heute unaufgeklärten – Reichstagsbrand, den Hitler zur „Reichstagsbrandverordnung“ nutzte, mit der auf unbestimmte Zeit die Grundrechte außer Kraft gesetzt wurden. Die folgenden Massenverhaftungen politischer Gegner, insbesondere von Kommunisten und Sozialdemokraten, prägten die Reichstagswahl am 5. März 1933, bei der die NSDAP die absolute Mehrheit knapp verfehlte und mit der reaktionären DNVP weiterregierte. Die endgültige Machtübernahme erfolgte kurz darauf, als der Reichstag mit den Stimmen der bürgerlichen Parteien, allein gegen die Stimmen der SPD, das Ermächtigungsgesetz vom 24. März 1933 verabschiedete und damit Hitlers Regierung auch die Gesetzgebung überließ.

#### Nationalsozialistische Diktatur (1933–1945)

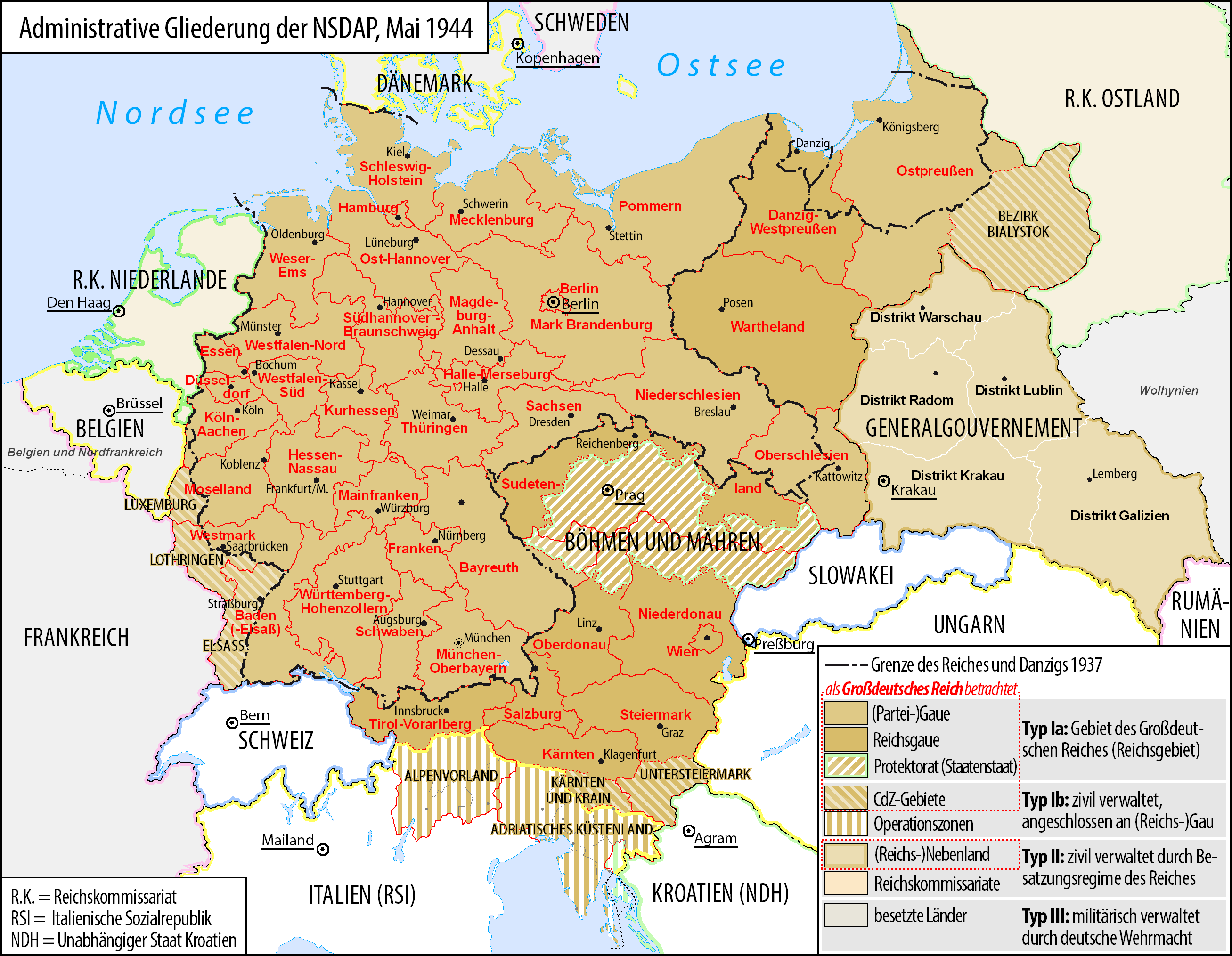
Großdeutsches Reich mit besetzten Gebieten, 1943–1945

Die NSDAP errichtete im Deutschen Reich innerhalb einiger Monate einen totalitären Einparteienstaat unter Führung Adolf Hitlers und der Gleichschaltung der Institutionen. Missliebige Personen und politische Gegner, insbesondere Kommunisten, Sozialdemokraten und Gewerkschafter, wurden aus allen Behörden entfernt, erste Konzentrationslager, ab 1935 unter Aufsicht der Inspektion der Konzentrationslager, wurden errichtet, Bücher verbrannt und missliebige Kunst als „entartet“ diffamiert. NS-Propaganda durchdrang auch das Privatleben; bereits auf Kinder wurde Druck ausgeübt, den Parteiorganisationen beizutreten. Im Oktober 1933 verkündete Hitler den Austritt Deutschlands aus dem Völkerbund. Er sicherte seine Herrschaft im Inneren, indem er während der Röhm-Morde am 30. Juni 1934 innerparteiliche Gegner und ehemalige Weggefährten ermorden ließ, wobei die SA zugunsten der Hitler bedingungslos ergebenen SS entmachtet wurde. Die Generalität der Reichswehr legte auf ihn persönlich den Führereid ab. Die Gestapo wurde als politische Polizei zur Bekämpfung der politischen und ideologischen Gegner eingesetzt.
Von Beginn an hatte Hitler zwei Ziele, einen Angriffs- und Vernichtungskrieg zur Schaffung von „Lebensraum im Osten“ und die Verfolgung der Juden, die mit Diskriminierung, Demütigung und Ausgrenzung begann und als „Endlösung der Judenfrage“ im Holocaust endete. 1934 begann die Aufrüstung der Wehrmacht. Eine expansive Geldpolitik und Schuldenwirtschaft waren auf baldige Kriegsführung ausgerichtet. Mit dem Reinhardt-Programm wurde die Arbeitslosigkeit gesenkt; dies wurde von der Bevölkerung als Einlösung wirtschaftlicher Versprechen begrüßt. Die deutschen Juden wurden immer schlechter gestellt; die Nürnberger Gesetze 1935 bestraften Beziehungen zwischen „Ariern“ und Juden als „Rassenschande“ schwer. Juden verloren alle öffentlichen Ämter, wurden willkürlich verfolgt, bestohlen und erpresst und schließlich mit einem völligen Berufsverbot belegt, jüdische Vermögen arisiert. Immer häufiger wurden auch Juden in Konzentrationslager eingewiesen. Viele fassten den Entschluss zur Emigration, die meisten aber blieben in Deutschland.

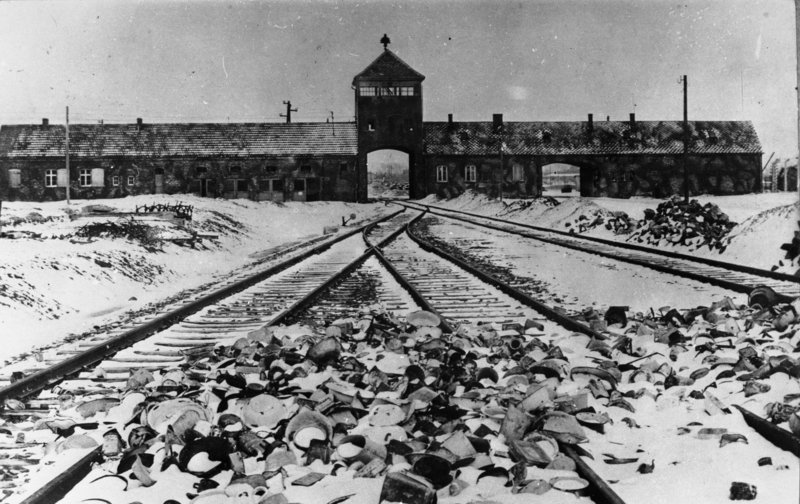
Foto vom Torhaus des Vernichtungslagers Auschwitz-Birkenau, Ansicht von innen, 1945 (Aufnahme: Stanisław Mucha)

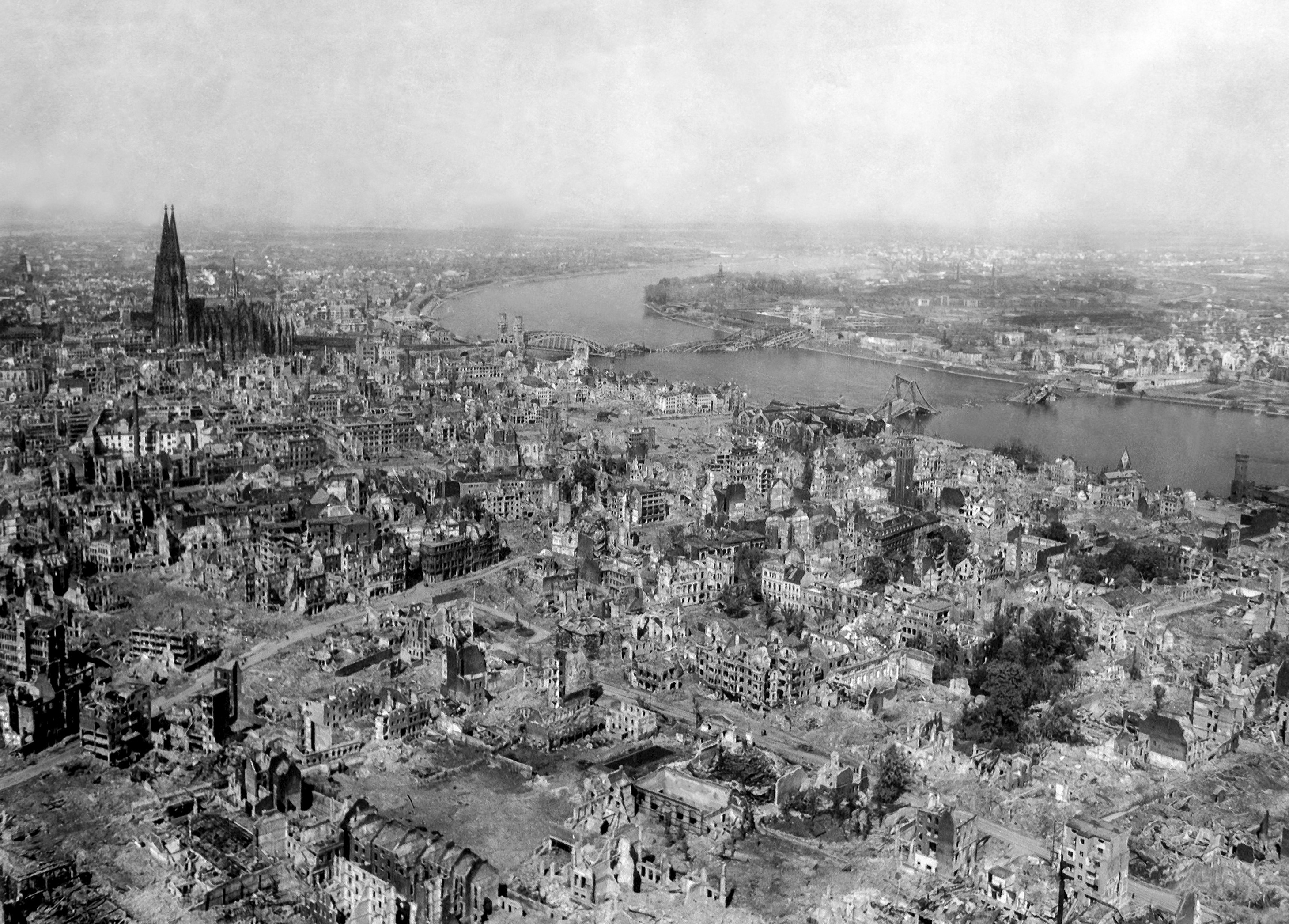
Zerstörtes Köln am Ende des Bombenkrieges, April 1945

Die rassistische NS-Ideologie zur Schaffung einer „gesunden“ „Volksgemeinschaft“ (vgl. Herrenrasse) richtete sich gegen zwei weitere Gruppen, Roma und Slawen als „Untermenschen“. Nicht als „fremdrassig“, aber als die „Gesundheit“ des „Volkskörpers“ bedrohend angesehen, wurden auch Homosexuelle, Behinderte und „Asoziale“ vom Regime drangsaliert und ermordet. Zugleich feierte das Regime Propagandaerfolge; 1936 verbesserten die Olympischen Spiele das Ansehen im Ausland, das entmilitarisierte Rheinland wurde besetzt. Die Expansion begann mit dem erzwungenen Anschluss Österreichs im März 1938, worauf Deutschland als Großdeutsches Reich bezeichnet wurde. Das Münchner Abkommen im Oktober 1938 besiegelte die Annexion des Sudetenlandes. Mit der Zerschlagung der Tschecho-Slowakischen Republik im März 1939 brach Hitler sein Versprechen, das Sudetenland sei seine letzte territoriale Forderung. Damit wurde klar, dass die Appeasement-Politik der Westmächte gegenüber Deutschland ein Fehler gewesen war.
Nachdem das Deutsche Reich am 1. September 1939 den Überfall auf Polen begonnen hatte, erklärten Großbritannien, Kanada, Australien, Indien, Neuseeland, Südafrika und Frankreich Deutschland den Krieg. Der Zweite Weltkrieg forderte in sechs Jahren etwa 55 bis 60 Millionen Tote. Deutschland gelangen zunächst einige als „Blitzkrieg“ bezeichnete militärische Erfolge. Polen wurde im Nichtangriffspakt zwischen Hitler und Stalin aufgeteilt, die Wehrmacht warf anschließend ihre Armeen nach Westen, überfiel in der „Weserübung“ Dänemark und Norwegen und im „Westfeldzug“ die neutralen Staaten Luxemburg, Belgien und die Niederlande und besetzte 1940 innerhalb von sechs Wochen große Teile Frankreichs. Hitlers Popularität erreichte ihren Höhepunkt.
Noch vor Kriegsbeginn verschärfte das Dritte Reich die Judenverfolgung. Im Laufe des Jahres 1938 wurden deutsche Juden aus dem Wirtschaftsleben ausgeschaltet und mittels verschiedener Verordnungen um ihr Vermögen gebracht. Am 9. November 1938 wurden im Zuge der Novemberpogrome jüdische Geschäfte und Synagogen verwüstet. 1941 wurde die Ausreise von Juden verboten. Seither mussten sie den „Judenstern“ tragen, und im gesamten deutschen Machtbereich begann ihre systematische Ermordung. Viele starben wegen unzureichender Versorgung und Seuchen bei der Zwangsarbeit. Die mit der Ausführung vor allem beauftragte SS errichtete auf ehemals polnischem oder sowjetischem Gebiet Vernichtungslager, in denen die meisten Opfer, in Viehwaggons herangebracht, sofort vergast wurden (siehe Aktion Reinhardt). Allein in den Gaskammern und Krematorien der Konzentrationslager Auschwitz wurden über eine Million Menschen ermordet. Insgesamt beläuft sich die Zahl der ermordeten Juden auf mindestens sechs Millionen.
Mit dem Unternehmen Barbarossa begann am 22. Juni 1941 der (Russlandfeldzug 1941–1945). Das deutsche Heer marschierte auf die sowjetische Hauptstadt vor und wurde in der Schlacht um Moskau im Dezember 1941 gestoppt. Nachdem das kriegsverbündete Kaiserreich Japan (→ Achsenmächte) im selben Monat die amerikanische Marine im Angriff auf Pearl Harbor überfallen hatte, erklärte Deutschland auch den Vereinigten Staaten von Amerika den Krieg. Mangelnde Ressourcen und die Übermacht des Gegners ließen bald die Kriegswende eintreten, die sich in der verlorenen Schlacht von Stalingrad mit der völligen Aufreibung der deutschen 6. Armee manifestierte. Je unvermeidlicher die Niederlage wurde, desto härter wurde die Politik nach innen geführt. In seiner Sportpalastrede vom 18. Februar 1943 proklamierte Joseph Goebbels den „totalen Krieg“, während die deutschen Armeen an fast allen Fronten zurückwichen und zahlreiche deutsche Städte durch den Bombenkrieg zerstört wurden. Zwei Tage vor der Eroberung der deutschen Hauptstadt durch die Rote Armee in der Schlacht um Berlin nahm sich Hitler am 30. April 1945 im Führerbunker das Leben. Die bedingungslose Kapitulation der Wehrmacht folgte am 8. Mai.

### Deutschland unter alliierter Besatzung (1945–1949)
Am 23. Mai 1945 verhaftete die britische Armee die letzte Reichsregierung unter Karl Dönitz im Sonderbereich Mürwik bei Flensburg. Überlebende politische, militärische und wirtschaftliche Hauptverantwortliche wurden ab November 1945 wegen ihrer individuellen Verantwortung an Kriegsverbrechen und Verbrechen gegen die Menschlichkeit in den Nürnberger Prozessen angeklagt.

Die vier Besatzungszonen gemäß Potsdamer Abkommen, das Saarprotektorat und die unter polnische und sowjetische Verwaltung gestellten Ostgebiete

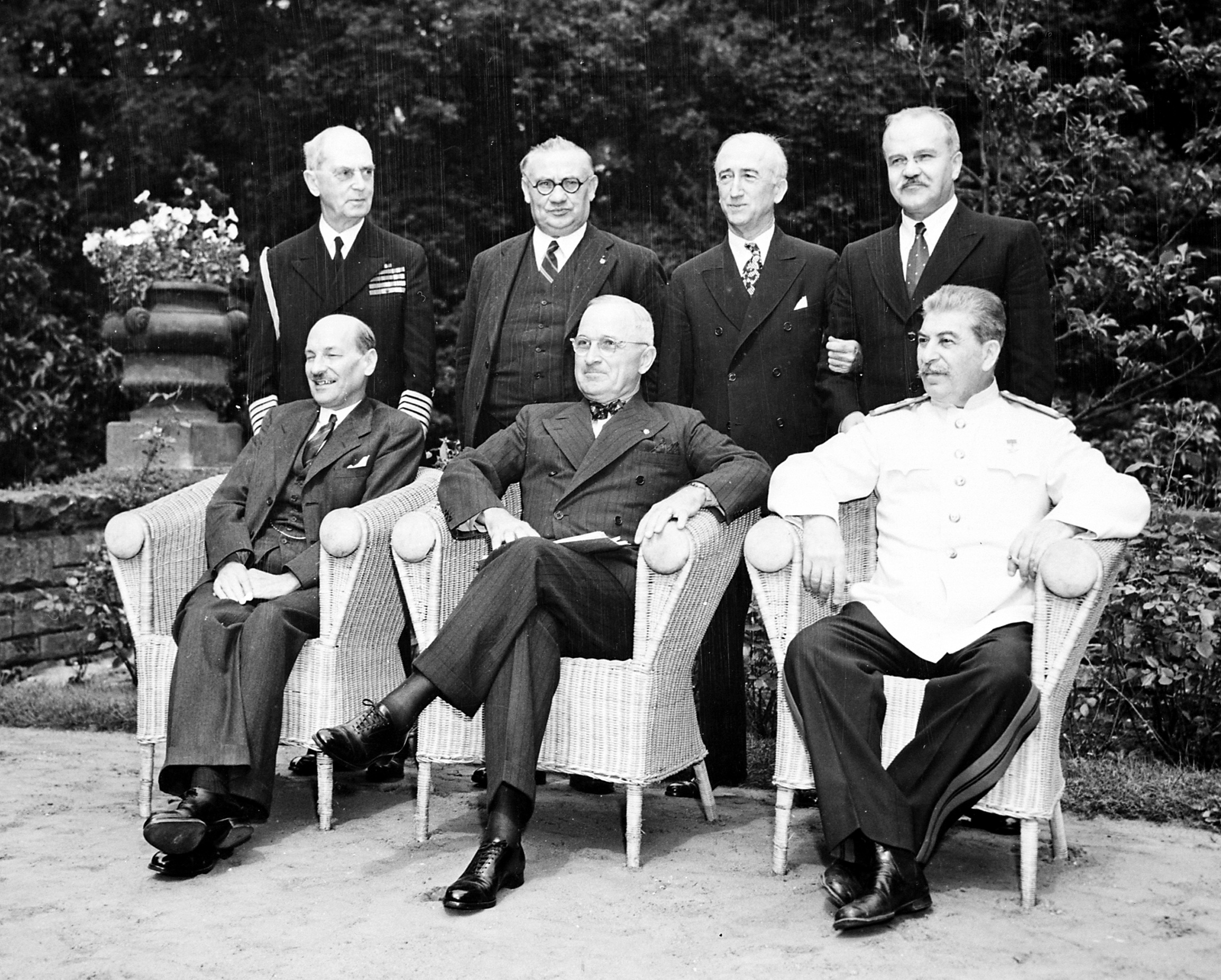
Die Teilnehmer der Potsdamer Konferenz, 1945

Deutschland wurde in den Grenzen vom 31. Dezember 1937 aufgeteilt; am 5. Juni 1945 legten die vier Siegermächte – USA, UdSSR, Großbritannien und schließlich auch Frankreich – Besatzungszonen fest und übten sodann westlich der Oder-Neiße-Linie die Hoheitsgewalt in ihrer jeweiligen Zone und gemeinsam mittels einer Alliierten Kommandantur über Groß-Berlin aus. Die deutschen Ostgebiete, ein Viertel der Reichsfläche, bewohnt von einem Fünftel der Reichsbevölkerung, waren bereits vor Kriegsende nach ihrer Eroberung durch die Rote Armee der Verwaltung der Volksrepublik Polen und im nördlichen Ostpreußen jener der Sowjetunion unterstellt worden (Oblast Kaliningrad). Auf Betreiben Stalins billigten die Westmächte dies im Potsdamer Abkommen wie auch die begonnene Vertreibung der Deutschen aus Mittel- und Osteuropa. Die Republik Österreich wurde in den Grenzen von 1938 wiederhergestellt und ebenfalls in vier Besatzungszonen aufgeteilt. 1946/1947 wurde das Saarland aus dem Besatzungsgebiet ausgegliedert und unter direkte französische Verwaltung gestellt.
Die Vier Mächte bemühten sich anfangs noch um eine gemeinsame Besatzungspolitik. Einig war man sich über eine Demilitarisierung, Entnazifizierung und Zerschlagung der Kartelle; schon bei der Frage, was unter Demokratie zu verstehen sei, zeigten sich Differenzen zwischen der Sowjetunion und den Westmächten, die sich im beginnenden Kalten Krieg verschärften. In den drei Westzonen stellten die Westalliierten die für den Wiederaufbau bedeutende Montanindustrie unter das Ruhrstatut. Mit der Währungsreform im Juni 1948 und der zeitgleichen Aufhebung der Preisbindung und Bewirtschaftung setzte der Wirtschaftsdirektor der Westzonen Ludwig Erhard eine vor allem psychologisch bedeutsame wirtschaftliche Zäsur; mit der wenige Tage später folgenden Währungsreform in der sowjetisch besetzten Zone Deutschlands und der Berlin-Blockade durch die UdSSR vertiefte sich die Trennung zwischen Ost und West.

### Bundesrepublik Deutschland und DDR (1949–1990)

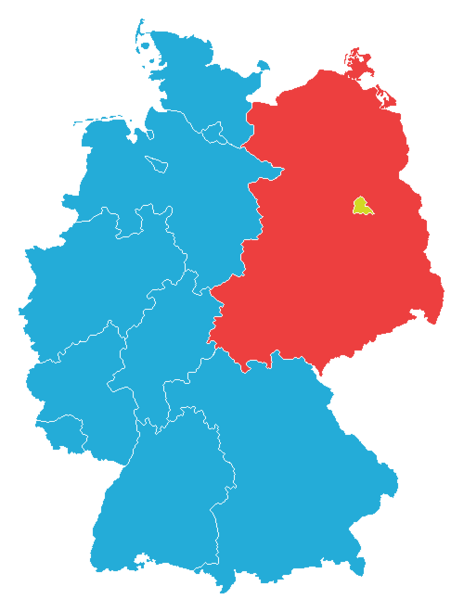
Deutschland entsprechend der ab 1958 von der Sowjetunion und der DDR vertretenen Drei-Staaten-Theorie, die sich nicht durchgesetzt hat: Bundesrepublik, West-Berlin und DDR

Die Bundesrepublik Deutschland wurde am 23. Mai 1949 in den drei westlichen Besatzungszonen gegründet und das Grundgesetz als provisorische Verfassung in Kraft gesetzt, dessen Präambel für eine Übergangszeit ein Wiedervereinigungsgebot enthielt; Bonn wurde Regierungssitz. In der sowjetischen Besatzungszone wurde viereinhalb Monate später die Deutsche Demokratische Republik gegründet. Beide Teilstaaten sahen sich jeweils in Kontinuität eines gesamtdeutschen Staates und erkannten den jeweils anderen nicht an. Beide blieben unter Kontrolle der Besatzungsmächte. Mit der Integration in die entgegengesetzten Militärbündnisse von NATO und Warschauer Vertrag erhielten sie 1955 ihre formale Unabhängigkeit (siehe Pariser Verträge, Souveränitätserklärung der UdSSR für die DDR). Voraussetzung dafür war, dass im Juli 1951 die drei Westmächte die formelle Beendigung des Kriegszustandes mit Deutschland beschlossen; die Sowjetunion erklärte dies erst im Januar 1955, worauf weitere Staaten im östlichen Europa folgten. Den Alliierten verblieben die Verantwortung für Deutschland als Ganzes und ihre Rechte in Berlin.
Während in der DDR eine staatlich gelenkte Planwirtschaft aufgebaut wurde, entschied sich die Bundesrepublik für die sogenannte soziale Marktwirtschaft mit geringem staatlichem Einfluss. Die sowjetische Besatzungsmacht sorgte mit hohen Reparationsforderungen (vor allem Demontagen) für schwierige Startbedingungen auf dem Gebiet der DDR, während in der Bundesrepublik mit ausländischer Hilfe (Marshallplan) ein „Wirtschaftswunder“ einsetzte, das zu anhaltend hohen Wachstumsraten, Vollbeschäftigung und Wohlstand führte.
Im Westen orientierte man sich beim Neu- und Wiederaufbau der Städte an der Charta von Athen (CIAM) von 1933, während im Osten die nach sowjetischem Vorbild entwickelten 16 Grundsätze des Städtebaus verbindlich wurden. Im Ergebnis folgte der Wiederaufbau in beiden deutschen Staaten dennoch dem Leitbild der autogerechten Stadt. Wohnen und Gewerbe wurden damit häufig voneinander getrennt. Fortan wurden auch zahlreiche suburbane Satellitenstädte („Schlafstädte“) geplant. Diese Art der Stadtentwicklung wurde bereits früh als verfehlt erkannt.

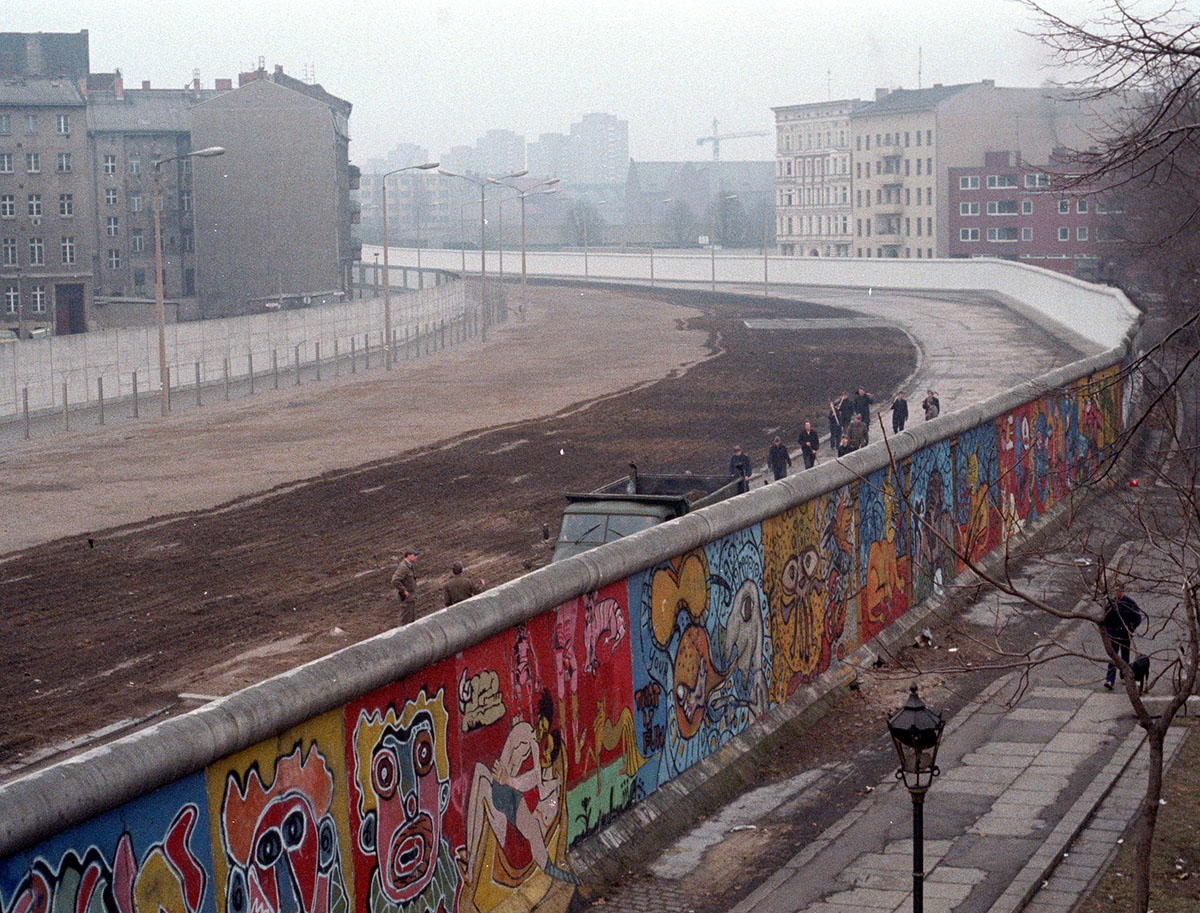
Die Berliner Mauer am Bethaniendamm in Berlin-Kreuzberg (West-Berlin), 1986

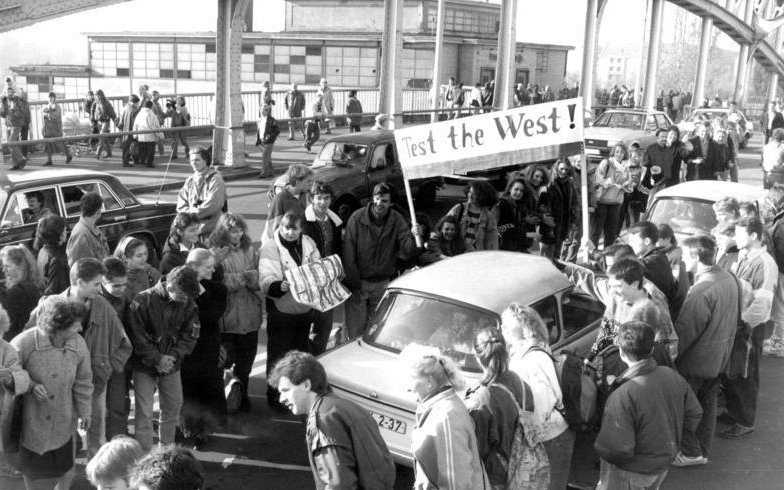
Bornholmer Straße in West-Berlin am 10. November 1989. Einen Tag nach dem Fall der Mauer bereitet ein Spalier Besuchern aus der DDR einen ersten Empfang.

Der Eiserne Vorhang durch Mitteleuropa teilte auch Deutschland; die fortgesetzte Auswanderung besonders Junger und Hochqualifizierter ließ die DDR die innerdeutsche Grenze zunehmend abriegeln, bis sie 1961 unter dem langjährigen SED-Generalsekretär Walter Ulbricht durch den Bau der Berliner Mauer vollständig geschlossen wurde, was selbst familiäre Kontakte zwischen West- und Ostdeutschland stark erschwerte. Wer die Republikflucht trotzdem versuchte, wurde gewaltsam aufgehalten (siehe Schießbefehl, Grenz- und Mauertote).
Außenpolitisch setzte der langjährige Bundeskanzler Konrad Adenauer für die teilsouveräne Bundesrepublik die Westintegration und die Beteiligung am wirtschaftlichen Zusammenschluss Westeuropas durch, der mit der Montanunion 1952 begann. Der Élysée-Vertrag 1963 begründete die deutsch-französische Freundschaft als Motor der europäischen Integration. Die DDR wurde im September 1950 Vollmitglied im östlichen Rat für gegenseitige Wirtschaftshilfe (RGW).
Im Innern der DDR wurde durch die Staatspartei SED und durch Massenorganisationen wie die FDJ der Sozialismus verbindlich festgeschrieben; freie Wahlen gab es nicht mehr, der Aufstand vom 17. Juni 1953 wurde niedergeschlagen. Abweichende Meinungen wurden durch Zensur und die umfassende Überwachung der Geheimpolizei Staatssicherheit verfolgt; dagegen bildete sich Protest in einer Dissidenten- und Bürgerrechtlerbewegung, die sich durch die Ausbürgerung Wolf Biermanns 1976 radikalisierte. In der sich durch Westernisierung liberalisierenden Bundesrepublik verstärkten sich Forderungen nach einem gesellschaftlichen Wandel und nach Vergangenheitsbewältigung, da die NS-Eliten weitgehend unbehelligt geblieben waren – insbesondere durch die westdeutsche Studentenbewegung der 1960er-Jahre. Gegen die 1966 gebildete Große Koalition mit ihren Notstandsgesetzen entstand eine außerparlamentarische Opposition. Die sozialliberale Koalition unter Willy Brandt baute ab 1969 den Sozialstaat und gesellschaftliche Freiheiten aus; die auf Entspannung mit Osteuropa zielende „Neue Ostpolitik“ brachte Brandt 1971 den Friedensnobelpreis und Kritik von konservativer Seite ein.
Im Jahr 1973 wurden Bundesrepublik und DDR Mitgliedstaaten der UNO. Die Planwirtschaft der DDR hatte neben zunehmenden Versorgungsproblemen (Mangelwirtschaft) mit der demographischen Entwicklung zu kämpfen, der der von 1971 bis 1989 regierende Erich Honecker durch massive Familienförderung begegnete. Die Frauen- und Familienpolitik der DDR gilt ebenso wie die erreichte soziale Gleichheit und Sicherheit als teilweise erfolgreich. Die 1970er-Jahre waren in der Bundesrepublik durch steigende Verschuldung und Arbeitslosigkeit nach der Ölkrise und dem Terror der linksradikalen Rote Armee Fraktion geprägt. Bundeskanzler Helmut Schmidt (SPD) verlor wegen seiner Unterstützung des NATO-Doppelbeschlusses – angegriffen von der Friedensbewegung, Teil der entstehenden Neuen Sozialen Bewegungen – den Rückhalt in seiner Partei und wurde 1982 von Helmut Kohl (CDU) abgelöst, der 1989 die Chance zur Wiedervereinigung Deutschlands ergriff.
Die Unzufriedenheit der DDR-Bevölkerung war im ständigen, durch das Westfernsehen unterstützten Systemvergleich angewachsen. Ende der 1980er-Jahre bildete sich mit der Reformpolitik Michail Gorbatschows in der Sowjetunion auch in der DDR eine Protestbewegung, die in der maroden DDR im Herbst 1989 durch eine Ausreisebewegung über den löchrig gewordenen Eisernen Vorgang und durch Massendemonstrationen die politische Führung unter Druck setzte („Wir sind das Volk“) und zum Rücktritt Honeckers führte. Am 9. November 1989 führte die Gewährung der Reisefreiheit durch die DDR-Führung zu einem Massenansturm und zur Öffnung der Grenzübertrittsstellen der Berliner Mauer. Kohl lenkte die Entwicklung ab seinem Zehn-Punkte-Programm Ende November in Richtung nationaler Einheit („Wir sind ein Volk“) unter Erhaltung der militärischen und politischen Westbindung. Bei der ersten freien Volkskammerwahl vom 18. März 1990 gewann das von der Ost-CDU geführte Parteienbündnis „Allianz für Deutschland“, das auf eine schnelle Wiedervereinigung setzte. Diese wurde in den nächsten Monaten im Einigungsvertrag und mit den Vertretern der Alliierten im Rahmen der „Zwei-plus-Vier-Gespräche“ ausgehandelt.

### Wiedervereinigtes Deutschland (seit 1990)

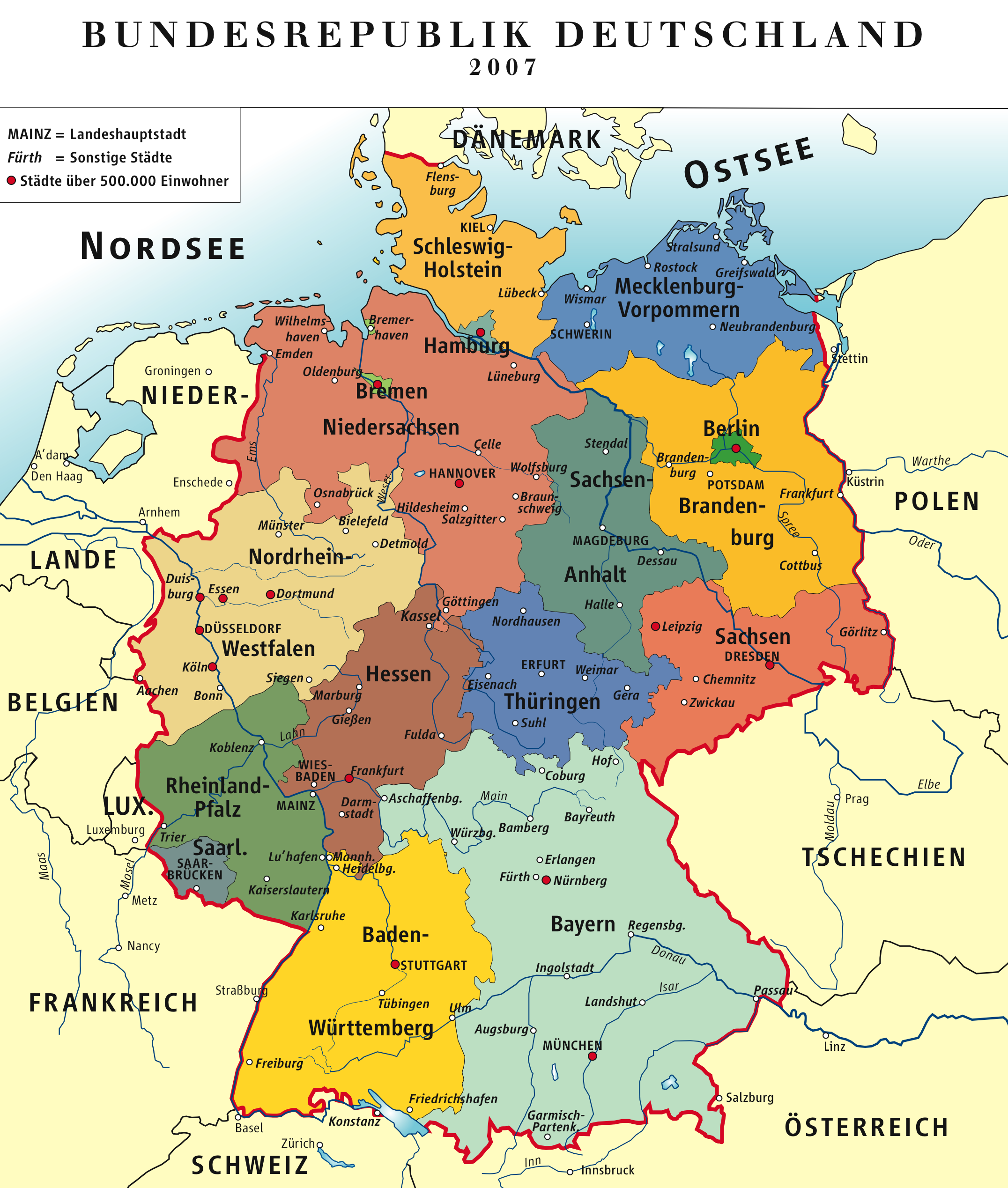
Deutschlands Außengrenzen seit der Wiedervereinigung 1990; die innerstaatlichen Grenzen zeigen den Stand nach dem 29. Juni 1993.

Die deutsche Wiedervereinigung wurde am 3. Oktober 1990 mit dem Beitritt der DDR zur Bundesrepublik Deutschland vollzogen; dieser Tag der Deutschen Einheit wurde Nationalfeiertag. Der 1991 in Kraft getretene Zwei-plus-Vier-Vertrag regelte die deutsche Frage abschließend: Die Vier Mächte gaben ihre Hoheitsbefugnisse auf, bis Ende 1994 verließen ihre Truppen das Land, das wiedervereinigte Deutschland erhielt seine volle staatliche Souveränität. Es verpflichtete sich zur Abrüstung auf maximal 370.000 Soldaten. Mit dem am 14. November 1990 in Warschau unterzeichneten deutsch-polnischen Grenzvertrag erkannte Deutschland die Oder-Neiße-Grenze an; das Territorium östlich davon wurde damit völkerrechtlich endgültig polnisch. Das wurde durch eine Politik der Aussöhnung mit den östlichen Nachbarn ergänzt, zuerst 1991 mit Polen, dann 1997 mit Tschechien. Außenpolitisch setzte sich die Bundesregierung unter Bundeskanzler Kohl für eine vertiefte Integration mit Bildung der Europäischen Union, der anschließenden EU-Osterweiterung und der Euro-Einführung ein.

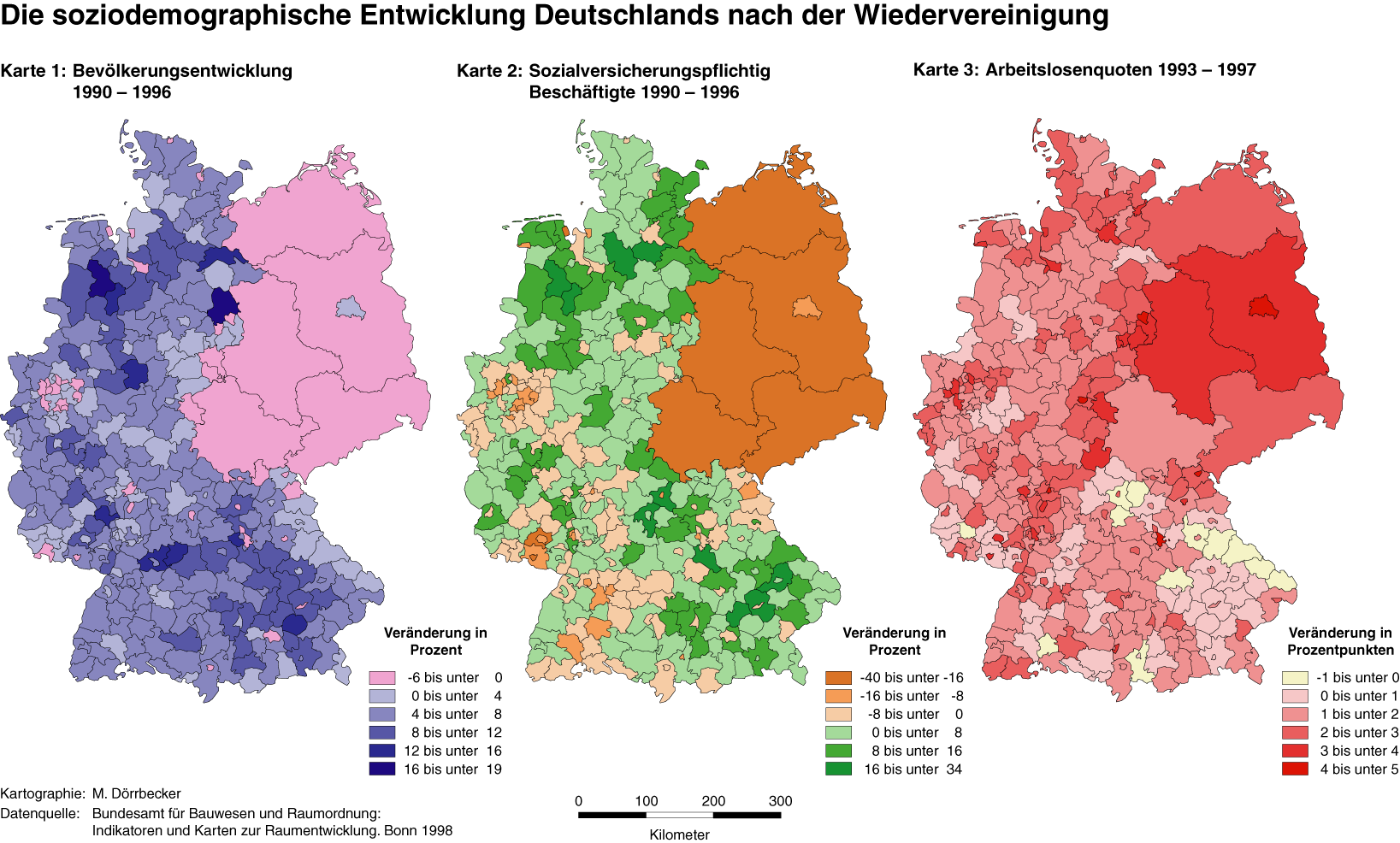
Sozioökonomische Daten der 1990er-Jahre: Starker Bevölkerungsverlust und Massenarbeitslosigkeit in den neuen Bundesländern

Der Bundestag machte 1991 Berlin zur Hauptstadt, in die Regierung und Parlament 1999 zogen (siehe Reichstagsgebäude und Regierungsviertel). Nach kurzem Wiedervereinigungboom waren die 1990er-Jahre von wirtschaftlicher Stagnation, Massenarbeitslosigkeit und „Reformstau“ geprägt. Insbesondere die neuen Länder entwickelten sich nach der Einführung der Marktwirtschaft nicht so schnell wie erhofft („blühende Landschaften“). 1991 bis 1993 kam es zu einer Welle von Ausschreitungen gegen Asylbewerber. Erst in den 2000er-Jahren stabilisierten sich die neuen Länder sozial und wirtschaftlich.
Bei der Bundestagswahl 1998 verlor Kohls schwarz-gelbe Koalition ihre Bundestagsmehrheit, die bisherigen Oppositionsparteien SPD und Bündnis 90/Die Grünen bildeten die erste rot-grüne Koalition unter Bundeskanzler Gerhard Schröder (SPD), die tiefgreifende Veränderungen in der Sozial-, Renten- und Gesundheitspolitik durchsetzte. Ökologie erhielt stärkeres Gewicht, etwa mit dem Beginn des Atomausstiegs. Zu den gesellschaftspolitischen Liberalisierungen zählten das Lebenspartnerschaftsgesetz und ein neues Staatsbürgerschaftsrecht. Der erste Kampfeinsatz deutscher Soldaten seit dem Zweiten Weltkrieg – 1999 im Kosovokrieg – markierte einen Wendepunkt der Außenpolitik. Nach den Terroranschlägen vom 11. September 2001 sicherte Schröder den USA die „uneingeschränkte Solidarität“ zu; Deutschland nahm am Krieg in Afghanistan teil, aber nicht am Irakkrieg, was den „Friedenskanzler“ Schröder populär machte.
Die zweite Amtszeit Schröders ab 2002 war von der Agenda 2010 und damit verbunden den Arbeitsmarktreformen des Hartz-Konzepts geprägt. Sozialleistungen für Arbeitslose wurden reduziert und an individuelle Fördermaßnahmen gekoppelt, was von Betroffenen als ungerecht empfunden wurde. Dies führte zu deutschlandweiten Protesten und indirekt zu einer vorgezogenen Bundestagswahl 2005, worauf Angela Merkel (CDU) als erste Bundeskanzlerin Deutschlands an die Regierung kam. Ihre große Koalition war mit dem Zusammenbruch von Banken während der Weltfinanzkrise und der folgenden Großen Rezession konfrontiert. Nach deren Überwindung erlebte Deutschland einen andauernden Wirtschaftsboom und einen nachhaltigen Rückgang der Arbeitslosigkeit. Eurokrise (ab 2010) und Flüchtlingskrise in Europa ab 2015 stellen seitdem die wichtigsten Herausforderungen der Politik dar, deren Bewältigung der Wirtschaftsboom wesentlich erleichtert. Beide Ereignisse führten jedoch auch zu erheblichen gesellschaftlichen Zerwürfnissen und zu einem Erstarken EU-skeptischer und islamfeindlicher Bewegungen (Pegida, Alternative für Deutschland). Mit der Legalisierung gleichgeschlechtlicher Ehen, der standesamtlichen Einführung eines dritten Geschlechts und der Einstellung der Einberufung zum Wehrdienst in der Bundeswehr strebte Deutschland in den 2010er-Jahren nach weitergehender Liberalisierung seiner Gesellschaft.
Angela Merkel beendete die letzte ihrer vier Amtszeiten während der COVID-19-Pandemie, auf die Deutschland mit vorübergehenden Einschränkungen des wirtschaftlichen, kulturellen und öffentlichen Lebens reagierte und ihre Bekämpfung mit nationalen Impfprogrammen, unter anderem mit dem neuartigen, in Deutschland entwickelten mRNA-Impfstoff Tozinameran, begann. Die überwiegende Mehrheit der Deutschen trug die Maßnahmen zur Bekämpfung der Pandemie mit. Jedoch wurden einerseits soziale und wirtschaftliche Verwerfungen innerhalb der deutschen Gesellschaft, des deutschen Gesundheitssystems sowie technologische Rückstände Deutschlands im Vergleich zu anderen westlichen Ländern durch die Pandemie offenkundig. Andererseits mobilisierten Protestbewegungen gegen die Maßnahmen zur Bekämpfung der Pandemie und sprachen dabei gezielt Ängste in der Bevölkerung in Bezug auf Impfungen an. Nach der Bundestagswahl 2021 wurde Merkel von Olaf Scholz (SPD) und die bis dahin in Koalitionen regierende CDU von einer rot-grün-gelben Koalition abgelöst. Mit ihr setzt sich die digitale Transformation Deutschlands sowie die wegen des Klimawandels begonnene Verkehrs- und Energiewende hin zu nachhaltigen Energieträgern fort.
Der russische Überfall auf die Ukraine 2022 führte zu umfassenden Wirtschaftssanktionen des Westens gegen Russland, an denen sich auch Deutschland beteiligte. Unter anderem stoppte Deutschland die Inbetriebnahme der Gaspipeline Nord Stream 2, die zusammen mit der ersten Nord-Stream-Pipeline im September 2022 durch einen Anschlag teilweise zerstört wurde. Die deutsche Wirtschaft, die sich von russischem Gas abhängig gemacht hatte, musste vorübergehend eine starke Teuerung im Energiesektor hinnehmen. Deutschland unterstützte die Ukraine finanziell und mit der Lieferung von Rüstungsgütern im Wert von mehreren Milliarden Euro sowie im Rahmen der European Union Military Assistance Mission Ukraine durch die militärische Fort- und Ausbildung ukrainischer Soldaten in Deutschland. Mehr als eine Million ukrainische Kriegsflüchtlinge suchten in Deutschland Schutz. Die Ukrainer in Deutschland wurden dadurch mit insgesamt rund 1,2 Millionen Einwohnern (Stand Ende 2023) die zweitgrößte ausländische Bevölkerungsgruppe, nach den Türken in Deutschland (siehe Tabelle im Abschnitt Demografie). Die veränderte Sicherheitslage in Europa führte zu einem verstärkten Engagement Deutschlands an der NATO-Ostgrenze, unter anderem in Litauen, wo die Panzerbrigade 45 stationiert wird. Ebenfalls plant Verteidigungsminister Boris Pistorius, dass junge Männer in Zukunft über ihre Bereitschaft zum Dienst an der Waffe Auskunft geben müssen.
Die erste Koalition aus SPD, Bündnis 90/Die Grünen und FDP in der 24. deutschen Bundesregierung endete vorzeitig nach 3 Jahren und 15 Tagen, als am 6. November 2024 Bundeskanzler Olaf Scholz nach einer langen Reihe von Konflikten zwischen den Koalitionspartnern dem Bundespräsidenten Frank-Walter Steinmeier vorschlug, Finanzminister Christian Lindner zu entlassen. In der Folge traten auch die anderen Bundesminister aus der FDP, mit Ausnahme von Volker Wissing, zurück. Scholz schmähte die Arbeit Christian Lindners öffentlich und dessen FDP wurde von den Koalitionspartnern und der öffentlichen Meinung überwiegend als Hauptverantwortlicher für den Koalitionsbruch benannt. Planungen der FDP, das Ende der Koalition vorzeitig herbeizuführen, soll es laut einer Berichterstattung von Die Zeit schon im September 2024 gegeben haben. Scholz fragte am 16. Dezember 2024 den Bundestag, ob dieser ihm noch vertraue, und verlor die Abstimmung wie von ihm geplant, damit vorgezogene Neuwahlen abgehalten werden können. Am 27. Dezember 2024 verkündete Bundespräsident Steinmeier die Auflösung des Bundestags und setzte den Wahltermin auf den 23. Februar 2025 fest. Bei dieser Wahl erlitten die bisherigen Regierungsparteien SPD, Grüne und FDP Stimmenverluste, in der Folge wurde erneut eine schwarz-rote Koalition gebildet.
Am 6. Mai 2025 wurde Friedrich Merz zum Bundeskanzler Deutschlands gewählt und löste somit Olaf Scholz in dieser Funktion ab. Der Anfang des Jahrzehnts war geprägt von geopolitischen Umwälzungen, insbesondere durch den Angriffskrieg Russlands in der Ukraine, sowie der zweiten Amtszeit Donald Trumps. Dieser drohte mit hohen Zöllen auf EU-Produkte, die deutsche Exporte gefährdeten, und stellte wiederholt die Beistandsbereitschaft der USA in einem NATO-Bündnisfall infrage. Um diesen Herausforderungen zu begegnen, plante die neue Regierung, deutlich mehr Schulden aufzunehmen, als es das Grundgesetz zu dieser Zeit erlaubt hätte. Infolgedessen lockerte die Koalition aus CDU/CSU und SPD mit Unterstützung der Fraktion Bündnis 90/Die Grünen die im Grundgesetz verankerte Schuldenbremse. Dies geschah nach der Bundestagswahl 2025, jedoch noch vor der konstituierenden Sitzung, also mit den Stimmverhältnissen des 19. Bundestags. Sowohl die Vorgehensweise als auch die inhaltlichen Änderungen wurden kontrovers in deutschen Medien diskutiert.

## Politik

### Staatsgründung

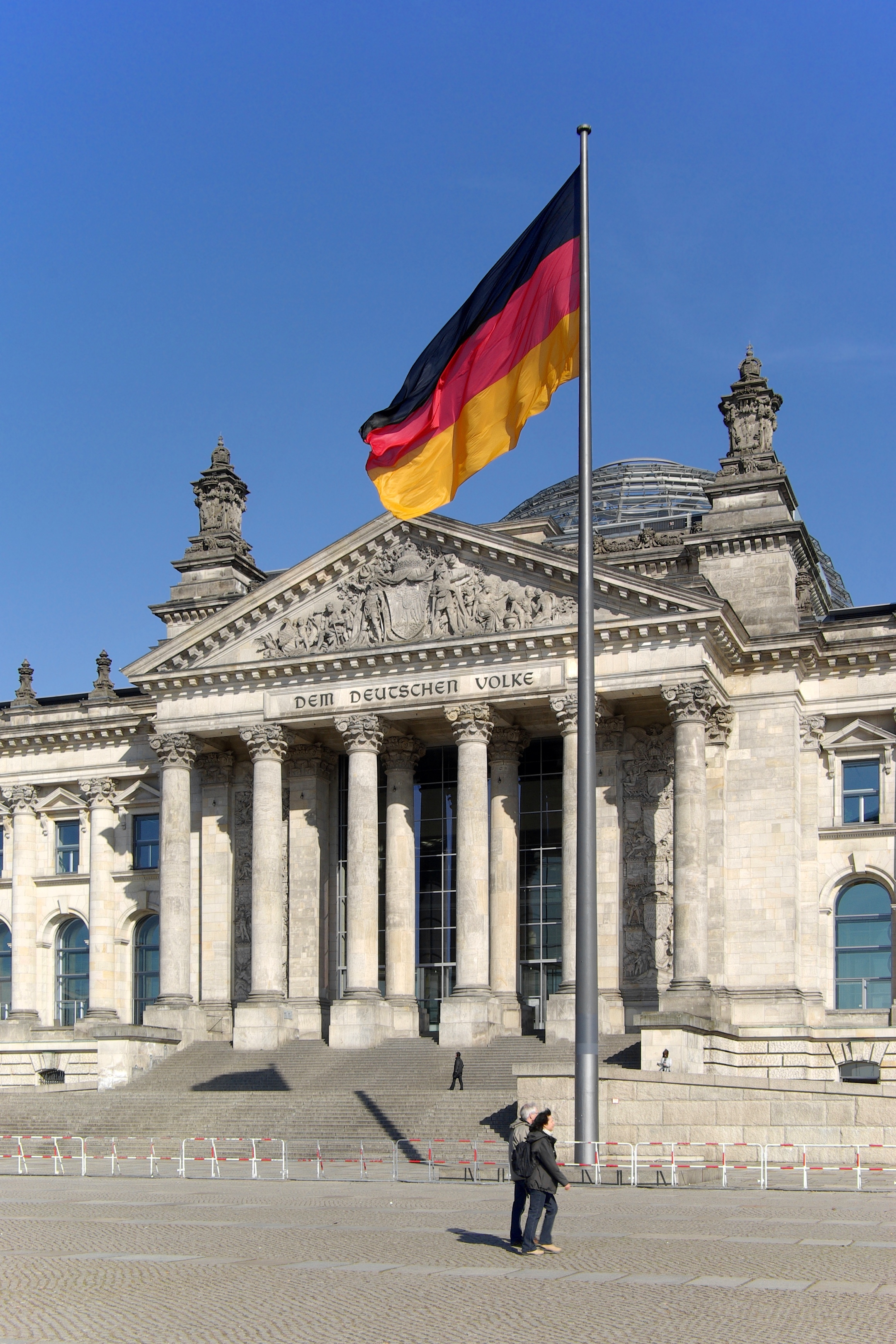
Reichstagsgebäude in Berlin, Sitz des Deutschen Bundestages; davor die Fahne der Einheit, die seit dem 3. Oktober 1990 ununterbrochen weht

Die Bundesrepublik Deutschland ist als Staat und Völkerrechtssubjekt nach herrschender Lehre und ständiger Rechtsprechung des Bundesverfassungsgerichts identisch mit dem Deutschen Reich und seinem Vorläufer, dem Norddeutschen Bund, und steht damit seit 1867 in einer staatlichen Kontinuität (siehe Rechtslage Deutschlands nach 1945). Die historisch verschiedenen Verfassungen geben Auskunft über das Selbstverständnis des jeweiligen Staates. Nachdem Deutschland 1945 von den Vier Mächten, den Siegermächten des Zweiten Weltkriegs, besetzt worden war, wurde das Grundgesetz der in Westdeutschland entstandenen Bundesrepublik am 23. Mai 1949 verkündet und zum Folgetag in Kraft gesetzt. Es war durch die deutsche Teilung und bis 1955 durch das Besatzungsstatut in seinem Geltungsbereich beschränkt. Im östlichen Teil Deutschlands wurde am 7. Oktober 1949 die DDR als eigener Staat gegründet und erhielt eine Verfassung, die 1968 ersetzt und 1974 revidiert wurde. Den provisorischen Charakter verlor das Grundgesetz mit der Wiedervereinigung, indem die DDR seinem Geltungsbereich zum 3. Oktober 1990 beitrat. Mit dem Ende der Viermächteverantwortung erlangte das vereinte Deutschland volle Souveränität.

### Staatsgebiet
Das Staatsgebiet Deutschlands ergibt sich aus der Gesamtheit der Staatsgebiete seiner Länder. Das Hoheitsgebiet wurde zweimal durch Beitritt nach Artikel 23 Satz 2 Grundgesetz alter Fassung erweitert: 1957 um das Saarland, 1990 um das Beitrittsgebiet der DDR sowie Berlins (Ostteil Berlins und West-Staaken).
Nicht zum Staatsgebiet gehört die ausschließliche Wirtschaftszone in Nord- und Ostsee. Der Verlauf der Staatsgrenze ist heute bis auf Teile des Bodensees festgelegt.
Das einzige in Deutschland existierende Kondominium ist das gemeinschaftliche deutsch-luxemburgische Hoheitsgebiet, welches die Flüsse Mosel, Sauer und Our an der Grenze zwischen dem Großherzogtum Luxemburg und der Bundesrepublik Deutschland (mit den Ländern Rheinland-Pfalz und Saarland) bilden. Es geht zurück auf die Wiener Kongressakte von 9. Juni 1815, deren Regelungen im Jahr 1984 in einem Grenzvertrag bestätigt wurden. Das Gebiet ist jeweils das einzige gemeindefreie Gebiet der Länder Rheinland-Pfalz und Saarland.
Noch immer umstritten ist die Deutsch-Niederländische Grenzfrage im Bereich des Ems-Dollart-Gebiets (→ Ems Dollart Region), weil beide Nachbarstaaten ihre unvereinbaren Rechtsstandpunkte zum Grenzverlauf aufrechterhalten. Innerhalb Deutschlands ist der Verlauf der Ländergrenzen zwischen Schleswig-Holstein, Niedersachsen und eventuell Hamburg im Bereich der Unterelbe nicht abschließend geklärt worden. Für diesen Bereich haben die Länder durch Verwaltungsabkommen und Staatsverträge Verwaltungs- und Gerichtszuständigkeiten geregelt, die Gebietshoheit ist damit aber nicht geklärt. Nicht restlos geklärt ist auch die Auseinandersetzung der Länder Baden-Württemberg und Hessen um die staatsrechtliche Zugehörigkeit der in Baden-Württemberg eingegliederten Gemeinde Bad Wimpfen.
Exklavische Teile des deutschen Staatsgebietes sind das baden-württembergische Büsingen am Hochrhein, das von der Schweiz umschlossen wird und zum Schweizer Zollgebiet gehört, sowie einige kleine nordrhein-westfälische Gebiete, die durch die wenige Meter breite belgische Vennbahn-Trasse vom Hauptgebiet Deutschlands abgetrennt sind.

### Politisches System

Politisches System der Bundesrepublik Deutschland

Das Grundgesetz (GG) ist die Verfassung der Bundesrepublik Deutschland. Staatsoberhaupt ist der Bundespräsident mit vor allem repräsentativen Aufgaben. Er wird von der Bundesversammlung gewählt. Im protokollarischen Rang folgen ihm der Präsident des Deutschen Bundestages, der Bundeskanzler, der jeweils amtierende Präsident des Bundesrates, der den Bundespräsidenten vertritt, und der Präsident des Bundesverfassungsgerichts. Sitz des Verfassungsorgans Bundesregierung ist die Bundeshauptstadt Berlin (§ 3 Abs. 3 Berlin/Bonn-Gesetz).
Artikel 20 GG legt – durch die Ewigkeitsklausel gesichert – fest, dass Deutschland als demokratischer, sozialer Rechtsstaat und föderativ organisiert sein muss. Regierungssystem ist eine parlamentarische Demokratie. Die Bundesstaatlichkeit ist in zwei Ebenen im politischen System gegliedert: die Bundesebene, die den Gesamtstaat Deutschland nach außen vertritt, und die Länderebene, die in jedem der 16 Bundesländer existiert. Jede Ebene besitzt eigene Staatsorgane der Exekutive (ausführende Gewalt), Legislative (gesetzgebende Gewalt) und Judikative (rechtsprechende Gewalt). Die Länder wiederum bestimmen die Ordnung ihrer Städte und Gemeinden; beispielsweise sind fünf Länder in insgesamt 22 Regierungsbezirke untergliedert. Die Länder haben sich eigene Verfassungen gegeben; ihnen kommt grundsätzlich Staatsqualität zu, sie sind jedoch beschränkte Völkerrechtssubjekte, die nur mit Einwilligung der Bundesregierung eigene Verträge mit anderen Staaten eingehen dürfen (Art. 32 Abs. 3, Art. 24 Abs. 1 GG). Die Bundesrepublik kann als die staatsrechtliche Verbindung ihrer Bundesländer angesehen werden und erhält erst dadurch Staatscharakter, ist also Bundesstaat im eigentlichen Sinne (siehe auch Föderalismus in Deutschland).

#### Legislative
Gesetzgebungsorgane des Bundes sind der Deutsche Bundestag, der Bundesrat und im Verteidigungsfall unter weiteren Voraussetzungen der Gemeinsame Ausschuss. Bundesgesetze werden vom Bundestag mit einfacher Mehrheit beschlossen. Sie werden wirksam, wenn der Bundesrat keinen Einspruch eingelegt oder zugestimmt hat (Art. 77 GG). Eine Änderung des Grundgesetzes ist nur mit der Zweidrittelmehrheit der Mitglieder des Bundestages und des Bundesrates möglich (Art. 79 Abs. 2 GG). In den Bundesländern entscheiden die Landesparlamente über die Gesetze ihres Landes. Obwohl die Abgeordneten nach dem Grundgesetz nicht weisungsgebunden sind (Art. 38 GG), dominieren in der Praxis der Gesetzgebung Vorentscheidungen in den Parteien, die an der politischen Willensbildung mitwirken (Art. 21 GG).
Die Zuständigkeit zur Gesetzgebung liegt bei den Bundesländern, wenn nicht eine Gesetzgebungsbefugnis des Bundes besteht (Art. 70 bis 72 GG) – nämlich eine ausschließliche oder in bestimmten Fällen der konkurrierenden Gesetzgebung.

#### Exekutive
Die Exekutive wird auf Bundesebene durch die Bundesregierung gebildet, die aus dem Bundeskanzler als Regierungschef und den Bundesministern besteht. Alle Bundesministerien haben einen Dienstsitz in Berlin und einen in der Bundesstadt Bonn; einige haben ihren ersten Dienstsitz in Bonn. Auf Länderebene leiten die Ministerpräsidenten, in den Stadtstaaten Hamburg und Bremen die Präsidenten des Senats, in Berlin der Regierende Bürgermeister die Exekutive. Auch die Länder sind parlamentarische Demokratien und deren Regierungschefs durch die Landtage, Bürgerschaften bzw. das Abgeordnetenhaus von Berlin gewählt. Die Verwaltungen des Bundes und der Länder werden jeweils durch die Fachminister geleitet.
Der Bundeskanzler wird auf Vorschlag des Bundespräsidenten vom Bundestag mit der Mehrheit seiner Mitglieder gewählt (Art. 63 GG), seine Amtszeit endet mit der Wahlperiode des Bundestages (Art. 69 Abs. 2 GG). Vor deren Ablauf kann der Bundeskanzler gegen seinen Willen nur dadurch aus dem Amt scheiden, dass der Bundestag mit der Mehrheit seiner Mitglieder einen Nachfolger wählt (Art. 67 GG, sogenanntes konstruktives Misstrauensvotum). Die Bundesminister werden auf Vorschlag des Bundeskanzlers ernannt (Art. 64 Abs. 1 GG), sie und der Bundeskanzler bilden die Bundesregierung (Art. 62 GG), deren Richtlinienkompetenz der Bundeskanzler innehat (Art. 65 Satz 1 GG). Die Führungsaufgabe in der deutschen „Kanzlerdemokratie“ kommt dem Bundeskanzler zu. Der Kanzler nominiert auch den deutschen Kandidaten für das Amt eines EU-Kommissars.
Die Ausübung der staatlichen Befugnisse und die Ausführung der Bundesgesetze obliegt grundsätzlich den Bundesländern, sofern das Grundgesetz keine abweichende Regelung trifft oder zulässt (Art. 30, Art. 83 GG).

### Staatshaushalt

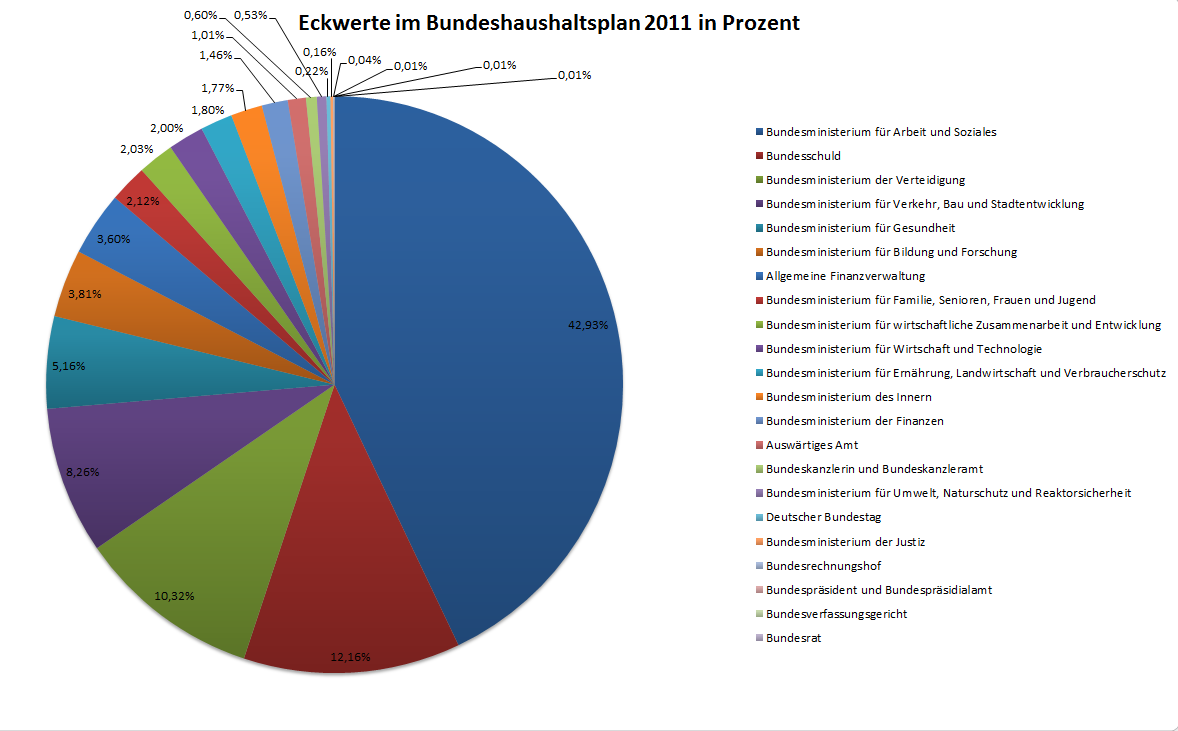
Bundeshaushaltsplan 2011. Die Einzelpläne für Sozialausgaben und Bundesschulden vertilgen allein über die Hälfte der jährlichen Finanzen.

Der Staatshaushalt wies im Jahr 2021 Einnahmen durch Steuern, steuerähnliche Abgaben und Gebühren von 1629 Milliarden Euro sowie Ausgaben von 1762 Milliarden Euro auf. Von den Einnahmen waren 833 Milliarden Euro Steuereinnahmen von Bund, Ländern, Gemeinden und der EU. Aufgrund der auf etwa 33 Millionen gestiegenen Anzahl von sozialversicherungspflichtigen Erwerbstätigen und steigender Löhne liegen wichtige Steuereinnahmen wie die Einkommensteuer und die Umsatzsteuer auf einem weiter prozentual hohen Niveau für den Staat.
Die Staatsverschuldung Deutschlands betrug im Jahr 2021 entsprechend dem Bericht der Deutschen Bundesbank etwa 2500 Milliarden Euro. Bei einem Bruttoinlandsprodukt von etwa 3600 Milliarden Euro für 2021 entsprach die Staatsschuldenquote damit etwa 70 Prozent des Bruttoinlandsprodukts. Im Jahr 2005 betrugen die Staatsschulden der Bundesrepublik Deutschland 1541 Milliarden Euro. Bei einem Bruttoinlandsprodukt von etwa 2281 Milliarden Euro für 2005 entsprach dies einer Staatsschuldenquote von 67 %.
Die Bundesrepublik, deren Staatsanleihen Bundesanleihen genannt werden, erhält von den drei großen Ratingagenturen Standard & Poor’s, Moody’s und Fitch die bestmögliche Bonität. Die Nachfrage nach den als sichere Anlage geltenden Wertpapieren hat in den letzten Jahren die Zinsen deutlich gesenkt und teilweise sogar zu Negativzinsen geführt, was einen Hauptgrund für Deutschlands Haushaltsüberschuss darstellte.
Neben verschiedenen Verkehrsteuern (zum Beispiel Umsatzsteuer) erzielt der Staat einen Großteil seiner Einnahmen aus Steuern vom Einkommen und Ertrag: Hierzu zählen Einkommen-, Körperschaft- sowie Gewerbesteuer. Insofern Produkte oder Dienstleistungen der Umsatzsteuer unterliegen, beträgt der Steuersatz in Deutschland 19 (allgemeiner Satz) oder 7 Prozent (ermäßigter Satz, zum Beispiel Lebensmittel). Umgangssprachlich und im EU-Recht wird die Umsatzsteuer auch Mehrwertsteuer genannt. Laut einer OECD-Studie aus dem Jahr 2014 haben Deutsche durch die hohen Steuern und weitere Abgaben wie Sozialversicherungsbeiträge die weltweit höchste Abgabenlast, noch vor den skandinavischen Sozialstaaten. Dabei wurde allerdings lediglich die Besteuerung der Einkommen betrachtet. Betrachtet man die Abgabenquote (Verhältnis der Steuern und Sozialabgaben zum Bruttoinlandsprodukt), so liegt Deutschland laut einer Studie der OECD aus dem Jahr 2021 auf Platz 9 der OECD-Staaten.
Laut einer von der UNO veröffentlichten Studie gehört Deutschland zu den Ländern mit der höchsten Bereitschaft, durch Steuern öffentliche Güter zu finanzieren. Der Bund kann teilweise Kredite über lange Laufzeiten (bis zu zehn Jahren) zu negativen Zinsen aufnehmen.

### Parteienlandschaft

Zweitstimmen der Bundestagswahlen seit 1949 und Bundesregierungen

Parteien wirken gemäß Art. 21 GG an der politischen Willensbildung des Volkes mit. Das Parteienspektrum wird durch die im Bundestag vertretenen Parteien geprägt, ihm gehören seit Bestehen die Volksparteien, die SPD und die Unionsparteien (in Fraktionsgemeinschaft CDU und CSU), an. Von den anderen Parteien sind dort nach der Bundestagswahl 2025 außerdem Die Linke und Bündnis 90/Die Grünen, der SSW sowie die AfD vertreten; der SSW zog 2021 erstmals seit der Bundestagswahl 1949 wieder in den Bundestag ein.
Alle genannten Parteien sind in den Fraktionen des Europäischen Parlaments vertreten. Nahezu allen einflussreichen Parteien stehen Jugendorganisationen zur Seite, weitere politische Vorfeldorganisationen umfassen etwa Schülervertreter, Studentenverbände, Frauen- und Seniorenorganisationen, Wirtschaftsvereine, Kommunalorganisationen und internationale Verbände. Parteinahe Stiftungen bestimmen den politischen Diskurs – rechtlich unabhängig von den Parteien – mit.

### Europapolitik

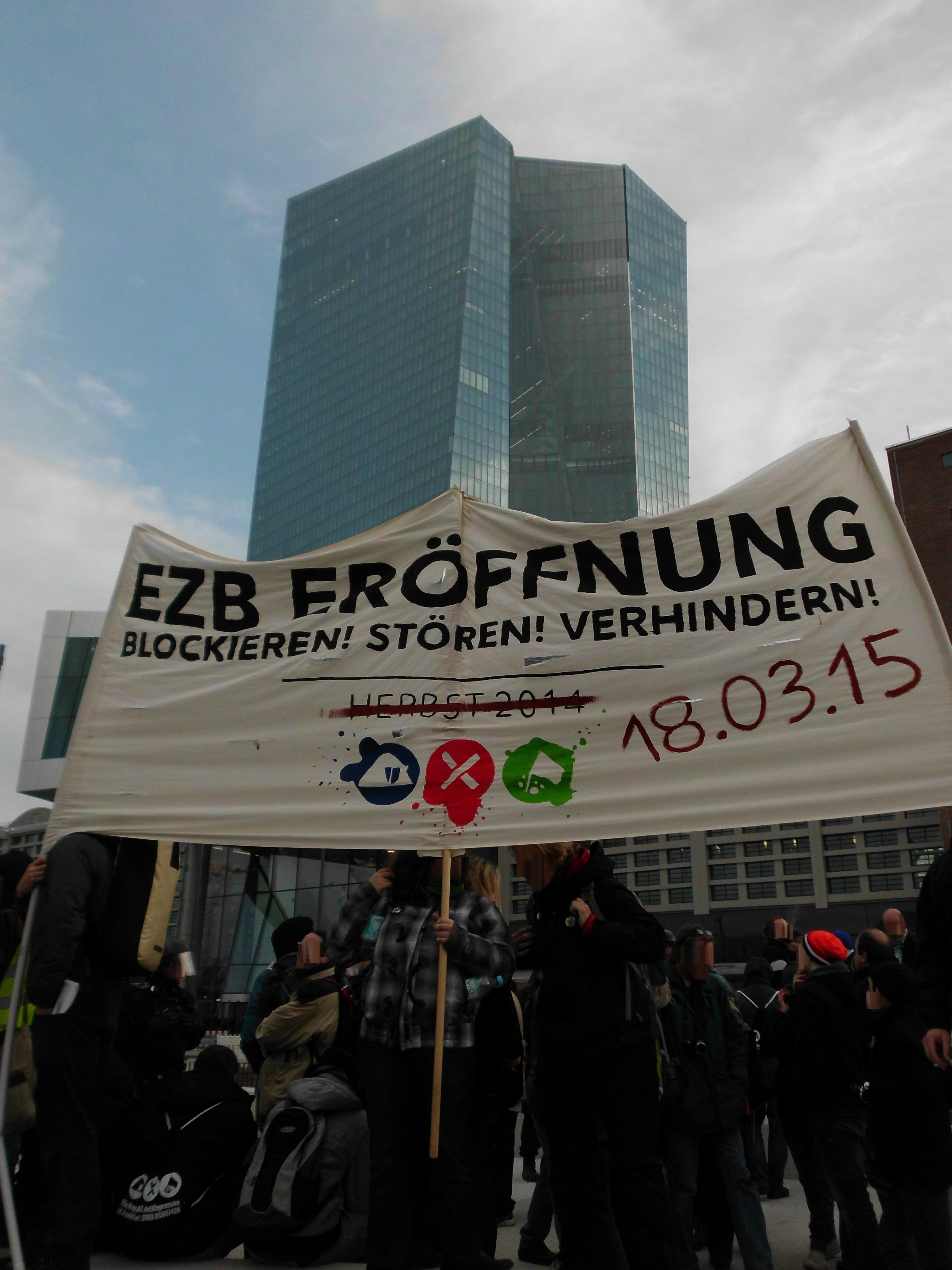
Demonstration vor der EZB im Herbst 2014

Deutschland ist Gründungsmitglied des Europarates und der Europäischen Gemeinschaften, die mittels zunächst vorwiegend wirtschaftlicher Integration in den 1990er-Jahren zur politischen Europäischen Union (EU) zusammenwuchsen. Die Bundesrepublik Deutschland trat 1990 der Europäischen Währungsunion bei und ist Teil des Europäischen Binnenmarktes. Seit 2002 ist der Euro als Zahlungsmittel eingeführt und hat in der Bundesrepublik die Deutsche Mark abgelöst. Deutschland ist zudem Teil des Schengenraums und der justiziellen und polizeilichen Zusammenarbeit mithilfe von Europol und Eurojust. Die Gemeinsame Außen- und Sicherheitspolitik der EU bestimmt die deutsche Außenpolitik mit. Den Rechtsrahmen der deutschen Europapolitik in der EU setzt Artikel 23 des Grundgesetzes.
In Deutschland haben das Europäische Patentamt (München) und mehrere EU-Institutionen ihren Sitz: die Europäische Zentralbank in Frankfurt am Main, die EU-Versicherungsaufsichtsbehörde ebenfalls in Frankfurt und die Europäische Agentur für Flugsicherheit in Köln.
Deutschland hatte dreizehnmal den Vorsitz im Rat der Europäischen Union inne, zuletzt im zweiten Halbjahr 2020 unter dem Motto „Gemeinsam. Europa wieder stark machen“.

### Politische Indizes
| Name des Index                     | Indexwert    | Weltweiter Rang | Interpretationshilfe                                                                  | Jahr |
| ---------------------------------- | ------------ | --------------- | ------------------------------------------------------------------------------------- | ---- |
| Fragile States Index               | 24,0 von 120 | 166 von 179     | Stabilität des Landes: nachhaltig 0 = sehr nachhaltig / 120 = sehr alarmierend        | 2024 |
| Demokratieindex                    | 8,73 von 10  | 13 von 167      | Vollständige Demokratie 0 = autoritäres Regime / 10 = vollständige Demokratie         | 2024 |
| Freedom in the World Index         | 93 von 100   | —               | Freiheitsstatus: frei 0 = unfrei / 100 = frei                                         | 2024 |
| Rangliste der Pressefreiheit       | 83,8 von 100 | 10 von 180      | Zufriedenstellende Lage für die Pressefreiheit 100 = gute Lage / 0 = sehr ernste Lage | 2024 |
| Korruptionswahrnehmungsindex (CPI) | 75 von 100   | 15 von 180      | 0 = sehr korrupt / 100 = sehr sauber bzw. unbestechlich                               | 2024 |
| Positiver Friedensindex (PPI)      | 1,744 von 5  | 11 von 163      | 1 = am einträchtigsten / 5 = am wenigsten friedlich                                   | 2024 |

### Außen- und Sicherheitspolitik

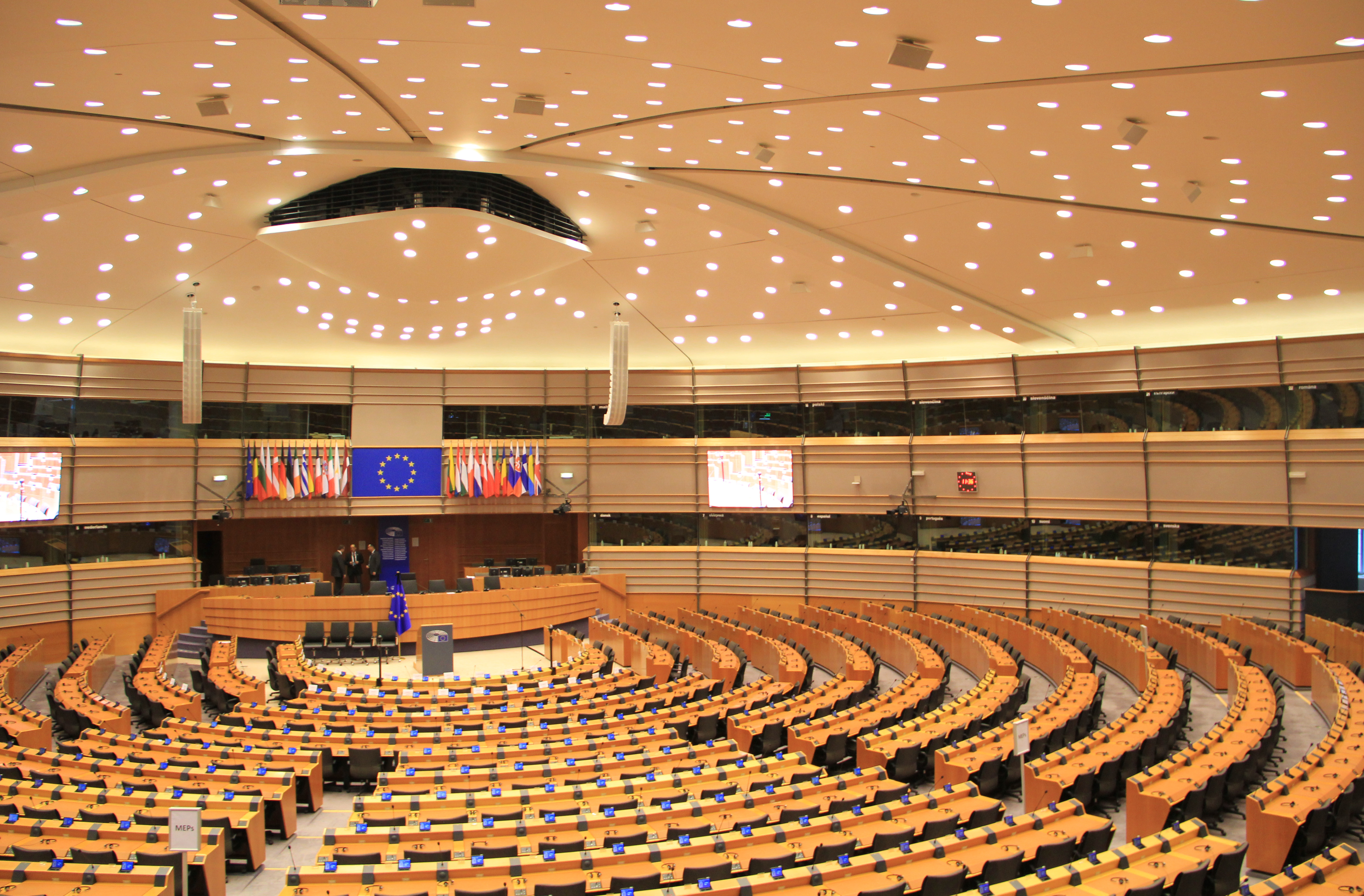
Plenarsaal des Europäischen Parlaments in Brüssel. Deutschland ist einer von 27 Mitgliedstaaten der Europäischen Union.

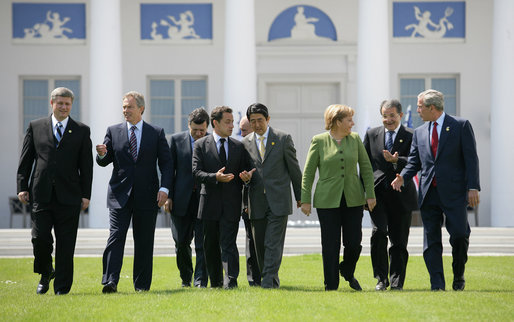
Die Bundesrepublik ist Gründungsmitglied der G8 und G20 (G8-Gipfeltreffen in Heiligendamm, 2007).

Die Leitlinien deutscher Außenpolitik sind die Westbindung und die europäische Integration. Sicherheitspolitisch zentral ist die Mitgliedschaft im transatlantischen Verteidigungsbündnis NATO seit 1955.
Während des Kalten Krieges war der Spielraum westdeutscher Außenpolitik begrenzt. Als eines der wichtigsten Ziele galt die Wiedervereinigung. Militäreinsätze im Ausland kamen nicht in Frage. Laut Grundgesetz darf sich die Bundeswehr an Angriffskriegen nicht beteiligen, ihre Aufgabe besteht lediglich in der Landes- und Bündnisverteidigung. Die von der sozialliberalen Koalition ab 1969 initiierte „Neue Ostpolitik“ unter dem Motto Wandel durch Annäherung, die wichtige Verbündete zunächst skeptisch sahen, konnte eigenständige Akzente setzen und wurde von der liberalkonservativen Regierung Helmut Kohls ab 1982 fortgeführt. Seit der Wiedervereinigung trägt Deutschland international größere Verantwortung; seit 1991 nimmt die Bundeswehr unter Aufsicht des Bundestages und zusammen mit verbündeten Armeen an friedenserhaltenden und -erzwingenden Einsätzen außerhalb Deutschlands und des Territoriums der NATO-Verbündeten teil (Out-Of-Area-Einsätze). Die rot-grüne Bundesregierung Gerhard Schröders lehnte den Irakkrieg 2003 ab und stellte sich damit gegen den wichtigen Verbündeten USA.
Traditionell spielt Deutschland zusammen mit Frankreich eine führende Rolle in der Europäischen Union. Deutschland treibt die Bemühungen voran, über die Wirtschafts- und Währungsunion hinaus eine einheitliche, wirkungsvolle europäische Außen- und Sicherheitspolitik zu schaffen. Weitere außenpolitische Ziele sind die Verwirklichung des Kyoto-Protokolls zum Klimaschutz sowie die weltweite Anerkennung des Internationalen Strafgerichtshofs. Besonderes Interesse hat Deutschland an einer friedlichen Lösung des Nahostkonflikts, die es vor allem durch informelle Kontaktmöglichkeiten zwischen den beteiligten Parteien unterstützt. Zusammen mit den Verbündeten Großbritannien und Frankreich bemüht sich die Bundesrepublik, den Iran im Dialog dazu zu bewegen, auf die Weiterführung seines Kernenergieprogramms zu verzichten.
Am 13. Juli 2016 verabschiedete die Bundesregierung das neue Weißbuch zur Sicherheitspolitik und zur Zukunft der Bundeswehr als oberstes sicherheitspolitisches Grundlagendokument Deutschlands.

### Militär

Das Hoheitszeichen der Bundeswehr: Das Eiserne Kreuz. Es geht auf die Befreiungskriege von 1813 bis 1815 zurück.

Nach ihrer Gründung 1949 durfte die Bundesrepublik Deutschland aufgrund des Besatzungsstatuts zunächst keine eigenen Streitkräfte aufstellen. Unter dem Eindruck des Koreakrieges und der Sowjetisierung Osteuropas wurde es der Bundesrepublik im Rahmen der Wiederbewaffnung jedoch gestattet, zunächst 1951 den paramilitärischen Bundesgrenzschutz als Grenzpolizei und ab 1955 vollwertige Streitkräfte aufzustellen, um der NATO beizutreten. Die Aufstellung dieser Bundeswehr als Voraussetzung des Beitritts war somit ein bedeutender Beitrag zur Westbindung und damit zur internationalen Anerkennung der Bundesrepublik, aber innenpolitisch unter dem Eindruck des Zweiten Weltkriegs höchst umstritten. Nach der Wiedervereinigung 1990 wurden Teile der Nationalen Volksarmee (NVA) der DDR in diese Streitkräfte eingegliedert. Von 1956 bis 2011 kam in der Bundesrepublik gemäß Art. 12a des Grundgesetzes für alle Männer ab dem vollendeten 18. Lebensjahr eine allgemeine Wehrpflicht zur Anwendung. Sie wurde 2011 ausgesetzt und durch den freiwilligen Wehrdienst ersetzt. Seit 2001 haben auch Frauen uneingeschränkten Zugang zum Dienst in den Streitkräften. Ihr Anteil beträgt rund 13 Prozent der Soldaten (Stand Juli 2023). Rund 1.600 deutsche Soldaten befanden sich 2023 im Ausland im Einsatz (Stand September 2023).
Die Bundeswehr gliederte sich zunächst in die Teilstreitkräfte Heer, Luftwaffe und Marine. Im Mai 2024 kam mit dem – vorher bereits als Organisationsbereich existenten – Cyber- und Informationsraum eine vierte Teilstreitkraft hinzu. Daneben bestehen die unterstützenden Organisationsbereiche Streitkräftebasis und Zentraler Sanitätsdienst. Nach dem Ende des Kalten Krieges wurde die Gesamtstärke der Bundeswehr von rund 500.000 bis 2015 schrittweise auf unter 180.000 Soldaten reduziert, nachdem im Zwei-plus-Vier-Vertrag eine maximale Friedensstärke von 370.000 deutschen Soldaten völkerrechtlich bindend festgelegt worden war. Mit der Aussetzung der Wehrpflicht 2011 war zudem eine umfassende Reform der Bundeswehr verbunden, die in erster Linie die Festsetzung einer maximalen personellen Stärke von 185.000 Soldaten und 55.000 zivilen Mitarbeitern bedeutete. Zudem wurden die Stückzahlen des schweren Geräts (Kampfpanzer, Artillerie) deutlich reduziert. Hintergrund dieser Strukturänderungen war die Fokussierung der Bundeswehr auf die Teilnahme an internationalen UN- und NATO-Missionen seit Mitte der 1990er-Jahre, für die weniger militärisches Personal und vor allem leichteres und rascher verlegbares Material benötigt wurden. Mit der Annexion der Krim durch Russland 2014 sowie dem Krieg in der gesamten Ukraine seit 2022 änderte sich der Aufgabenschwerpunkt der Bundeswehr zurück zur Landes- und Bündnisverteidigung im Rahmen von NATO und EU.
Die Bundeswehr ist als erste Armee eines deutschen Nationalstaates eine Parlamentsarmee, über deren Einsätze ausschließlich der Bundestag auf Vorschlag der Bundesregierung entscheidet. Oberbefehlshaber („Inhaber der Befehls- und Kommandogewalt“) ist in Friedenszeiten der jeweilige Bundesminister der Verteidigung; im Verteidigungsfall geht diese Funktion auf den Bundeskanzler über. Das Traditionsverständnis der Bundeswehr distanziert sich sowohl von der Wehrmacht der NS-Zeit als auch von der NVA. Es bezieht sich auf die Preußische Heeresreform um 1810, die Befreiungskriege gegen Napoleon, den militärischen Widerstand gegen den Nationalsozialismus und ihre eigene Geschichte (siehe Traditionserlass). Für die Soldaten gilt das Leitbild des „Bürgers in Uniform“. Als bedeutendstes militärisches Zeremoniell gilt der Große Zapfenstreich; öffentlichkeitswirksam sind die häufig außerhalb militärischer Anlagen durchgeführten Vereidigungen und Gelöbnisse der Soldaten.
Die Bundesrepublik Deutschland gab im Jahr 2024 71,75 Milliarden Euro für die Bundeswehr aus. Damit gehört Deutschland zu den zehn Staaten der Welt mit den höchsten Verteidigungsetats; die deutschen Ausgaben liegen mittlerweile mit einem Anteil von etwa 2,12 Prozent des Bruttoinlandsprodukts über dem Durchschnitt von 2,02 % der europäischen NATO-Staaten und Kanadas. Der Durchschnitt unter Einbeziehung der Vereinigten Staaten beträgt 2,71 %.
| Deutschland Verteidigungshaushalt/Verteidigungsausgaben in Mrd. Euro | Deutschland Verteidigungshaushalt/Verteidigungsausgaben in Mrd. Euro | Deutschland Verteidigungshaushalt/Verteidigungsausgaben in Mrd. Euro | Deutschland Verteidigungshaushalt/Verteidigungsausgaben in Mrd. Euro | Deutschland Verteidigungshaushalt/Verteidigungsausgaben in Mrd. Euro | Deutschland Verteidigungshaushalt/Verteidigungsausgaben in Mrd. Euro | Deutschland Verteidigungshaushalt/Verteidigungsausgaben in Mrd. Euro | Deutschland Verteidigungshaushalt/Verteidigungsausgaben in Mrd. Euro | Deutschland Verteidigungshaushalt/Verteidigungsausgaben in Mrd. Euro | Deutschland Verteidigungshaushalt/Verteidigungsausgaben in Mrd. Euro | Deutschland Verteidigungshaushalt/Verteidigungsausgaben in Mrd. Euro | Deutschland Verteidigungshaushalt/Verteidigungsausgaben in Mrd. Euro | Deutschland Verteidigungshaushalt/Verteidigungsausgaben in Mrd. Euro | Deutschland Verteidigungshaushalt/Verteidigungsausgaben in Mrd. Euro |
| -------------------------------------------------------------------- | -------------------------------------------------------------------- | -------------------------------------------------------------------- | -------------------------------------------------------------------- | -------------------------------------------------------------------- | -------------------------------------------------------------------- | -------------------------------------------------------------------- | -------------------------------------------------------------------- | -------------------------------------------------------------------- | -------------------------------------------------------------------- | -------------------------------------------------------------------- | -------------------------------------------------------------------- | -------------------------------------------------------------------- | -------------------------------------------------------------------- |
| Jahr                                                                 | 2012                                                                 | 2013                                                                 | 2014                                                                 | 2015                                                                 | 2016                                                                 | 2017                                                                 | 2018                                                                 | 2019                                                                 | 2020                                                                 | 2021                                                                 | 2022                                                                 | 2023                                                                 | 2024                                                                 |
| Verteidigungshaushalt                                                | 31,87                                                                | 33,26                                                                | 32,44                                                                | 32,97                                                                | 34,29                                                                | 37,00                                                                | 38,52                                                                | 43,23                                                                | 45,65                                                                | 46,93                                                                | 50,40                                                                | 50,12                                                                | 51,95                                                                |
| Verteidigungshaushalt incl. Sondervermögen                           |                                                                      |                                                                      |                                                                      |                                                                      |                                                                      |                                                                      |                                                                      |                                                                      |                                                                      |                                                                      | 50,49                                                                | 58,53                                                                | 71,75                                                                |
| Verteidigungsausgaben nach NATO-Kriterien 2012–2013 2014–2024        | 36,17                                                                | 34,59                                                                | 34,75                                                                | 35,90                                                                | 37,60                                                                | 40,27                                                                | 42,13                                                                | 46,94                                                                | 51,40                                                                | 52,43                                                                | 58,27                                                                | 67,62 1                                                              | 90,59 1                                                              |
| Anteil am BIP nach NATO-Kriterien in % 2012–2013 2014–2024           | 1,31                                                                 | 1,23                                                                 | 1,19                                                                 | 1,19                                                                 | 1,20                                                                 | 1,23                                                                 | 1,25                                                                 | 1,35                                                                 | 1,51                                                                 | 1,45                                                                 | 1,51                                                                 | 1,64 1                                                               | 2,12 1                                                               |

1 Die Angaben der NATO für 2023 und 2024 sind geschätzt.

### Feuerwehr

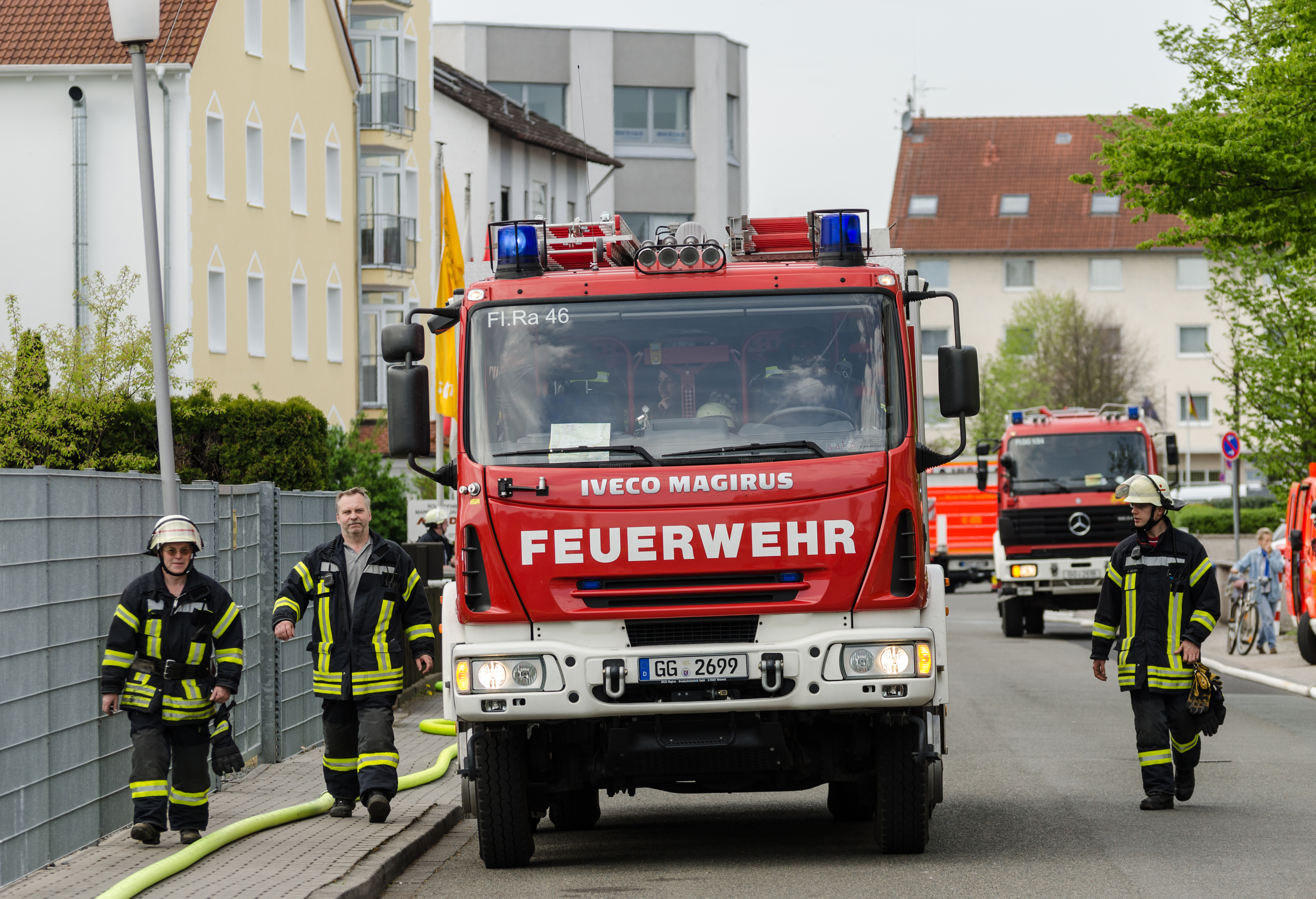
Feuerwehrleute im Einsatz in Mörfelden-Walldorf (Hessen)

In der Feuerwehr in Deutschland waren im Jahr 2021 rund 1.385.000 aktive Mitglieder, davon über 1.014.000 freiwillige Feuerwehrleute, 35.800 Berufsfeuerwehrleute, 34.000 Werkfeuerwehrleute und 301.000 Jugendliche und Kinder organisiert. Sie sind in knapp 24.000 Freiwilligen Feuerwehren, 111 Berufsfeuerwehren, 754 Werkfeuerwehren sowie 22.900 Jugendfeuerwehren tätig. Die deutschen Feuerwehren wurden im selben Jahr zu über 4.344.500 Einsätzen alarmiert. Hierbei waren 197.834 Brände zu löschen, war fast 659.700 Mal technische Hilfe zu leisten, in der rettungsdienstlichen Notfallrettung bei rund 2.437.000 sowie bei 1.050.000 weiteren Einsätzen tätig zu werden. Darüber hinaus gehören zusätzlich mehrere Millionen fördernde Mitglieder den örtlichen Feuerwehrvereinen an. Die Feuerwehren sind über Kreisfeuerwehrverbände, ggf. Bezirksfeuerwehrverbände und Landesfeuerwehrverbände zum Deutschen Feuerwehrverband zusammengeschlossen, der sie im Weltfeuerwehrverband CTIF vertritt.

### Polizei und Nachrichtendienste

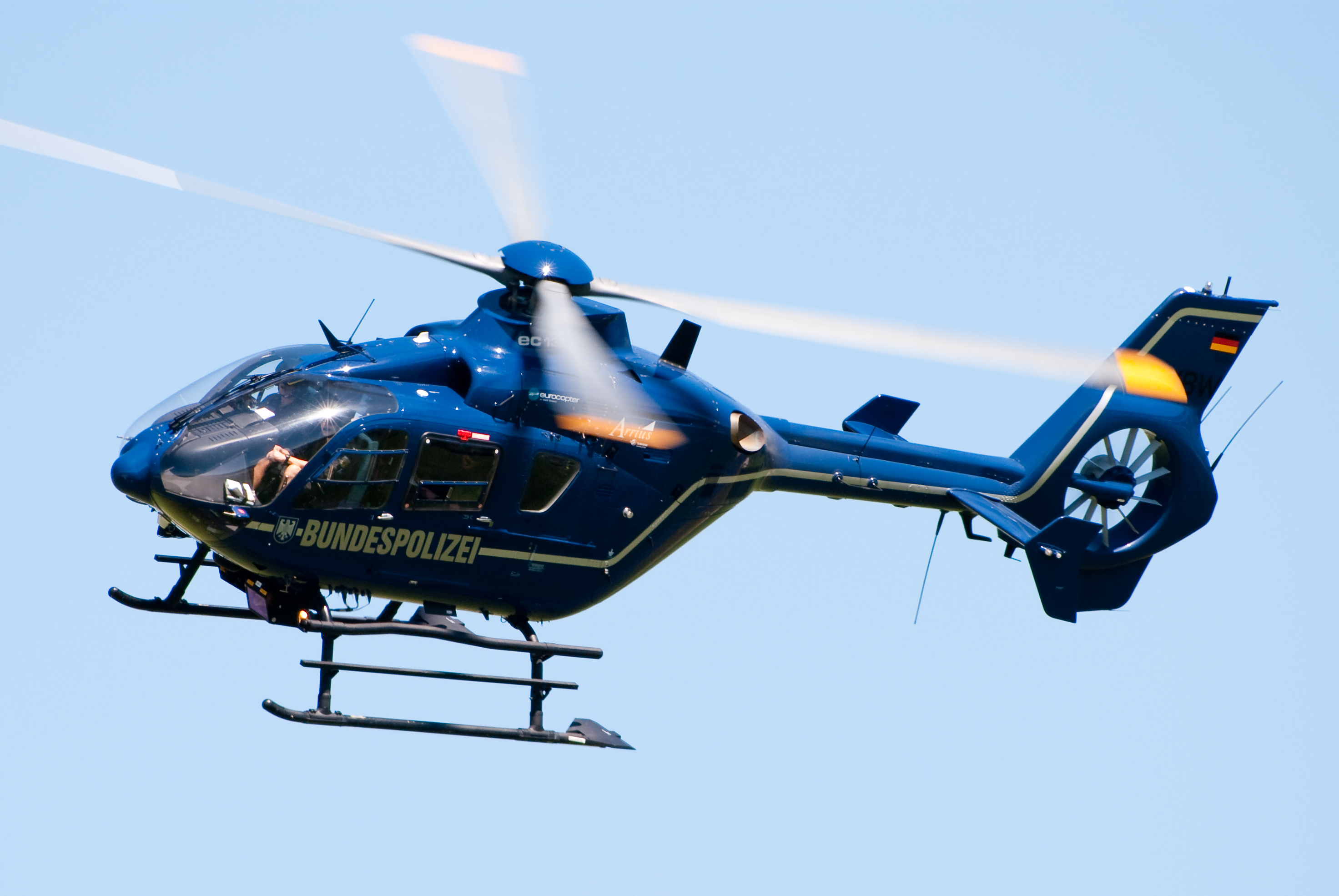
Polizeihubschrauber im Einsatz für die Bundespolizei (Grenzschutz)

Zuständig für die innere Sicherheit der Bundesrepublik sind aufgrund des Föderalismus in Deutschland grundsätzlich die Bundesländer und damit insbesondere die Landespolizeien und Landeskriminalämter. Innerhalb der Polizei wird häufig weiter unterschieden zwischen Schutzpolizei, Bereitschaftspolizei, Kriminalpolizei, Spezialeinheiten (wie dem Spezialeinsatzkommando (SEK) oder dem Mobilen Einsatzkommando (MEK)) sowie den Ordnungsbehörden. Zur Wahrung der öffentlichen Ordnung werden diese zusätzlich in einigen Kommunen durch Ordnungsämter unterstützt.
Dennoch existieren auch auf Bundesebene mehrere Organisationen zum Schutz der öffentlichen Sicherheit. Dazu gehört insbesondere die Bundespolizei (ehemals Bundesgrenzschutz), die etwa Aufgaben des Grenzschutzes, der Bahnpolizei und der Terrorabwehr übernimmt und dazu auch die Spezialeinheit GSG 9 unterhält, sowie das Bundeskriminalamt, das unter anderem besonders schwere Straftaten verfolgt. Beide sind direkt dem Bundesministerium des Innern und für Heimat nachgeordnet. Hinzu kommen die Vollzugsbehörden der Bundeszollverwaltung (etwa der Zollfahndungsdienst, das Zollkriminalamt und die Zentrale Unterstützungsgruppe Zoll), die für die Durchsetzung von fiskalischen, handels- und arbeitsrechtlichen Regeln zuständig sind und dem Bundesministerium der Finanzen unterstehen.
In Deutschland bestehen außerdem drei Nachrichtendienste des Bundes: Der zivile Bundesnachrichtendienst (BND) als Auslandsnachrichtendienst sammelt zivile und militärische Informationen über das Ausland und wertet diese aus. Zuständig für Aufgaben des Verfassungsschutzes und die Spionageabwehr sind als Inlandsnachrichtendienste das Bundesamt für Verfassungsschutz (BfV), der Militärische Abschirmdienst (MAD) für den Geschäftsbereich des Bundesministeriums der Verteidigung (BMVg) und in den Bundesländern je eine Landesbehörde für Verfassungsschutz. Polizeiliche Vollzugsbefugnisse haben die Nachrichtendienste in Deutschland aufgrund des Trennungsgebotes nicht.

### Kriminalität
Deutschland gehört zu den sichersten Ländern der Welt. Wie in allen wohlhabenden Ländern der westlichen Welt gab es von Anfang der 1960er- bis Anfang der 1990er-Jahre einen Anstieg der Kriminalität und bis 2014 einen Rückgang, vor allem bei Gewaltkriminalität und Diebstahl. 2023 erreichte die Gewaltkriminalität jedoch ihren höchsten Stand seit 15 Jahren.
Für Vergleiche der Gewaltneigung über lange Zeiträume und große räumliche Distanzen hinweg wird die Rate der Tötungsdelikte pro Jahr als Index verwendet. Deutschland kam hierbei im Jahr 2018 auf 0,9 Fälle pro 100.000 Einwohner, was dem Durchschnitt in Westeuropa entspricht. Der Durchschnitt in Gesamt-Europa lag bei 2,8 Fällen pro 100.000 Einwohner, der globale Durchschnitt bei 5,8. Ostasiatische Staaten liegen durchschnittlich bei 0,5, Singapur bei nur 0,2 Fällen pro 100.000 Einwohner.
Detaillierte, flächendeckende Daten werden seit 1953 (bis 1990 nur für die Altbundesländer) in der Polizeilichen Kriminalstatistik erfasst. Einen Höhepunkt der Straftaten insgesamt gab es 1993. Bis 2021 ist die Rate um 27 Prozent gefallen. Die Rate der Diebstähle sank von 1993 bis 2021 um 65 Prozent. Der Höhepunkt bei angezeigten Gewaltdelikten wurde jedoch nicht in den 1990er-Jahren, sondern 2007 erreicht. Der Rückgang lag hier bis 2021 bei 25 Prozent. Es wird von einer steigenden Anzeigebereitschaft beziehungsweise einer sich verringernden Dunkelziffer ausgegangen, vor allem bei Gewalt gegen Frauen.
In Deutschland gingen im Jahr 2024 laut einer Studie des Instituts der deutschen Wirtschaft mindestens 3,3 Millionen Menschen einer Schwarzarbeit nach.

### Recht

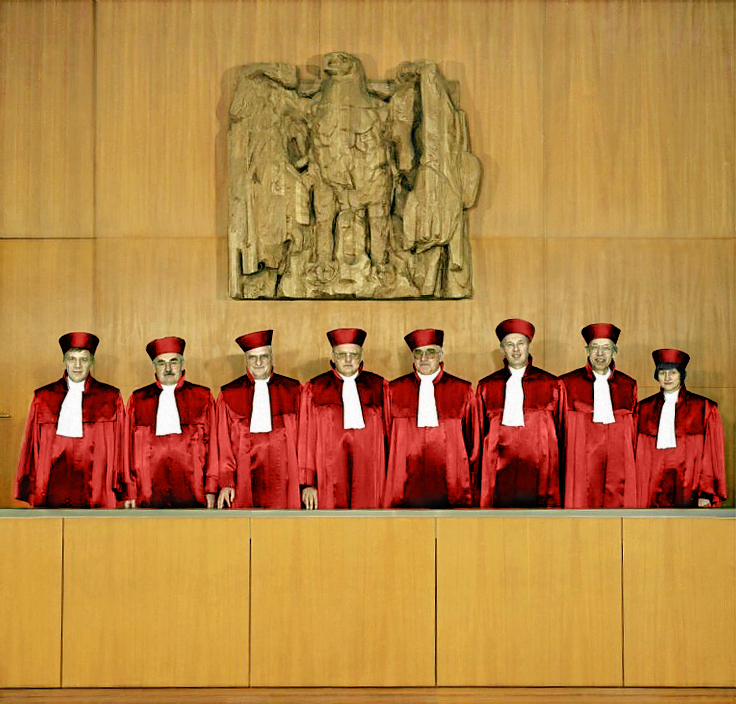
Erster Senat des Bundesverfassungsgerichts in der bis 15. Juni 1989 bestehenden Zusammensetzung mit Präsident Roman Herzog. Das Adlerrelief im Sitzungssaal des Gerichts schuf 1969 Hans Kindermann.

#### Ursprung
Das deutsche Recht gehört dem kontinentalen Rechtskreis an und hat sich über die meiste Zeit seines Bestehens ohne die Ordnung durch einen deutschen Nationalstaat entwickelt. Es beruht daher auf dem historisch überlieferten deutschen Recht, das auf germanische Stammesgesetze und mittelalterliche Rechtssammlungen wie den Sachsenspiegel zurückgeht, und der Rezeption des römischen Rechts ab dem 12. Jahrhundert, das wegen seiner Exaktheit und Universalität als überlegen galt. Außer wenigen Rechtssetzungen wie der Constitutio Criminalis Carolina 1532 war das Heilige Römische Reich von Partikularrechten geprägt. Erst im Lauf des 19. Jahrhunderts wurde eine Rechtsvereinheitlichung begonnen und im Deutschen Bund 1861 ein Allgemeines Deutsches Handelsgesetzbuch sowie im Kaiserreich unter anderem das Reichsgericht 1877 und die Reichsjustizgesetze 1879 eingeführt. 1900 trat das Bürgerliche Gesetzbuch in Kraft.

#### Diktatur und Nachkriegszeit
Der Nationalsozialismus pervertierte das Recht zum Mittel der Gewaltherrschaft, wofür die Terrorurteile des Volksgerichtshofs, die Nürnberger Gesetze und zahlreiche weitere Rechtsakte stehen, welche erst durch alliiertes Besatzungsrecht, eine nicht-deutsche Rechtsquelle, wieder aufgehoben wurden. Auch wenn das Besatzungsrecht seinerseits in fünf Bundesgesetzen wieder aufgehoben wurde und seine Bestimmungen weitestgehend Eingang in deutsches Recht fanden, ist die deutsche Rechtspflege bis zum heutigen Tag um die Wiederherstellung des vom nationalsozialistischen Unrechtsstaat zerschlissenen Rechts bemüht. Beispielsweise ist die aus der Zeit des Nationalsozialismus stammende strafrechtliche Definition von Mord unter deutschen Rechtspflegern umstritten. Die im Dritten Reich verschärfte Fassung des § 175 führte auch in der Bundesrepublik zu einer ausgedehnten Verfolgung von Homosexualität; er wurde erst 1969 reformiert und 1994 aus dem Strafgesetzbuch gestrichen.
In der DDR wurde das Recht durch die Einparteienherrschaft der SED gelenkt; die Gewaltenteilung und Unabhängigkeit der Gerichte, die von der Verfassung vorgeschrieben waren, wurden in der Verfassungswirklichkeit umgangen. In der Rechtspflege und der Gesetzgebung bemühte sich die DDR über die Zeit ihrer Existenz, sich von der bürgerlichen Rechtstradition, die im Kaiserreich begründet und in der Bundesrepublik fortgesetzt wurde, zu entfernen und rechtshistorisch eigenständige Rechtsquellen zu schaffen. Anders als die Bundesrepublik lehnte die DDR juristisch sowohl die Identität mit dem Deutschen Reich als auch dessen Rechtsnachfolge ab. Im Zivilgesetzbuch der DDR, das 1976 in Kraft trat, standen die „Versorgungsbeziehungen“ der Bürger im Vordergrund. Fragen des Eigentums wurden unter deutlichen Vorzeichen der sozialistischen Planwirtschaft geregelt, eine Definition von Besitz gab es mit der Einführung des Zivilgesetzbuches nicht mehr.
Durch den Beitritt der DDR endete sowohl die Entwicklung als auch der Fortbestand des DDR-Rechts. Außer bei Altfällen in der Rechtspflege übt das Straf- und Zivilrecht der DDR auf das deutsche Recht der Gegenwart keinen Einfluss mehr aus. Durch Artikel 9 des Einigungsvertrags gingen einige Gesetze und Verordnungen aus der DDR in das Landesrecht der neuen Länder über.
Die Todesstrafe wurde in Deutschland mit Art. 102 des Grundgesetzes schon bei seiner Verkündung abgeschafft. In der DDR erfolgte die Abschaffung erst 1987, wenige Jahre vor ihrem Ende.

#### Gegenwart
Die Bundesrepublik Deutschland versteht sich als Rechtsstaat (Art. 20, Art. 28 Abs. 1 Satz 1 GG), was bedeutet, dass staatliche Tätigkeit nur durch das Recht begründet werden kann und durch das Recht begrenzt wird. Inhalt deutscher Gesetze ist deshalb üblicherweise zuerst die Grenze ihres Wirkungskreises, bevor Recht begründet wird. Beispielsweise werden im § 1 im Strafgesetzbuch alle Taten straffrei gestellt, die zum Zeitpunkt der Tat durch das Gesetz nicht strafbar waren. Wer durch die öffentliche Gewalt in seinen Rechten verletzt wird, hat das Recht, bei Gericht um Rechtsschutz hiergegen nachzusuchen (Art. 19 Abs. 4 GG). Die Richter unterliegen bei der Rechtsprechung keinerlei Weisungen und sind von anderen Gewalten staatlicher oder politischer Art unabhängig. Deutschland kennt Schöffengerichte und Strafkammern, in denen Urteile durch ehrenamtliche Richter und Berufsrichter gemeinsam gefällt werden, sofern die Straferwartung bei Verbrechen vier Jahre nicht übersteigt. Geschworenengerichte wurden in Deutschland 1924 abgeschafft. Umfangreiche Prozessordnungen wie die Strafprozessordnung und die Zivilprozessordnung bestimmen den genauen Ablauf der Gerichtsprozesse, aber auch der vor-, außer- und nachgerichtlichen Verfahren.
Die Rechtsprechung wird im Wesentlichen von Gerichten der Bundesländer ausgeübt: In Zivil- und Strafsachen durch die Amtsgerichte, die Landgerichte und die Oberlandesgerichte (ordentliche Gerichtsbarkeit); an Fachgerichtsbarkeit gibt es die Arbeits-, Verwaltungs-, Sozial- und Finanzgerichtsbarkeit. Für den gewerblichen Rechtsschutz besteht das Bundespatentgericht. Als Rechtsmittelgerichte dienen die obersten Gerichtshöfe des Bundes (Art. 95 GG): Der Bundesgerichtshof als oberstes Zivil- und Strafgericht, das Bundesarbeitsgericht, das Bundesverwaltungsgericht, das Bundessozialgericht und der Bundesfinanzhof. Über verfassungsrechtliche Streitigkeiten urteilen die Verfassungsgerichte der Länder und das Bundesverfassungsgericht (Art. 93 GG), dessen Entscheidungen Gesetzeskraft entfalten können und so andere Gerichte binden (vgl. § 31 Bundesverfassungsgerichtsgesetz).

#### Verfassungsrechtsprechung durch EU-Gerichte
Zunehmende Bedeutung haben das Europarecht und die Rechtsprechung des Gerichtshofs der Europäischen Union. Infolge langjähriger Verträge Deutschlands mit der Europäischen Union und der darauf beruhenden Rechtsaktivitäten wird deutsches Recht erheblich durch Unionsrecht beeinflusst. Im Dezember 2021 erklärte der Europäische Gerichtshof in einem unionsweit wegweisenden Urteil, dass das von ihm gesprochene Recht auch die Rechtsprechung der Verfassungsgerichte der Mitgliedstaaten außer Kraft setzen könne. Damit beansprucht der Europäische Gerichtshof nach Beobachtern auch, die letzte Instanz der Rechtsprechung der Mitgliedstaaten zu sein; diese könnten sich nun nicht länger in Abgrenzung zu EU-Recht auf ihre Verfassung berufen. Dem Urteil gingen verschiedene Konflikte zwischen der Europäischen Union und ihrer Mitgliedstaaten über die letztinstanzliche, verfassunggebende Rechtsprechung – unter anderem ein (eingestelltes) Vertragsverletzungsverfahren gegen Deutschland aufgrund eines dem EuGH widersprechenden Urteils seines Bundesverfassungsgerichts zur Finanzaufsicht – voraus.

#### Unabänderliches Recht
Relativ neu in der deutschen Rechtsgeschichte ist die Existenz unabänderlichen Rechts. In der deutschen Verfassung schützt die Ewigkeitsklausel (Art. 79 Abs. 3 GG) ihren Wesenskern. Diese Klausel kann auch durch eine verfassungsändernde Mehrheit in Bundestag und Bundesrat nicht geändert oder abgeschafft werden, da sie sonst sinnlos wäre. Änderungen des Grundgesetzes, die gegen die durch die Klausel geschützten Normen verstoßen, dürfen nach Artikel 100 Absatz 1 des Grundgesetzes (nur) durch das Bundesverfassungsgericht für nichtig erklärt werden. In diesem Fall war das Gesetz bereits ab seiner Verkündung nichtig.

## Wirtschaft

### Grundlagen

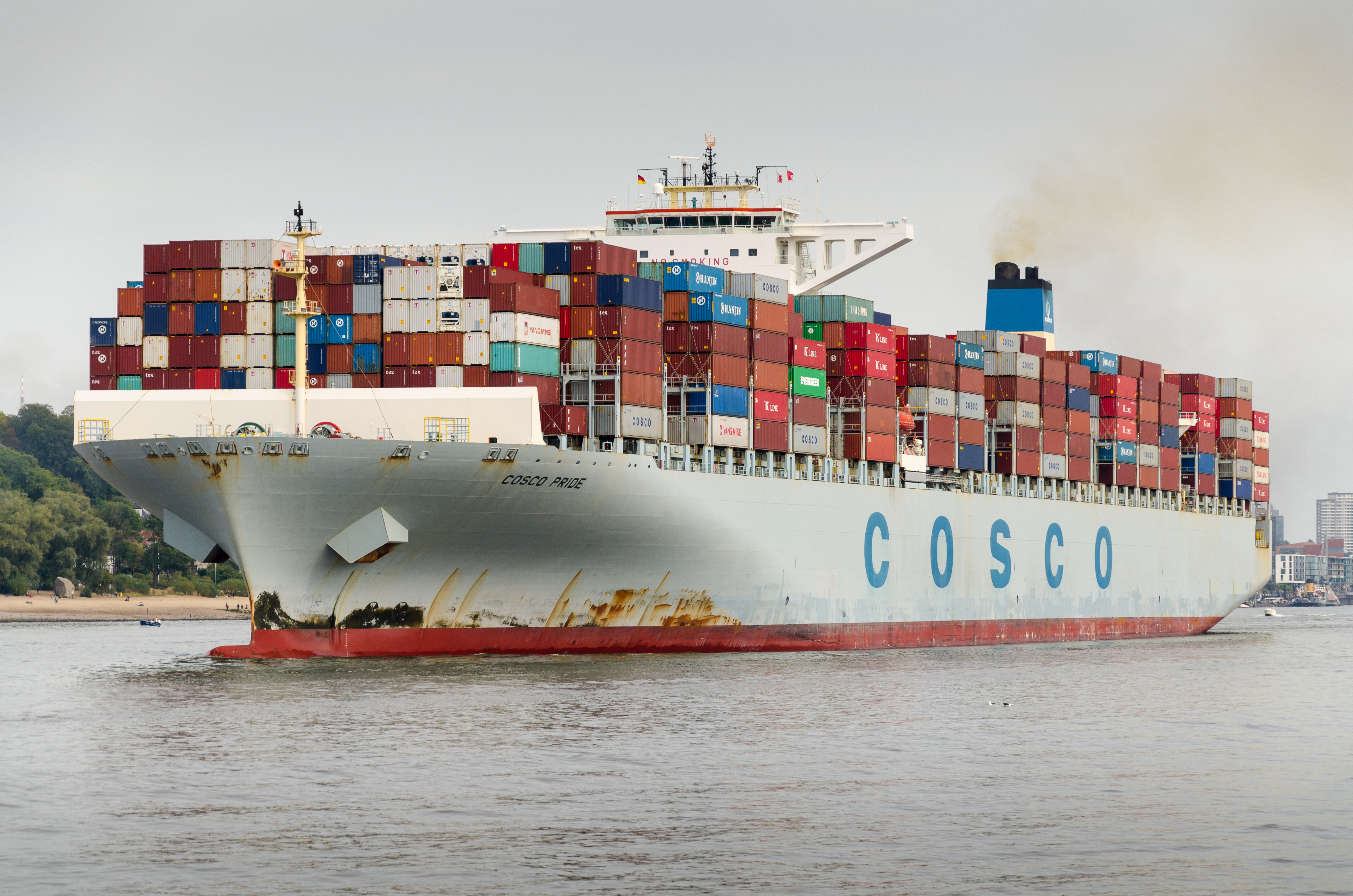
Containerschiff im Hamburger Hafen. Am Warenwert gemessen ist Deutschland im Jahr 2018 der drittgrößte Exporteur und Importeur der Welt (siehe Welthandel).

Mit einem nominalen Bruttoinlandsprodukt von etwa 3,8 Billionen US-Dollar im Jahr 2020 ist Deutschland die größte Volkswirtschaft Europas und drittgrößte der Welt. Gemessen am nominalen BIP pro Kopf steht Deutschland international an 18., in der Europäischen Union an 8. Stelle (Stand 2019). Gemessen am Warenwert war das Land 2016 der drittgrößte Importeur und Exporteur der Welt. Das Entwicklungsprogramm der Vereinten Nationen zählt Deutschland zu den Ländern mit sehr hoher menschlicher Entwicklung. Im Global Competitiveness Index belegte es 2019 den 7. Platz. Deutschlands Wettbewerbsfähigkeit speist sich vor allem aus der hohen Zahl an kleinen und mittleren Unternehmen (Mittelstand), die gerade in spezialisierten Bereichen der Industrie zu den Weltmarktführern gehören.
Die Gesamtwirtschaftsleistung wird zu 2,1 Prozent im primären Wirtschaftssektor (Landwirtschaft), 24,4 Prozent im sekundären (Industrie) und 73,5 Prozent im tertiären (Dienstleistung) erbracht. 2014 verzeichnete Deutschland mit durchschnittlich etwa 42,6 Millionen sozialversicherungspflichtig Beschäftigten einen Höchststand. Die Zahl der Erwerbslosen lag im Schnitt 2014 bei 2,898 Millionen. Deutschland wies gemäß dem Statistischen Bundesamt 2019 eine Arbeitslosenquote von 5,6 Prozent auf. Ein wichtiger Faktor zur Schaffung neuer Arbeitsplätze ist das Unternehmer- und Gründertum, worüber unter anderem der jährliche KfW-Gründungsmonitor Auskunft gibt.

Europäische Union
EFTA-Staaten mit Zugang zum Europäischen Binnenmarkt mit Ausnahmen
DCFTA mit eingeschränktem Zugang
Europäische Zollunion (EUCU)

Europäische Union

Deutschland verfügt über verschiedene Rohstoffvorkommen und weist eine lange Bergbautradition auf (unter anderem Kohle, Edelsalze, Industrieminerale und Baustoffe sowie Silber, Eisen und Zinn). Die Industrie ist auf globale Rohstoffimporte angewiesen.
Das Humanpotenzial mit guter Bildung und die Innovationskultur gelten als Voraussetzungen für den Erfolg der deutschen Wirtschaft und Wissensgesellschaft. Als weltweit konkurrenzfähigste Branchen der deutschen Industrie gelten die Automobil-, Nutzfahrzeug-, elektrotechnische, Maschinenbau- und Chemieindustrie. Global bedeutend sind auch die Luft- und Raumfahrttechnik, die Finanzbranche – etwa mit dem Finanzplatz Frankfurt am Main – und die Versicherungswirtschaft, insbesondere die Rückversicherungen. Der Stellenwert der Kultur- und Kreativwirtschaft nimmt zu.
Als Mitglied der Europäischen Union gehört Deutschland zum größten Binnenmarkt der Welt mit zusammen rund 500 Millionen Einwohnern und einem nominalen BIP von 17,6 Billionen US-Dollar 2011. Deutschland ist auch Teil der Eurozone, einer Währungsunion mit 19 Mitgliedsländern und etwa 337 Millionen Einwohnern. Deren Zahlungsmittel ist der Euro, dessen Währungspolitik von der Europäischen Zentralbank (EZB) gesteuert wird und der zweitwichtigste Reservewährung der Welt ist sowie gemessen am Bargeldwert die weltgrößte Währung im Umlauf.
Die Arbeitslosenquote in Deutschland gehört zu den niedrigsten in der EU; sie beträgt 3 %, nur in Polen und Tschechien liegt sie niedriger. Der Durchschnitt aller EU-Länder beträgt 6,1 %, während die OECD-Länder eine Arbeitslosenquote von 4,8 % aufweisen (Stand März 2023).
Die Einkommensungleichheit in Deutschland lag 2005 knapp unter dem OECD-Durchschnitt. 2008 betrug ein mittleres verfügbares Einkommen 1.252 bei einem Gini-Index von 0,29. Die Vermögensverteilung in Deutschland ist mit einem Gini-Index von 0,78 deutlich stärker konzentriert als die Verteilung der Einkommen. Laut der Credit Suisse belief sich die Summe der Privatvermögen 2016 auf 12,4 Billionen Dollar. Im Durchschnitt verfügte jede erwachsene Person in Deutschland 2016 über ein Vermögen von 185.175 US-Dollar (Median-Vermögen: 42.833 US-Dollar). Das ist weltweit Platz 27 und weniger als in den meisten Nachbarländern Deutschlands – eine Ursache oder Folge (je nach Interpretation) ist ein niedriger Anteil an Immobilieneigentum. 2016 gab es in Deutschland 1.637.000 Millionäre und 2017 insgesamt 114 Milliardäre (in US-Dollar), die weltweit dritthöchste Anzahl.

### Außenhandel und Wirtschaftsentwicklung

Exporte Deutschlands nach Produktkategorie

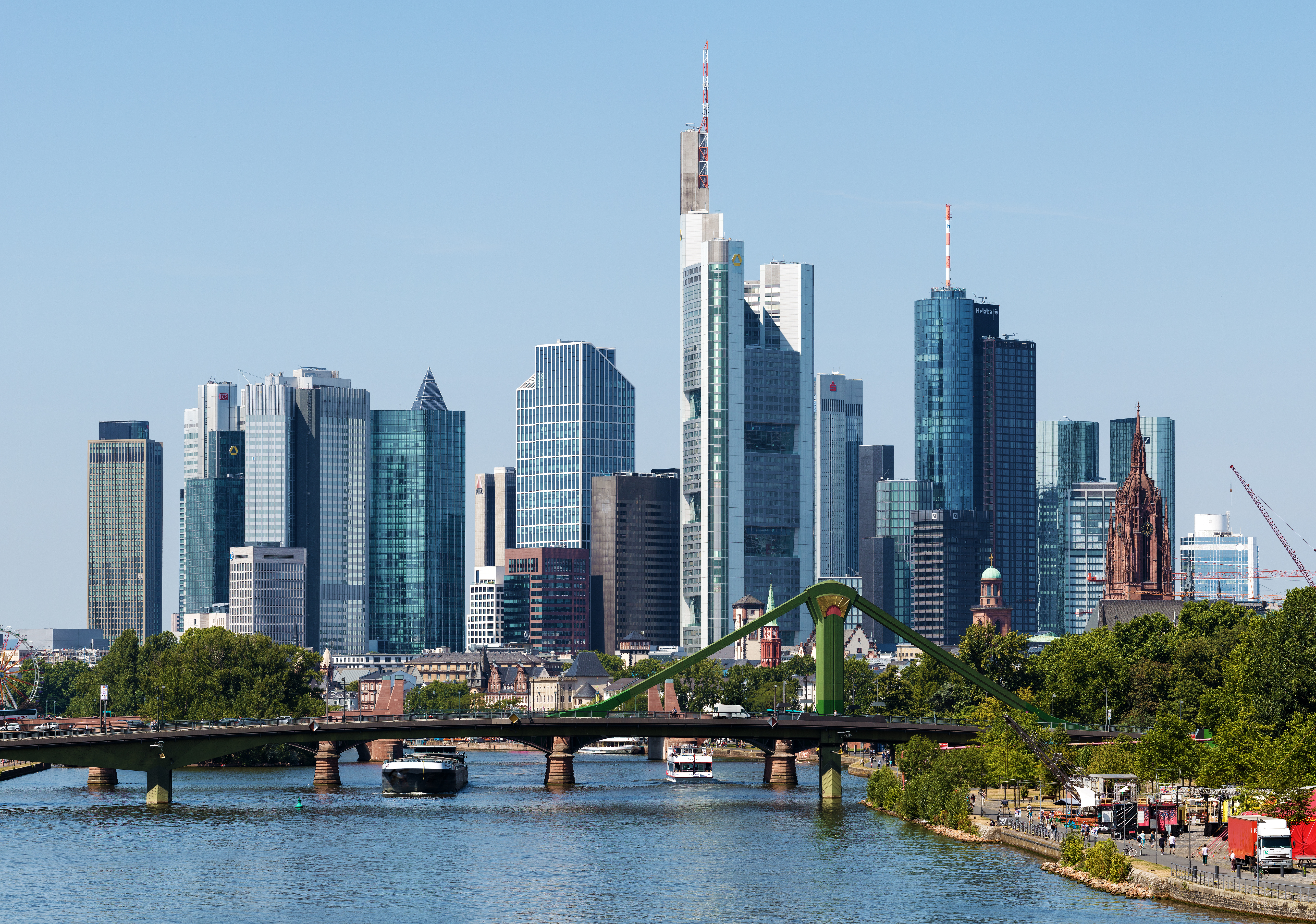
Frankfurt am Main ist ein internationales Verkehrs- und Wirtschaftszentrum sowie Sitz der Europäischen Zentralbank.

Die deutsche Volkswirtschaft verzeichnete von 1986 bis 1988 sowie 1990 und von 2003 bis 2008 einen höheren Exportüberschuss als jedes andere Land („Exportweltmeister“). Deutschland war in den 2010er-Jahren durchgehend das Land mit dem dritthöchsten Wert an Exporten weltweit. Die Exporte erreichten im Jahr 2020 einen Gesamtwert von 1.205 Milliarden Euro, der Warenwert der Importe betrug 1.025 Milliarden Euro – ein Überschuss der Außenhandelsbilanz von 180 Milliarden Euro. Der Leistungsbilanzüberschuss war 2016 der höchste weltweit und lag bei über 7 Prozent der Wirtschaftsleistung, was teilweise auf Kritik aus dem In- und Ausland stößt.
Die wichtigsten Handelspartner (Im- und Exporte) im Jahr 2020 waren die Volksrepublik China (213 Milliarden Euro Handelsvolumen), die Niederlande (173 Milliarden Euro), die Vereinigten Staaten (172 Milliarden Euro), Frankreich (147 Milliarden Euro), Polen (123 Milliarden Euro) und Italien (114 Milliarden Euro). Die größten Exportmärkte waren die USA, die VR China, Frankreich und die Niederlande. Mehr als die Hälfte seines Außenhandels führte Deutschland mit den Staaten der Europäischen Union. Der Wert aller Exporte von Gütern und Dienstleistungen machte 2019 47 Prozent der Wirtschaftsleistung aus, was unter den größeren Volkswirtschaften ein hoher Wert ist. Das Land ist deshalb potenziell anfällig für Schwankungen im globalen Handel, auch wenn der Aufschwung der letzten Jahre vor allem konsumgetrieben war.
Deutschland wurde Ende 2008 und 2009 von der internationalen Finanzkrise erfasst, was zu einem Rückgang des Bruttoinlandsprodukts 2009 um 5,6 Prozent führte. Anschließend wuchs die deutsche Volkswirtschaft wieder deutlich um 4,1 und 3,7 Prozent (2010 und 2011) und 2012 und 2013 moderater mit jeweils 0,5 Prozent. 2014 beschleunigte sich das Wirtschaftswachstum wieder auf 1,9 Prozent und 2015 und 2016 weiter auf 1,7 bzw. 1,9 Prozent. Für das Jahr 2017 lag das Wachstum bei 2,2 Prozent. Die COVID-19-Pandemie führte 2020 zu einem Einbruch der Wirtschaftsleistung um 4,6 Prozent. Im folgenden Jahr erholte sich die Wirtschaft wieder etwas und es wurde ein Wachstum von 2,7 Prozent verzeichnet.
Zwischen 2000 und 2011 lag die jährliche durchschnittliche Inflationsrate bei minimal 0,3 Prozent (2009) und bei maximal 2,6 Prozent (2008). Anfang 2015 verzeichnete Deutschland durch den niedrigen Ölpreis erstmals seit 2009 eine leichte Deflation (−0,3 %). Nach Jahren mit relativ moderaten Preissteigerungen erreichte die Inflationsrate in Deutschland im Rahmen der weltweiten Energiekrise 2022 ihr höchstes Niveau seit den 1950er-Jahren mit Preissteigerungen im zweistelligen Bereich.

### Automobilindustrie

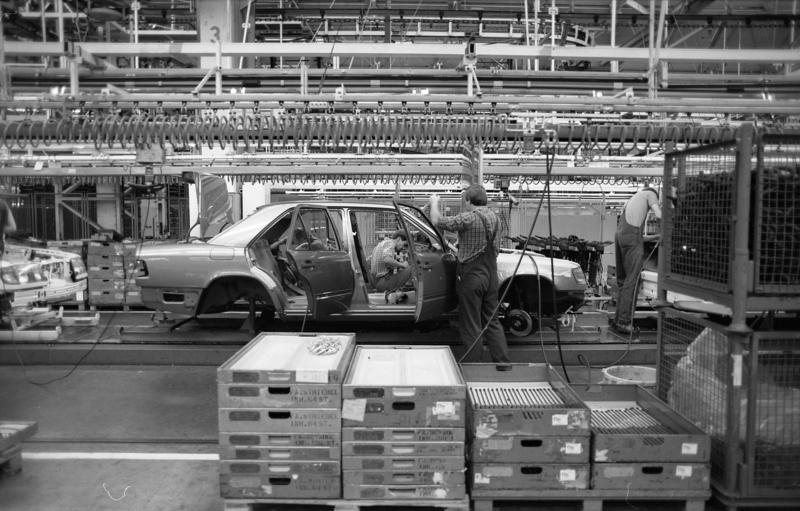
Fahrzeugentwicklung und Fertigung stellen Schlüsselindustrien in Deutschland dar.

Deutschland ist weltweit für die Entwicklung und Produktion von innovativen und hochwertigen PKW bekannt. Das Automobil wurde 1886 von Carl Benz in Deutschland erfunden, was den Grundstein für die Entwicklung der gegenwärtig drittgrößten Automobilindustrie der Welt legte. Heute sind Konzerne wie Volkswagen, Mercedes-Benz und BMW ein wichtiger Bestandteil der deutschen Wirtschaft. Die deutsche Autoindustrie erwirtschaftete 2017 mit ca. 800.000 Mitarbeitern in Deutschland mehr als 400 Milliarden Euro Umsatz, etwa sieben Prozent des BIP gehen auf sie zurück.

### Informationstechnik und Telekommunikation
Die Informations- und Kommunikationstechnik (IKT) gilt als wesentlicher Standortfaktor. Die Digitalisierung der deutschen Wirtschaft wird unter dem Projektnamen Industrie 4.0 vorangetrieben. Das umsatzstärkste in Deutschland tätige Telekommunikationsunternehmen ist die Deutsche Telekom. SAP, die Software AG und DATEV zählen zu den bedeutendsten Softwareherstellern der Welt mit Hauptsitz in Deutschland. Im Hardwarebereich ist vor allem die Entwicklung von Bedeutung, etwa bei Infineon und FTS. Neben angestammten Unternehmen der IKT-Branche gewinnen innovative StartUps und E-Ventures in Deutschland an Bedeutung.
2017 hatten 88 Prozent der Bevölkerung einen Internetzugang; etwa 87 Prozent konnten dabei auf einen Breitbandanschluss zurückgreifen.

### Energie
| Energieträger        | 1990 (%) | 2019 (%) | 2022 (%) |
| -------------------- | -------- | -------- | -------- |
| Mineralöl            | 35,1     | 35,3     | 35       |
| Gas                  | 15,5     | 25,0     | 24       |
| Erneuerbare Energien | 01,3     | 14,7     | 17       |
| Braunkohle           | 21,5     | 09,1     | 10       |
| Steinkohle           | 15,5     | 08,8     | 10       |
| Kernenergie          | 11,2     | 06,4     | 03       |
| Sonstige             |          | 00,7     | 00,8     |

Deutschland war im Jahr 2010 der viertgrößte Produzent an Primärenergie in Europa und wurde auf Rang 24 unter den Energieproduzenten der Welt gelistet. 2012 betrug der Primärenergieverbrauch in Deutschland 13.757 PJ (2005: 14.238 PJ). Daran gemessen ist das Land der zweitgrößte nationale Energieverbraucher in Europa und siebtgrößte in der Welt. Die Stromversorgung wurde im Jahr 2012 von 1059 Unternehmen mit Hauptsitz in Deutschland gewährleistet.
Erneuerbare Energien lieferten im Jahr 2016 29,2 Prozent der Bruttostromproduktion, 13,4 Prozent des Endenergiebedarfs im Wärmesektor und 5,1 Prozent der Kraftstoffe. Im Rahmen der Energiewende ist geplant, bis 2050 den Anteil der Erneuerbaren Energien am Stromverbrauch auf 80 Prozent zu steigern, den Primärenergieverbrauch gegenüber 2008 um 50 Prozent zu senken und den Treibhausgasausstoß in Einklang mit den EU-Zielen um 80–95 Prozent gegenüber 1990 zu reduzieren. Insgesamt sollen 2050 mindestens 60 Prozent des Energieverbrauchs durch erneuerbare Energien gedeckt werden.

### Tourismus

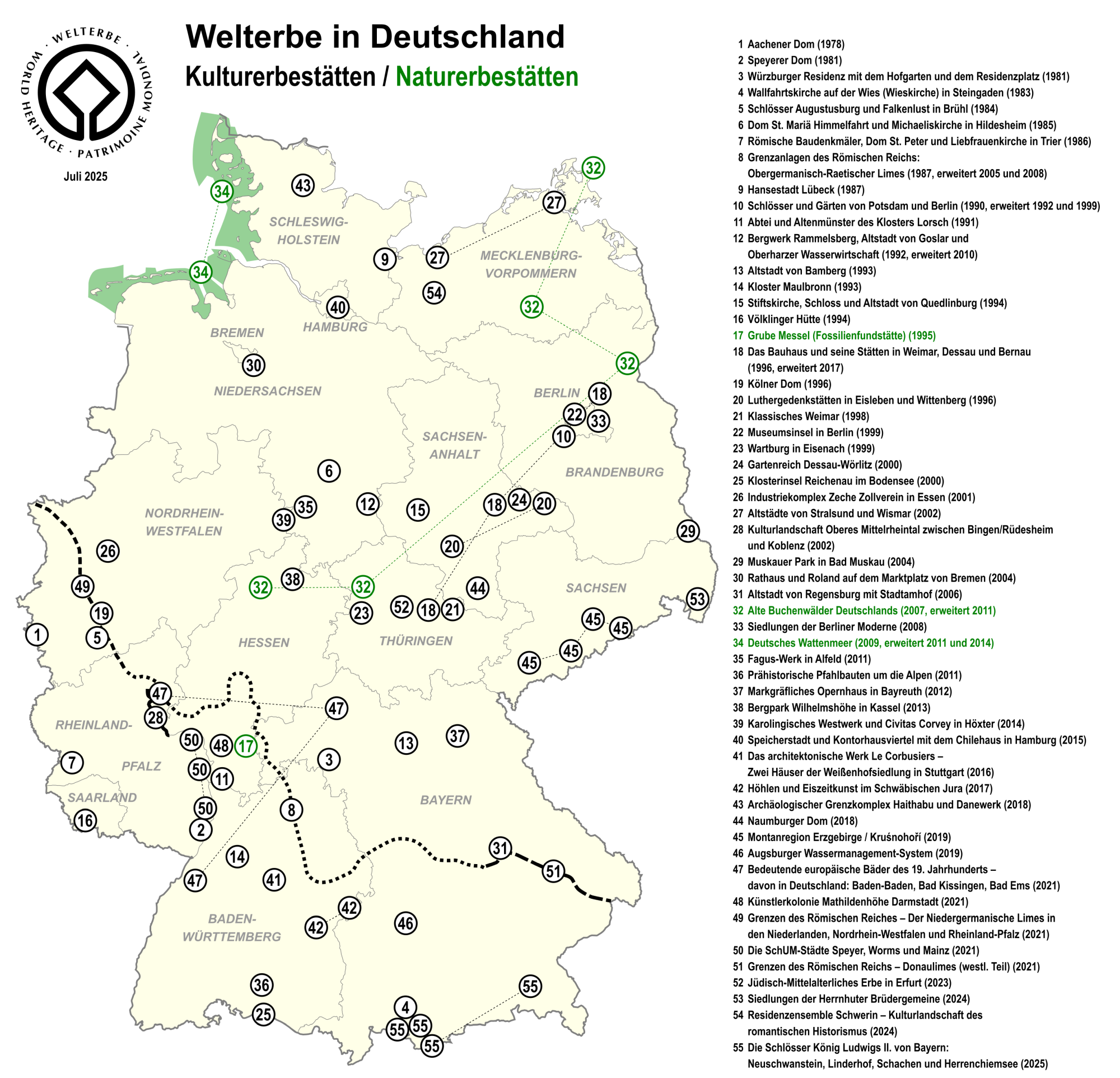
Die Welterbestätten in Deutschland sind bedeutende Besuchsziele für Kultur- und Naturtouristen.

Deutschland stand 2023 mit knapp 35 Millionen ausländischen Übernachtungsgästen im Jahr auf Platz 8 der meistbesuchten Länder der Erde.
Etwa 4.000 der 11.116 Gemeinden Deutschlands sind in Tourismusverbänden organisiert, 310 davon sind als Heilbäder, Seebäder und Kurorte anerkannt. Es stehen 6.135 Museen, 366 Theater, 34 Freizeit- und Erlebnisparks, 45.000 Tennisplätze, 648 Golfplätze, 190.000 km Wanderwegnetz, 40.000 Kilometer Radfernwege sowie Ferien- und Themenstraßen zur Verfügung.
Von herausragender Bedeutung ist der Geschäfts- und Kongresstourismus; Deutschland ist der international bedeutendste Messestandort mit mehreren Weltleitmessen. Die Internationale Tourismus-Börse Berlin ist die weltweit führende Tourismusmesse. Zudem gibt es in Deutschland die größte Dichte an Festivals.

### Finanzwirtschaft
Die Wertpapierbörse der deutschen Volkswirtschaft ist die Deutsche Börse in Frankfurt mit dem Leitindex DAX. Derzeit verzichtet der deutsche Staat im Altersvorsorgesystem auf Kapitaldeckung und damit auf Pensionsfonds. Einen klassischen allgemeinen Staatsfonds gibt es bisher ebenso nicht; jedoch wurde mit dem Fonds zur Finanzierung der kerntechnischen Entsorgung (KENFO) der erste deutsche Staatsfonds und die größte öffentlich-rechtliche Stiftung in Deutschland errichtet.

## Verkehr

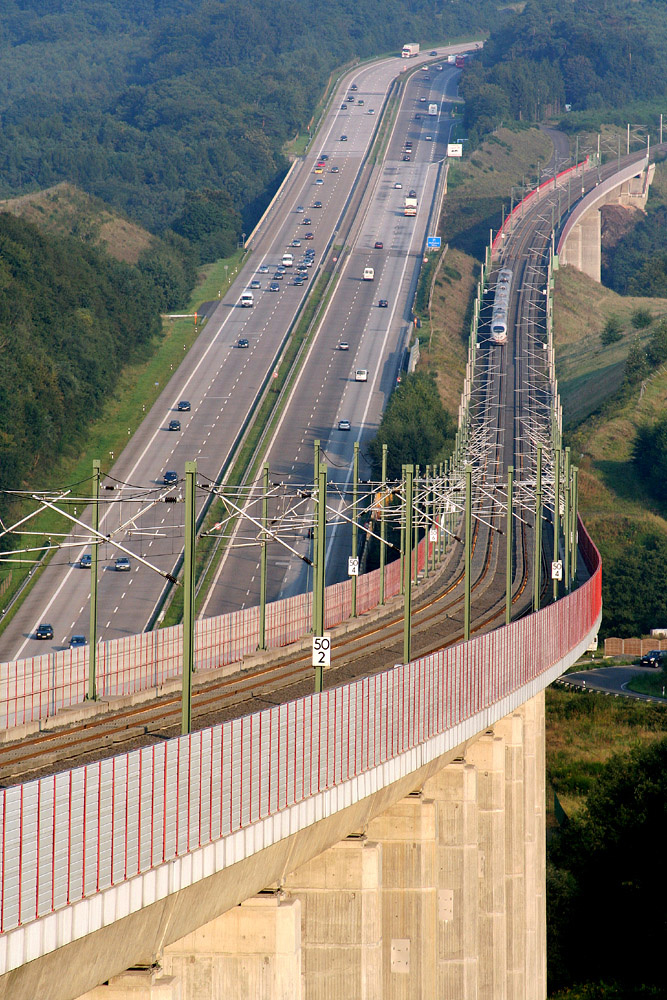
Verkehrswegebündelung im europäischen Korridorkonzept

Der von der Weltbank erstellte Logistics Performance Index 2018 weist Deutschland als das Land mit der weltweit besten Infrastruktur aus.
Aufgrund der dichten Besiedlung und zentralen Lage in Europa besteht in Deutschland ein sehr hohes Verkehrsaufkommen. Insbesondere für den Güterverkehr stellt es ein wichtiges Transitland dar. Durch das Konzept der Transeuropäischen Netze wird Deutschland als Transferraum zwischen dem ersten europäischen Kernwirtschaftsraum, der sogenannten Blauen Banane, und dem Kernwirtschaftsraum in Ostmitteleuropa gefördert. Wichtige Projekte in diesen Netzen sind die Eisenbahnachsen Lyon/Genua–Rotterdam/Antwerpen, POS (Paris–Ostfrankreich–Südwestdeutschland), PBKA (Paris–Brüssel–Köln–Amsterdam), Berlin–Palermo und die Magistrale für Europa. Ferner ist Deutschland der westliche Ausgangspunkt einiger Paneuropäischer Verkehrskorridore.
2005 wurde eine Autobahnmaut für Lastkraftwagen eingeführt. Die Kohlendioxid-Emissionen des Straßengüterverkehrs stiegen in Deutschland von 1995 bis 2017 um 20 Prozent.

### Straßenverkehr

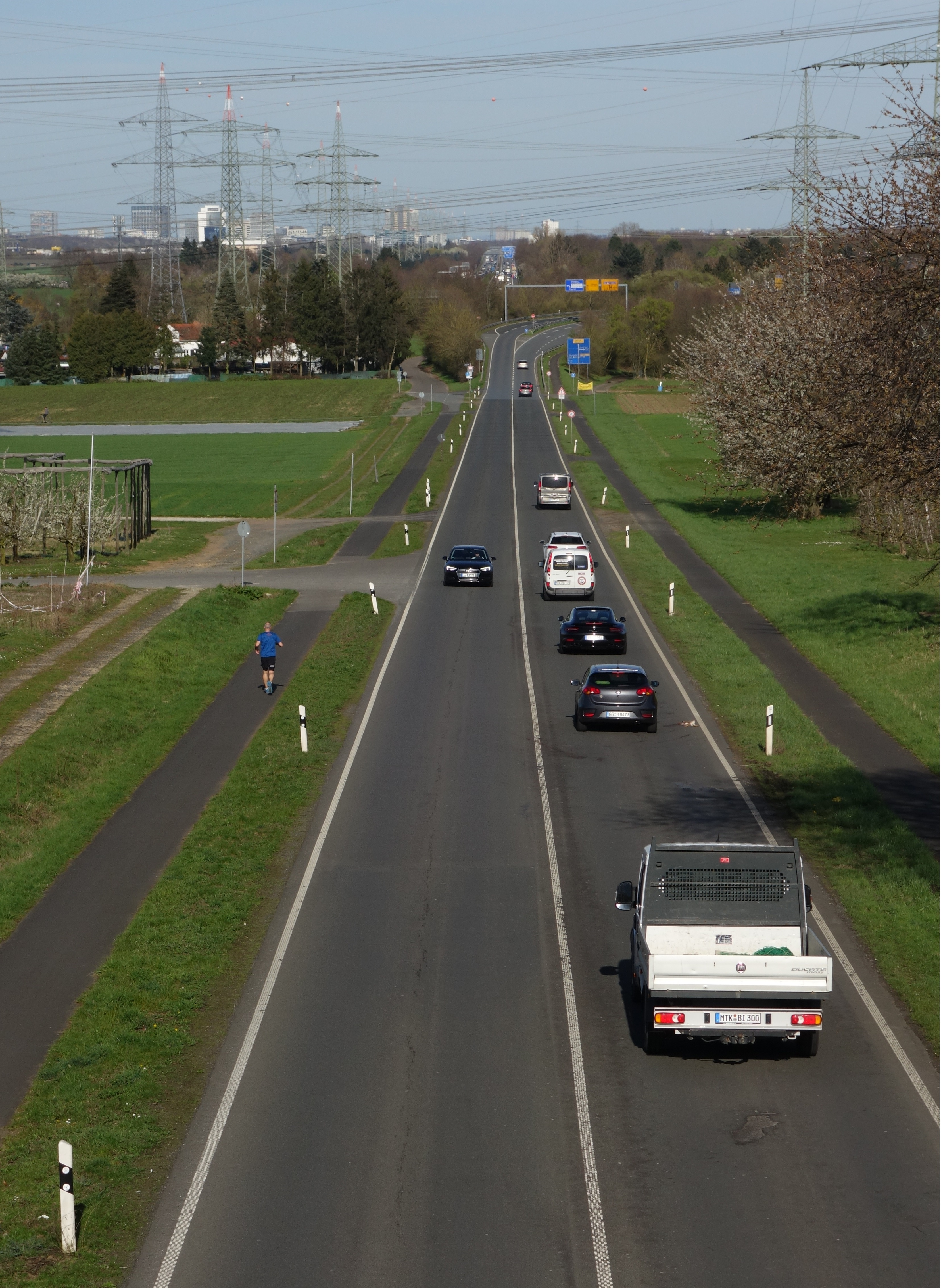
Auf einer Römerstraße basiert die Elisabethenstraße, hier im Verlauf der heutigen L 3018 bei Kriftel. Die Fortsetzung gen Horizont ist Teil der A 66.

Bereits die Römer legten gepflasterte Straßen in Deutschland an, die wieder verfielen. Die ersten Chausseen wurden im 18. Jahrhundert erbaut. Die Erfindung des Automobils gab dem Straßenbau neue Impulse. Die erste Autobahn der Welt, die AVUS, wurde 1921 in Berlin eröffnet. Der Straßenverkehr hat in der zweiten Hälfte des 20. Jahrhunderts die Eisenbahn als wichtigsten Verkehrsträger abgelöst. Deutschland besitzt eines der dichtesten Straßennetze der Welt. Im Jahr 2012 umfasste das Bundesfernstraßennetz 12.845 Kilometer Autobahnen und 40.711 Kilometer Bundesstraßen. Weiterhin umfasste das überörtliche Straßennetz 86.597 Kilometer Landesstraßen, 91.520 Kilometer Kreisstraßen und die Gemeindeverbindungsstraßen.
Am 1. Januar 2020 waren in Deutschland 47,7 Millionen Personenkraftwagen zugelassen. Der Fahrzeugbestand aller Kraftfahrzeuge und Anhänger betrug 65,8 Millionen. Von 1995 bis 2017 sind die absoluten Kohlendioxid-Emissionen des Straßengüterverkehrs in Deutschland um 20 Prozent gestiegen.
Um die Gefahren und Belastungen durch den Straßenverkehr zu verringern, wurden in vielen deutschen Städten Fußgängerzonen, verkehrsberuhigte Zonen und Tempo-30-Zonen eingerichtet. Die Anzahl der im Straßenverkehr Getöteten nahm seither kontinuierlich ab; 2015 waren es 3459 Menschen, 2019 noch 3046. Der Radverkehr spielt eine zunehmende Rolle, sein Ausbau wird politisch etwa durch den Radverkehrsplan unterstützt.

### Schienenverkehr

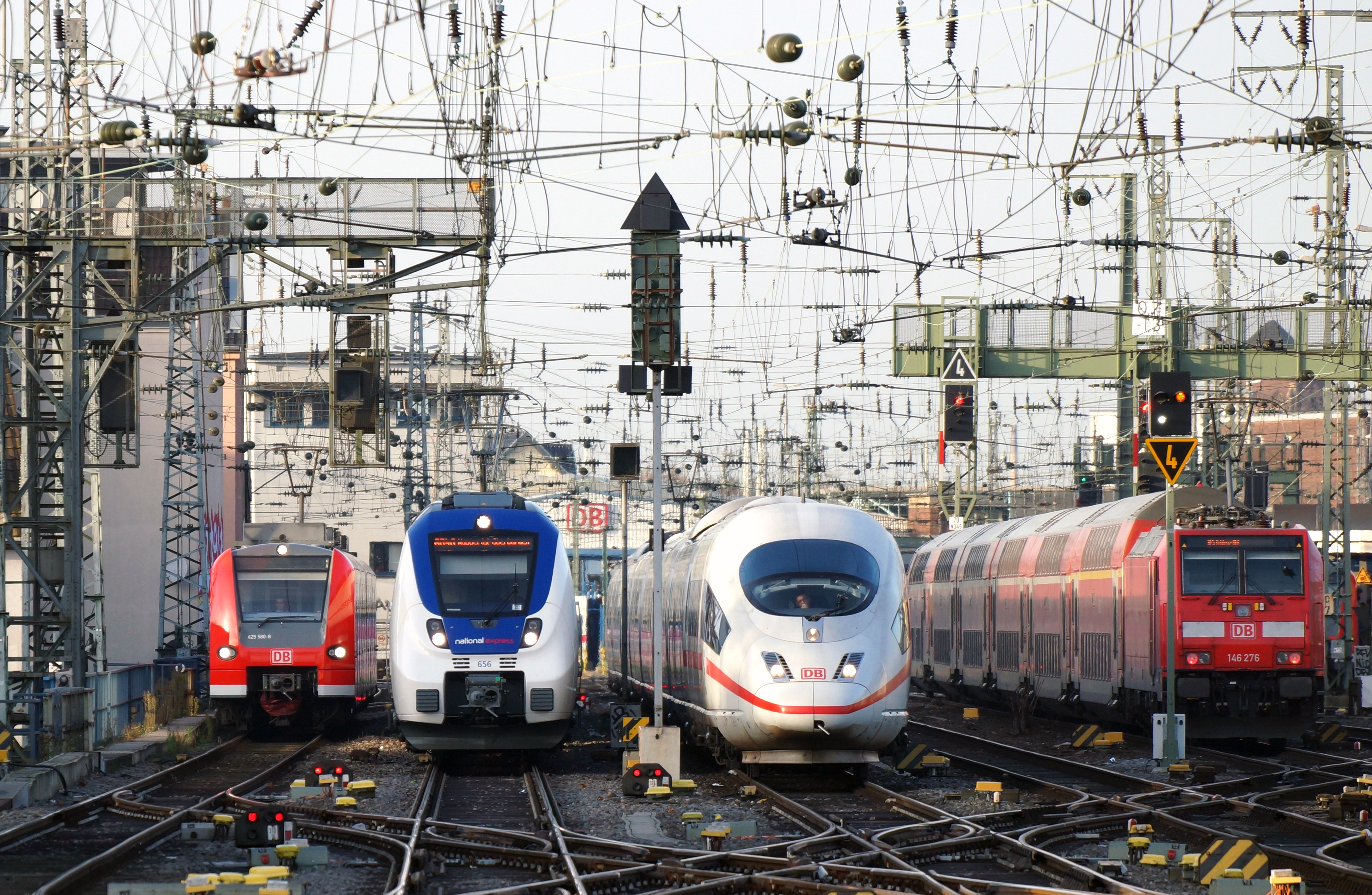
Regional- und Fernverkehr vor Köln Hauptbahnhof (v. l. n. r. DB Regio, National Express, ICE 3 der DB Fernverkehr, DB Regio)

Am 7. Dezember 1835 wurde mit der Ludwigseisenbahn die erste Eisenbahnstrecke in Deutschland eröffnet, in den folgenden Jahrzehnten wuchs das Schienennetz auf mehr als 18.000 Kilometer im Jahr 1870 an. Der Eisenbahnausbau beschleunigte auch das industrielle Wachstum im 19. Jahrhundert.
Deutschlands Eisenbahnnetz ist heute etwa 39.200 Kilometer lang und wird täglich von bis zu etwa 41.500 Personen- und Güterzügen befahren. Im Rahmen der Bahnreform wurden die Staatsbahnen Deutsche Bundesbahn (West) und Deutsche Reichsbahn (Ost) zum 1. Januar 1994 in das privatwirtschaftliche Unternehmen Deutsche Bahn AG überführt. Es organisiert den Großteil des Eisenbahnverkehrs in Deutschland. Rund 350 weitere Eisenbahnverkehrsunternehmen befahren das deutsche Eisenbahnnetz. Während sich der Staat aus dem operativen Betrieb zurückgezogen hat, finanziert er den Großteil des Netzunterhalts und -ausbaus sowie (über Regionalisierungsmittel) weitgehend den Regionalverkehr.
Regional- (Interregio-Express (IRE), Regionalbahn (RB), Regional-Express (RE) und S-Bahnen (S)) und Fernverkehr (Intercity (IC), Eurocity (EC) und Intercity-Express (ICE)) fahren weitgehend nach Taktfahrplan. Für Fernzüge stehen Schnellfahrstrecken in einer Gesamtlänge von etwa 3.000 Kilometern zur Verfügung.
Die Verkehrsleistung im Eisenbahnverkehr lag 2023 im Nah- und Fernverkehr bei insgesamt 104,2 Milliarden Personenkilometern und erreichte damit einen Rekordwert.

### Nahverkehr

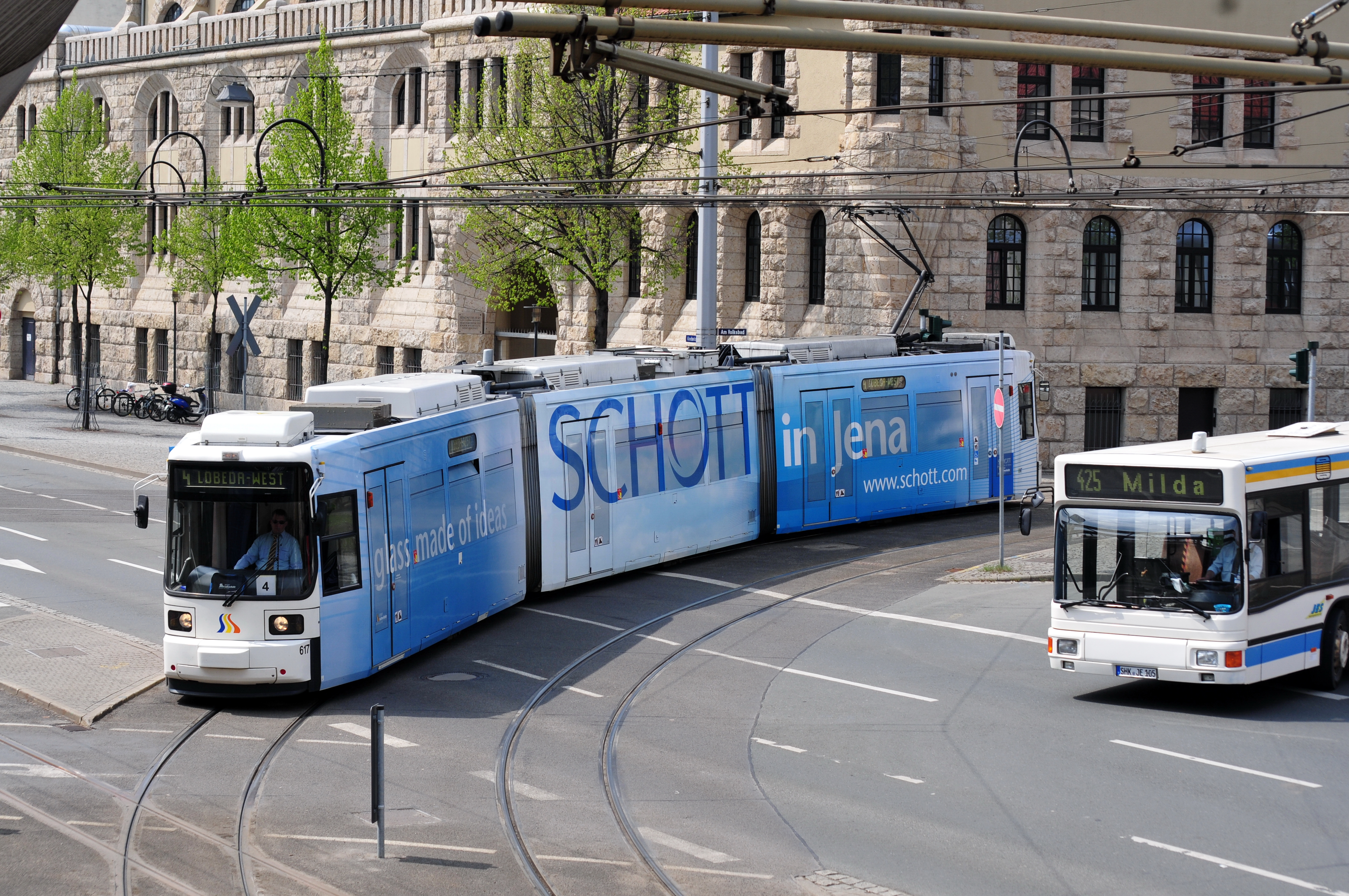
Straßenbahn (Tram) und Bus in Jena am Paradies

1881 eröffnete Werner von Siemens in Lichterfelde bei Berlin die erste elektrische Straßenbahn der Welt. Dieses Verkehrsmittel dominierte in der ersten Hälfte des 20. Jahrhunderts den öffentlichen Nahverkehr der größeren Städte in Deutschland. Nach dem Zweiten Weltkrieg wurden vor allem in Westdeutschland viele stillgelegt, andere zu Stadtbahnen mit innerstädtischen Tunnelstrecken umgebaut. Ersetzt wurden sie durch Omnibus-Verkehr, der auch auf dem Land flächendeckend vorhanden ist und nahezu jeden Ort erschließt. Allerdings wurden die Busnetze durch den Bevölkerungsrückgang im ländlichen Raum ausgedünnt und häufig durch Rufbus-Systeme ersetzt. In den größten Städten wurden im 20. Jahrhundert U-Bahnen angelegt und mit S-Bahnen zu einem Schnellbahnnetz für Stadt und Umland kombiniert. Die administrative Abwicklung erfolgt über ÖPNV-Aufgabenträger.
Seit den 1980er-Jahren wurden Radwegnetze in den Städten und auf dem Land angelegt und ausgebaut, sodass heute das Fahrrad wieder eine zunehmende Rolle im Nahverkehr spielt. Im internationalen Vergleich ist der öffentliche Nahverkehr in den größeren Städten Deutschlands durch hohe Effektivität und Flächendeckung gekennzeichnet.

### Luftverkehr

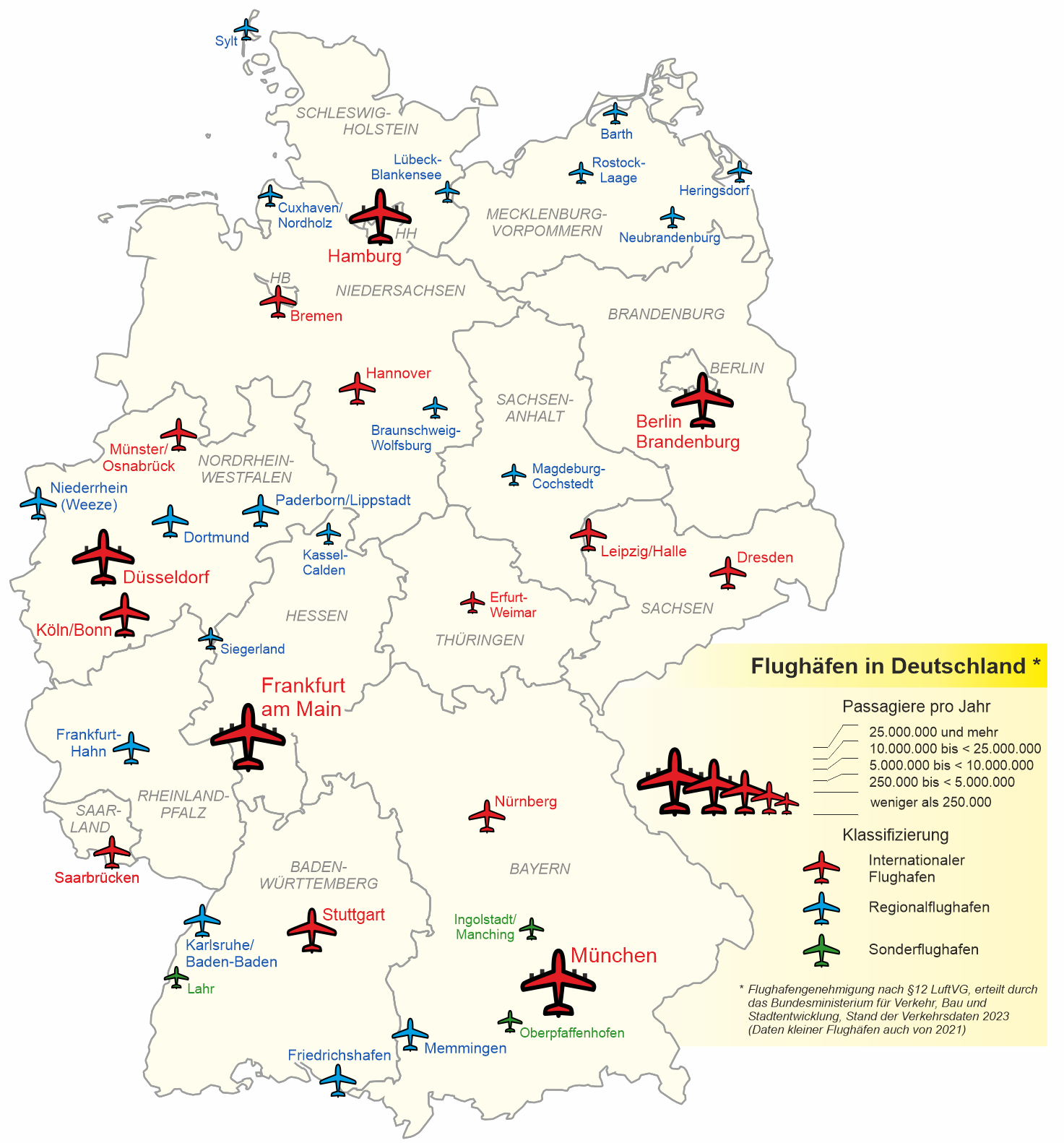
Karte der Flughäfen in Deutschland

Mit rund 700 Flugplätzen verfügt Deutschland über eine der größten Dichten an Start- und Landebahnen weltweit.
Der Flughafen Frankfurt Main ist nach Passagieren (2016: 60,77 Millionen) der größte Deutschlands, der viertgrößte Europas und gemessen am Frachtaufkommen (2015: 2,1 Millionen Tonnen) der größte Flughafen Europas. Die größte deutsche Fluggesellschaft Lufthansa betreibt in Frankfurt und auf dem zweitgrößten deutschen Flughafen in München interkontinentale Drehkreuze. Der Bund und die Länder Berlin und Brandenburg sind alleinige Gesellschafter der Flughafen Berlin Brandenburg GmbH, die den Flughafen Berlin Brandenburg „Willy Brandt“ betreibt.
Einen eigenen Weltraumbahnhof (bzw. Raumhafen) für den Verkehr über die Kármán-Linie (100 km) hinaus bis in den Weltraum besitzt Deutschland nicht. Die Raumfahrt des Deutschen Zentrums für Luft- und Raumfahrt nutzt deshalb meist den CSG-Raumhafen in Französisch-Guayana oder das russisch betriebene Kosmodrom Baikonur.

### Schiffsverkehr

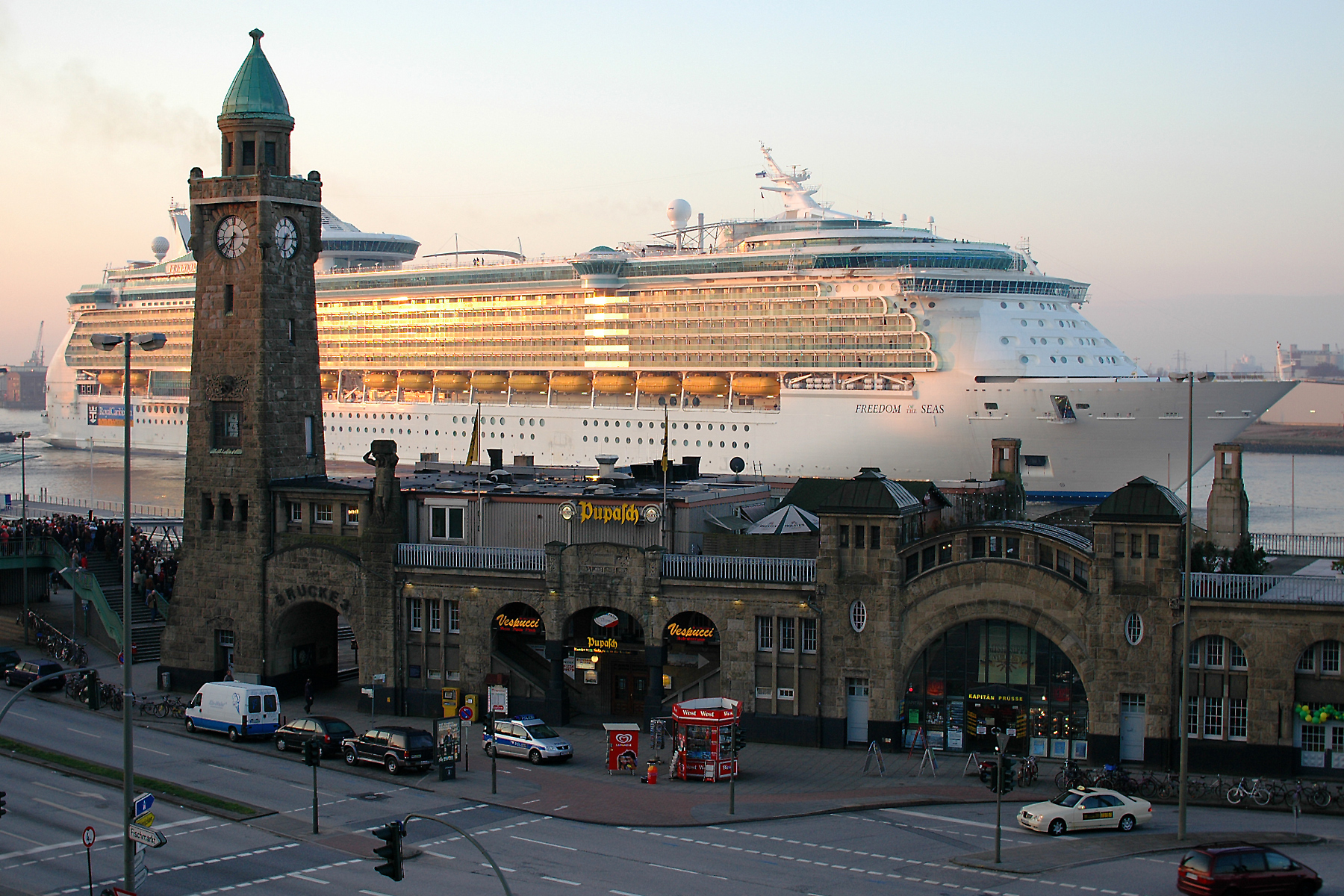
Die Landungsbrücken am Hamburger Hafen

Aufgrund des hohen Außenhandelsanteils ist Deutschland besonders auf den Seehandel angewiesen. Es verfügt über eine Anzahl moderner Seehäfen, wickelt aber auch große Anteile seines Handels nach Übersee über die Häfen von Nachbarländern, vor allem in den Niederlanden, ab. Die drei umschlagsstärksten Seehäfen in Deutschland sind Hamburg, Wilhelmshaven und die Bremer Häfen. Der JadeWeserPort in Wilhelmshaven ist der einzige Tiefwasserhafen in Deutschland. Die wichtigsten Ostseehäfen sind Rostock, Lübeck und Kiel. Rostock-Warnemünde ist der meistfrequentierte Kreuzfahrthafen Deutschlands.
Die wichtigsten Seeschifffahrtsstraßen sind Unterelbe und Unterweser. Der Nord-Ostsee-Kanal ist die meistbefahrene künstliche Seeschifffahrtsstraße der Welt, vor der deutschen Ostseeküste liegt mit der Kadetrinne die meistbefahrene Schiffsroute der Ostsee.
Es gibt ein gut ausgebautes Netz von Wasserstraßen für die Binnenschifffahrt. Die wichtigsten schiffbaren Flüsse sind Rhein, Main, Mosel, Weser und Elbe. Bedeutende Binnenkanäle sind der Mittellandkanal, der Dortmund-Ems-Kanal, der Rhein-Herne-Kanal und der Elbe-Seitenkanal. Der Main-Donau-Kanal überwindet die europäische Hauptwasserscheide und ermöglicht so einen direkten Schifffahrtsweg von der Nord- und Ostsee zum Schwarzen Meer. Der Komplex der Duisburg-Ruhrorter Häfen ist der umschlagsstärkste Binnenhafen Deutschlands und gilt als größter Binnenhafen Europas. Ebenfalls beginnt bzw. endet dort auch die Neue Seidenstraße, ein Infrastrukturprojekt der Volksrepublik China, die an alte Handelsrouten anknüpfen will.
Der Masterplan Binnenschifffahrt wurde 2019 beschlossen.

## Kultur

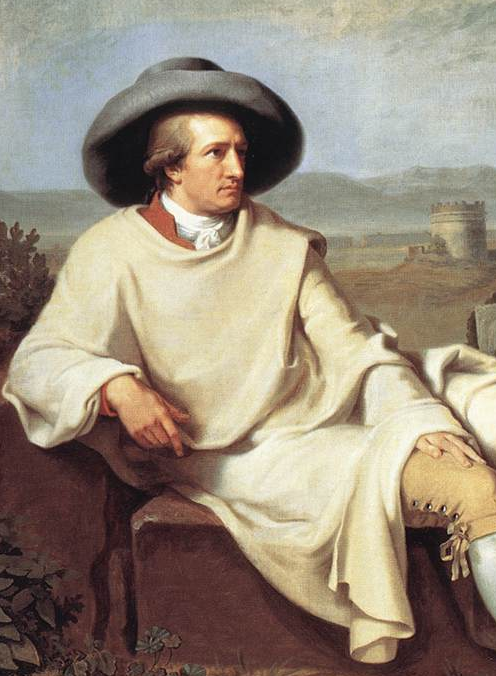
J. W. von Goethe, 1786
(Vorrede aus Faust)

Die deutsche Kunst- und Kulturgeschichte, deren Wurzeln bis in die Zeit der Kelten, Germanen und Römer zurückreichen, hat seit dem Mittelalter stil- und epochenprägende Persönlichkeiten hervorgebracht. In den verschiedensten Disziplinen wurden deutschsprachige Kulturschaffende Wegbereiter neuer geistiger Strömungen und Entwicklungen. Einige der einflussreichsten deutschen Künstler zählen zu den Protagonisten der westlichen Zivilisation. Die staatlichen Zuwendungen für Kultur (Theater, Museen, Kunsthochschulen etc.) durch die Bundesregierung, Landesregierungen sowie Gemeinden in Deutschland betrug im Jahr 2017 über elf Milliarden Euro.
Die deutsche Kultur hat sich, da Deutschland lange nicht als Nationalstaat existierte, über Jahrhunderte vor allem über die gemeinsame Sprache definiert; auch über die Reichsgründung 1871 hinaus ist Deutschland häufig als Kulturnation verstanden worden. Durch die Verbreitung von Massenmedien im 20. Jahrhundert hat die Populärkultur in der deutschen Gesellschaft einen hohen Stellenwert erhalten. Die Verbreitung des Internets im 21. Jahrhundert hat zu einer Differenzierung der Kulturlandschaft geführt und die mannigfaltigen Nischenkulturen in ihren Ausprägungen verändert.
Der Verbreitung der deutschen Sprache und Kultur in der Welt dienen die Goethe-Institute. Mit insgesamt 158 Standorten, inklusive Verbindungsbüros, ist das Institut im Jahr 2013 in 93 Ländern vertreten. Laut einer Umfrage in 22 Staaten für die BBC im Jahr 2013 genoss Deutschland international zum sechsten Mal in Folge seit dem Jahr 2008 das höchste Ansehen unter 16 untersuchten Ländern. Durchschnittlich bewerteten 59 Prozent der Befragten Deutschlands Einfluss und politisches Wirken als positiv, 15 Prozent hatten ein negatives Bild.

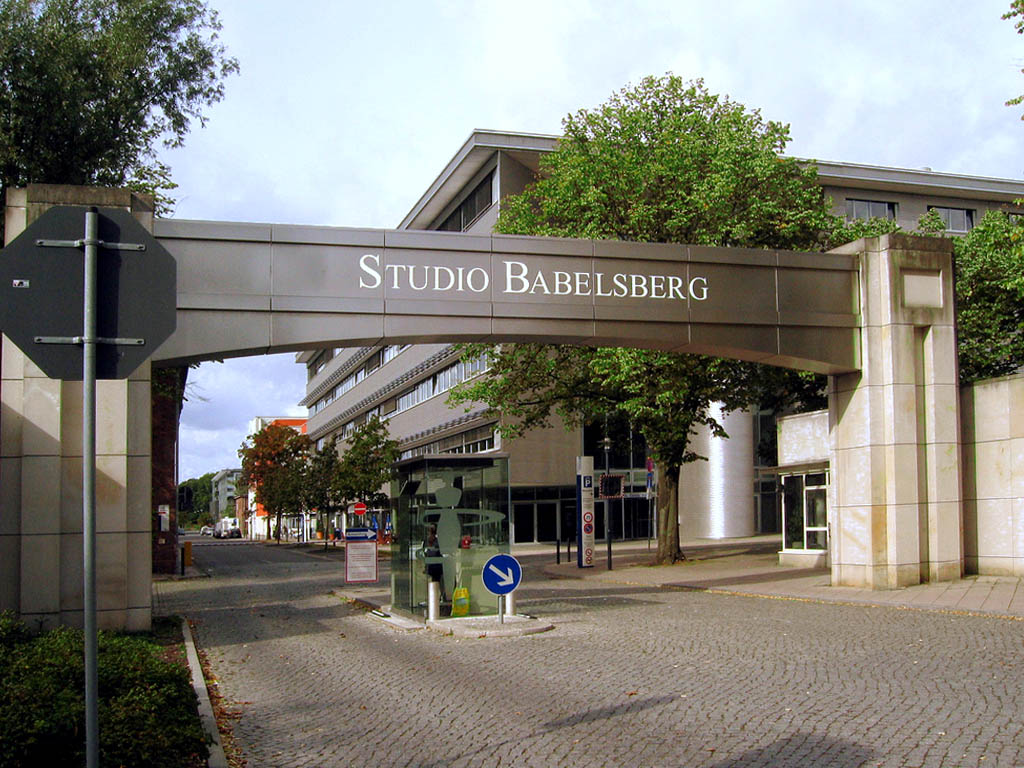
Das Filmstudio Babelsberg in Potsdam ist einer der traditionsreichsten und renommiertesten Filmstandorte der Welt.

Für spezielle Bereiche der deutschen Kultur siehe:
- Deutschsprachige Literatur
- Deutsche Philosophie
- Musik in Deutschland
- Deutscher Film
- Fernsehen in Deutschland
- Architektur in Deutschland
- Welterbe in Deutschland
- Museen in Deutschland
- Feiertage in Deutschland
- Deutsche Küche
- Modedesign in Deutschland
- Deutsche Trachten

## Sport

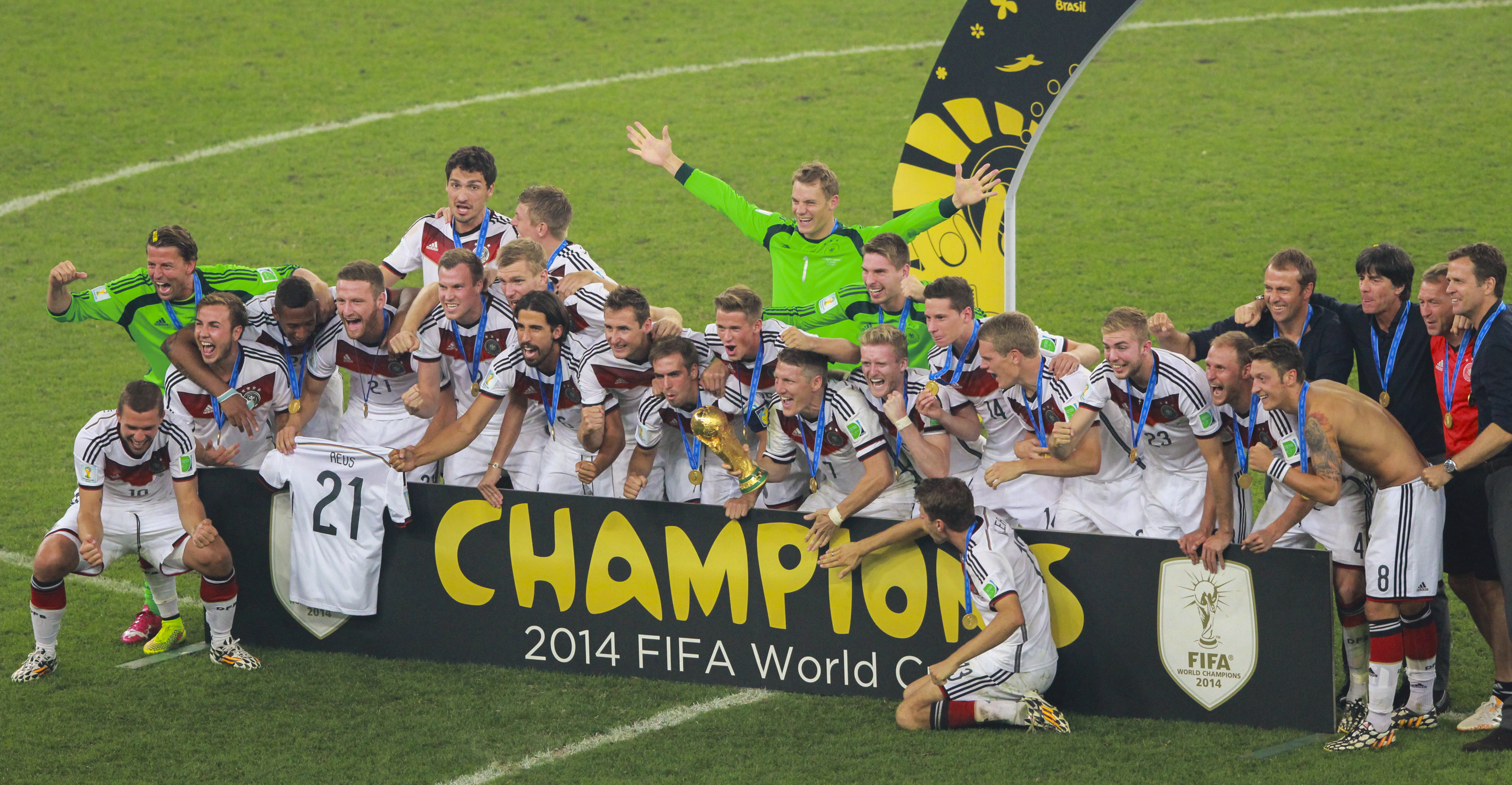
Die deutsche Fußballnationalmannschaft nach ihrem Sieg im Endspiel bei der WM 2014 in Brasilien, ihrem vierten Weltmeistertitel

In Deutschland ist die Mehrheit der Sportvereine im Deutschen Olympischen Sportbund (DOSB) organisiert. Ihm gehörten im Jahr 2023 etwa 27,8 Millionen Mitglieder in 86.000 Turn- und Sportvereinen an.
Die am häufigsten betriebene und von Zuschauern verfolgte Sportart in Deutschland ist Fußball. Rund 6,8 Millionen Mitglieder und ungefähr 172.000 Mannschaften waren 2012 im Deutschen Fußball-Bund organisiert, der die Fußball-Weltmeisterschaften 1974 und 2006 sowie die Fußball-Europameisterschaften 1988 und 2024 ausrichtete und weltweit einer der größten und erfolgreichsten Sportfachverbände ist. Die deutsche Fußballnationalmannschaft der Männer wurde 1954, 1974, 1990 und 2014 Weltmeister. Deutschland ist das einzige Land, das im Fußball sowohl bei den Frauen als auch den Männern Europa- und Weltmeister werden konnte. Das größte Stadion, ausgelegt für internationale Begegnungen, ist das Olympiastadion Berlin mit 74.475 Plätzen. Der Signal Iduna Park in Dortmund ist für Fußballspiele auf Bundesliga-Ebene mit über 80.500 Plätzen das Stadion mit der größten Zahl genehmigter Zuschauerplätze.
Die Handball-Bundesliga wird oft als die beste Spielklasse der Welt angesehen, die Herren-Nationalmannschaft wurde 2007 zum dritten Mal Weltmeister. Etwa 830.000 aktive Mitglieder gehören rund 4500 Vereinen an (Stand 2011). Dachverband ist der Deutsche Handballbund.
Volleyball und die Variante Beachvolleyball wurden in den 1990er-Jahren zum beliebten Breitensport. Der Deutsche Volleyball-Verband zählte im Jahr 2016 rund 430.000 Mitglieder. Die deutschen Volleyball-Meister der Frauen und Männer werden jährlich ermittelt, die europäische Volleyball Champions League wurde mehrfach von deutschen Vereinen gewonnen, die DDR–Männermannschaft wurde 1970 Volleyball-Weltmeister.
Basketball und Eishockey wachsen bei Zuschauerzahlen und Medienpräsenz stetig. Rekordmeister der Deutschen Eishockey Liga sind die Eisbären Berlin. Im Basketball war Dirk Nowitzki, der 2007 zum wertvollsten Spieler der nordamerikanischen Profiliga NBA gewählt wurde und 2011 als erster Deutscher mit den Dallas Mavericks den NBA-Titel gewann, einer der besten Spieler der Welt. Die Basketball-Bundesliga gibt es seit 1966, Rekordmeister sind die Bayer Giants Leverkusen. Seit 2007 gibt es die ProA- und ProB-Liga. Bei der Basketball-Weltmeisterschaft 2023 wurde Deutschland erstmals Weltmeister.
Beim Motorsport richtet sich das öffentliche Interesse besonders auf die Formel 1 und die DTM, in denen deutsche Fahrer und Konstrukteure Spitzenerfolge erzielen konnten. Michael Schumacher ist mit sieben Weltmeistertiteln der erfolgreichste aller Formel-1-Rennfahrer und Sebastian Vettel der jüngste Weltmeister in der Formel-1-Geschichte, weiterer Weltmeister ist Nico Rosberg. Im Rallyesport gelangte Weltmeister Walter Röhrl zu Weltruhm. Der Motorradsport, in dem sich das Augenmerk auf die Straßen-WM bzw. MotoGP richtet, hat deutsche Weltmeister wie Anton Mang, Dirk Raudies, Stefan Bradl und Sandro Cortese hervorgebracht.
Zu den herausragenden Boxern des 20. Jahrhunderts gehören Max Schmeling und Henry Maske, im frühen 21. Jahrhundert Felix Sturm, Robert Stieglitz, Sebastian Sylvester, Jürgen Brähmer, Regina Halmich und die Kickboxerin Christine Theiss. Die ukrainischen Brüder Vitali und Wladimir Klitschko sowie die armenischstämmigen Arthur Abraham und Susianna Kentikian wurden mehrfache Weltmeister in ihren Gewichtsklassen und durchlebten ihre Profikarrieren vollständig in deutschen Boxställen.
Wintersport hat eine lange Tradition in Deutschland. Im Bobsport, Rennrodeln, Biathlon, Langlauf und Eisschnelllauf konnten deutsche Sportler regelmäßig Medaillen bei Welt- und Europameisterschaften sowie bei den Olympischen Spielen gewinnen. Weitere populäre Wintersportarten sind das Skispringen, mit Sven Hannawald, Jens Weißflog und Severin Freund als besonders erfolgreichen Sportlern, sowie verschiedene alpine Skisportarten. Katarina Witt zählt mit zwei Olympiasiegen im Eiskunstlauf zu den größten Sportlern ihrer Disziplin.

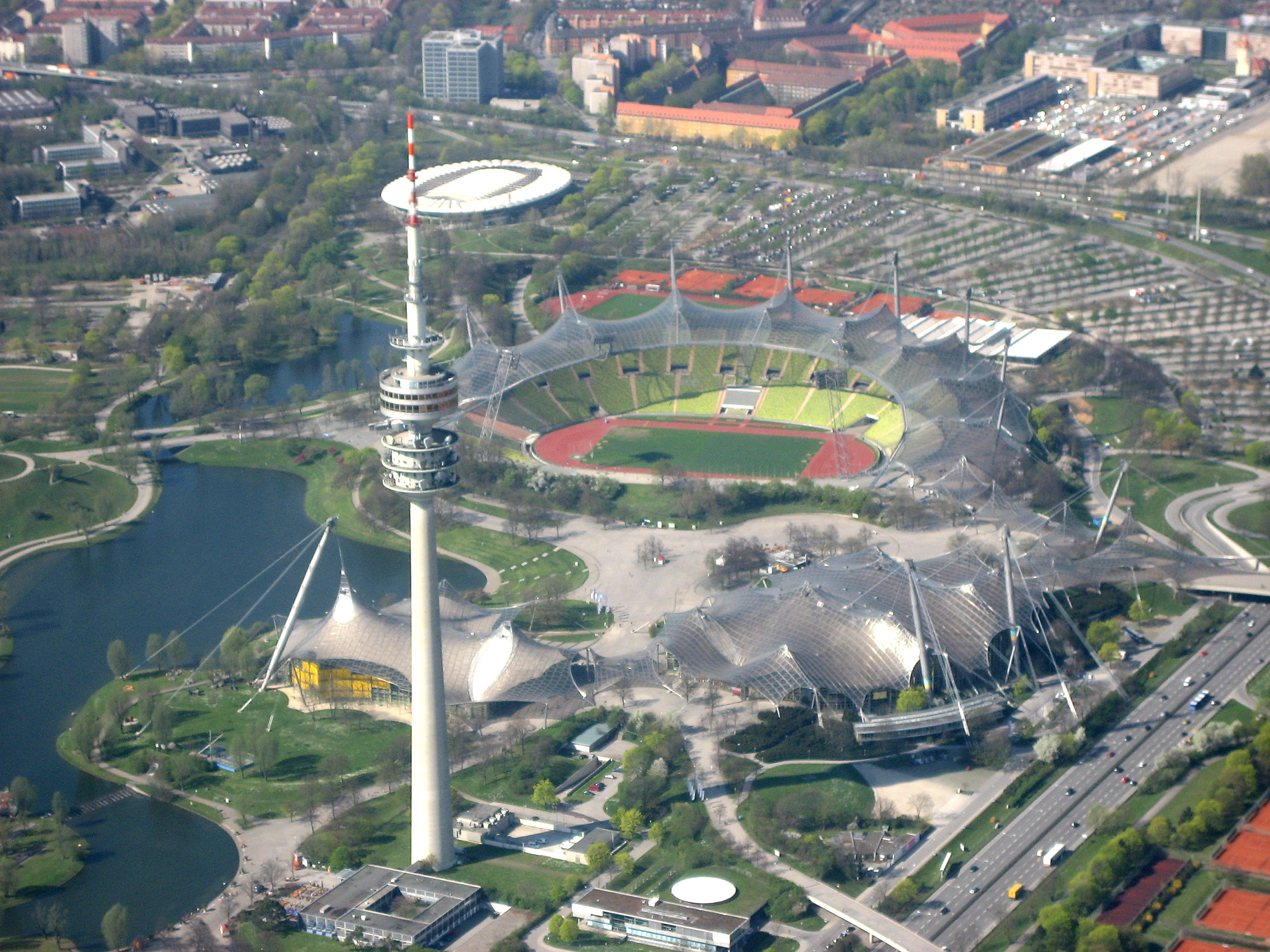
Olympiapark in München mit den zentralen Austragungsorten der Olympischen Sommerspiele 1972, der letzten Olympischen Spiele in Deutschland

Das Deutsche Reich war 1936 Austragungsort der Olympischen Sommerspiele 1936 in Berlin und der Winterspiele in Garmisch-Partenkirchen, die Bundesrepublik Deutschland für die Sommerspiele 1972. Im ewigen Medaillenspiegel der Olympischen Spiele nimmt Deutschland mit 613 Goldmedaillen den zweiten Platz ein (2025).
Tennis erlebte vor allem seit den 1980er- und 1990er-Jahren durch die Erfolge der deutschen Sportler Boris Becker, Steffi Graf und Michael Stich große Popularität. Im frühen 21. Jahrhundert gewannen Tommy Haas und Angelique Kerber einige Titel.
Die Beliebtheit des Straßenradsports hing von den aktuellen Erfolgen deutscher Fahrer ab. Rudi Altig (in den 1960er-Jahren), Jan Ullrich (1996–2005/07) und André Greipel (2010er) zählen zu den erfolgreichsten Radsportlern ihrer Zeit. Im Hallenradsport ist Deutschland nach der Anzahl der Weltmeistertitel die führende Nation. Mit über 70 Prozent der gewonnenen WM-Titel ist Deutschland – die DDR eingeschlossen – führend in den Disziplinen Radball und Kunstradfahren.
Der Deutsche Schützenbund hat etwa 1,4 Millionen Mitglieder, deutschlandweit gibt es rund sechs Millionen Sportschützen.
Im Deutschen Schachbund sind 2024 knapp 95.000 Mitglieder in rund 2250 Vereinen organisiert. Von 1894 bis 1921 war der Deutsche Emanuel Lasker der zweite Schachweltmeister. Heute ist Deutschland in der Weltspitze mit Vincent Keymer vertreten.
Große Erfolge konnten deutsche Sportler auch in weiteren Sportarten wie Fechten, Reiten, Ringen, Rudern, Kanusport, im Hockey, in der Leichtathletik und im Schwimmsport erreichen. Im Tischtennis gehören Timo Boll und Dimitrij Ovtcharov, im Golf Stephan Jäger, Bernhard Langer und Esther Henseleit zu den besten Spielern der Welt. Der Deutsche Golf-Verband zählt mit 680.000 Golfspielern im Jahr 2023 zu den zehn größten Verbänden des deutschen Sports. Zu den wichtigsten Marathonläufen der Welt zählt der seit 1974 durchgeführte Berlin-Marathon.

## Medien
In Deutschland werden 352 Zeitungen, 27 Wochenzeitungen, 7 Sonntagszeitungen, 2450 Publikums- und 3753 Fachzeitschriften regelmäßig publiziert. Einen Teil dieser Medien geben die großen Konzerne Axel Springer SE, Bauer Media Group, Bertelsmann, Hubert Burda Media und die Funke Mediengruppe heraus. Es gibt 18 Nachrichtenagenturen, von denen die Deutsche Presse-Agentur (dpa) und das Redaktionsnetzwerk Deutschland (RND) die bedeutendsten sind. Die auflagenstärksten überregionalen Tageszeitungen (Stand 2020) sind die Bild (Aufl. 1,27 Mio.), die Süddeutsche Zeitung (Aufl. 0,3 Mio.), die Frankfurter Allgemeine Zeitung (Aufl. 0,2 Mio.) und das Handelsblatt (Aufl. 0,14 Mio.). Die mit Abstand auflagenstärkste Wochenzeitung ist Die Zeit (Aufl. 0,55 Mio.). Daneben gibt es politische Magazine wie Der Spiegel und auf populäre Themen ausgerichtete Magazine wie Stern und Focus.
In Deutschland gibt es 145 Fernsehsender. Im Fernsehen gibt es öffentlich-rechtliche Sender wie Das Erste und ZDF und privat finanzierte Vollprogramme, vor allem RTL, Sat.1, Pro7, RTL Zwei, Kabel Eins und Vox. In den letzten Jahren sind viele regionale Sender und Spartenprogramme hinzugekommen.
Der Hörfunk in Deutschland ist dual organisiert und vor allem regional geprägt. Er teilt sich auf in öffentlich-rechtlichen Hörfunk, der sich durch den Rundfunkbeitrag finanziert, und private Radioanbieter, die ihre Erlöse überwiegend aus Werbung erzielen. Ende 2016 waren weit über 300 Rundfunkanbieter registriert, davon rund 290 kommerzielle und mehr als 60 öffentlich-rechtliche Programme der ARD, überwiegend über UKW ausgestrahlt, aber zunehmend auch über DAB. Von großer Bedeutung für die Entwicklung sind zwei Urteile des Bundesverfassungsgerichts von 1981 und 1986, welche die Organisation und die Rahmenbedingungen festlegten.
Als Onlinemedien werden Spiegel Online (wöchentliche Reichweite: 15 %), T-Online (wöchentliche Reichweite: 14 %) und die Nachrichtenportale der ARD (wöchentliche Reichweite: 13 %) am häufigsten genutzt. Die aktive und passive Mediennutzung beträgt täglich rund 9 Stunden (Stand 2018).

## Gesellschaft

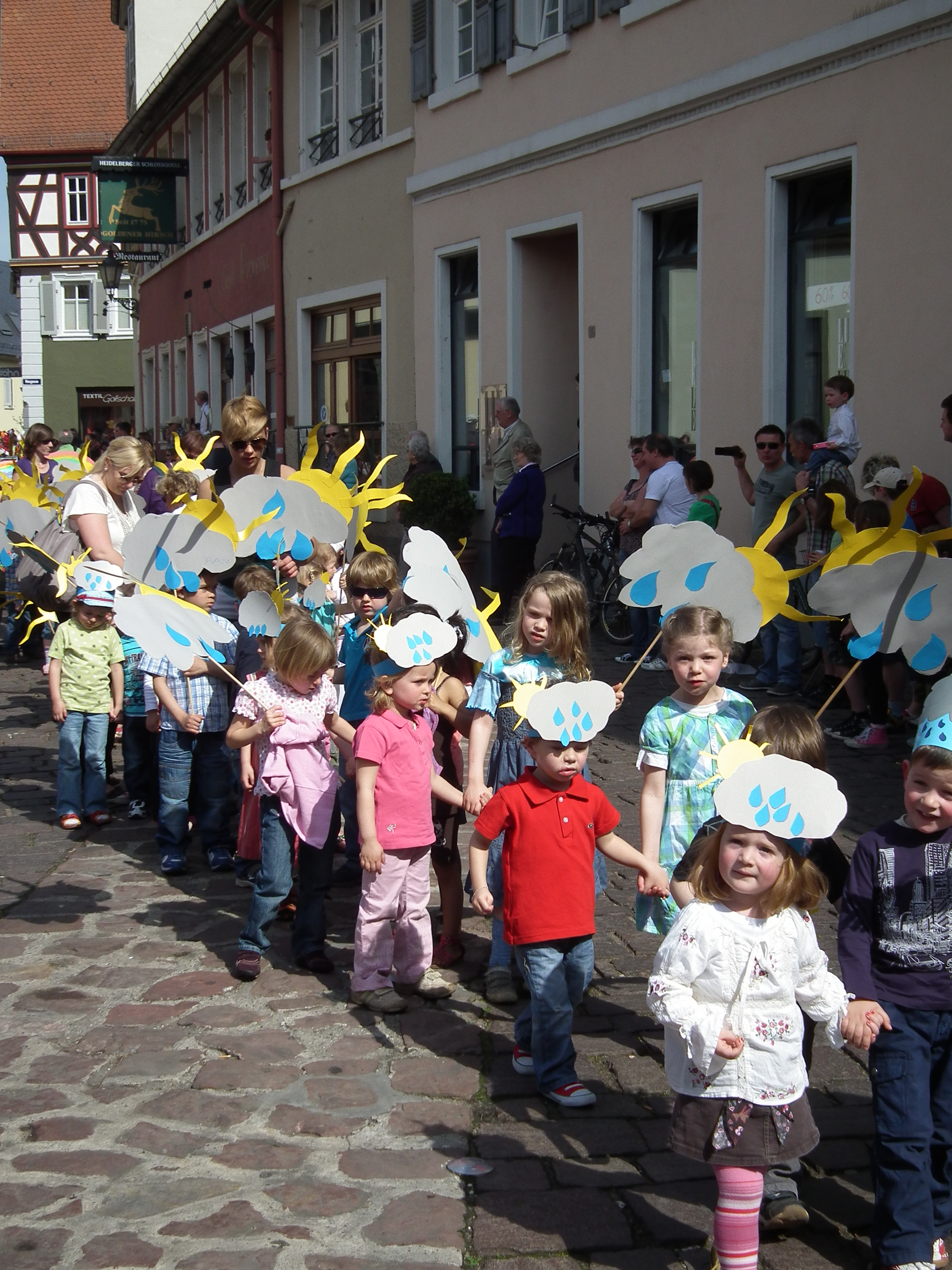
Kindergarten-Gruppe in Ladenburg, Baden-Württemberg

Laut World Values Survey werden in Deutschland, das sich auf die pluralistische Tradition der Aufklärung stützt, säkular-rationale Werte und persönliche Selbstentfaltung geschätzt. Die Bevölkerung nennt in den Bereichen Bildung, Work-Life-Balance, Beschäftigung, Umwelt, Sozialbeziehungen, Wohnen, Sicherheit und subjektives Wohlbefinden Zufriedenheitswerte über dem Durchschnitt der entwickelten Industrienationen und liegt nur bei Gesundheit darunter. Insgesamt lag Deutschland 2015 beim OECD Better Life Index mit 7 von 10 Punkten über dem OECD-Schnitt (6,5; Griechenland 5,5, Schweiz 7,6).
Im World Happiness Report 2018 der UN belegte Deutschland Platz 15 von 156 Ländern.

### Soziales
Deutschland hat eine lange Tradition des gesetzlich beförderten sozialen Ausgleichs. Laut Gini-Index gilt das Land im internationalen Vergleich als Gesellschaft mit geringer Einkommensungleichheit. Der deutsche Staat bietet seinen Bewohnern umfangreiche rechtliche Ansprüche auf Familienförderung und soziale Absicherung. Die Geschichte der Sozialversicherung begann im Kaiserreich. Spätere Regierungen haben sie nach und nach erweitert und um zusätzliche soziale Transferleistungen ergänzt, wodurch heute ein großer Teil des Staatshaushalts für Soziales aufgewendet wird.

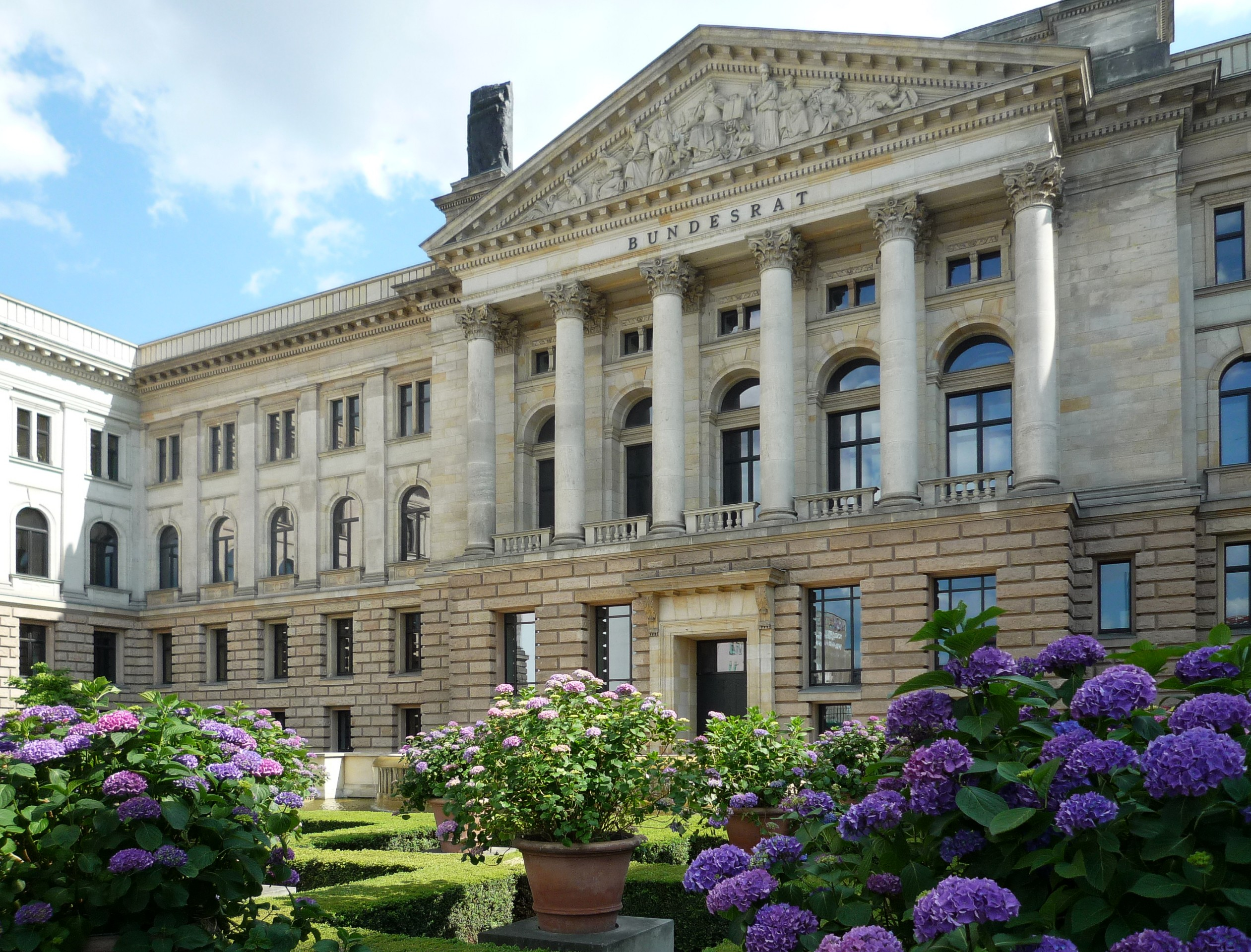
Die Bundesrepublik Deutschland ist ein kooperativ-föderalistischer Bundesstaat mit einer sozialen Marktwirtschaft (Bundesratsgebäude in Berlin).

Für Arbeitnehmer besteht eine Pflichtmitgliedschaft in der Sozialversicherung, die aus fünf Säulen besteht: Kranken-, Unfall-, Renten-, Pflege- und Arbeitslosenversicherung. Die soziale Grundsicherung wird in erster Linie durch Beiträge der Versicherten finanziert, Defizite durch Steuergelder ausgeglichen.
Im Jahr 2010 hatten in Deutschland 830.000 Euro-Millionäre (1 % der Bevölkerung) ein Gesamtvermögen von 2.191 Milliarden Euro, während rund 12,4 Millionen Menschen (15,3 % der Bevölkerung) in relativer Armut lebten oder als armutsgefährdet galten. 2016 waren 19,7 Prozent der Bevölkerung von Armut oder sozialer Ausgrenzung bedroht (EU: 23,5 %). 2024 beklagte der Europarat, dass die soziale Ungleichheit in Deutschland im Wachsen begriffen sei, und forderte die Regierung auf, mehr gegen Armut und Wohnungsnot zu unternehmen.
Zu den innerstaatlichen Transferleistungen zählt der Länderfinanzausgleich, der Bundesländer mit hohem Steueraufkommen dazu verpflichtet, einen Teil ihrer Einnahmen an schlechter gestellte Länder abzugeben, damit die Lebensverhältnisse in Deutschland nicht zu weit auseinandergehen. Der auf die Einkommensteuer erhobene Solidaritätszuschlag soll teilungsbedingte Lasten in den neuen Ländern mildern.
Das Allgemeine Gleichbehandlungsgesetz soll Benachteiligungen aufgrund von Geschlecht, Rasse, der ethnischen Herkunft, der Religion oder Weltanschauung, einer Behinderung, des Alters oder der sexuellen Identität (etwa Homosexualität) verhindern.

### Gesundheit

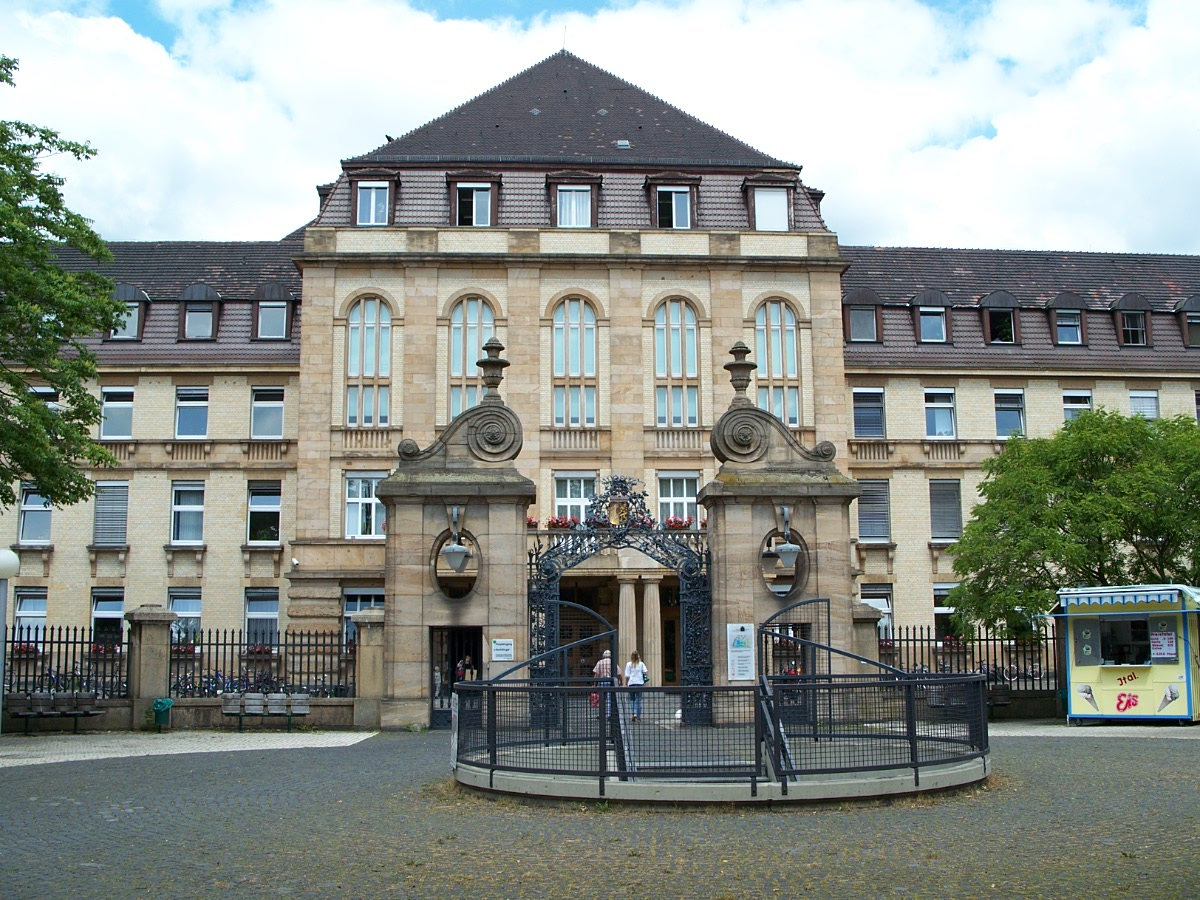
Das Universitätsklinikum Mannheim

Das deutsche Gesundheitswesen ist hoch entwickelt, wie die sehr niedrige Rate der Säuglingssterblichkeit von etwa 3,5 Jungen und 3,0 Mädchen bei 1000 Geburten und eine hohe Lebenserwartung deutlich machen, die im Jahr 2016 bei 78,2 Jahren für Männer und bei 83,1 für Frauen lag. Dabei hatten 2015 arme Männer eine Lebenserwartung von 70,1, wohlhabende von 80,9 Jahren (Frauen: 76,9 und 85,3 Jahre). 2015 ergab eine Studie der Organisation für wirtschaftliche Zusammenarbeit und Entwicklung, Patienten in Deutschland hätten kurze Wartezeiten, geringen eigenen Finanzaufwand und viel Auswahl. Die Vorbeugung sei hingegen verbesserungswürdig, was eine hohe Zahl von Krankheiten wie Herz-Kreislauf-Erkrankungen und Diabetes zeige. Die Qualität zeige sich aber unter anderem dadurch, dass ein Schlaganfall häufig überlebt werde. Die Zahl an Krankenhausaufenthalten und Operationen liege international in der Spitzengruppe, aber auch die Kosten für Medikamente; 2013 machten die Gesundheitsausgaben 11 Prozent des BIP aus (OECD-Schnitt: knapp 9 %).
Das Gesundheitssystem umfasst die Leistungserbringer wie Ärzte, Apotheker, Pflegepersonal, den Staat (Bund, Länder und Gemeinden), die Kranken-, Unfall-, Pflege- und Rentenversicherungen, die Kassenärztlichen Vereinigungen, die Arbeitgeber- und Arbeitnehmerverbände, weitere Interessenverbände sowie die Patienten, zum Teil vertreten durch Verbände und Selbsthilfeorganisationen. Krankenhäuser werden häufig in gemeinnütziger Trägerschaft geführt, zunehmend jedoch privatisiert. Weitere Versorgungsleistungen werden weitgehend privat von Freiberuflern erbracht (niedergelassene Ärzte und Apotheker und Unternehmen, beispielsweise der pharmazeutischen und medizintechnischen Industrie). Der Staat beteiligt sich als Leistungserbringer nur nachrangig mit Gesundheitsämtern, kommunalen Krankenhäusern und Hochschulkliniken.
Der Großteil der Bevölkerung gehört der gesetzlichen Krankenversicherung (GKV) an, deren Beiträge sich hauptsächlich an der Einkommenshöhe orientieren. Familienmitglieder ohne eigenes Einkommen sind oft beitragsfrei mitversichert. Der Leistungsanspruch ist unabhängig von der Beitragshöhe. Etwa 10,8 Prozent der Versicherten waren 2017 privat krankenversichert.

### Bildung

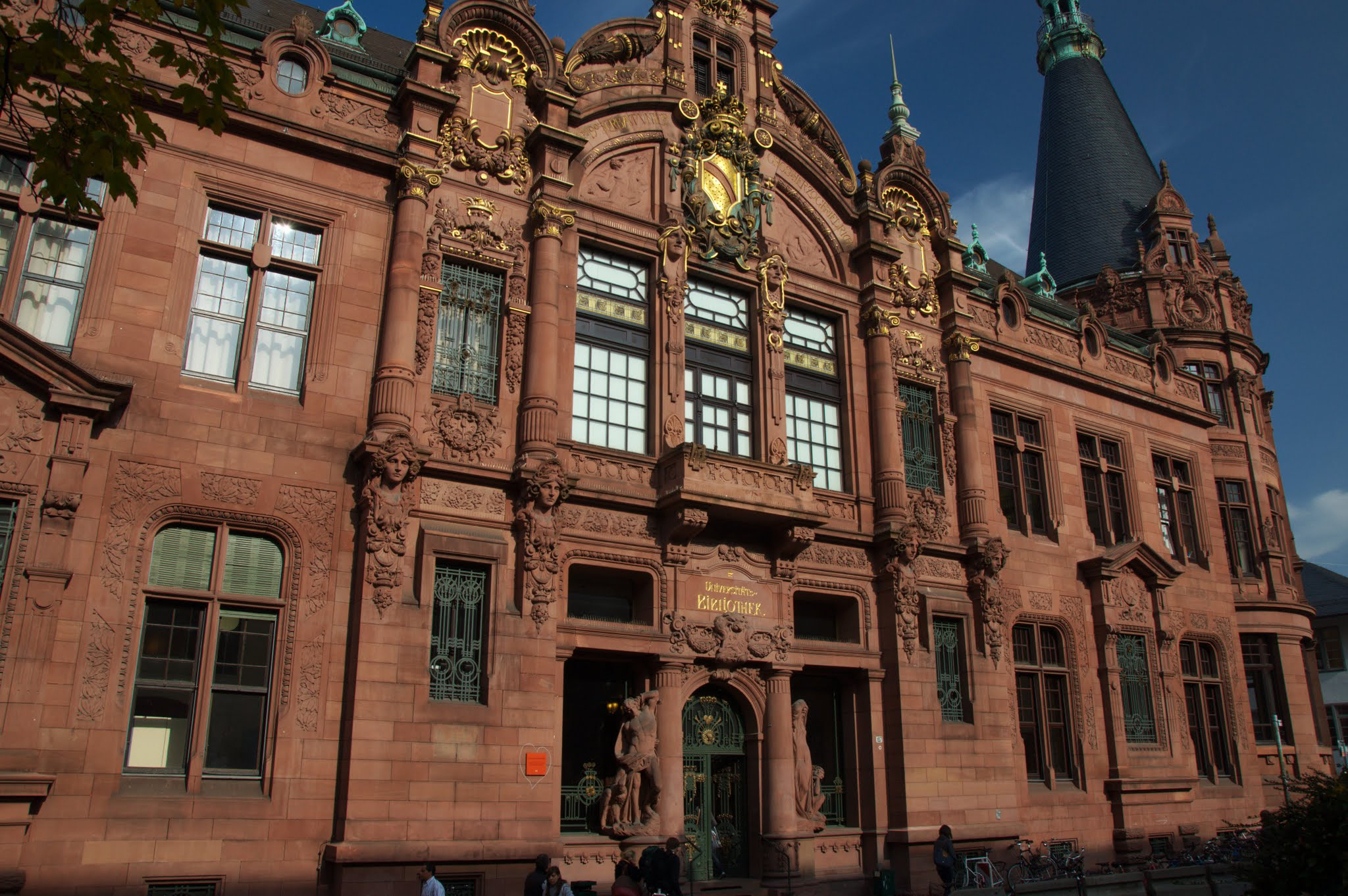
Die Universitätsbibliothek Heidelberg ist das Wahrzeichen der Universität Heidelberg, der ältesten Universität Deutschlands, gegründet im Jahr 1386. Sie ist seit 2007 Teil der Exzellenzinitiative.

Das heutige deutsche Bildungswesen hat seine Wurzeln unter anderem im weltweit einstmals vorbildhaften humboldtschen Bildungsideal und den preußischen Bildungsreformen. Seine Ausgestaltung liegt in der Verantwortung der Länder („Kulturhoheit“), wird jedoch durch bundesweite Konferenzen der Kultusminister koordiniert, die auch gemeinsame Bildungsstandards setzen. Je nach Bundesland gibt es Vorschulzeiten und es besteht eine neun- bis dreizehnjährige Schulpflicht. Der Besuch der allgemeinbildenden Schulen dauert mindestens neun Jahre. Danach können weiterführende Schulen bzw. berufsbildende Schulen besucht werden. Die meisten deutschen Bundesländer haben ein gegliedertes Schulsystem mit Hauptschule, Realschule und Gymnasium, es gibt jedoch Tendenzen zu mehr Gesamtschulen und Ganztagsschulen. Die Hochschulreife wird – je nach Bundesland – nach zwölf oder dreizehn Schuljahren erworben.
Praktisch alle jungen Erwachsenen besuchen nach der Schule eine weiterführende Bildungseinrichtung. Auszubildende in Betrieben besuchen in der Regel an ein oder zwei Tagen in der Woche die Berufsschule, was als Erfolgsmodell der dualen Ausbildung weltweit bekannt ist. Die akademische Entsprechung ist das duale Studium. Studierende können zwischen universitären und anwendungsorientierten Hochschulen (Fachhochschulen) wählen. Die Akademikerquote stieg seit den 1970er-Jahren stetig an.

Bildungsgänge im deutschen Bildungssystem

Auch die berufliche Weiterbildung spielt eine große Rolle. Für Arbeitslose stellt die Bundesagentur für Arbeit Weiterbildungsgutscheine bereit. Vor ihrer beruflichen Ausbildung können Jugendliche außerdem sogenannte Freiwilligendienste, wie ein freiwilliges soziales Jahr oder ein freiwilliges ökologisches Jahr, absolvieren. Weitere populäre Übergangsaktivitäten sind der Freiwillige Wehrdienst und Auslandsaufenthalte, etwa in Form von Work & Travel oder Jugendaustausch.
Bei Schulleistungsuntersuchungen schneidet Deutschland im weltweiten Vergleich häufig nur mittelmäßig oder sogar unterdurchschnittlich ab. In den letzten PISA-Studien konnte Deutschland sich verbessern: Im PISA-Ranking von 2015 erreichten deutsche Schüler Platz 16 von 72 in Mathematik, Platz 15 in Naturwissenschaften und Platz 10 beim Leseverständnis. Die Leistungen deutscher Schüler lagen damit in allen drei Kategorien über dem OECD-Durchschnitt. Die OECD kritisiert allerdings in den PISA-Studien die deutsche Bildungspolitik, da insbesondere die Schulerfolge von Kindern mit sozial- oder bildungsschwachem Elternhaus und mit Migrationshintergrund unter dem Durchschnitt lägen. Entgegen den Reformbemühungen der letzten Jahrzehnte ist es weiterhin statistisch signifikant unwahrscheinlicher, dass Arbeiterkinder das Abitur (Allgemeine Hochschulreife) oder einen Hochschulabschluss erreichen als Kinder aus den Mittel- oder Oberschichten. Zudem würde es an individueller Differenzierung und Förderung sowohl bei leistungsstarken als auch -schwachen Schülern mangeln. Die Ausgaben für Bildung (4,6 % des Bruttoinlandsprodukts) liegen im OECD-Vergleich unter dem Durchschnitt. Die schulische Förderung im Grundschulalter gilt als verbesserungswürdig, insbesondere was Betreuungsmöglichkeiten und gezielte Förderung schwächerer Schüler angeht.
Von der erwerbsfähigen Bevölkerung galten 2011 etwa 2,3 Millionen (4 %) als vollständige und 7,5 Millionen als funktionale Analphabeten.

### Wissenschaft

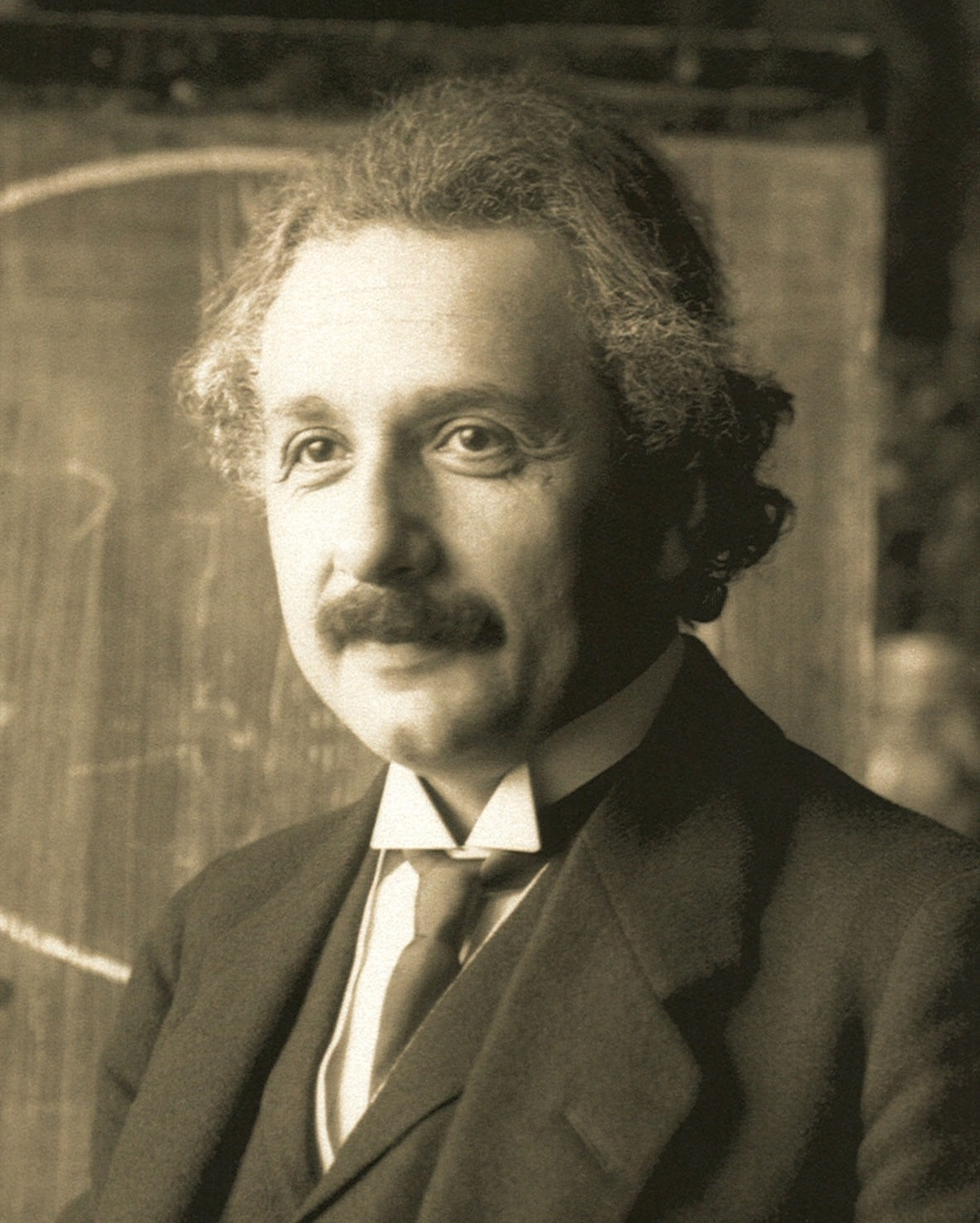
Albert Einstein (1921), Physiker und Nobelpreisträger

Deutschland ist ein international bedeutender Technologie- und Wissenschaftsstandort. Seit der industriellen Revolution waren deutschsprachige Forscher bei der Gründung empirischer Wissenschaften maßgeblich beteiligt. Insbesondere die wirtschaftliche Leistungsfähigkeit verschiedenster Industrien und der Wissenstransfer in die Praxis wurde durch die kreative Arbeit von Ingenieuren vorangetrieben. Rund 8 Prozent aller weltweit gemäß PCT angemeldeten Patente im Jahr 2016 kamen aus Deutschland; damit rangierte Deutschland auf Platz 4 hinter den USA, Japan und China.
In Deutschland sind Universitäten, Technische Universitäten und Fachhochschulen Einrichtungen der Forschung und wissenschaftlichen Lehre. Die (Technischen) Universitäten sind zu Promotions- und Habilitationsverfahren berechtigt. Beide Verfahren sollen Bildung nachweisen und wissenschaftliche Erkenntnisse enthalten. Mit der Einführung internationaler Abschlussbezeichnungen im Zuge des Bologna-Prozesses wird im akademischen Bildungsbereich die bisherige Trennung der Abschlüsse zwischen Fachhochschulen und Universitäten aufgeweicht. Einzelne Hochschuleinrichtungen bilden überhaupt nicht im tertiären Bildungsbereich aus, sondern sind zur postgradualen Bildung oder ausschließlich zur Promotion und Habilitation eingerichtet. Die meisten deutschen Hochschulen sind in öffentlicher Trägerschaft, werden aber in ihrer Forschung über Drittmittel finanziert (Deutsche Forschungsgemeinschaft, Stiftungen, Unternehmen und andere).

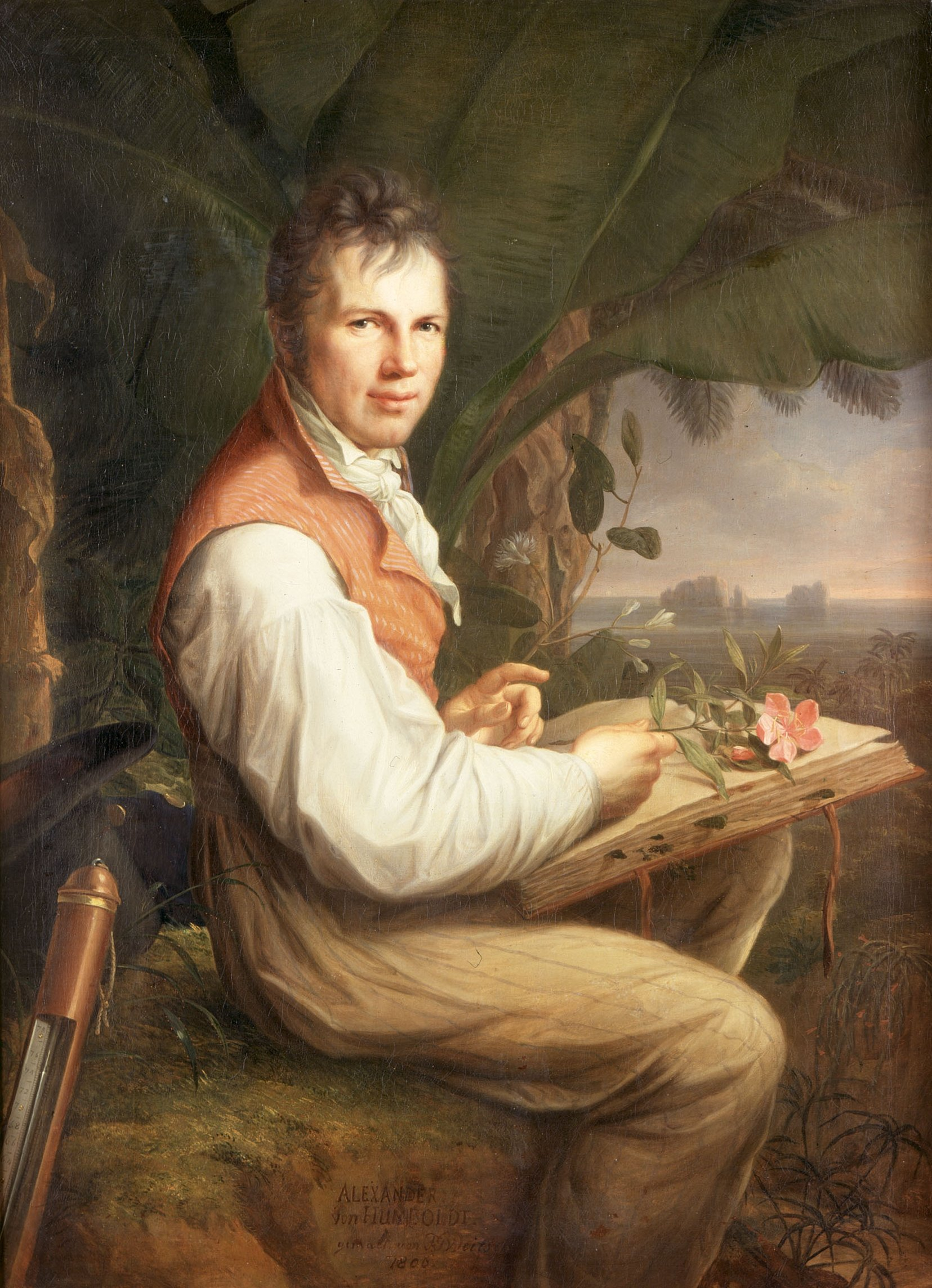
Alexander von Humboldt (1769–1859)

Neben den Universitäten gibt es eine größere Anzahl von Forschungsorganisationen, die deutschlandweit und darüber hinaus tätig sind. Dabei wurde in Deutschland zum einen ein System der Arbeitsteilung der Universitäten untereinander und zum anderen eines zwischen den Universitäten und den außeruniversitären Forschungseinrichtungen geschaffen. Die Max-Planck-Gesellschaft verpflichtet sich der Grundlagenforschung. Sie führt 79 Institute in Deutschland und besitzt ein Jahresbudget von 1,8 Milliarden Euro. Die Helmholtz-Gemeinschaft ist die größte wissenschaftliche Gesellschaft in Deutschland und betreibt 15 sogenannte Großforschungszentren, die fächerübergreifend an wissenschaftlichen Komplexen arbeiten. Die Fraunhofer-Gesellschaft ist die größte Organisation der angewandten Forschung. Sie greift in ihren 56 Instituten Ergebnisse der Grundlagenforschung auf und versucht sie wirtschaftlich zu erschließen. Sie stellt der Wirtschaft die Dienstleistung der Auftragsforschung bereit. Weltweite Bekanntheit erlangte sie durch die Entwicklung des MP3-Audioformats. Sie gehört zu den wichtigsten Patentanmeldern und -besitzern in Deutschland. Die Leibniz-Gemeinschaft ist ein Verbund eigenständiger Forschungseinrichtungen, die sowohl in der Grundlagenforschung als auch in der angewandten Forschung arbeiten.

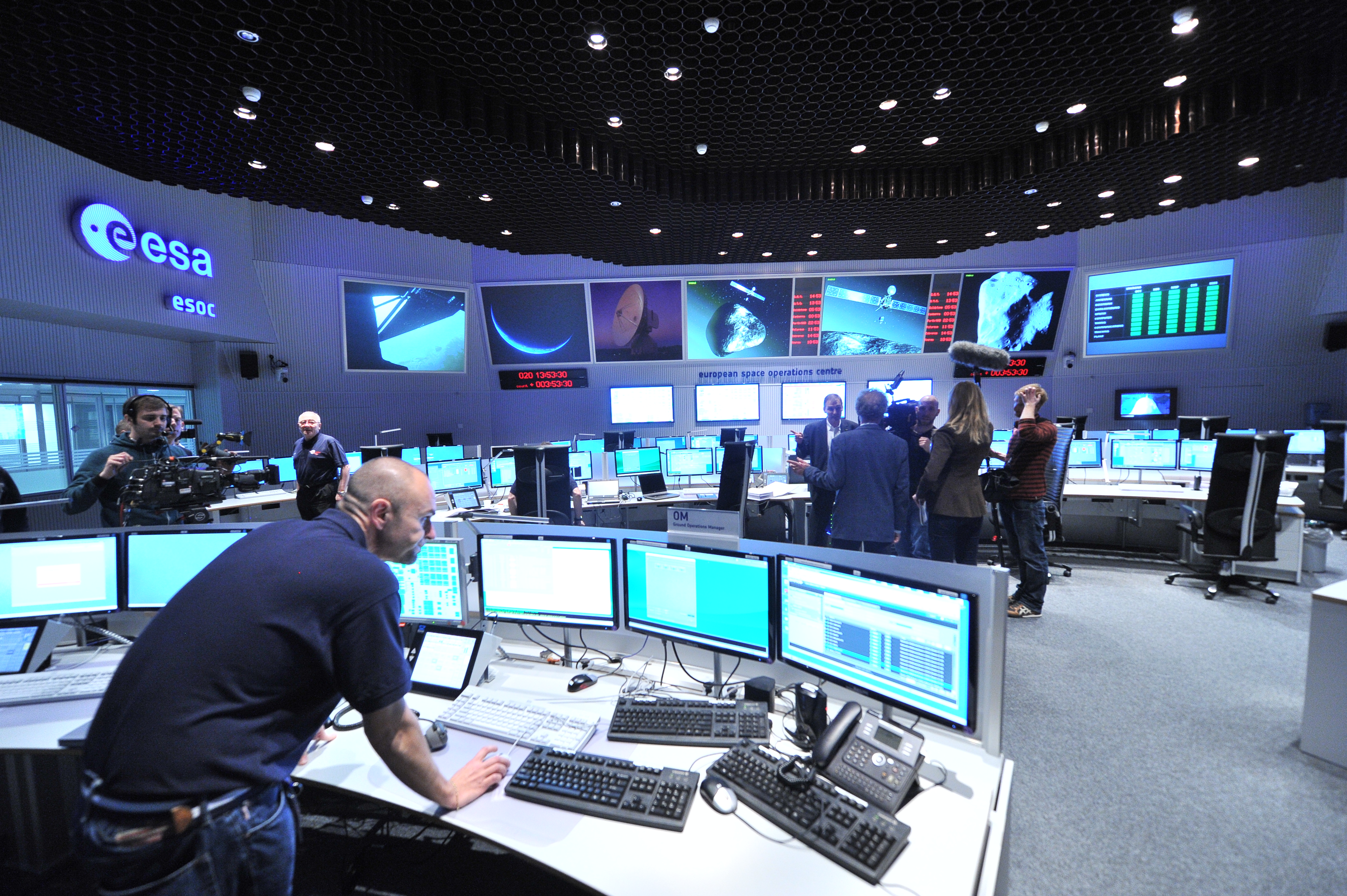
Europäisches Raumflugkontrollzentrum (ESOC), Kontrollraum der ESA in Darmstadt. Deutschland leistet den größten Beitrag zum europäischen Raumfahrtprogramm.

Die Ausgaben der staatlichen Universitäten und Hochschulen in Deutschland (auch als tertiärer Bildungsbereich in Deutschland bezeichnet) betrugen im Jahr 2020 über 64 Milliarden Euro (im Jahr 2005: 30,9 Milliarden Euro), die vor allem aus Steuereinnahmen des Bundes und der Länder finanziert sind. An den Universitäten und Hochschulen in Deutschland studierten im Jahr 2020 etwa 2,9 Millionen Studenten. Davon waren etwa 14 % ausländische Studenten.
Weitere 15,6 Milliarden Euro erhielten außeruniversitäre Institute wie die Fraunhofer-Gesellschaft, Helmholtz-Gemeinschaft, Leibniz-Gemeinschaft, Max-Planck-Gesellschaft oder die Akademien der Wissenschaften. Die gesamten Ausgaben für Bildung, Forschung und Wissenschaft betrugen im Jahr 2020 etwa 334 Milliarden Euro in Deutschland.
Aus Deutschland stammen zahlreiche Forscher aus allen Bereichen der modernen Wissenschaften. Mehr als 100 Nobelpreisträger werden dem Land zugeordnet. Albert Einstein und Max Planck begründeten mit ihren Theorien wichtige Säulen der theoretischen Physik, auf denen beispielsweise Werner Heisenberg und Max Born weiter aufbauen konnten. Wilhelm Conrad Röntgen, der erste Physik-Nobelpreisträger, entdeckte und untersuchte die nach ihm benannte Röntgenstrahlung, die noch heute eine wichtige Rolle unter anderem in der medizinischen Diagnostik und der Werkstoffprüfung spielt. Heinrich Hertz schrieb bedeutende Arbeiten zur elektromagnetischen Strahlung, die für die heutige Telekommunikationstechnik maßgeblich sind. Die Entwicklungen von Karl von Drais, Nikolaus Otto, Rudolf Diesel, Gottlieb Daimler und Carl Benz haben das Verkehrswesen revolutioniert, die nach ihren Erfindern benannten Bunsenbrenner und Zeppeline sind weltweit ein Begriff. Die deutsche Raumfahrt leistete entscheidende Pionierarbeit im Bereich der Raumfahrt und der Weltraumforschung und besitzt heute mit dem Deutschen Zentrum für Luft- und Raumfahrt (DLR) eine leistungsfähige Raumfahrtagentur, zudem ist Deutschland das am meisten zur Europäischen Weltraumorganisation (ESA) beitragende Mitgliedsland.
Die chemische Forschung wurde unter anderem von Carl Wilhelm Scheele, Otto Hahn und Justus von Liebig mitgeprägt. Mit ihren erfolgreichen Erfindungen sind Namen wie Johannes Gutenberg, Werner von Siemens, Wernher von Braun, Konrad Zuse und Philipp Reis Bestandteile der technologischen Allgemeinbildung. Auch viele bedeutende Mathematiker wurden in Deutschland geboren, so zum Beispiel Adam Ries, Friedrich Bessel, Richard Dedekind, Carl Friedrich Gauß, David Hilbert, Emmy Noether, Bernhard Riemann, Karl Weierstraß und Johannes Müller (Regiomontanus). Weitere wichtige deutsche Forscher und Wissenschaftler sind der Astronom Johannes Kepler, der Archäologe Heinrich Schliemann, die Biologin Christiane Nüsslein-Volhard, der Universalgelehrte Gottfried Wilhelm Leibniz, der Naturforscher Alexander von Humboldt, der Religionsforscher Max Müller, der Historiker Theodor Mommsen, der Soziologe Max Weber und der Medizinforscher Robert Koch.